# Liste der Kulturdenkmäler in Calden
Die folgende Liste enthält die in der Denkmaltopographie ausgewiesenen Kulturdenkmäler auf dem Gebiet  der  Stadt Calden, Landkreis Kassel, Hessen.
Hinweis: Die Reihenfolge der Denkmäler in dieser Liste orientiert sich zunächst an Stadtteilen und anschließend der Anschrift, alternativ ist sie auch nach der Bezeichnung oder der Bauzeit sortierbar.
Kulturdenkmäler werden fortlaufend im Denkmalverzeichnis des Landes Hessen durch das Landesamt für Denkmalpflege Hessen auf Basis des Hessischen Denkmalschutzgesetzes (HDSchG) geführt. Die Schutzwürdigkeit eines Kulturdenkmals hängt nicht von der Eintragung in das Denkmalverzeichnis des Landes Hessen oder der Veröffentlichung in der Denkmaltopographie ab.

Die Liste der Kulturdenkmäler in Calden enthält alle Kulturdenkmäler in Calden.

## Legende
- Bezeichnung: Nennt den Namen, die Bezeichnung oder die Art des Kulturdenkmals.
- Lage: Nennt den Straßennamen und wenn vorhanden die Hausnummer des Kulturdenkmals. Die Grundsortierung der Liste erfolgt nach dieser Adresse. Der Link „Karte“ führt zu verschiedenen Kartendarstellungen und nennt die Koordinaten des Kulturdenkmals.
- Datierung: Gibt die Datierung an; das Jahr der Fertigstellung bzw. den Zeitraum der Errichtung. Eine Sortierung nach Jahr ist möglich.
- Beschreibung: Nennt bauliche und geschichtliche Einzelheiten des Kulturdenkmals, vorzugsweise die Denkmaleigenschaften.
- Objekt-Nr: Gibt, sofern vorhanden, die vom Landesamt für Denkmalpflege vergebene Objekt-ID des Kulturdenkmals an.

## Calden

### Gesamtanlage
| Bild                                                  | Bezeichnung                                           | Lage | Beschreibung | Bauzeit                           | Daten |
| ----------------------------------------------------- | ----------------------------------------------------- | --- | ------------ | --------------------------------- | ----- |
| Bild gesucht BW                                       | Gesamtanlage                                          | Am Berge 1–5, 2–6; Am Wasser 1–9, 4–18; Harter Weg 1; Hegerweg 1–3, 2–6; Hohler Weg 1–3; Holländische Straße 19–47a, 36–58; Kirchgasse 13, 16–24; Kirchplatz 2; Mittelstraße 3–21, 2–32; Schachter Straße 1; Treisweg 1–5, 2–10; Triftstraße 2–8, 5–11; Wilhelmsthaler Straße 1–55, 2–62. Lage | (g, k)       |                                   |       |
| traufständiger Fachwerkrähmbau                        | traufständiger Fachwerkrähmbau                        | Am Berge 3 LageFlur: 25, Flurstück: 150/5 | (g, s)       | spätes 19. Jahrhundert            |       |
| Bild gesucht BW                                       | Wohnwirtschaftsgebäude Harter Weg 4                   | Harter Weg 4 LageFlur: 25, Flurstück: 248/46 |              |                                   |       |
| Bild gesucht BW                                       | ehemalige Mühle                                       | Hohler Weg 1 LageFlur: 24, Flurstück: 79/1 | (g, s)       | um 1800                           |       |
| ehemaliges Tagelöhnerhaus                             | ehemaliges Tagelöhnerhaus                             | Holländische Straße 21 Lage | (g, s)       | um 1800                           |       |
| Wohnhaus                                              | Wohnhaus                                              | Holländische Straße 25 Lage | (g)          | im 18. Jahrhundert                |       |
| bäuerliches Wohnwirtschaftsgebäude einer Hofreite     | bäuerliches Wohnwirtschaftsgebäude einer Hofreite     | Holländische Straße 27 Lage | (g, k)       | um 1800                           |       |
| frühes Flurquerdielenhaus                             | frühes Flurquerdielenhaus                             | Holländische Straße 41 LageFlur: 27, Flurstück: 99/3 | (g, k, s)    | frühes 18. Jahrhundert            |       |
| Flurquerdielenhaus                                    | Flurquerdielenhaus                                    | Holländische Straße 54 Lage | (g, s)       | 1835                              |       |
| Bild gesucht BW                                       | Fachwerkwohnhaus Holländische Straße 55               | Holländische Straße 55 Lage |              |                                   |       |
| großvolumiges Wohnwirtschaftsgebäude                  | großvolumiges Wohnwirtschaftsgebäude                  | Holländische Straße 56 Lage | (g, k)       | um 1800                           |       |
| Bild gesucht BW                                       | Fachwerkwohnhaus Holländische Straße 66               | Holländische Straße 66 Lage |              |                                   |       |
| Johanneskirche                                        | Johanneskirche                                        | Kirchplatz 2 Lage | (g, k, s)    | 1846–1849                         |       |
| Wohnwirtschaftsgebäude                                | Wohnwirtschaftsgebäude                                | Mittelstraße 14 Lage | (g, s)       | 1876                              |       |
| Wohnwirtschaftsgebäude                                | Wohnwirtschaftsgebäude                                | Mittelstraße 17 LageFlur: 25, Flurstück: 103/4 | (g, s)       | erste Hälfte des 18. Jahrhunderts |       |
| Wohnwirtschaftsgebäude                                | Wohnwirtschaftsgebäude                                | Mittelstraße 19 LageFlur: 25, Flurstück: 102/1 | (g, s)       | erste Hälfte des 18. Jahrhunderts |       |
| traufständiges Fachwerkwohnhaus                       | traufständiges Fachwerkwohnhaus                       | Mittelstraße 30 Lage | (k)          | frühes 20. Jahrhundert            |       |
| später Vertreter des bäuerlichen Einhauses            | später Vertreter des bäuerlichen Einhauses            | Schachter Straße 1 Lage | (g)          | 1912                              |       |
| weitere Bilder                                        | Friedhofskapelle                                      | Waldstraße (Mitte) Lage |              | 1947                              |       |
| älteres Querdielenhaus                                | älteres Querdielenhaus                                | Wilhelmsthaler Straße 1 LageFlur: 27, Flurstück: 96/4 und 96/5 | (g, s)       | vor 1800                          |       |
| giebelständiges, großvolumiges Wohnwirtschaftsgebäude | giebelständiges, großvolumiges Wohnwirtschaftsgebäude | Wilhelmsthaler Straße 3 LageFlur: 27, Flurstück: 93/7 | (g)          | ausgehendes 19. Jahrhundert       |       |
| Flurquerdielenhaus                                    | Flurquerdielenhaus                                    | Wilhelmsthaler Straße 4 Lage | (g, s)       | 1833                              |       |
| Gasthaus                                              | Gasthaus                                              | Wilhelmsthaler Straße 9 LageFlur: 27, Flurstück: 78/2 | (g, k)       | um 1910                           |       |
| traufständiger zweigeschossiger Fachwerkbau           | traufständiger zweigeschossiger Fachwerkbau           | Wilhelmsthaler Straße 12 Lage | (g)          | spätes 19. Jahrhundert            |       |
| Querdielenhaus                                        | Querdielenhaus                                        | Wilhelmsthaler Straße 21 LageFlur: 27, Flurstück: 53/3 | (g, k, s)    | 1828                              |       |
| Fachwerkwohnhaus                                      | Fachwerkwohnhaus                                      | Wilhelmsthaler Straße 28 Lage | (g, k)       | 1895                              |       |
| Flurquerdielenhaus                                    | Flurquerdielenhaus                                    | Wilhelmsthaler Straße 30 Lage | (g, k)       | 1735                              |       |
| Alte Schmiede                                         | Alte Schmiede                                         | Wilhelmsthaler Straße 30 Lage | (g, k)       | 1770                              |       |
| traufständiger Rähmbau                                | traufständiger Rähmbau                                | Wilhelmsthaler Straße 37 Lage | (g, k, s)    | um 1800                           |       |
| giebelständiges zweigeschossiges Fachwerkgebäude      | giebelständiges zweigeschossiges Fachwerkgebäude      | Wilhelmsthaler Straße 39 Lage | (g, k, s)    | frühes 20. Jahrhundert            |       |
| Querdielenhaus                                        | Querdielenhaus                                        | Wilhelmsthaler Straße 40 Lage | (g, k)       | frühes 18. Jahrhundert            |       |
| Flurquerdielenhaus                                    | Flurquerdielenhaus                                    | Wilhelmsthaler Straße 41 Lage | (g, k, s)    | um 1700                           |       |
| ehemaliges Flurquerdielenhaus                         | ehemaliges Flurquerdielenhaus                         | Wilhelmsthaler Straße 42 Lage | (g, k)       | frühes 18. Jahrhundert            |       |
| großvolumiges Flurquerdielenhaus                      | großvolumiges Flurquerdielenhaus                      | Wilhelmsthaler Straße 43 Lage | (g, s)       | 18. Jahrhundert                   |       |
| großvolumiges Flurquerdielenhaus                      | großvolumiges Flurquerdielenhaus                      | Wilhelmsthaler Straße 44 + 46 Lage | (g, k)       | spätes 17. Jahrhundert            |       |
| Flurquerdielenhaus                                    | Flurquerdielenhaus                                    | Wilhelmsthaler Straße 50 Lage | (g, s)       | Mitte des 18. Jahrhunderts        |       |

Denkmäler der Gesamtanlage Calden ohne eigenen Eintrag in der Topographie
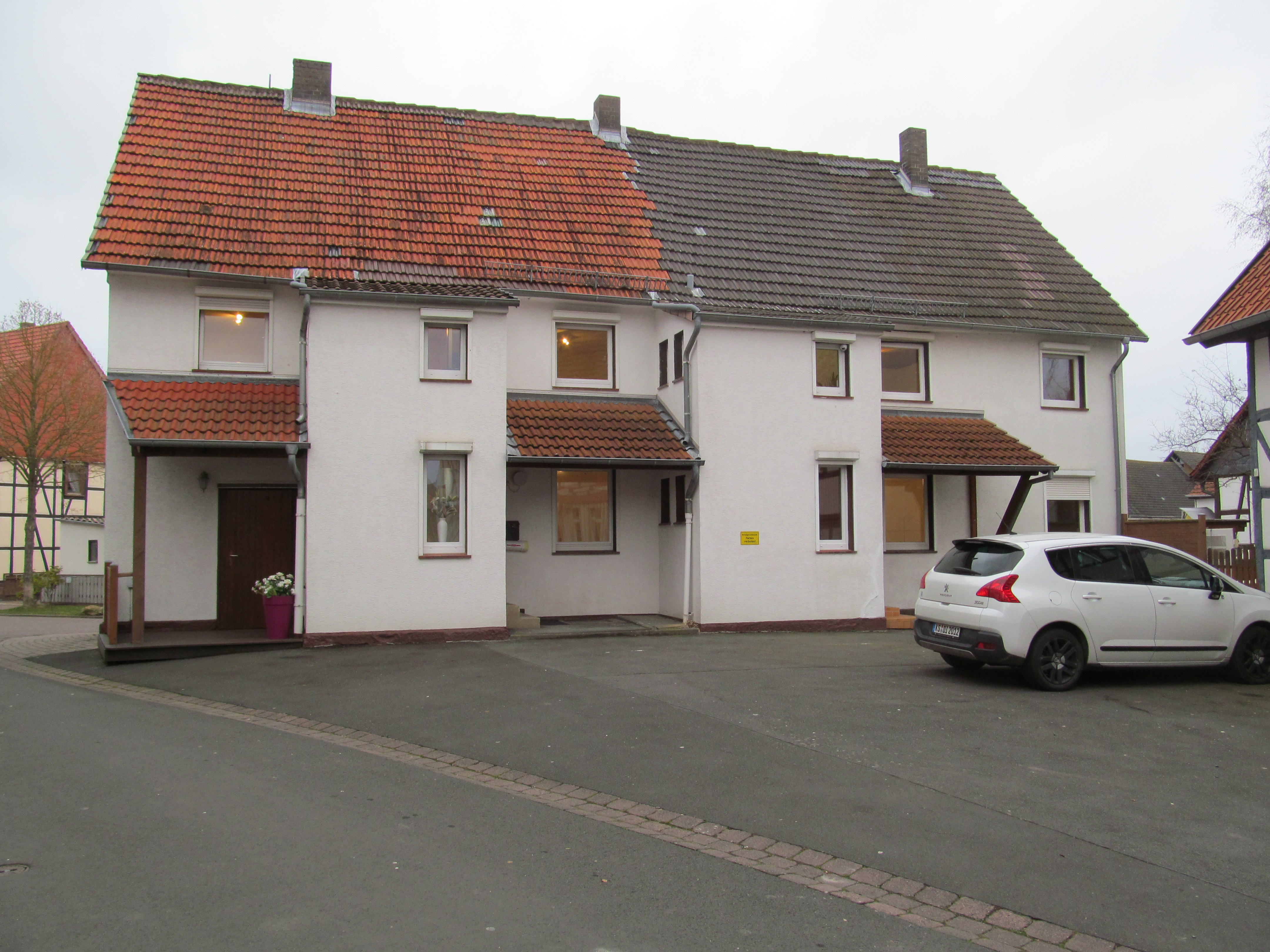
Am Berge 1
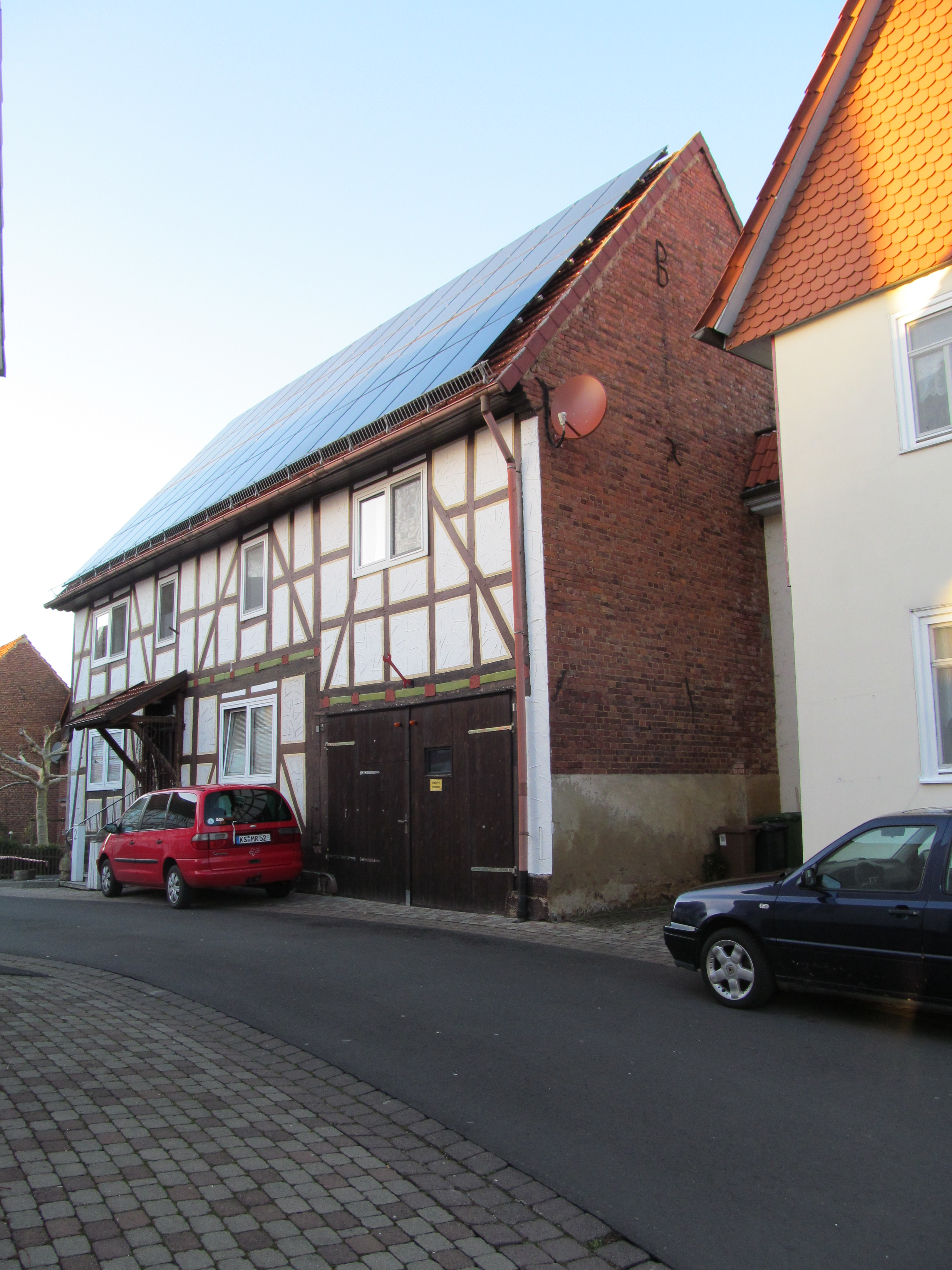
Am Berge 2
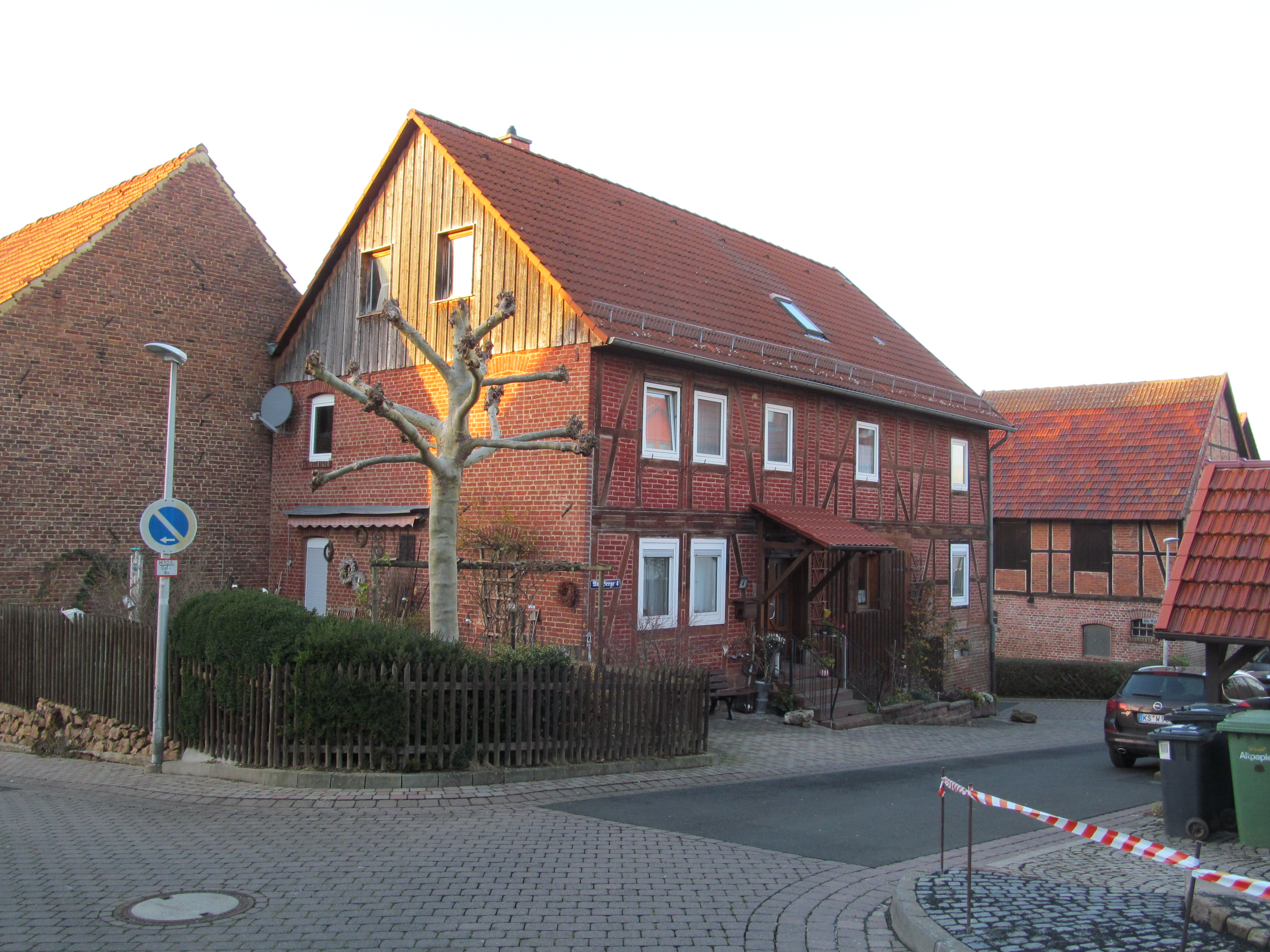
Am Berge 4
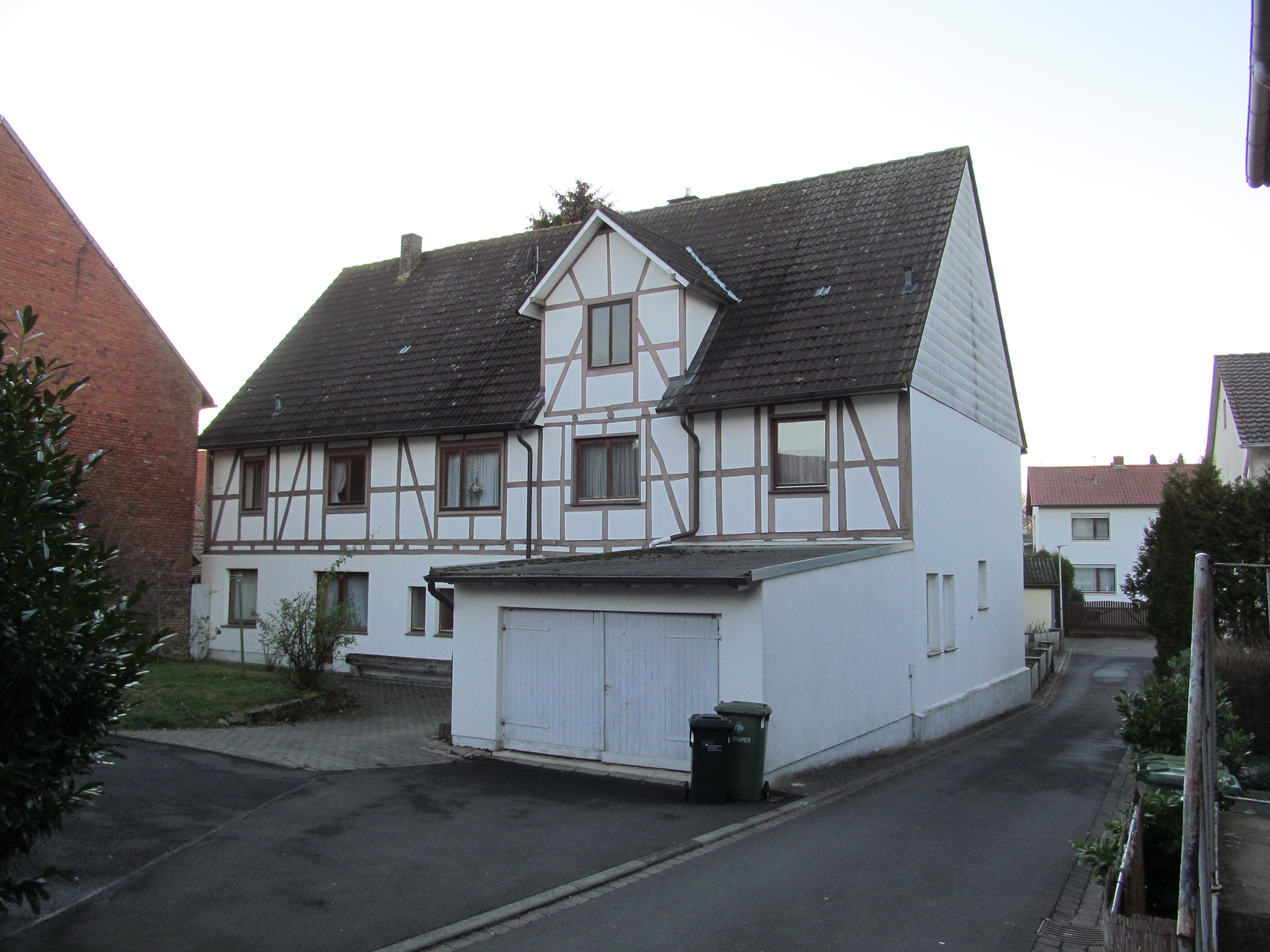
Am Berge 5
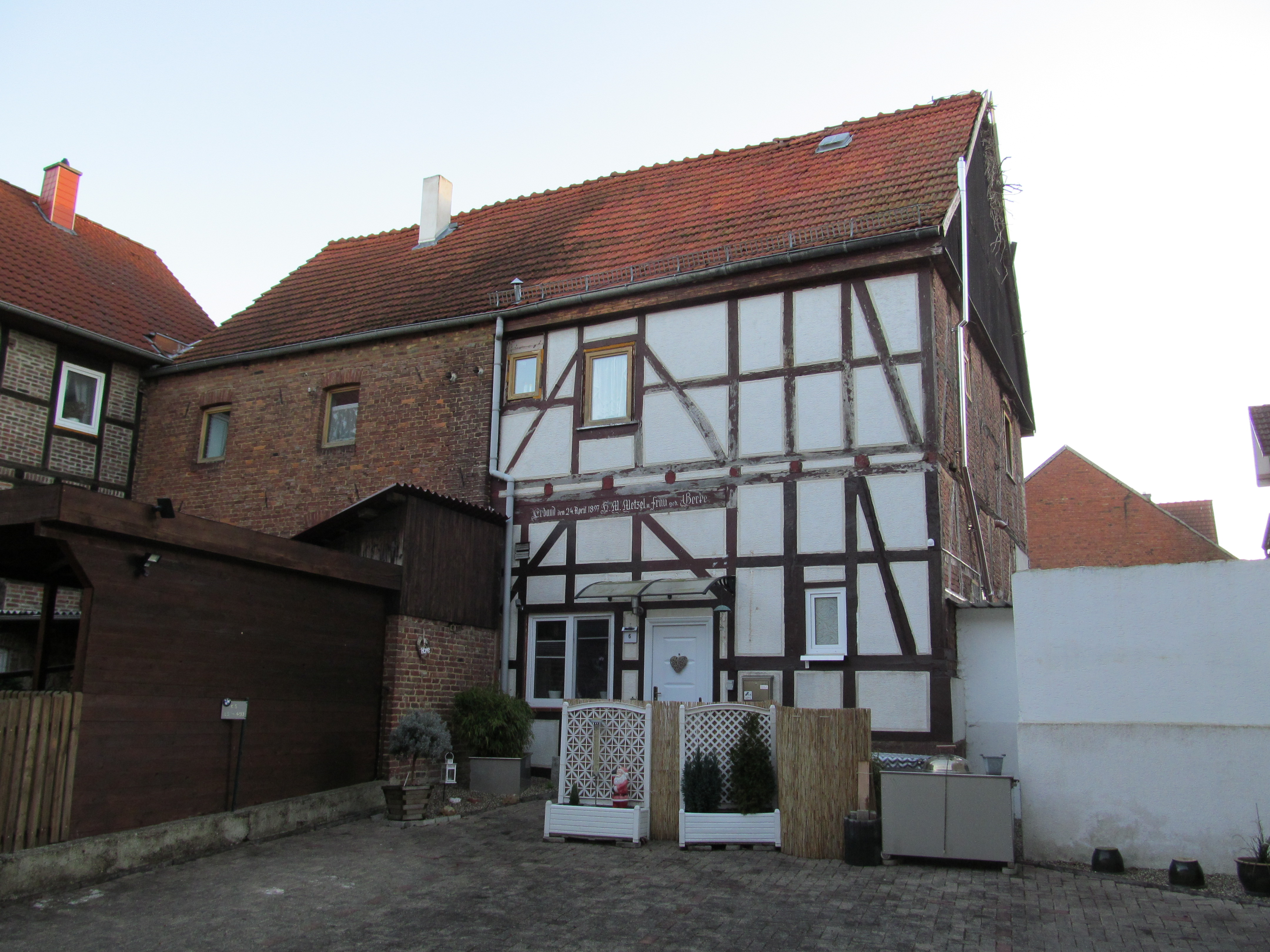
Am Berge 6
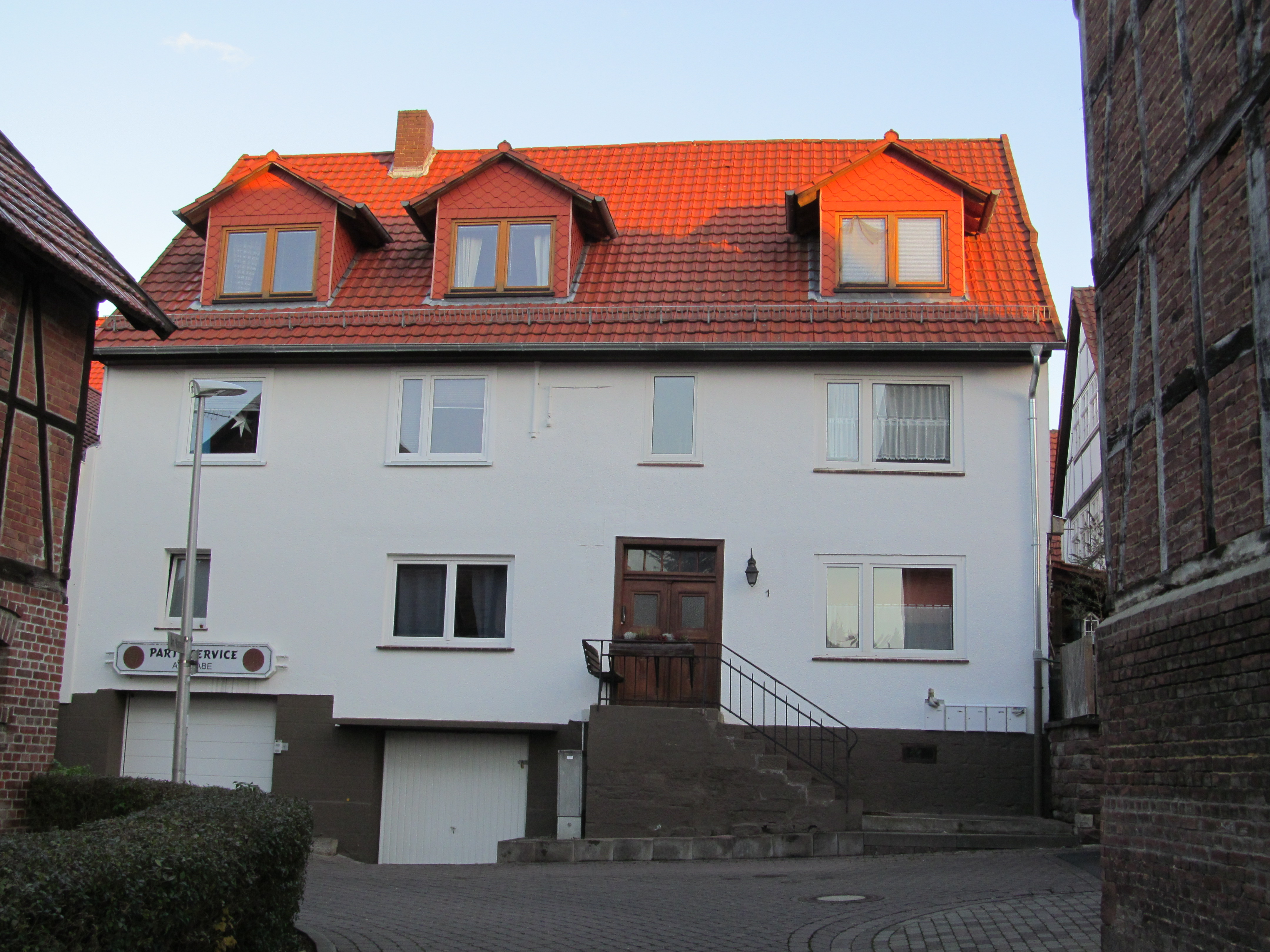
Am Wasser 1
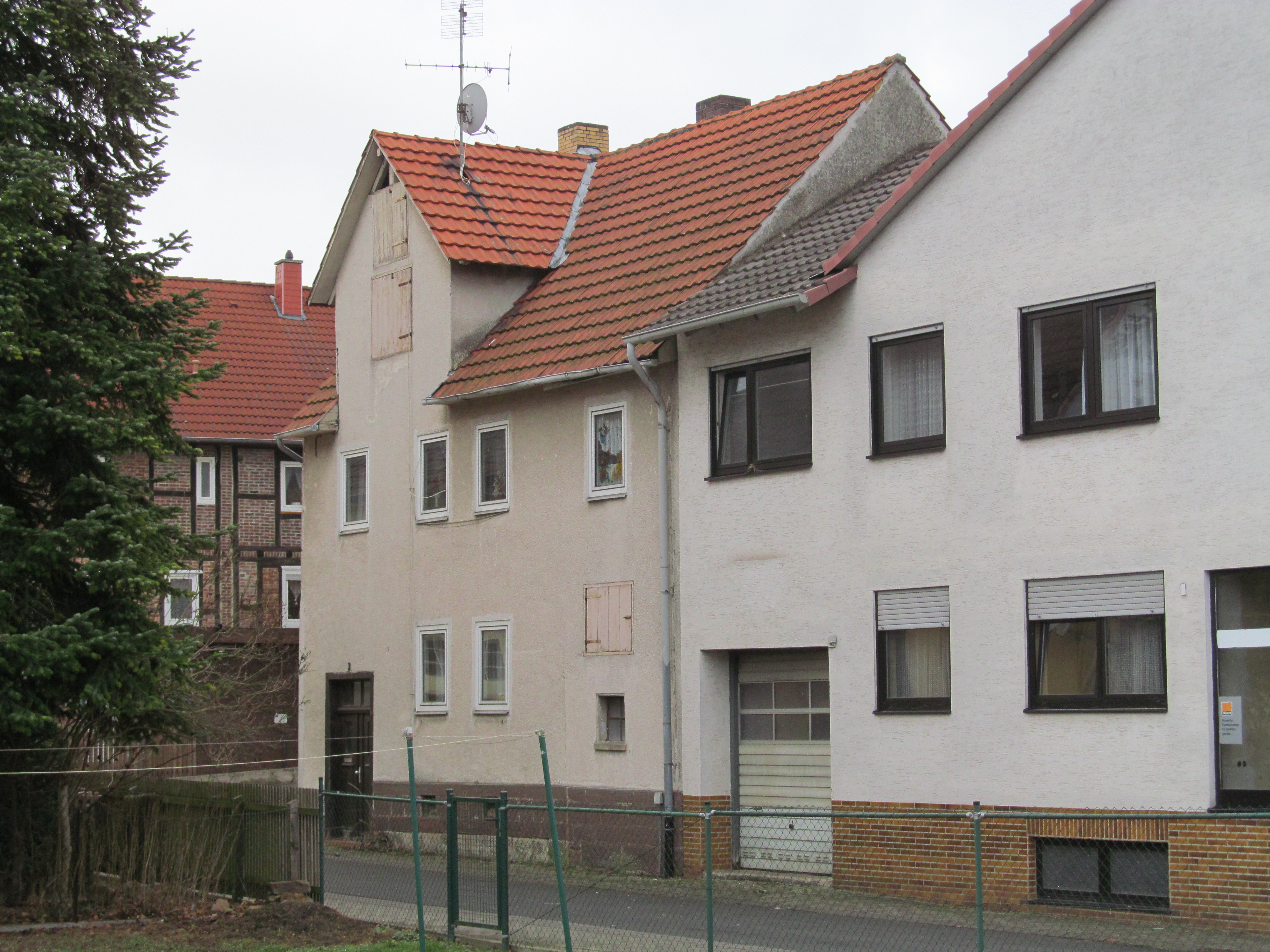
Am Wasser 3
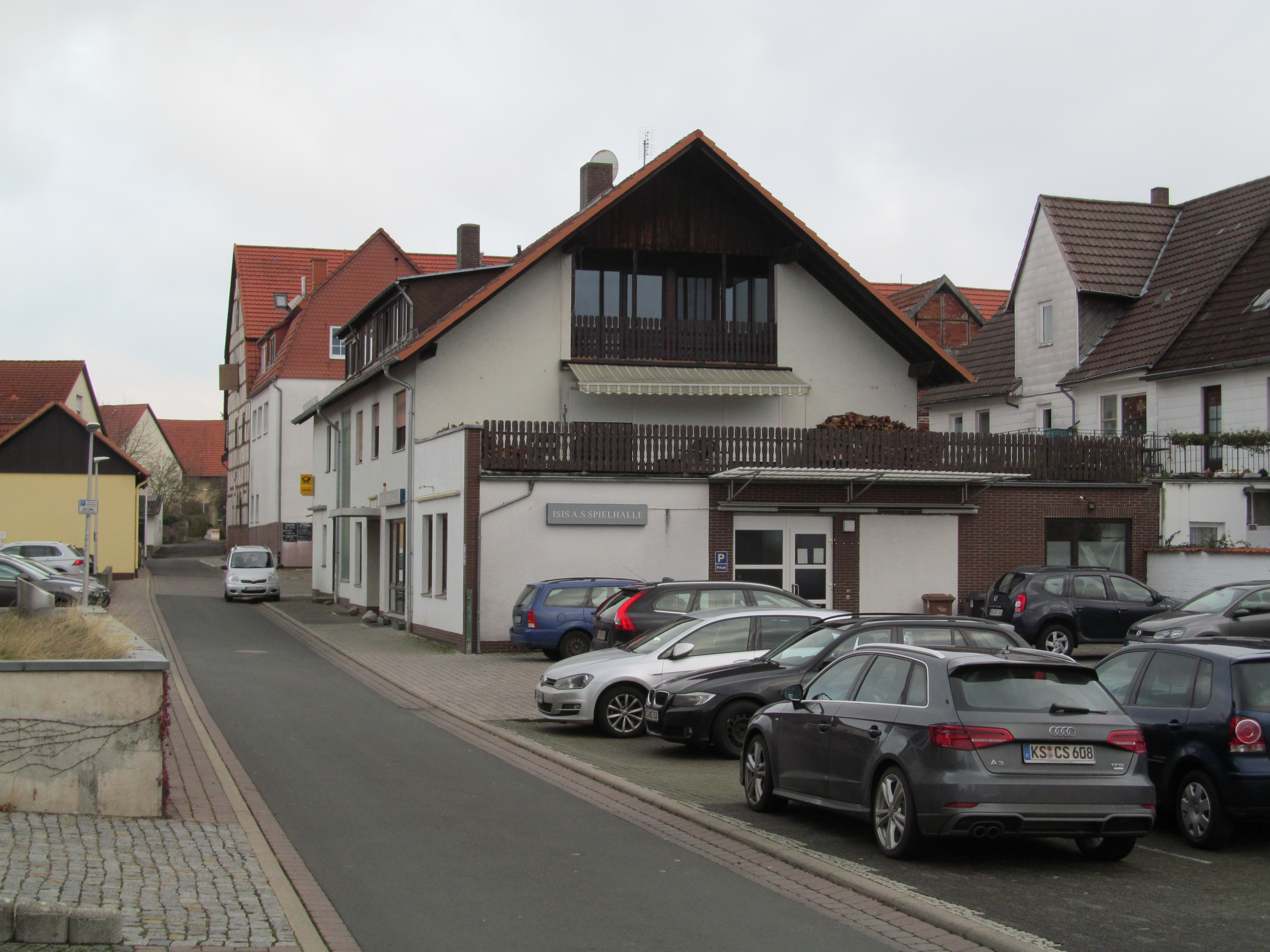
Am Wasser 4
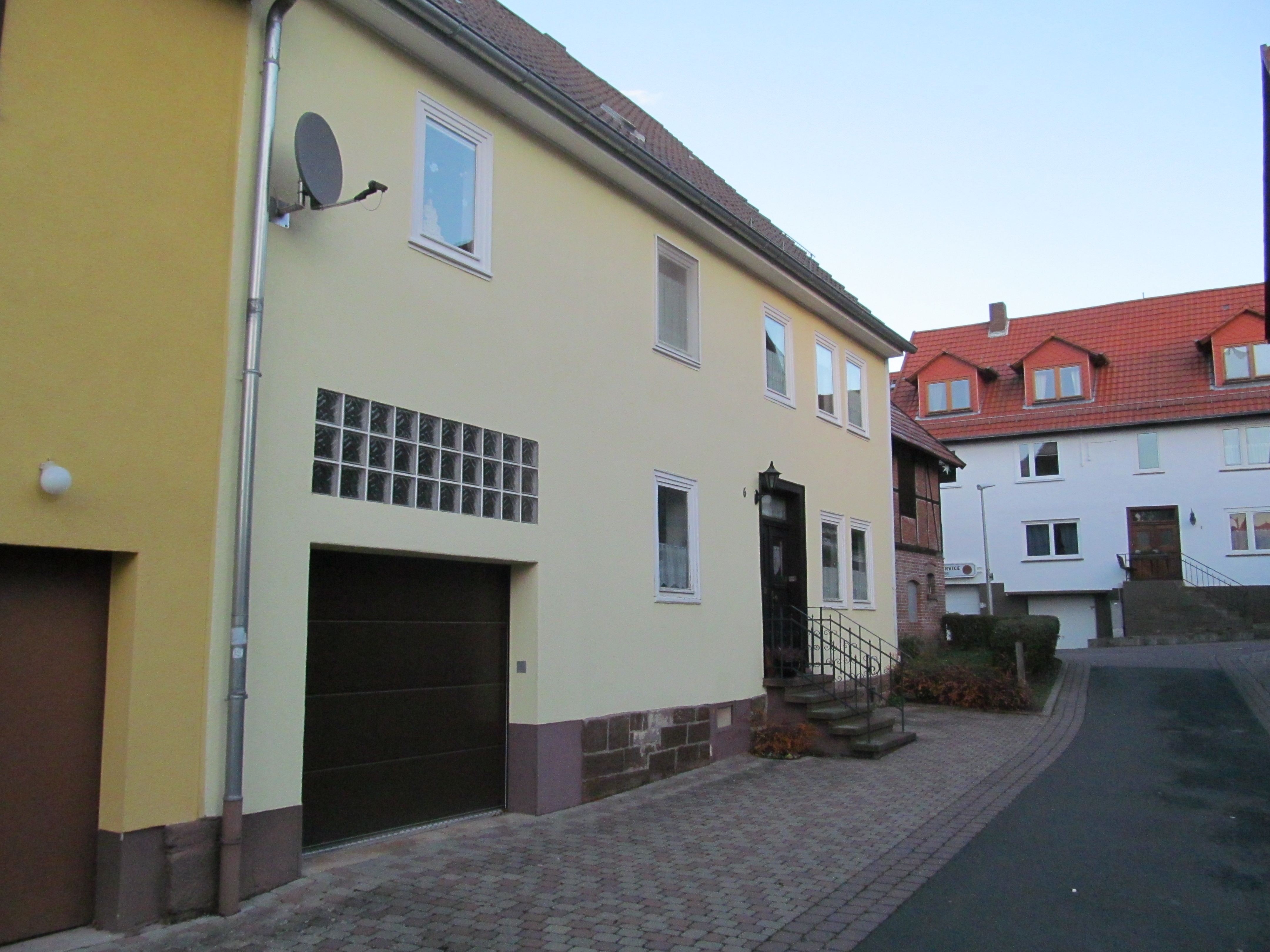
Am Wasser 6
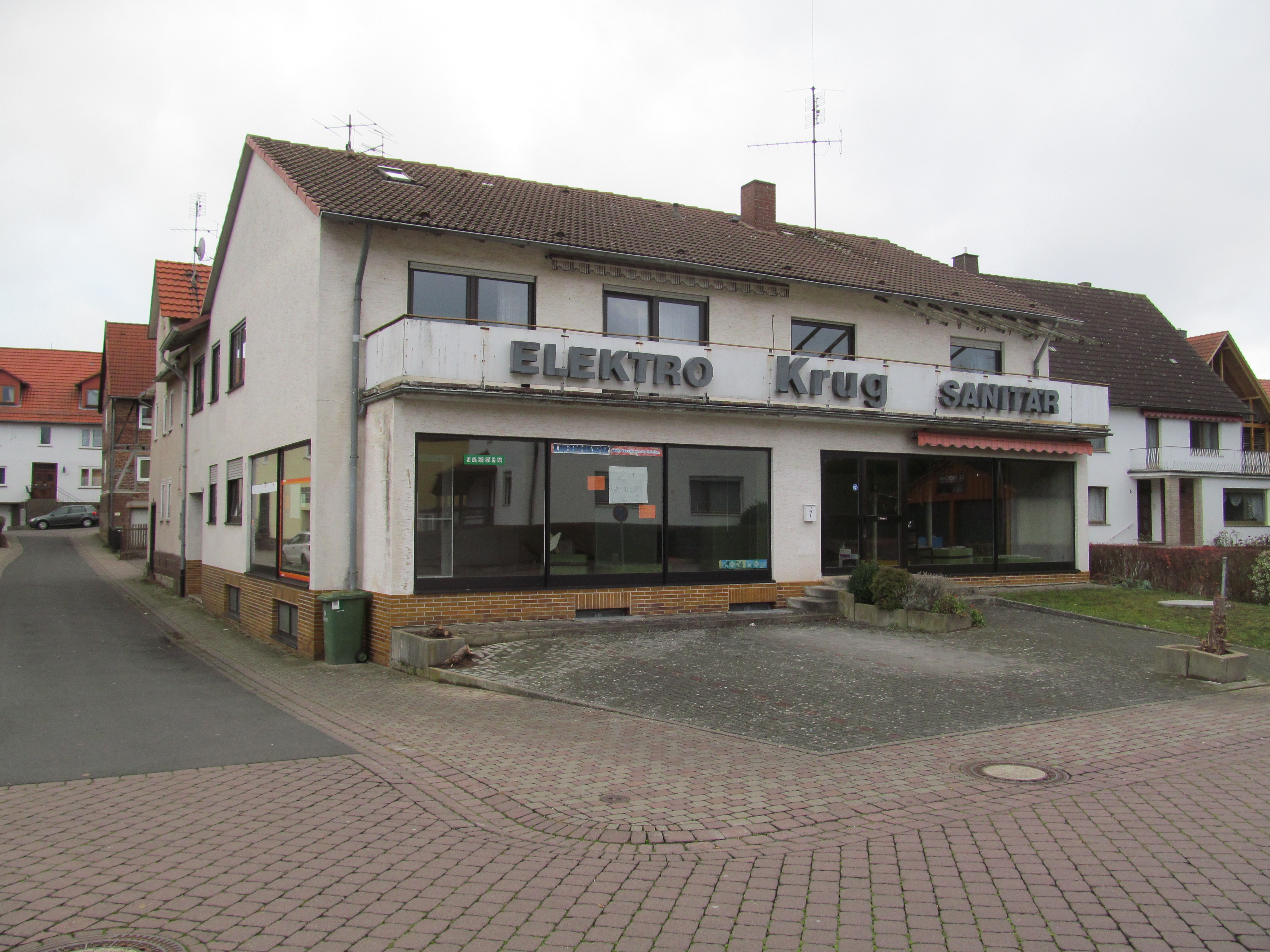
Am Wasser 7
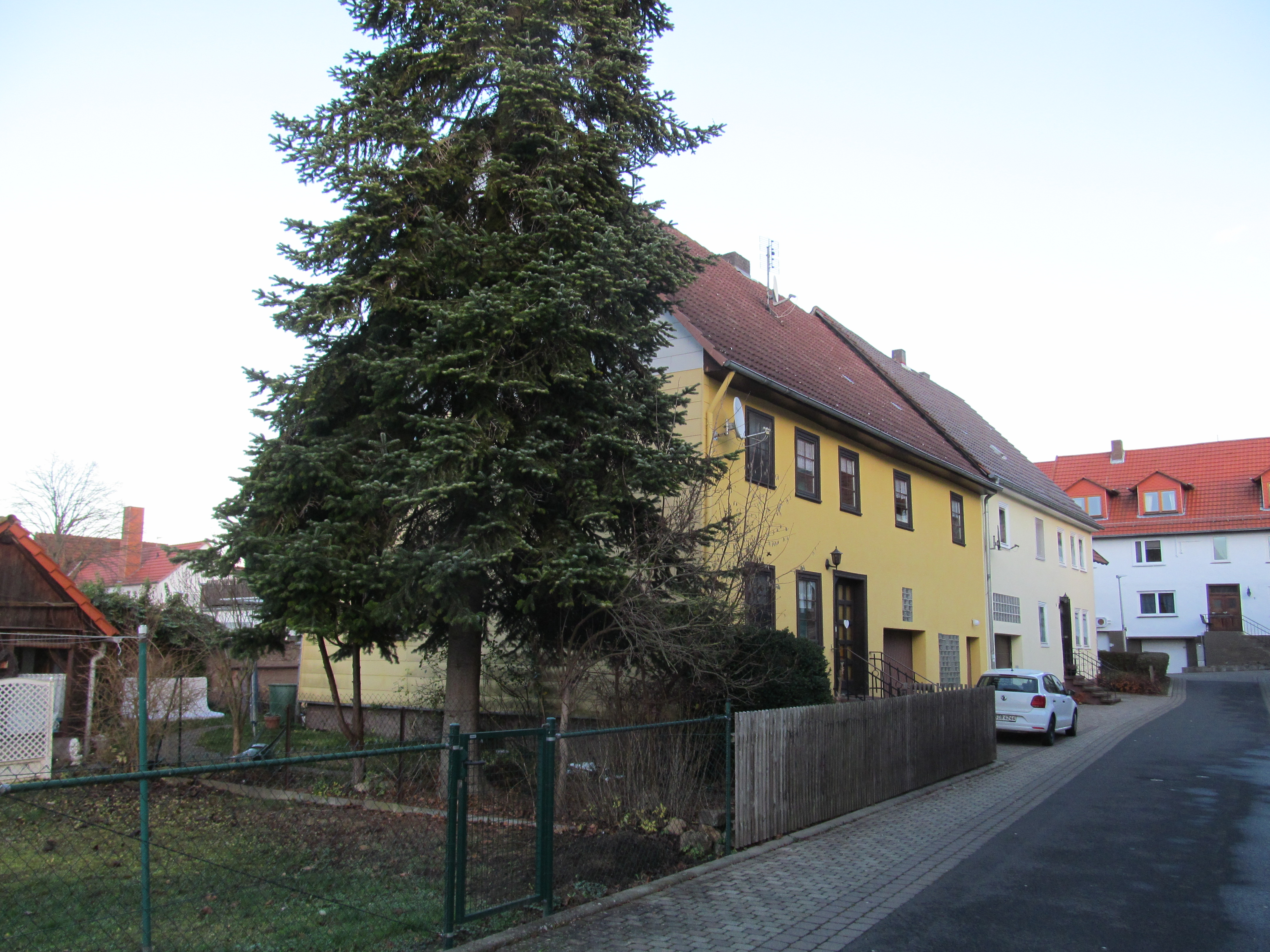
Am Wasser 8
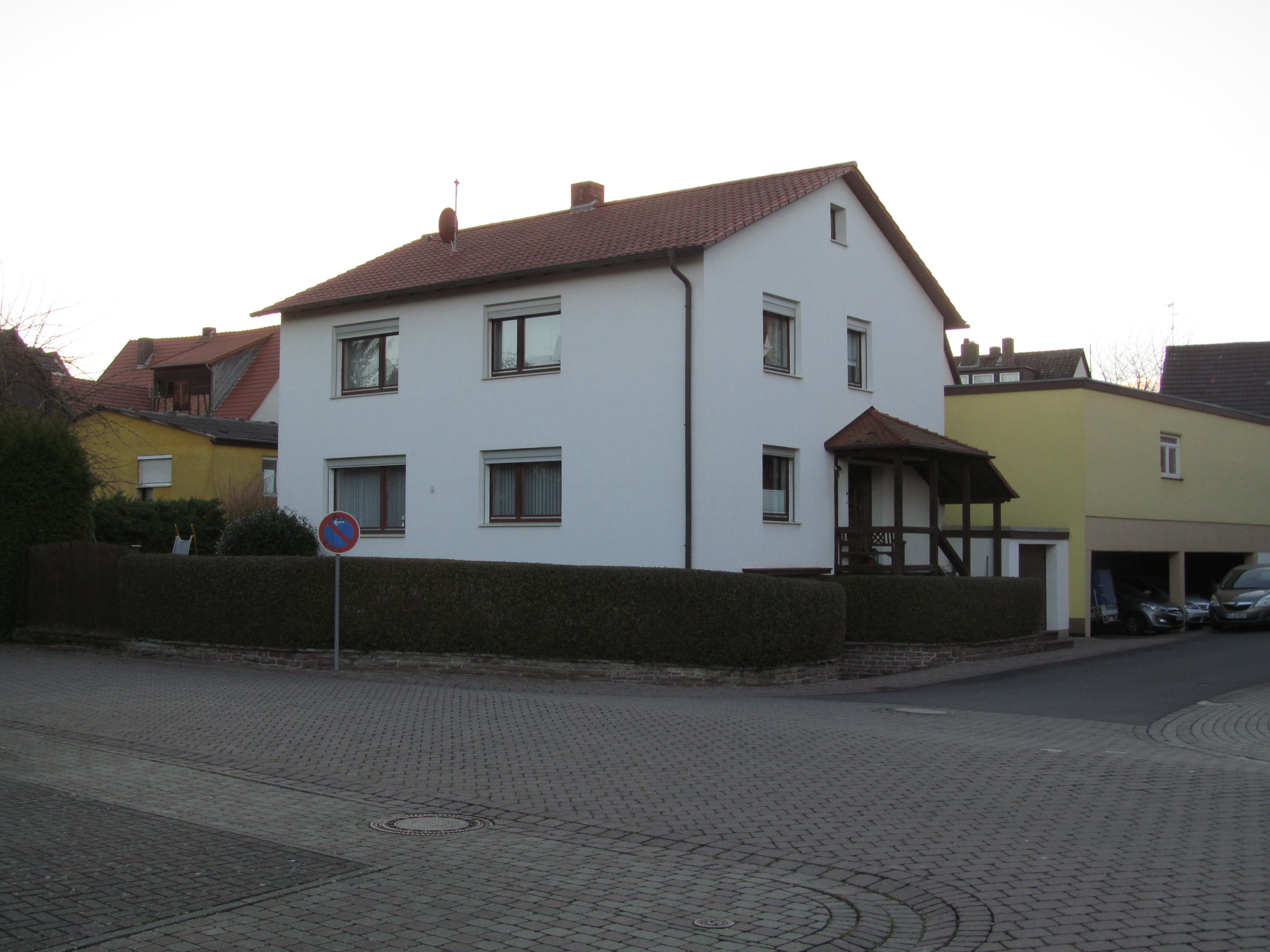
Am Wasser 9
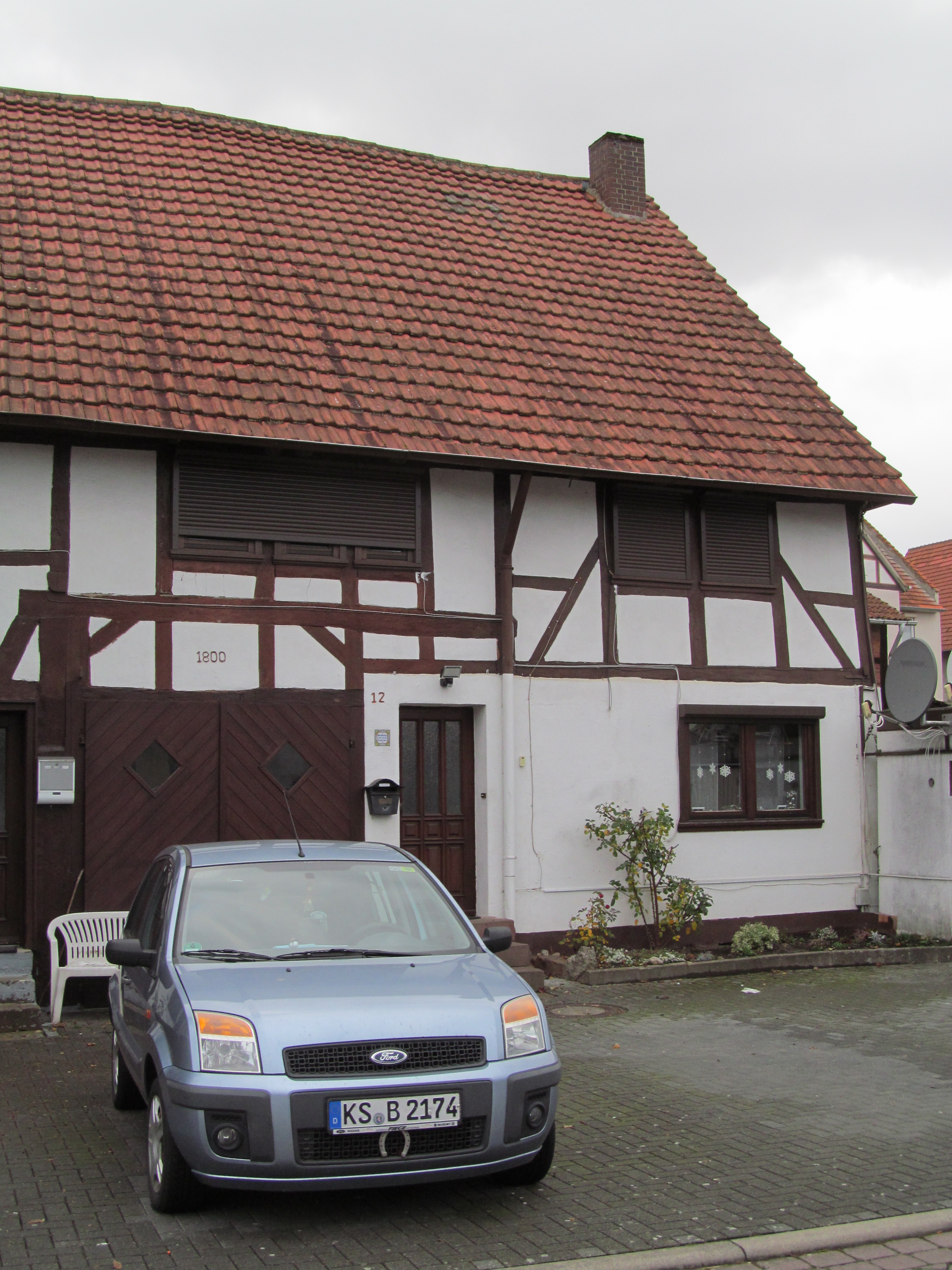
Am Wasser 12
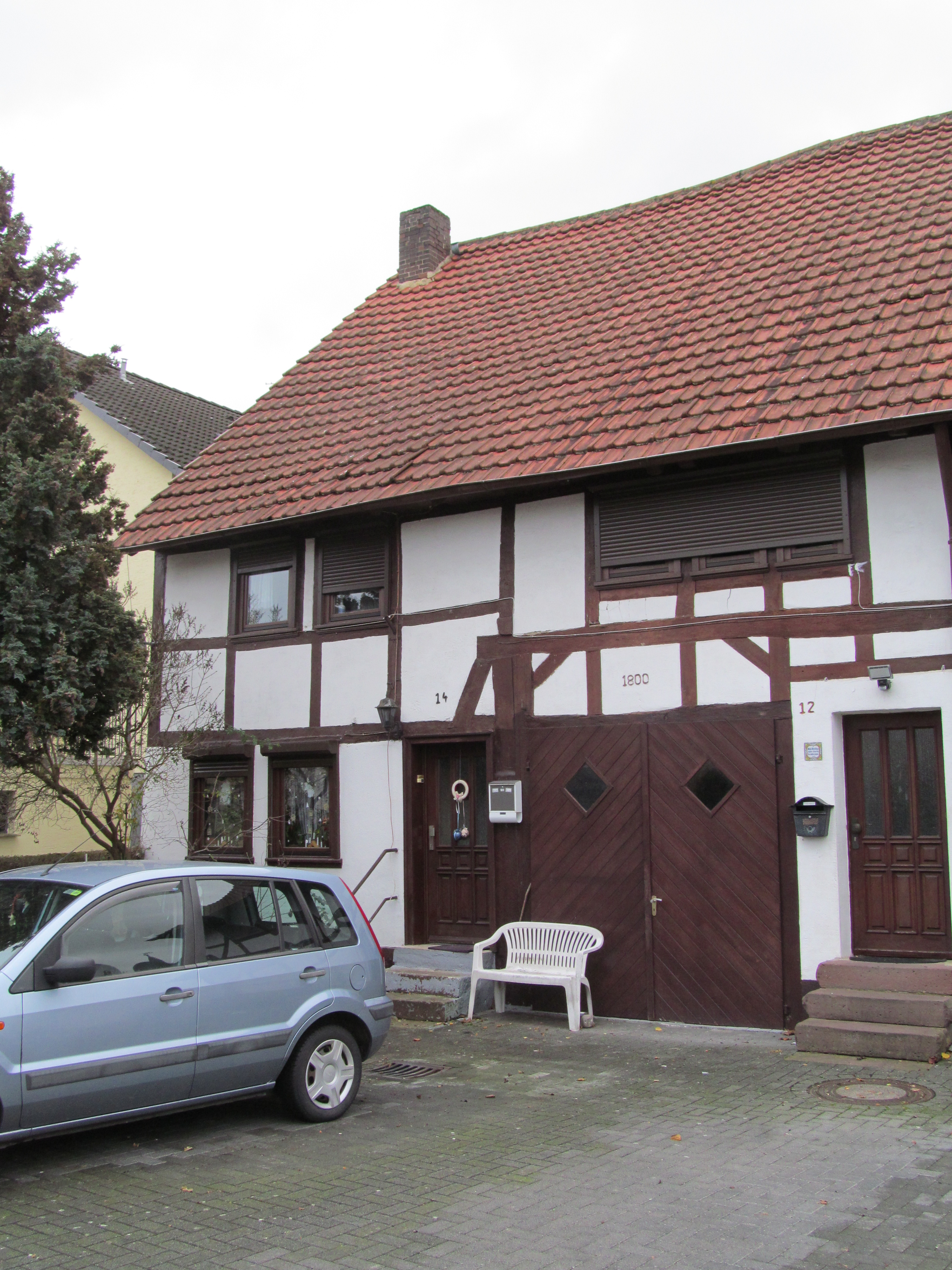
Am Wasser 14
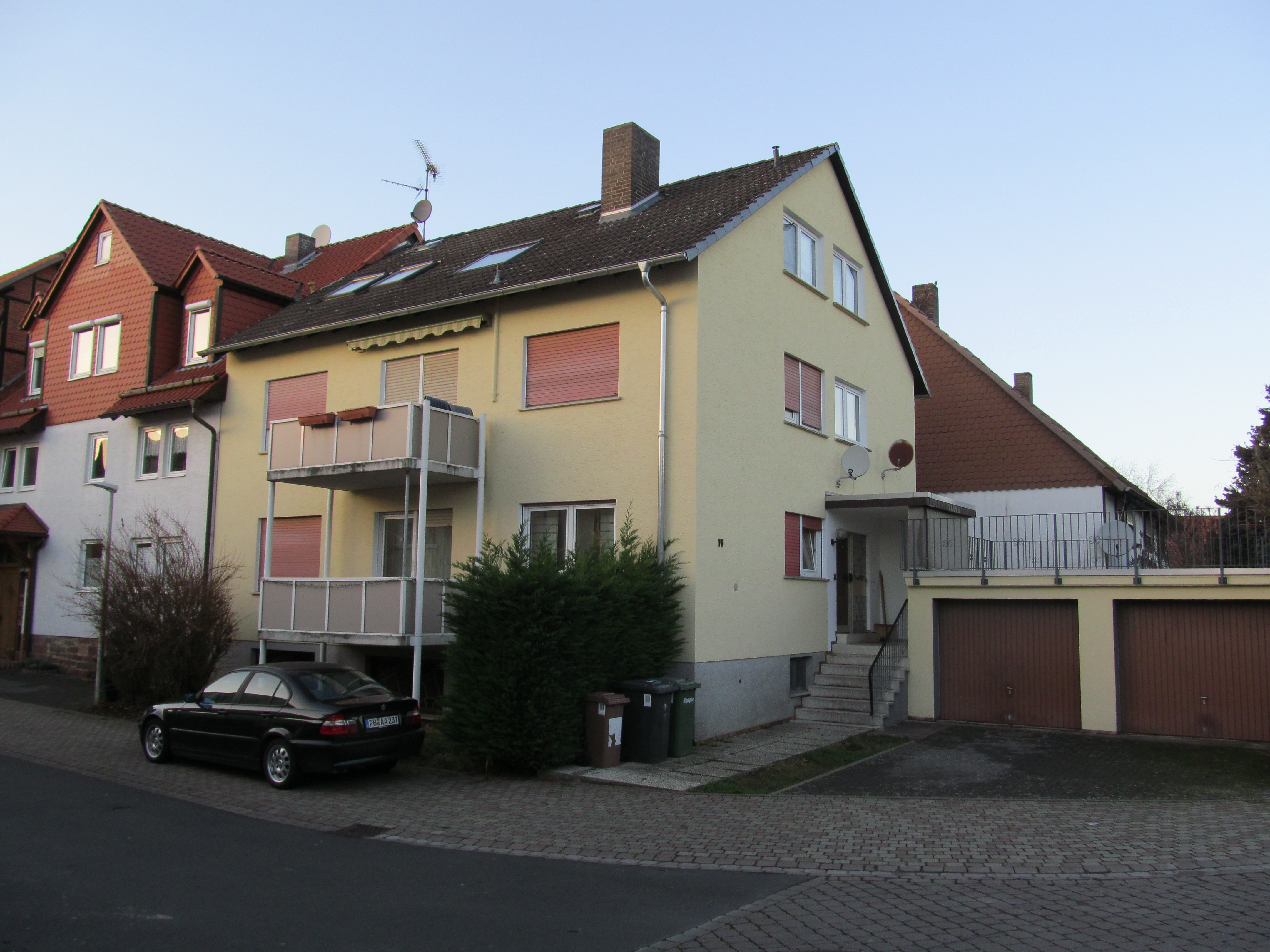
Am Wasser 16
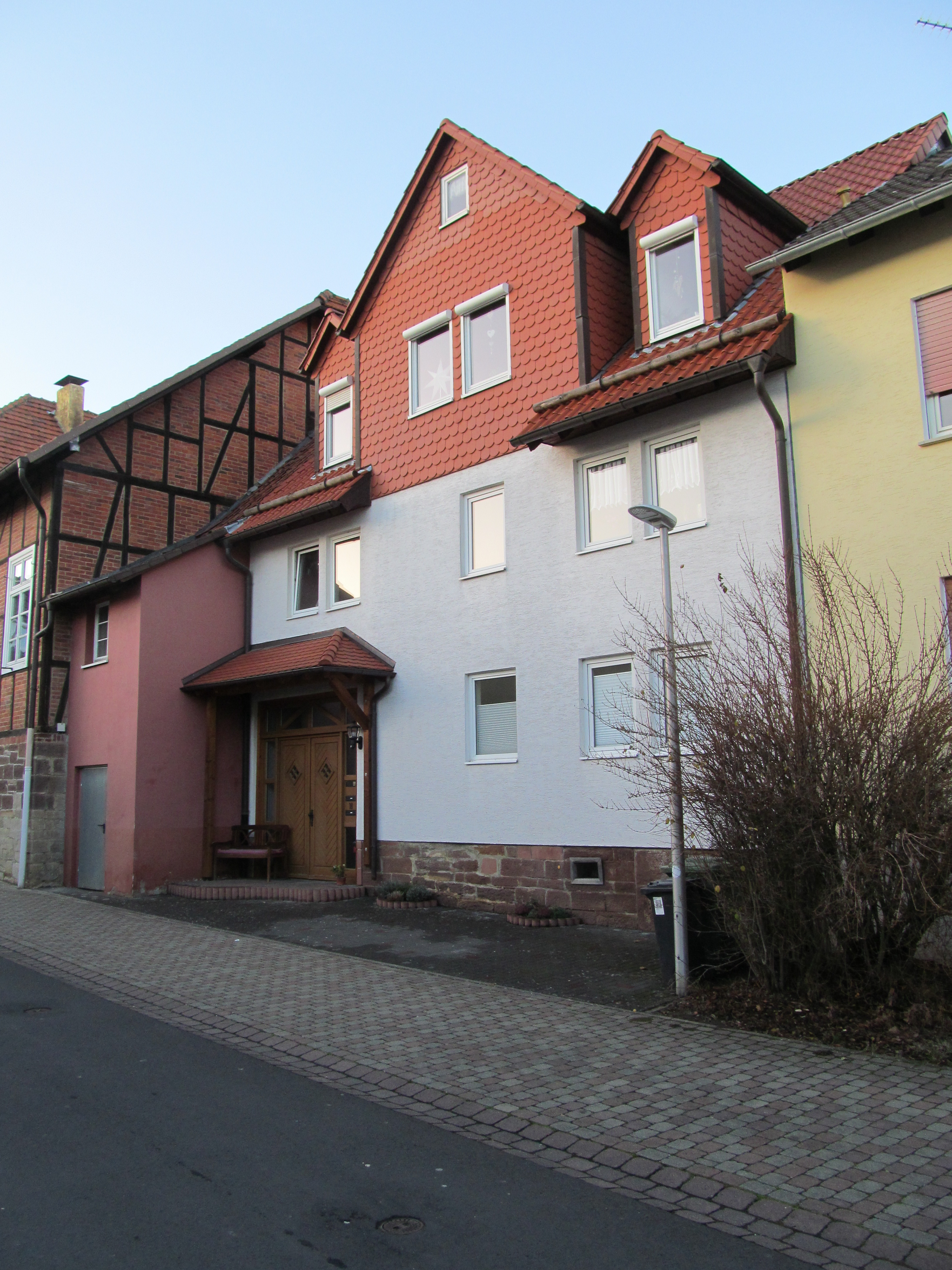
Am Wasser 18
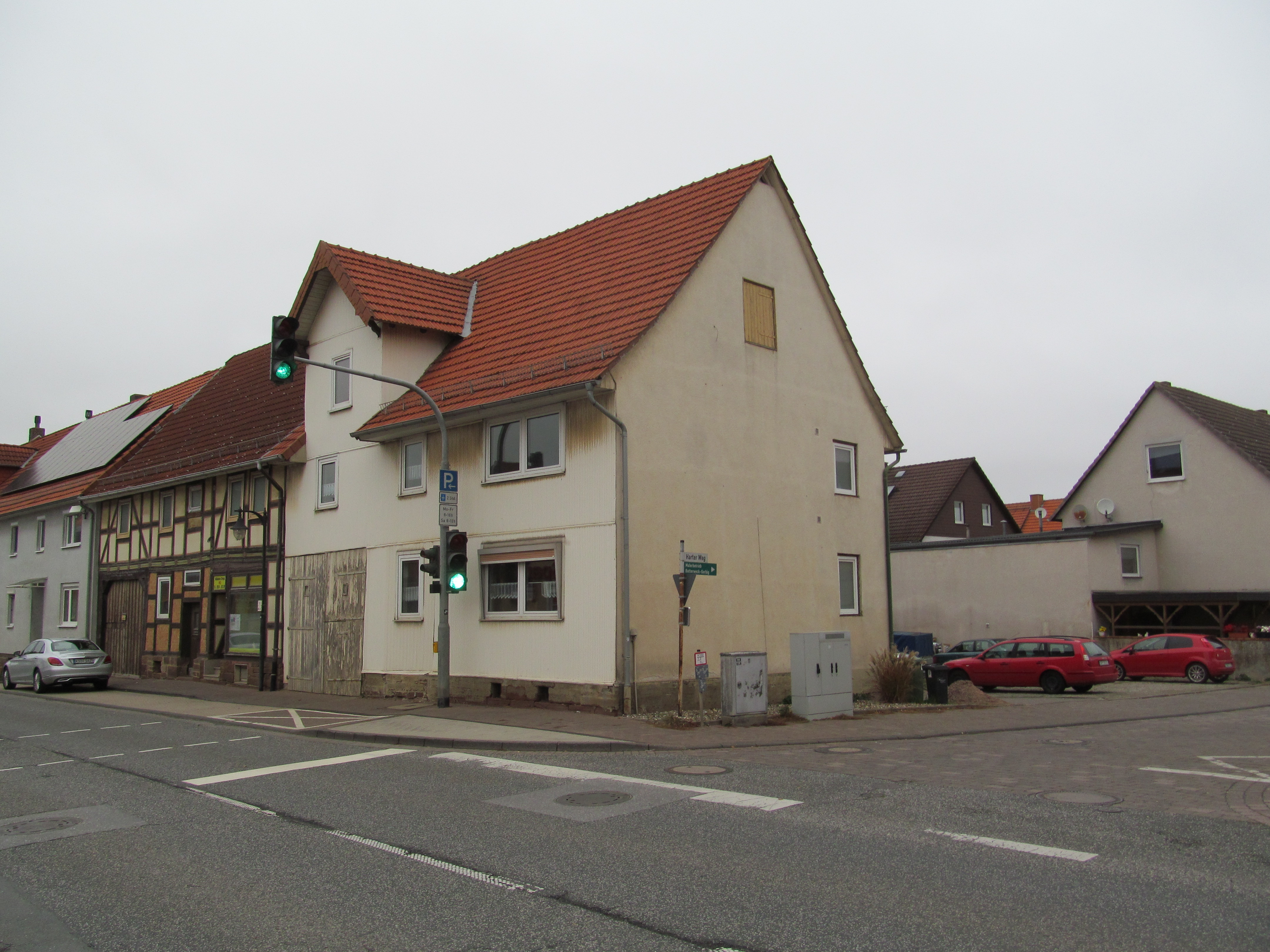
Harter Weg 1
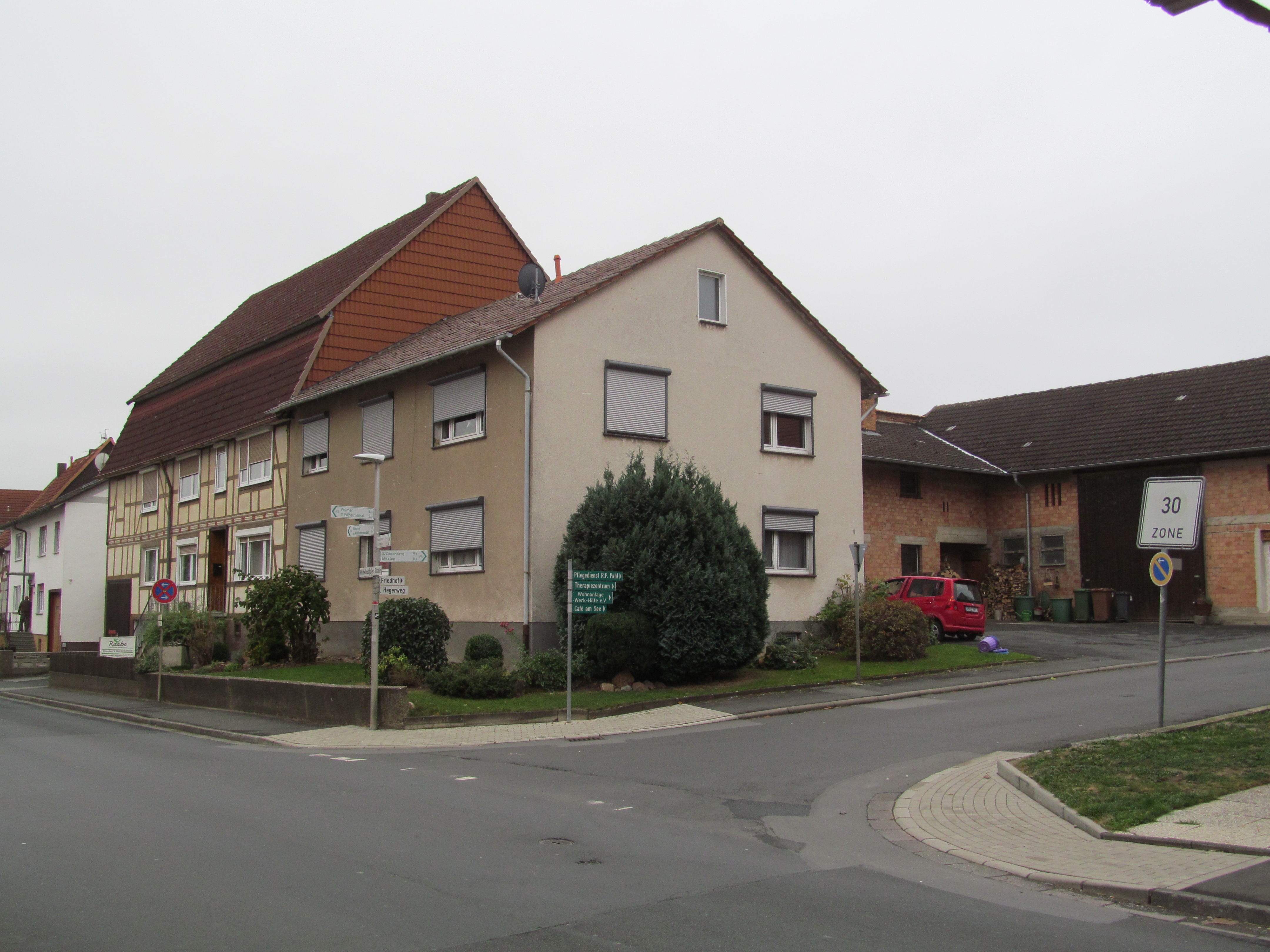
Hegerweg 1
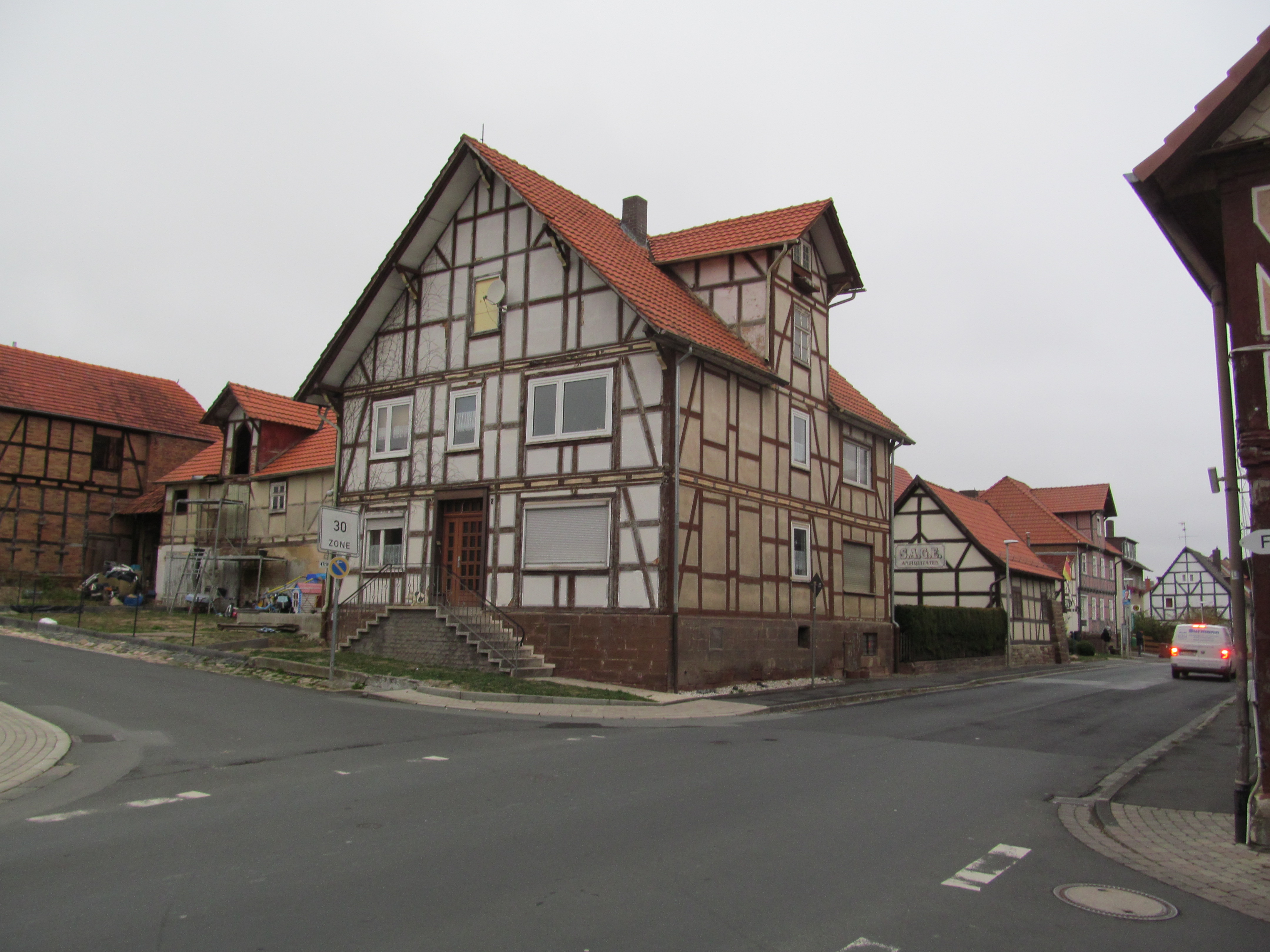
Hegerweg 2
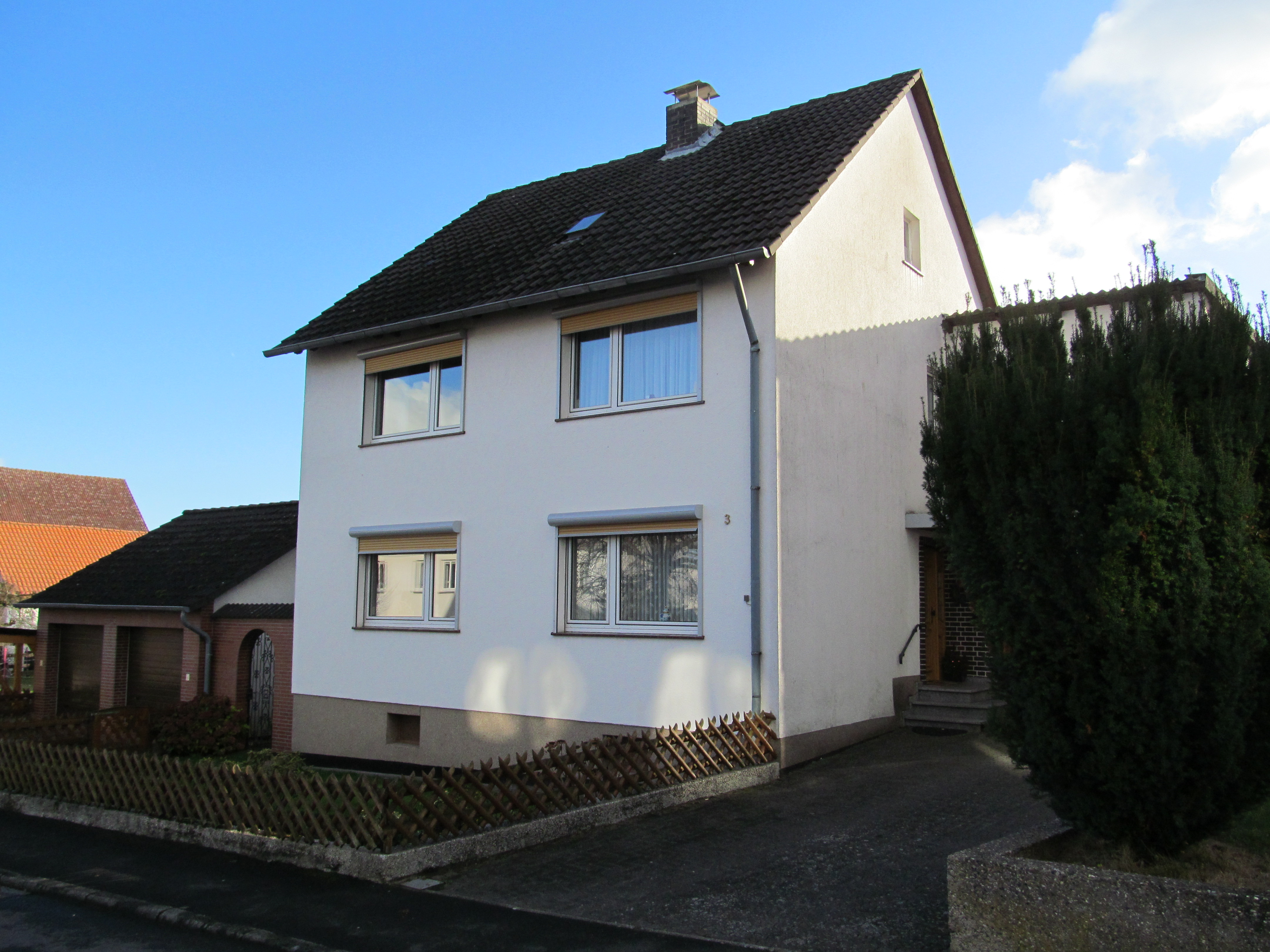
Hegerweg 3
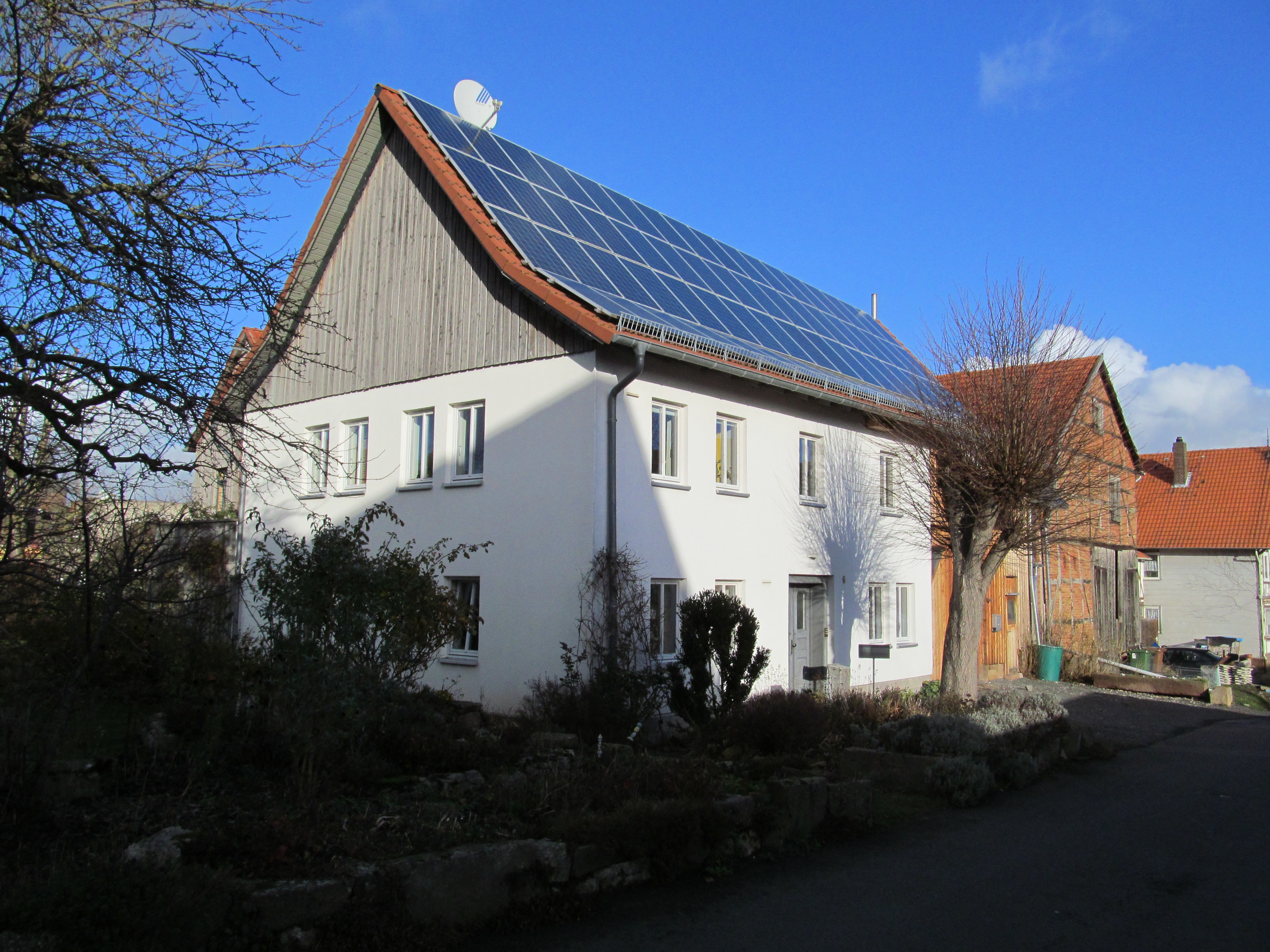
Hegerweg 6
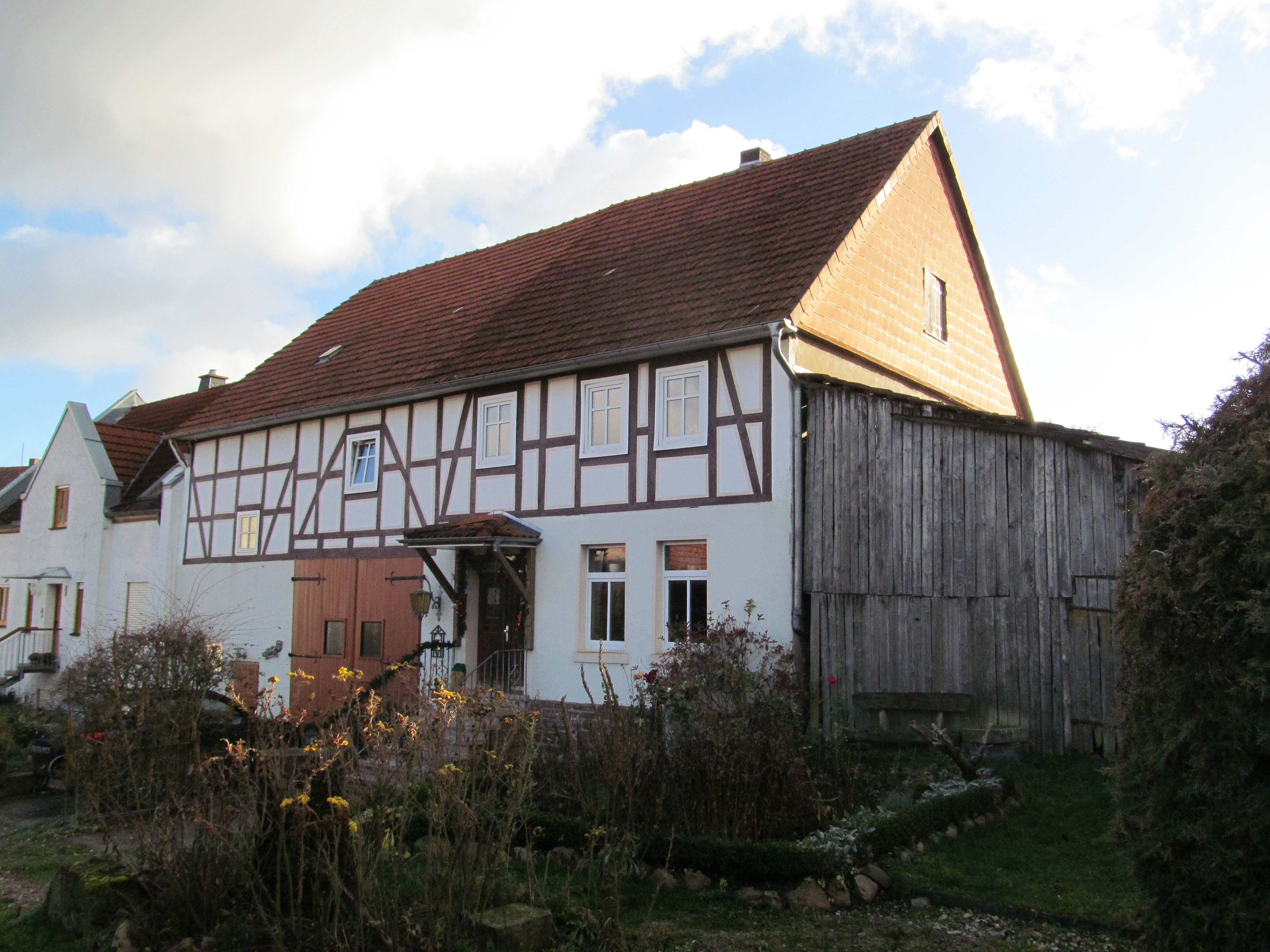
Hohler Weg 3
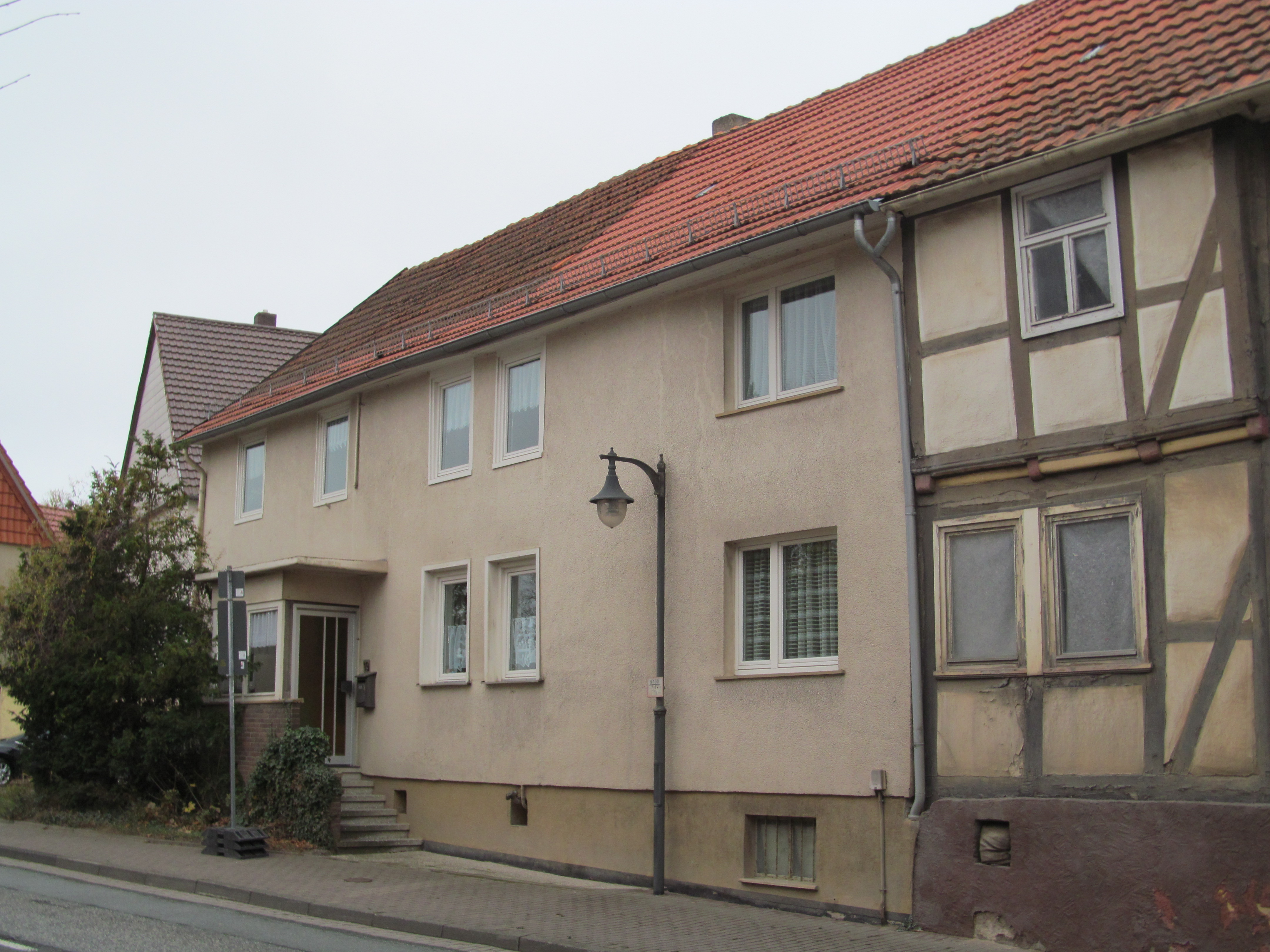
Holländische Straße 19
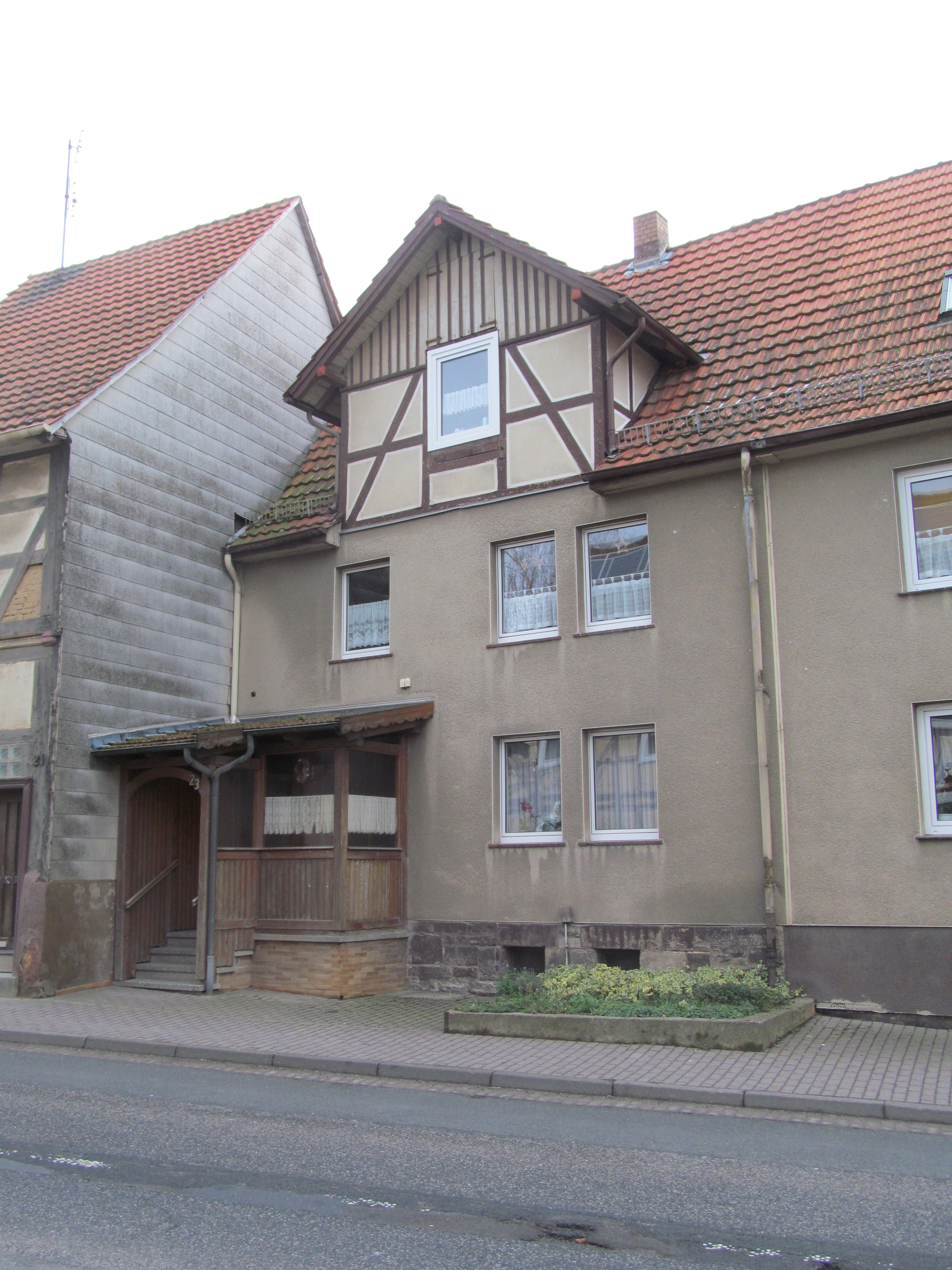
Holländische Straße 23
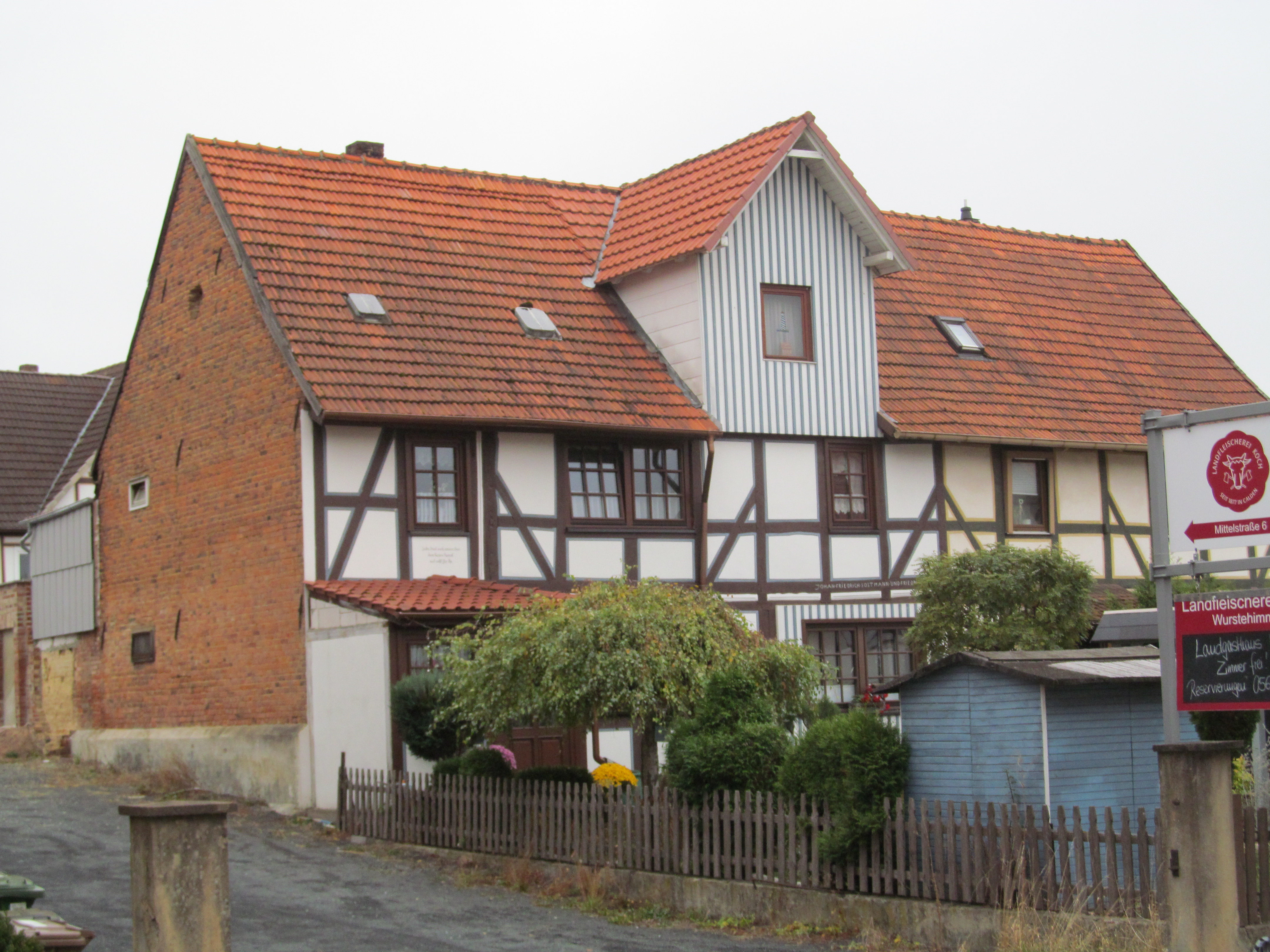
Holländische Straße 29
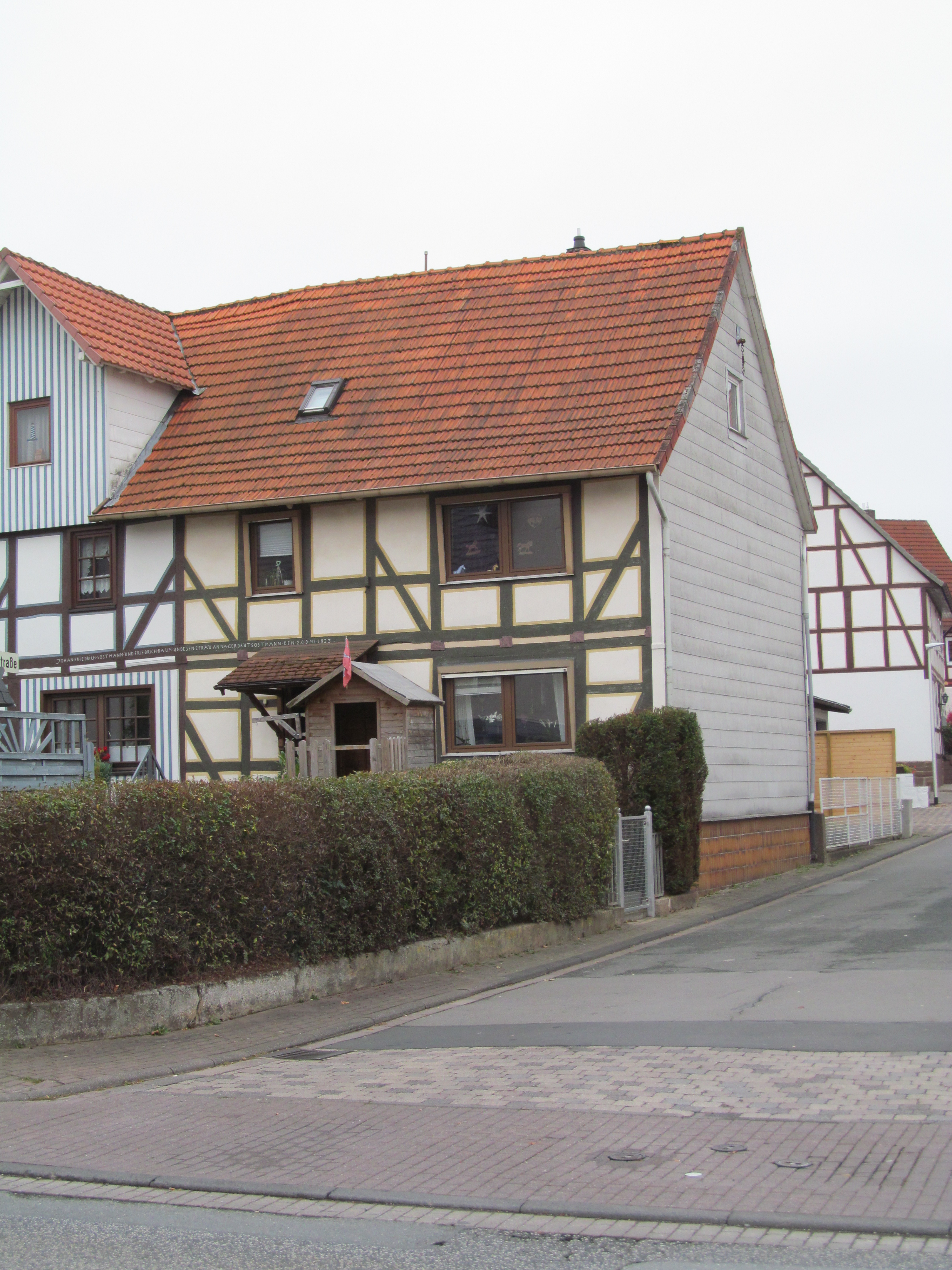
Holländische Straße 31
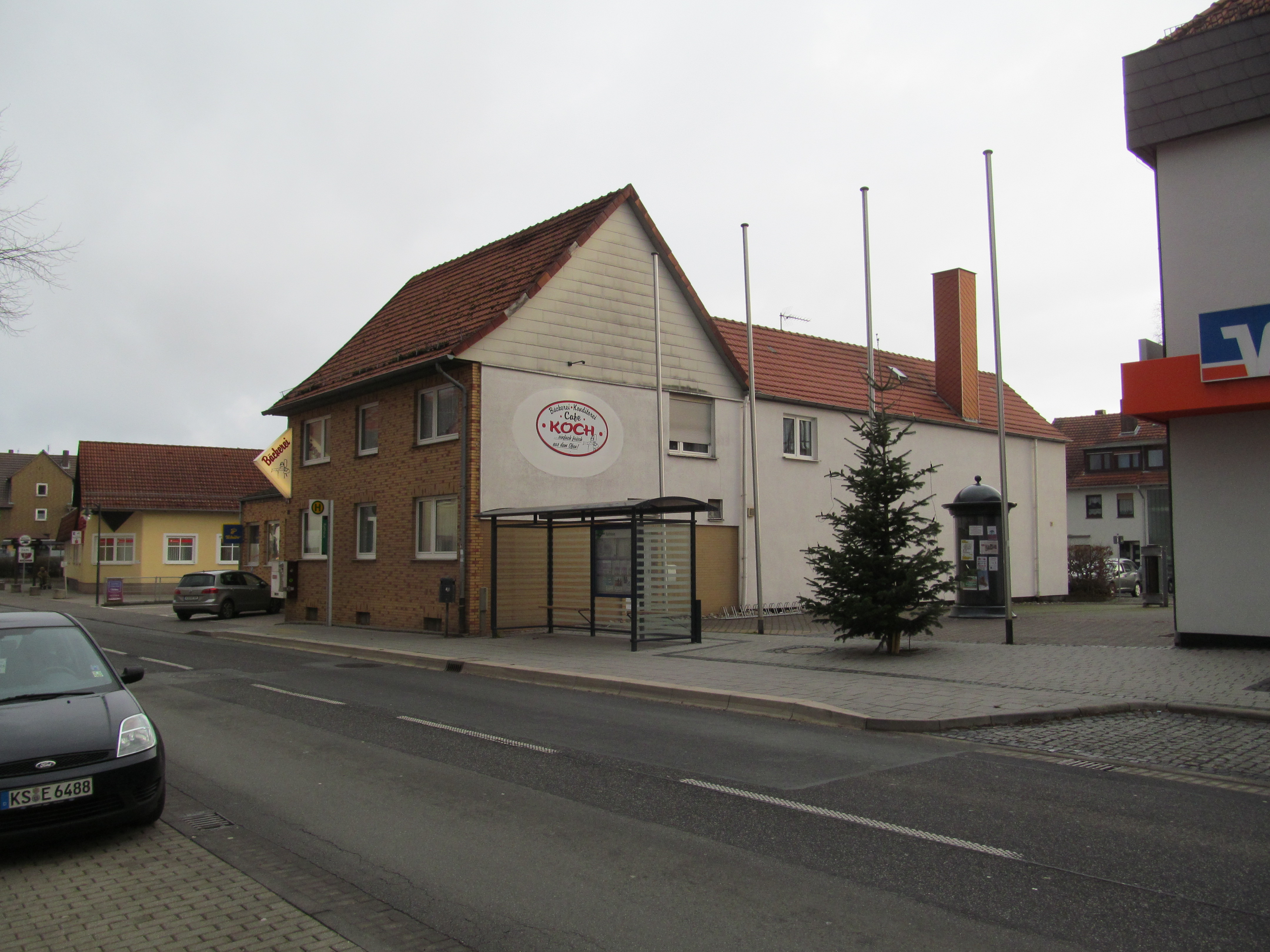
Holländische Straße 33
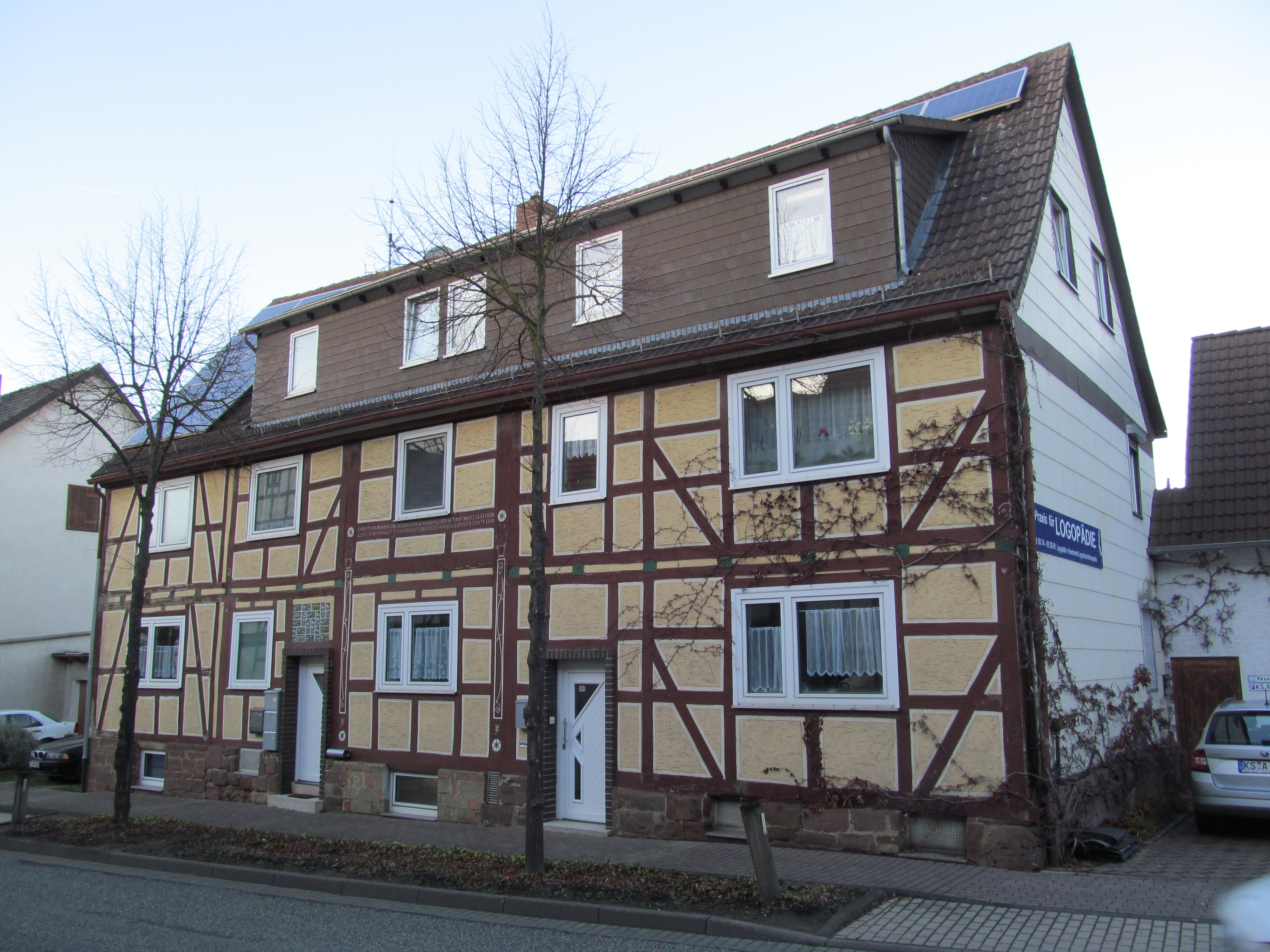
Holländische Straße 36
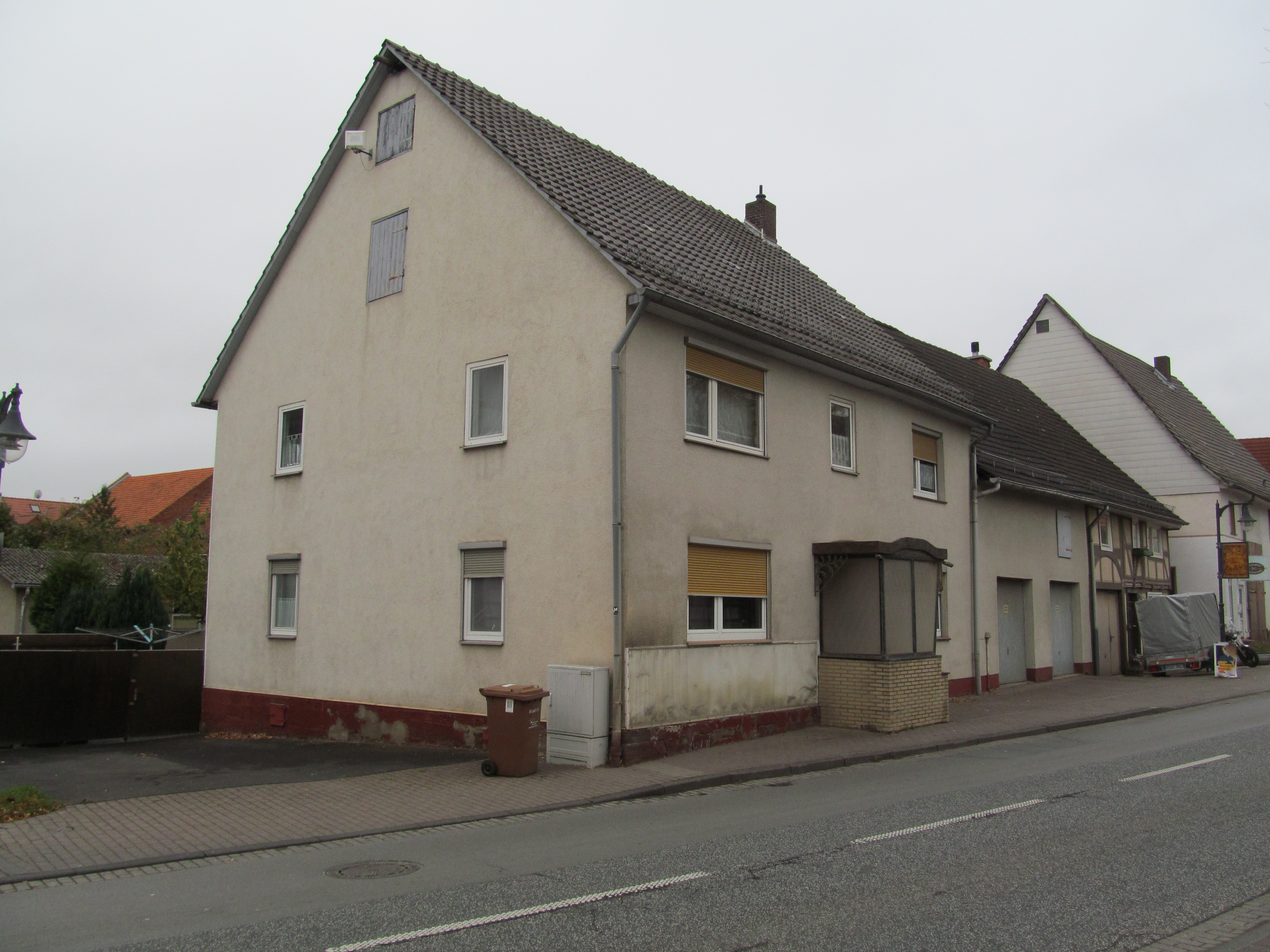
Holländische Straße 39
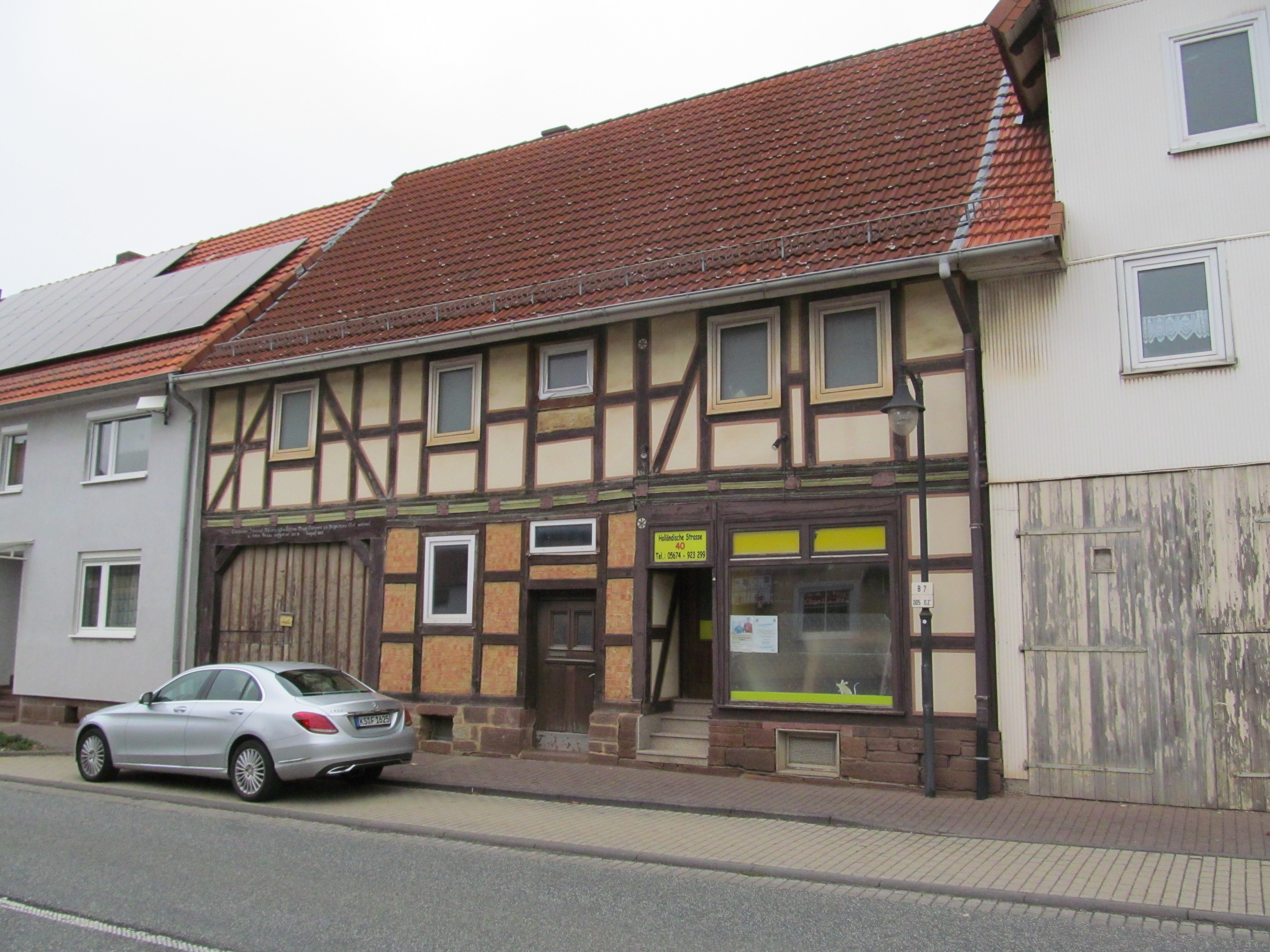
Holländische Straße 40
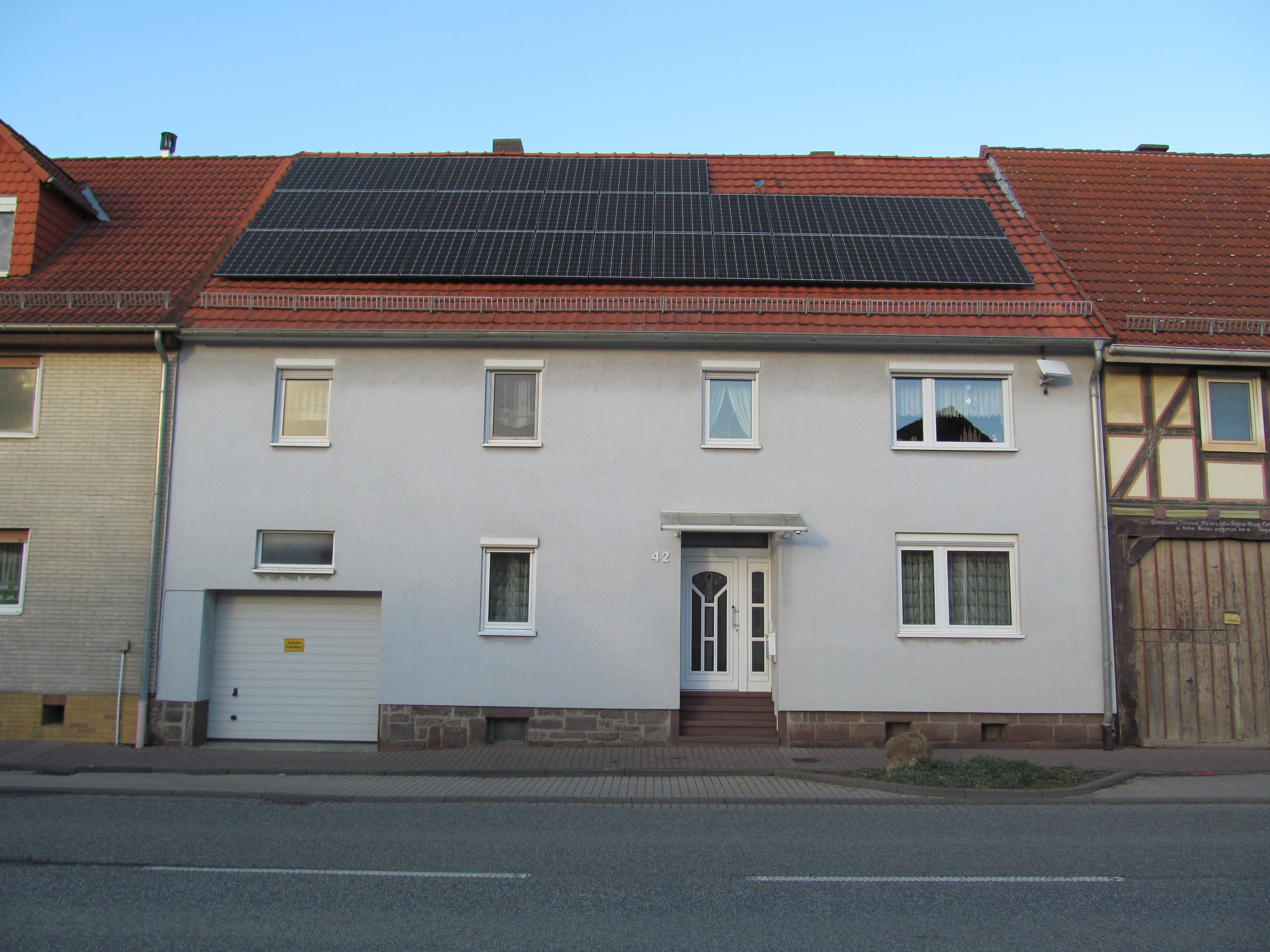
Holländische Straße 42
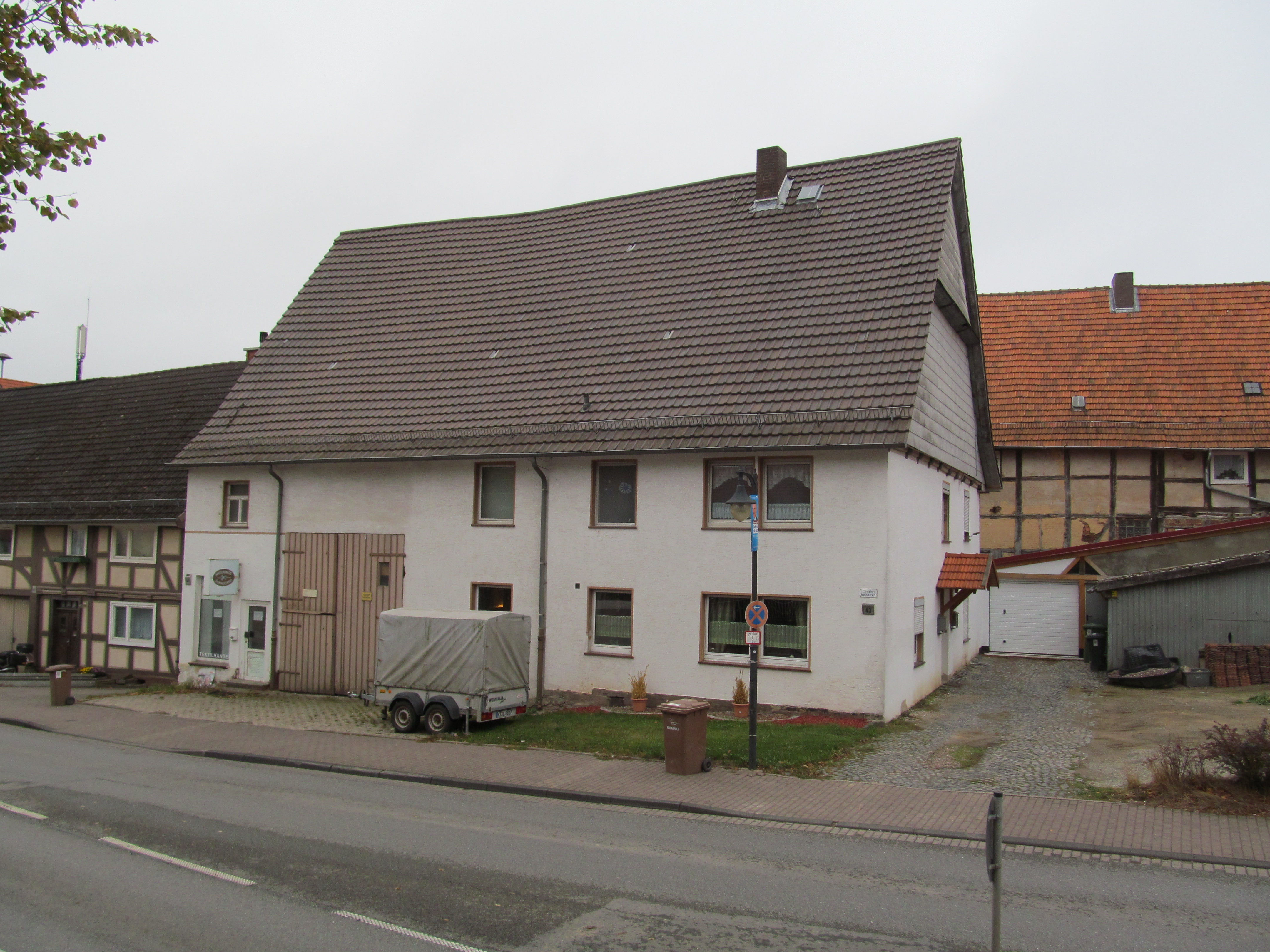
Holländische Straße 43
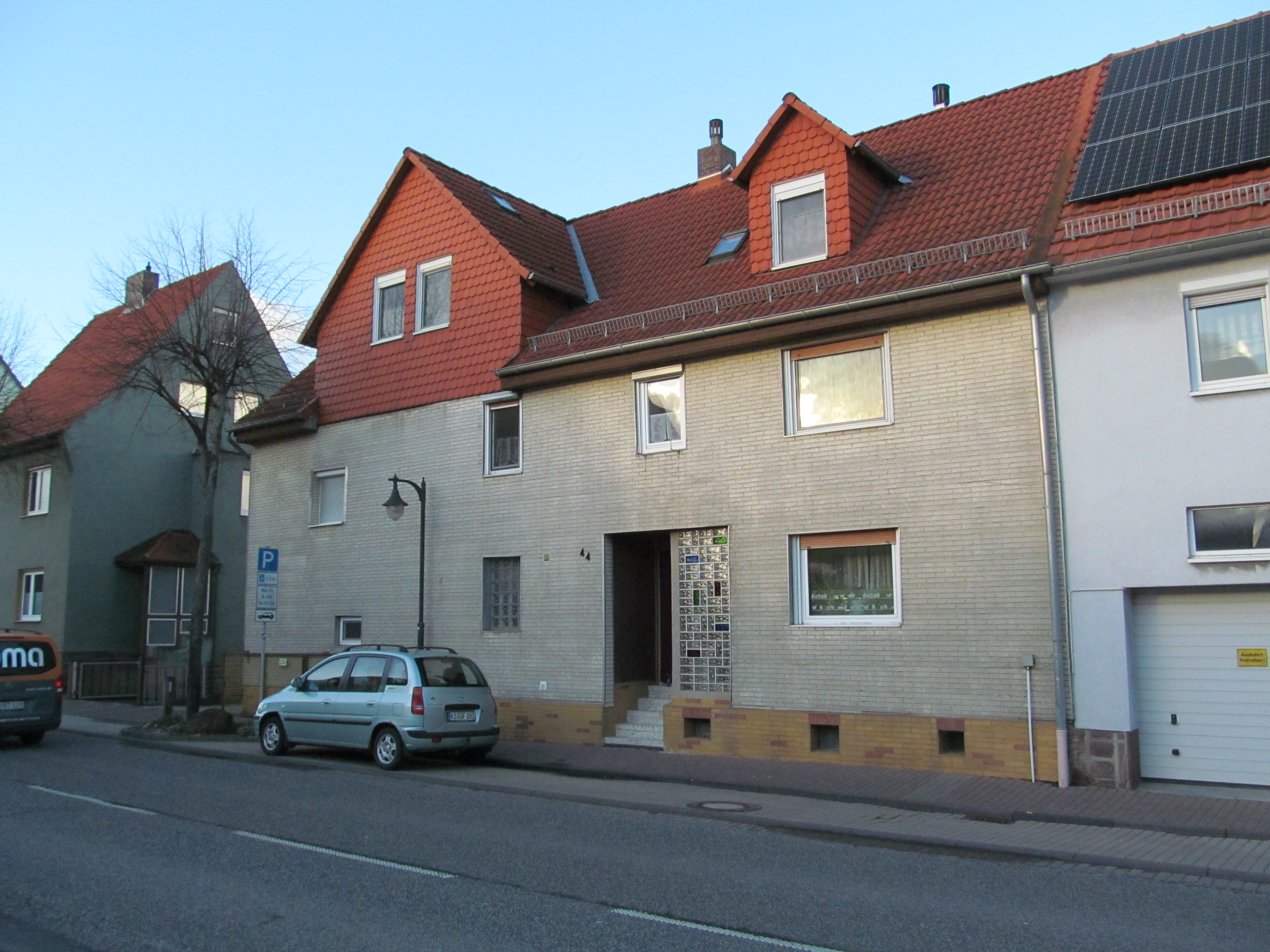
Holländische Straße 44
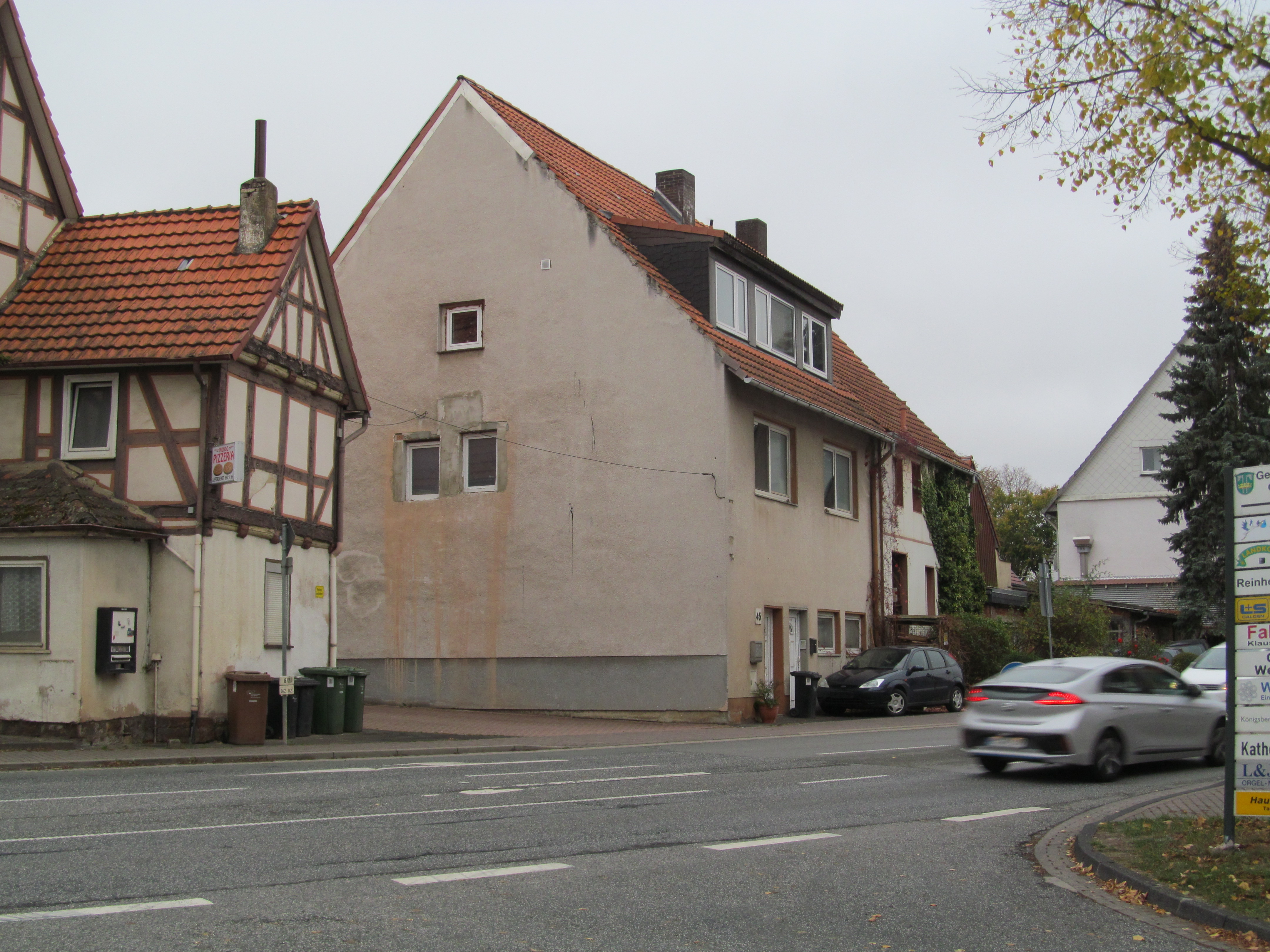
Holländische Straße 45
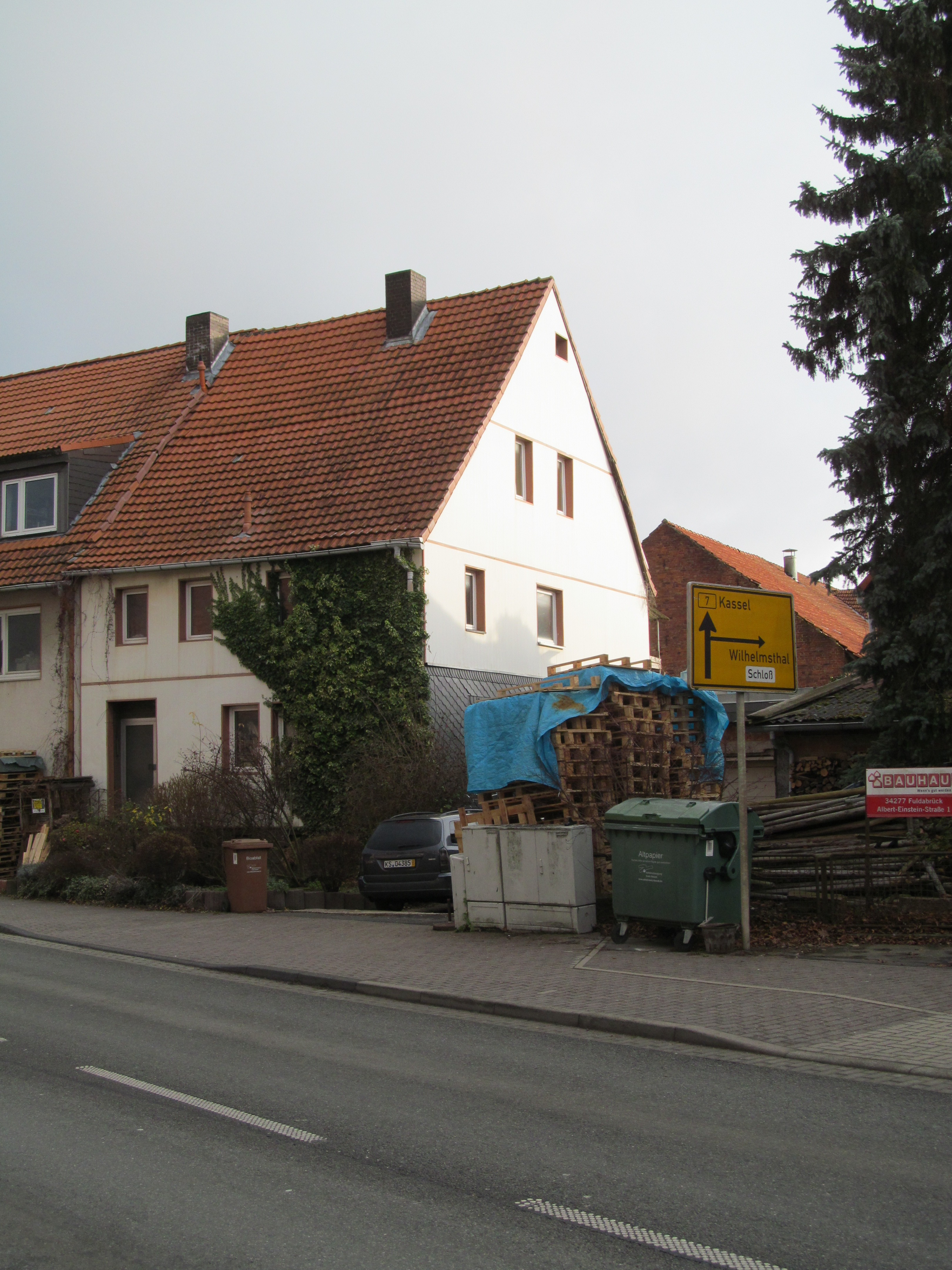
Holländische Straße 45a
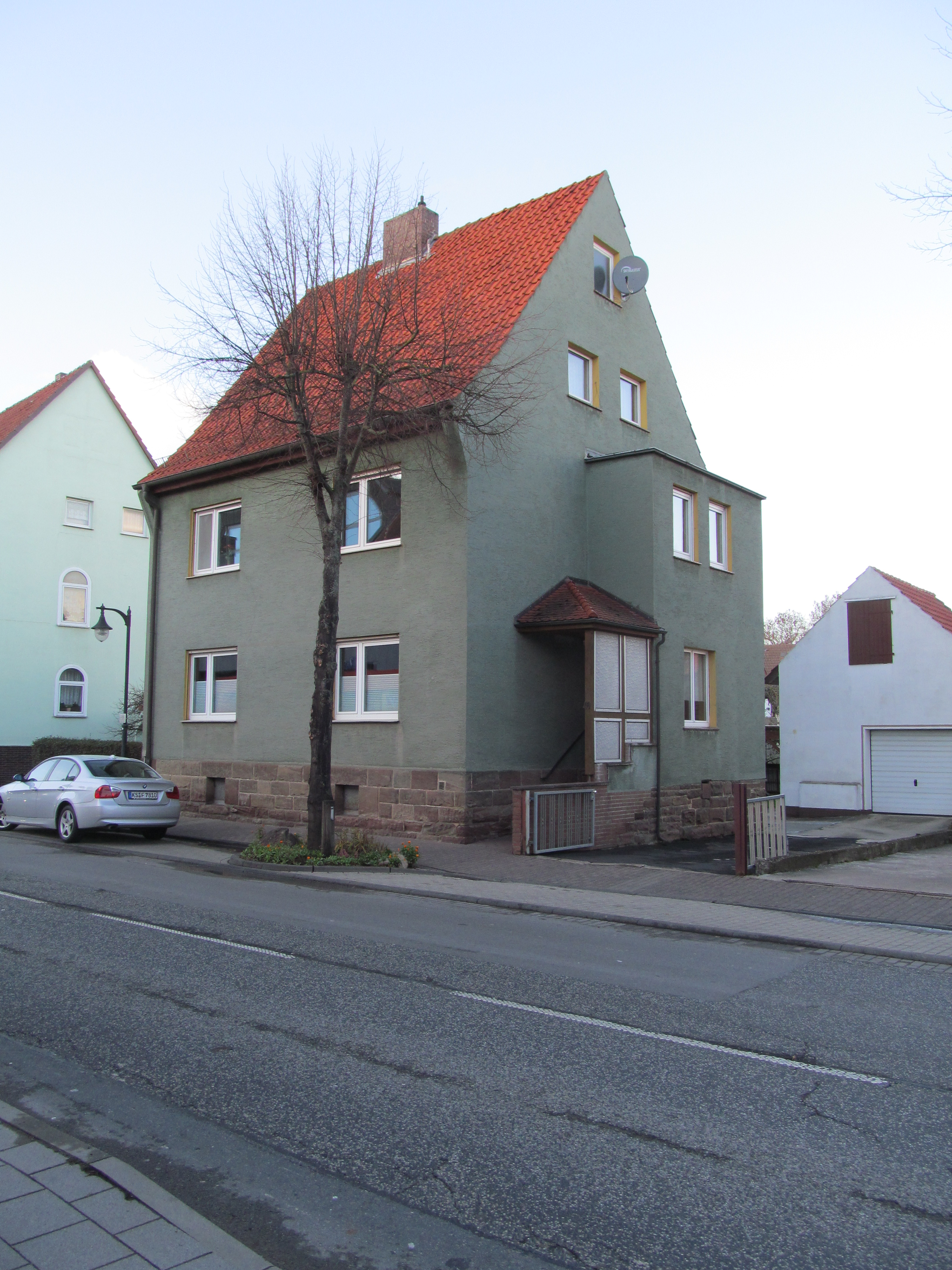
Holländische Straße 46
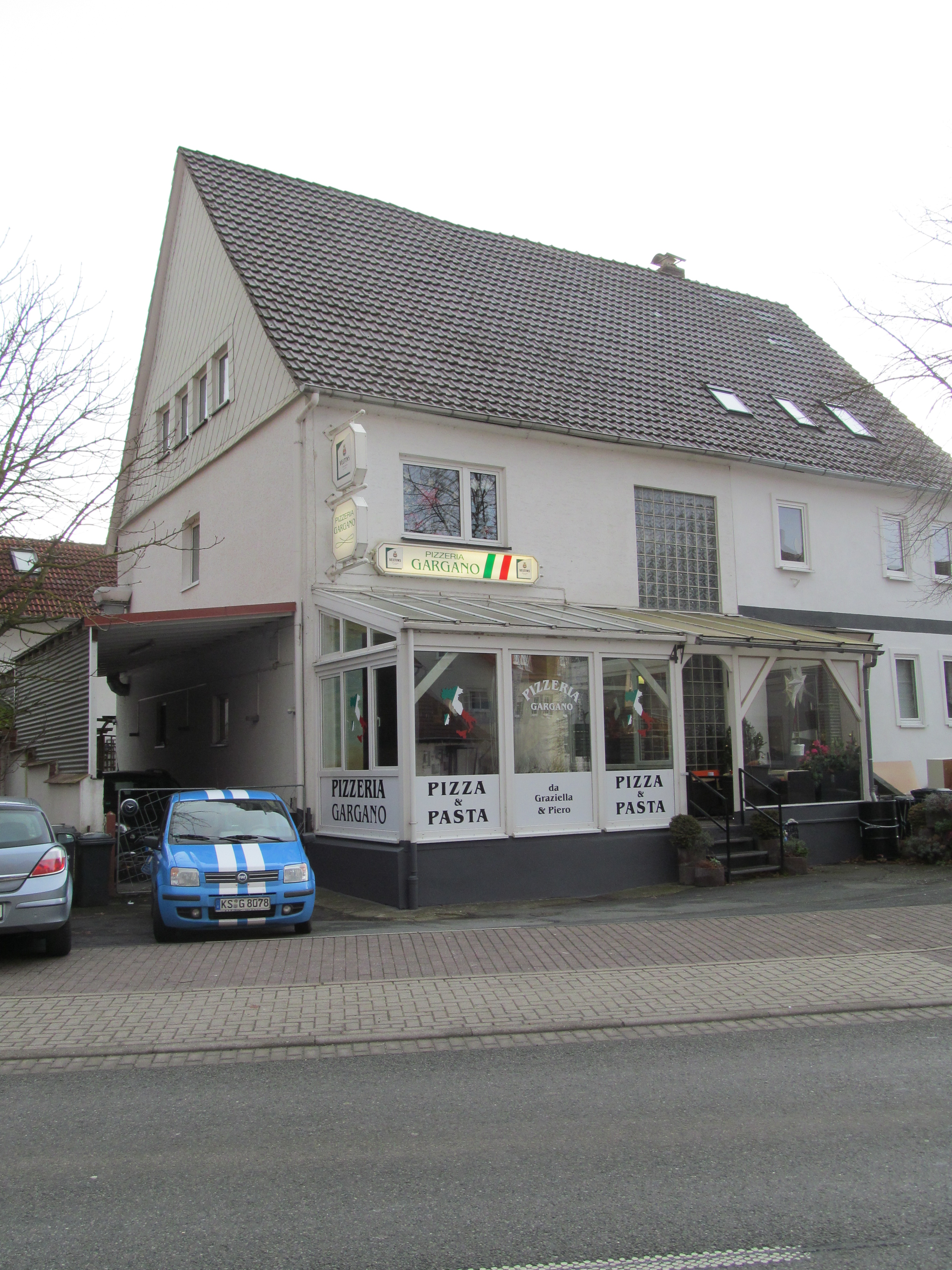
Holländische Straße 47
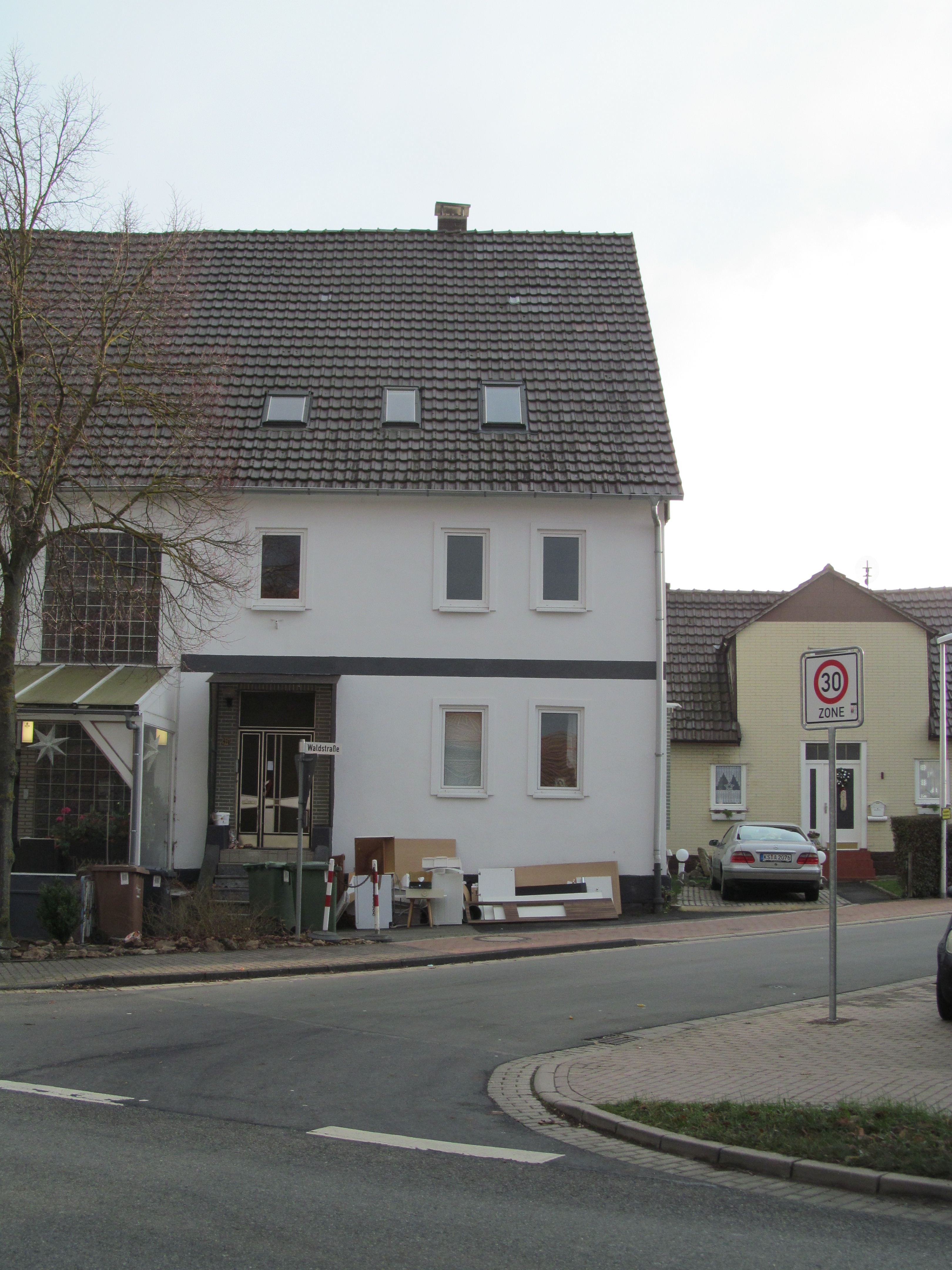
Holländische Straße 47a
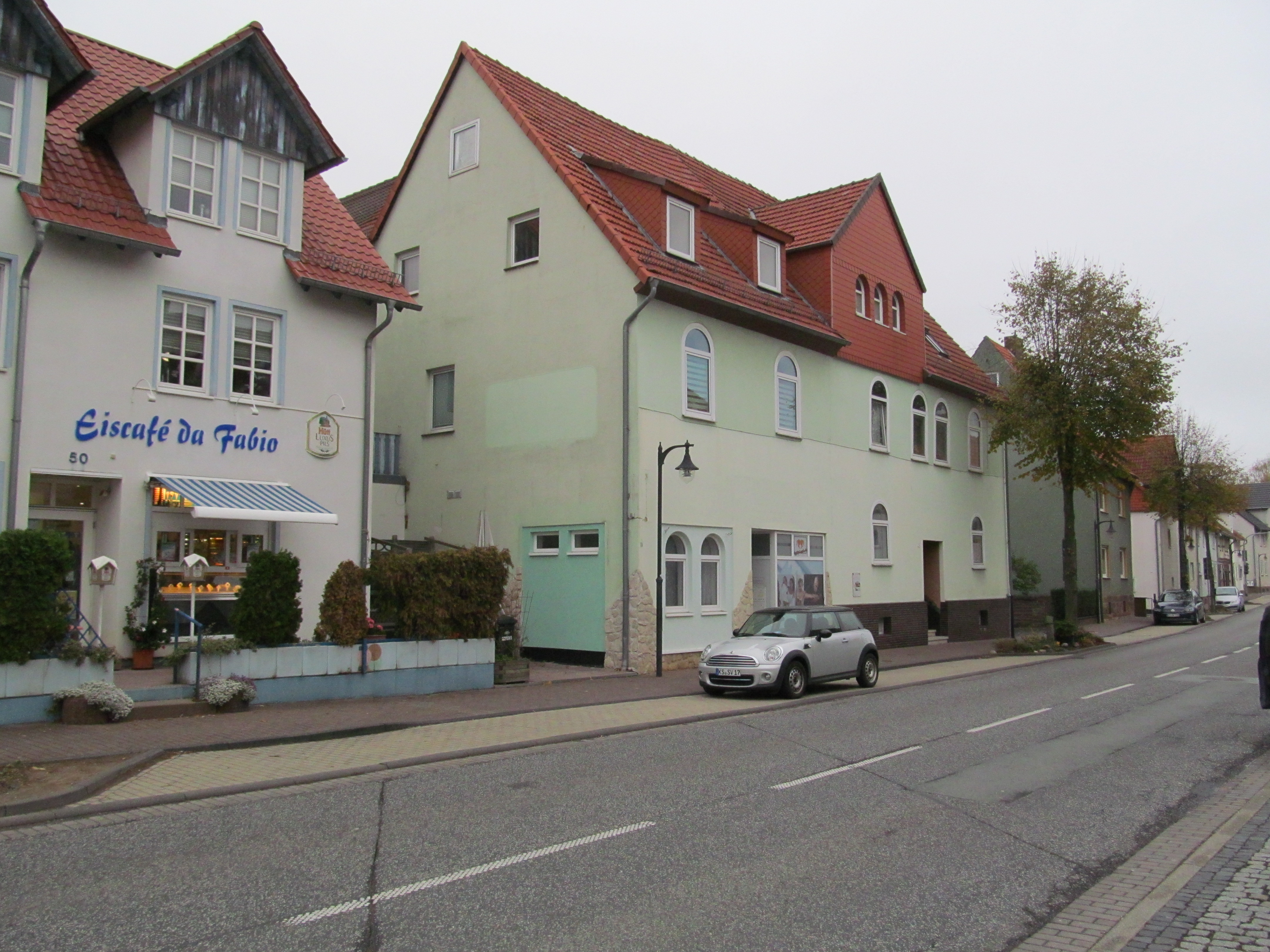
Holländische Straße 48
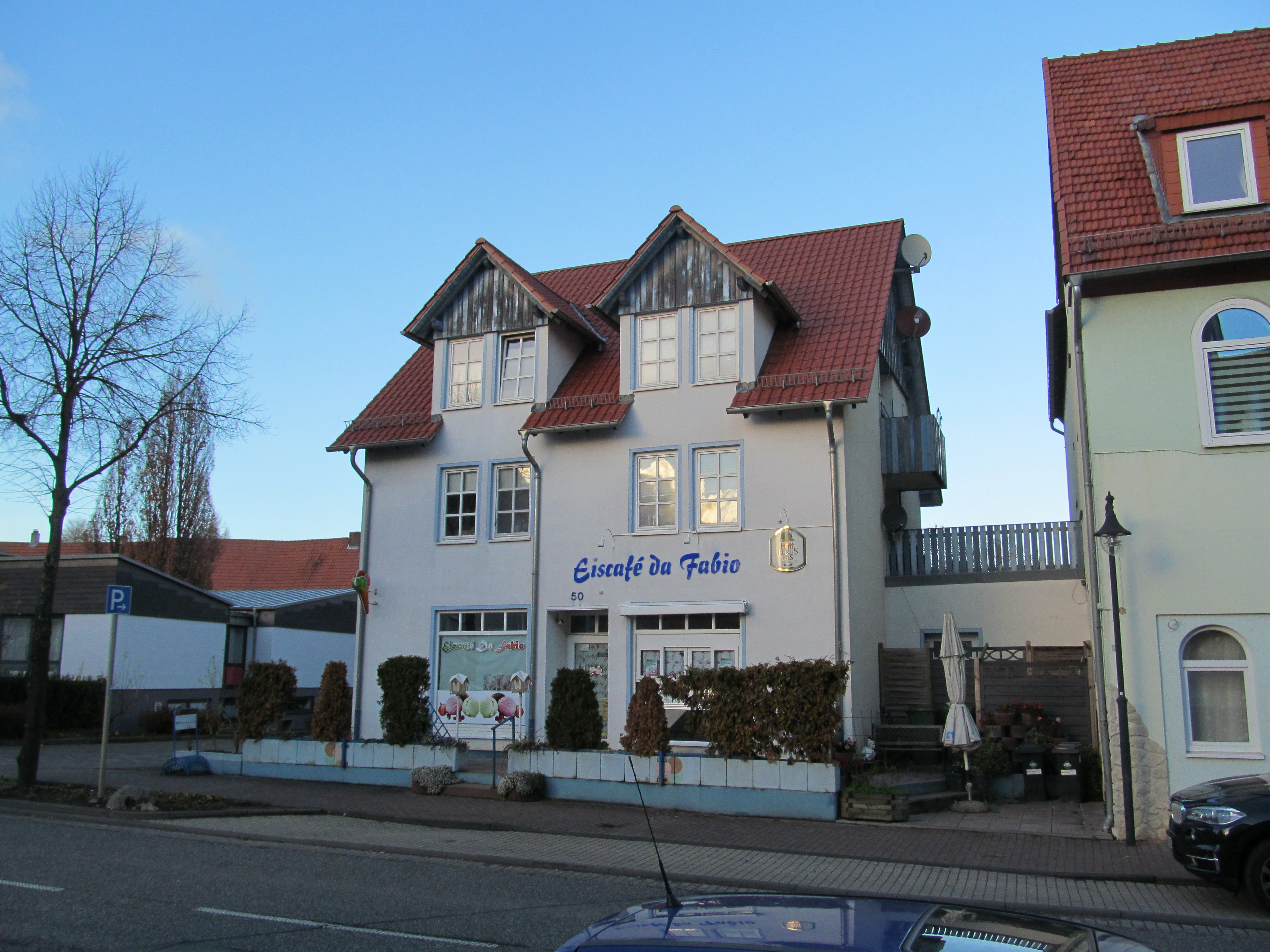
Holländische Straße 50
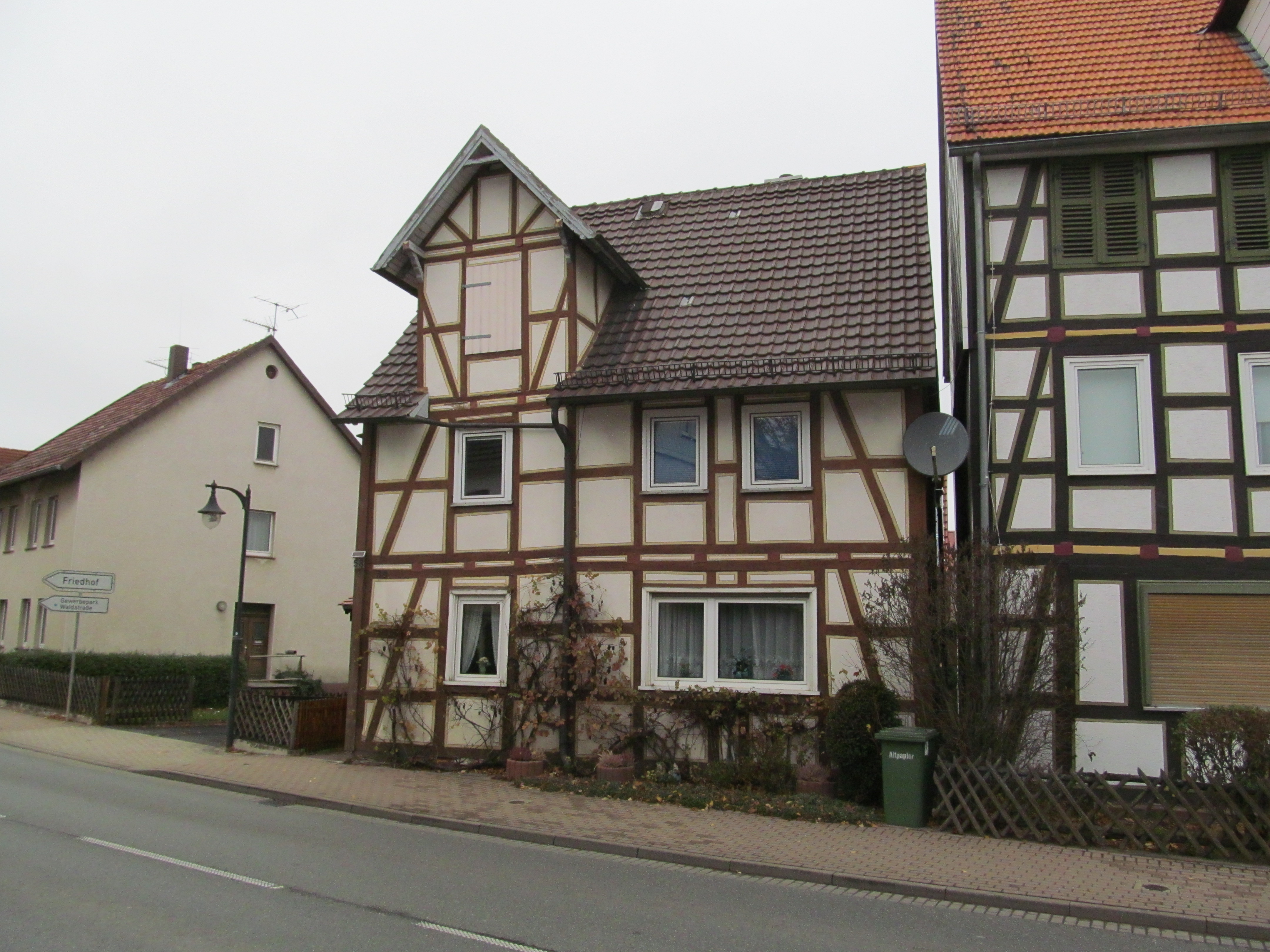
Holländische Straße 58
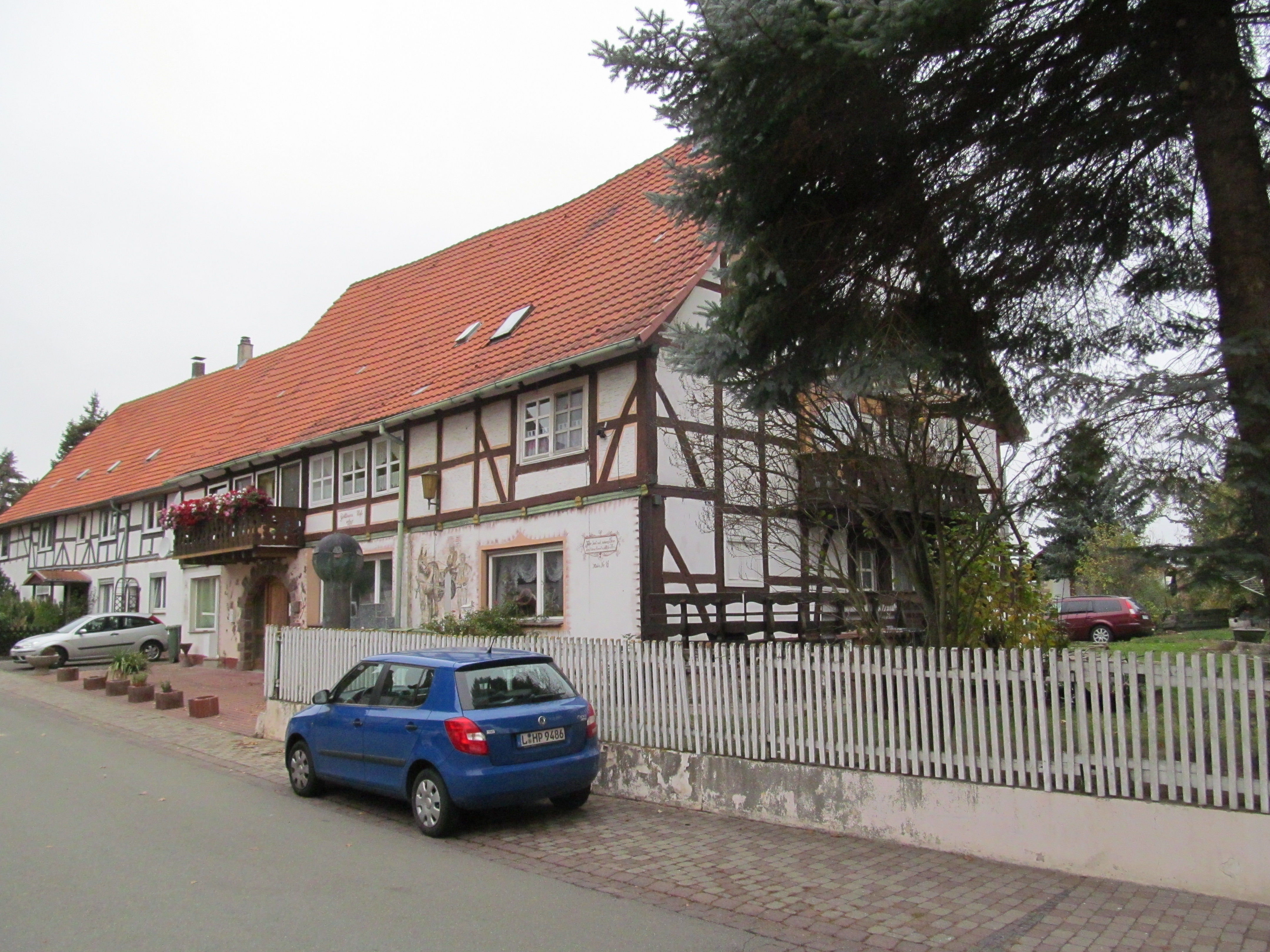
Kirchgasse 16
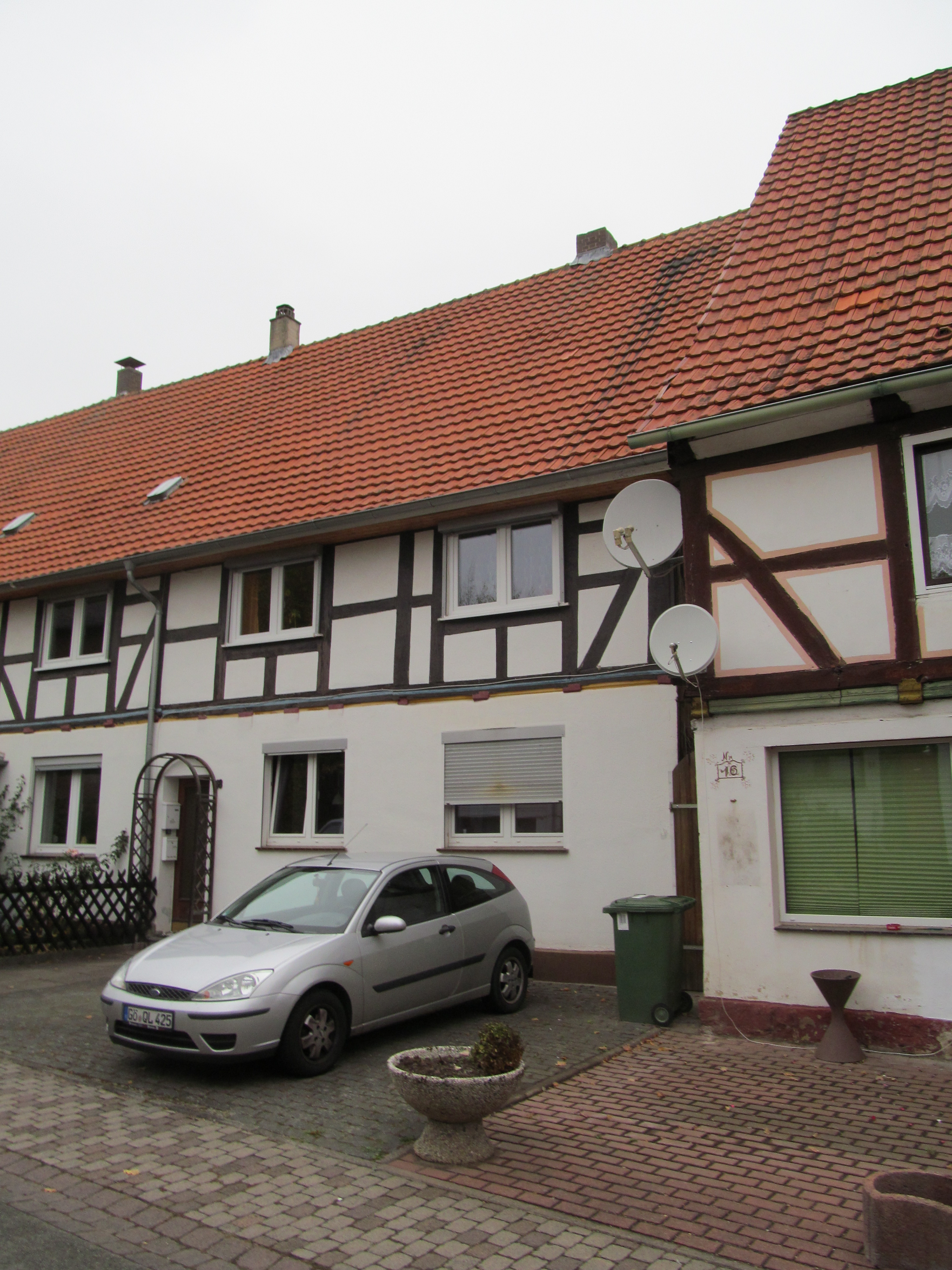
Kirchgasse 18
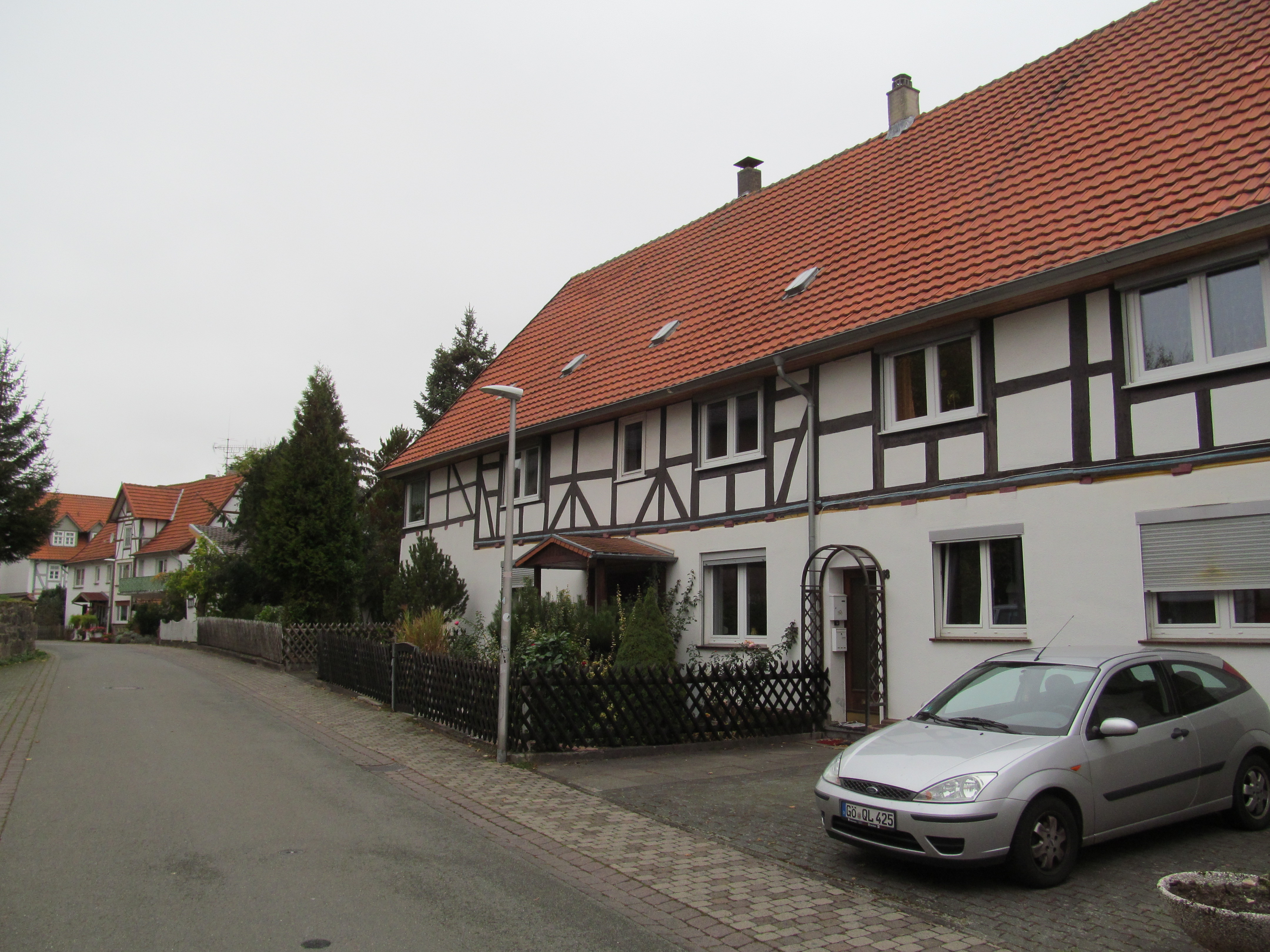
Kirchgasse 20
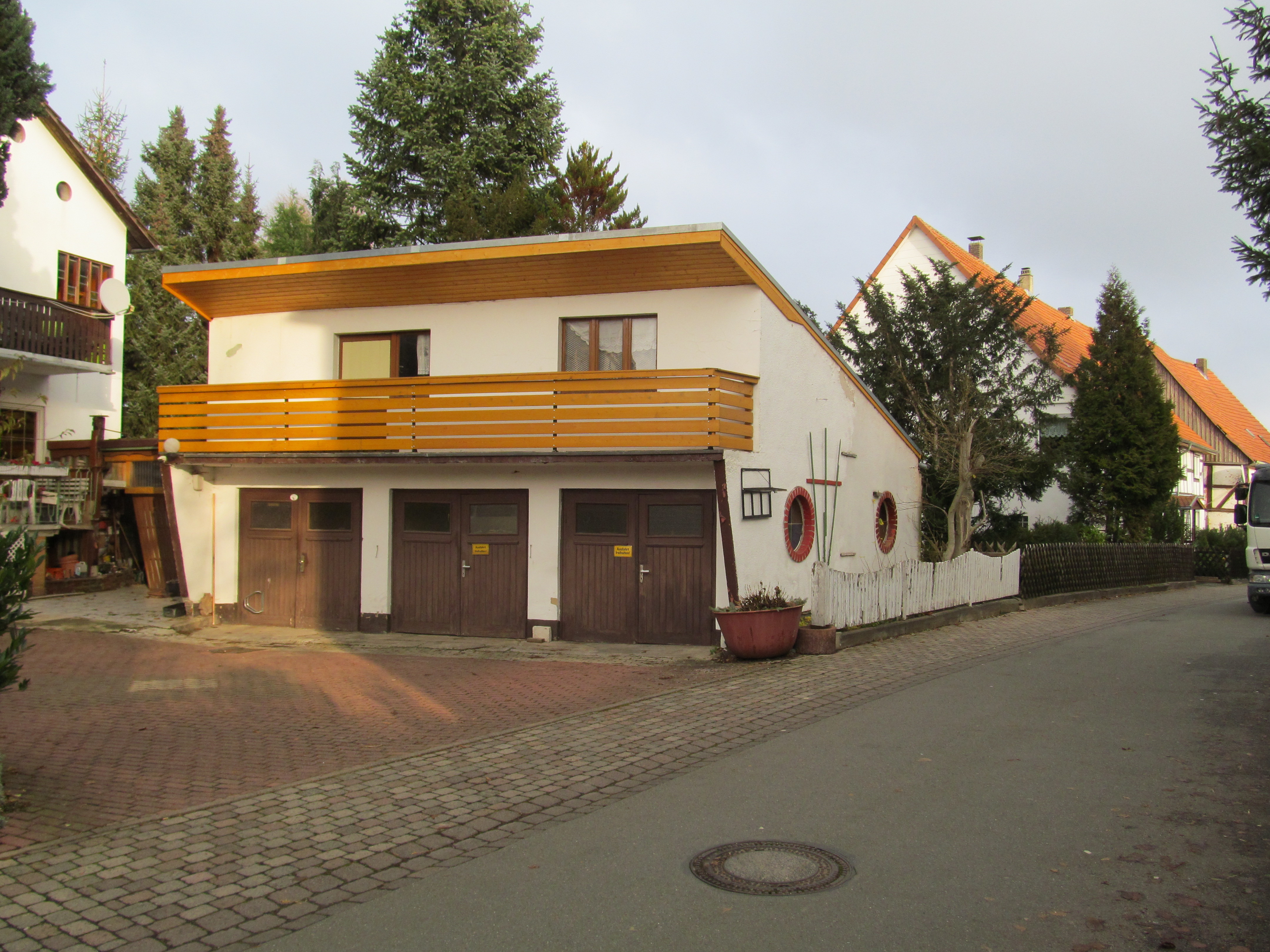
Kirchgasse 22
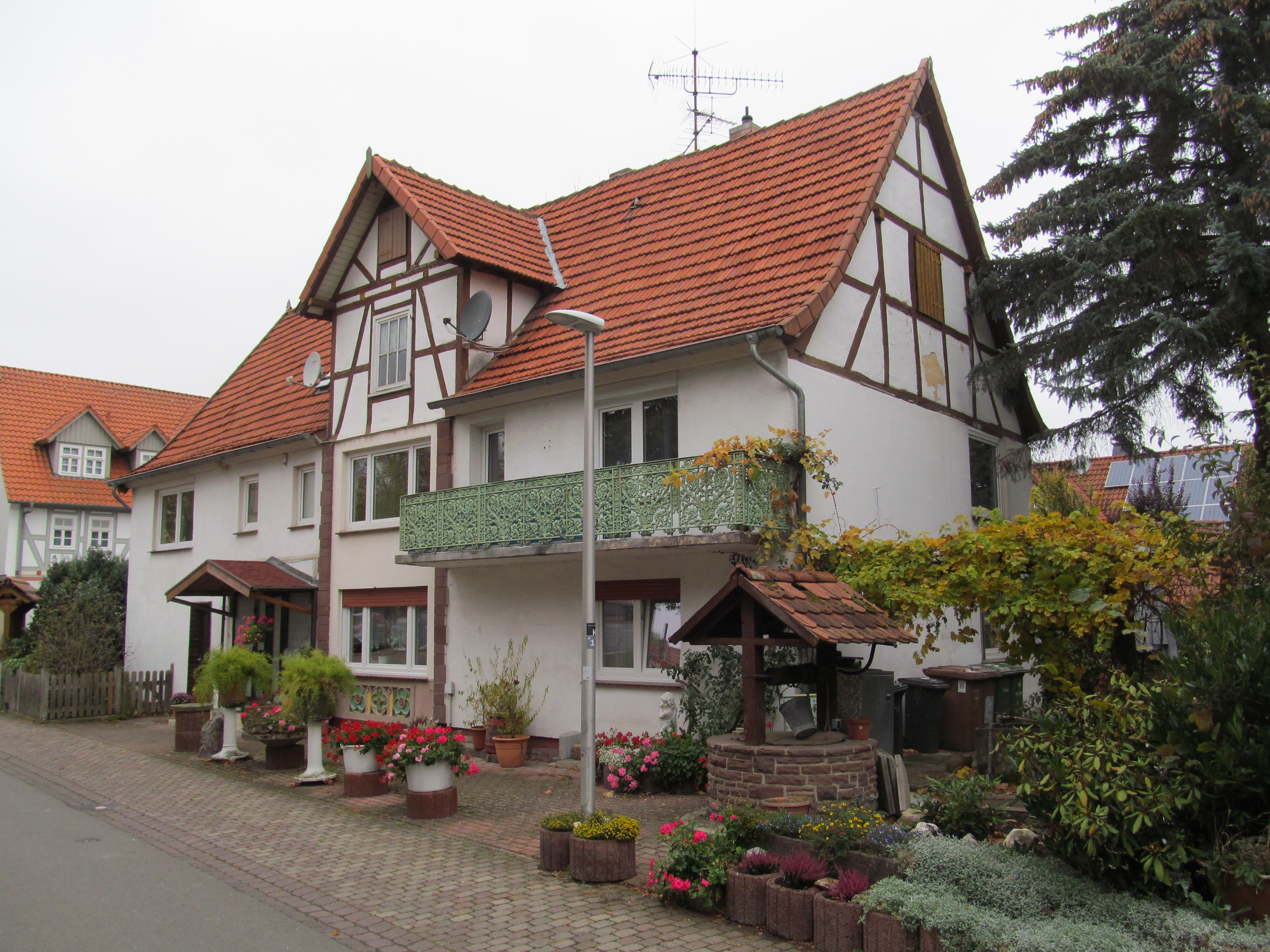
Kirchgasse 24
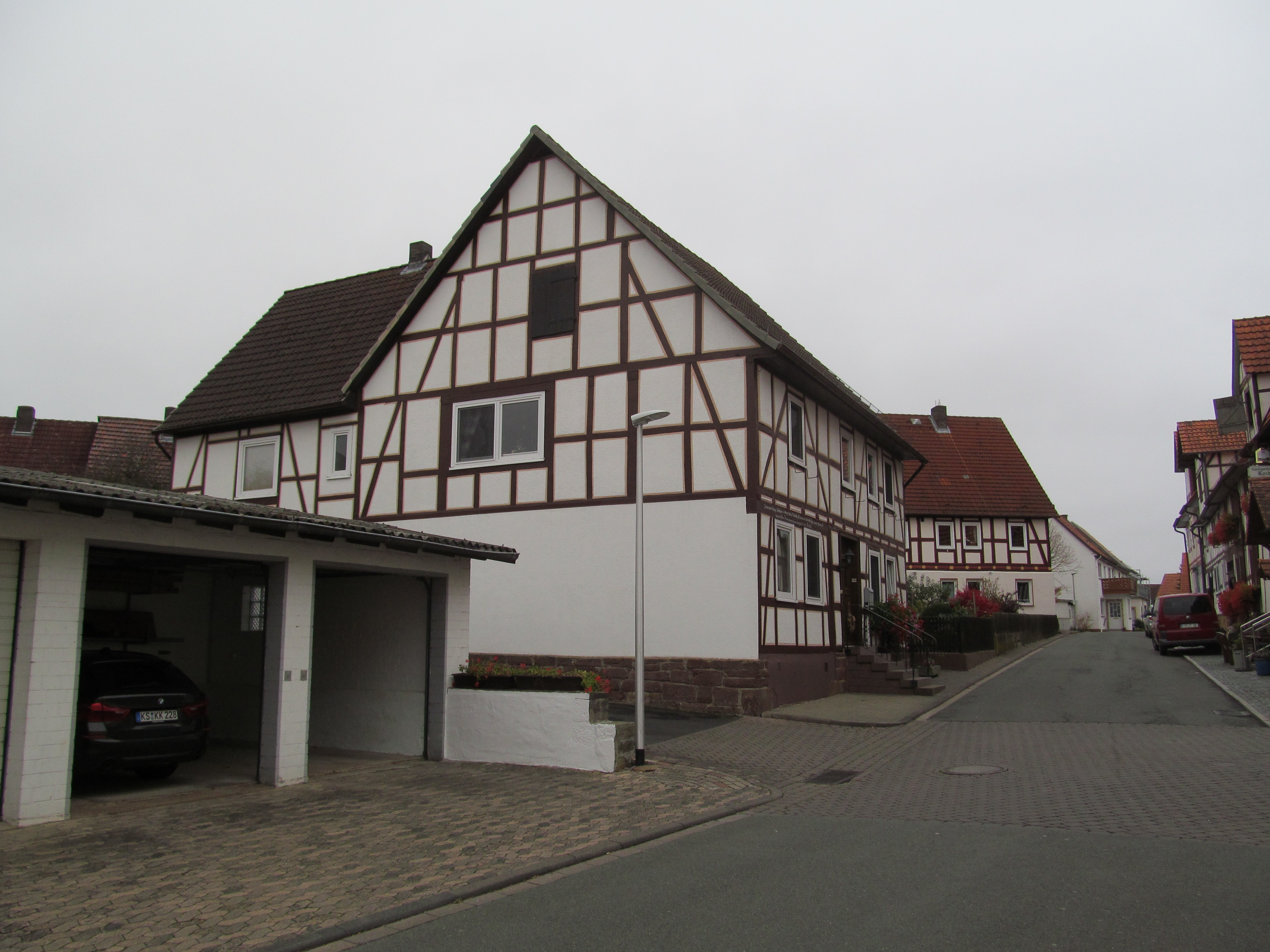
Mittelstraße 3
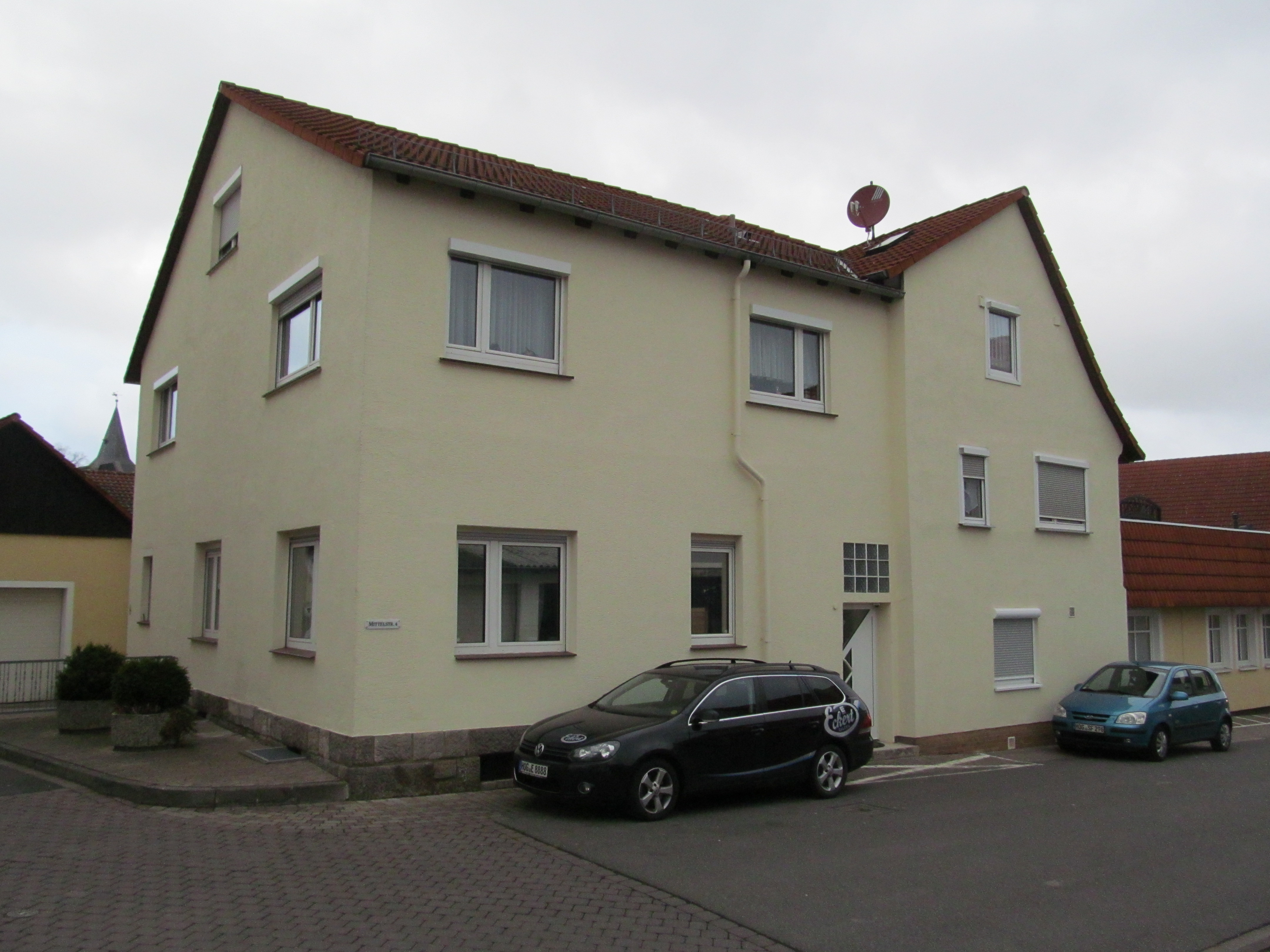
Mittelstraße 4
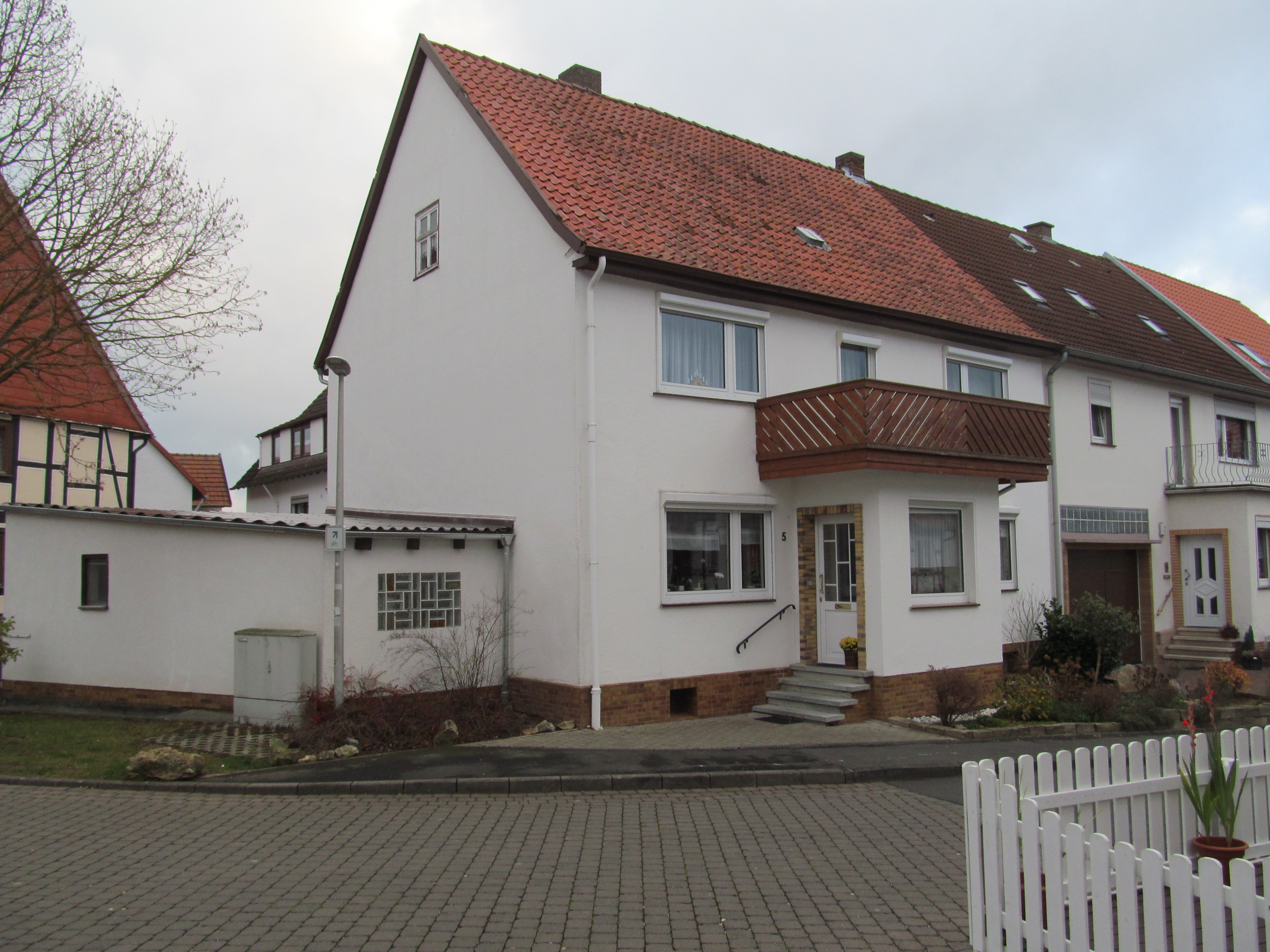
Mittelstraße 5
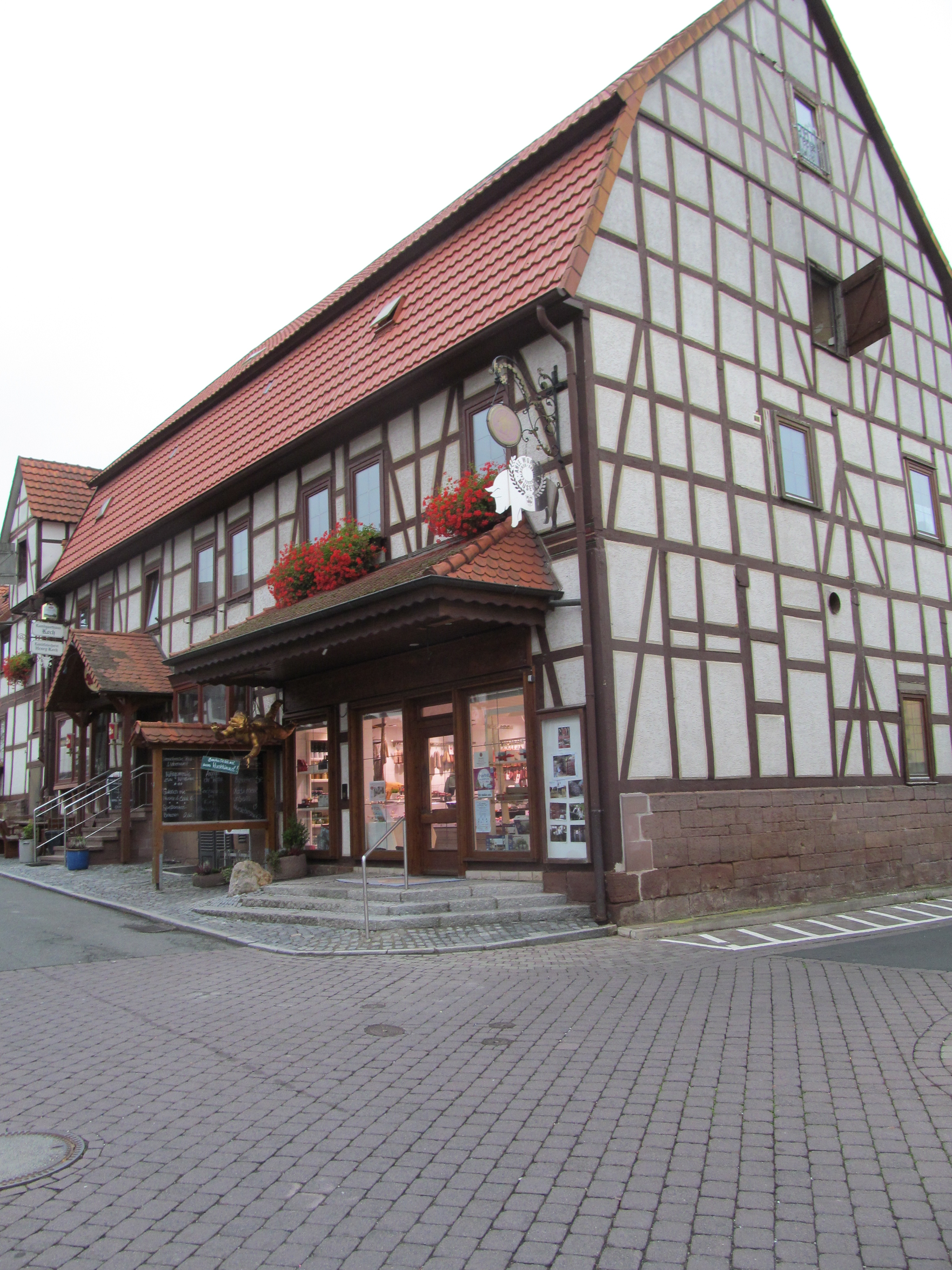
Mittelstraße 6
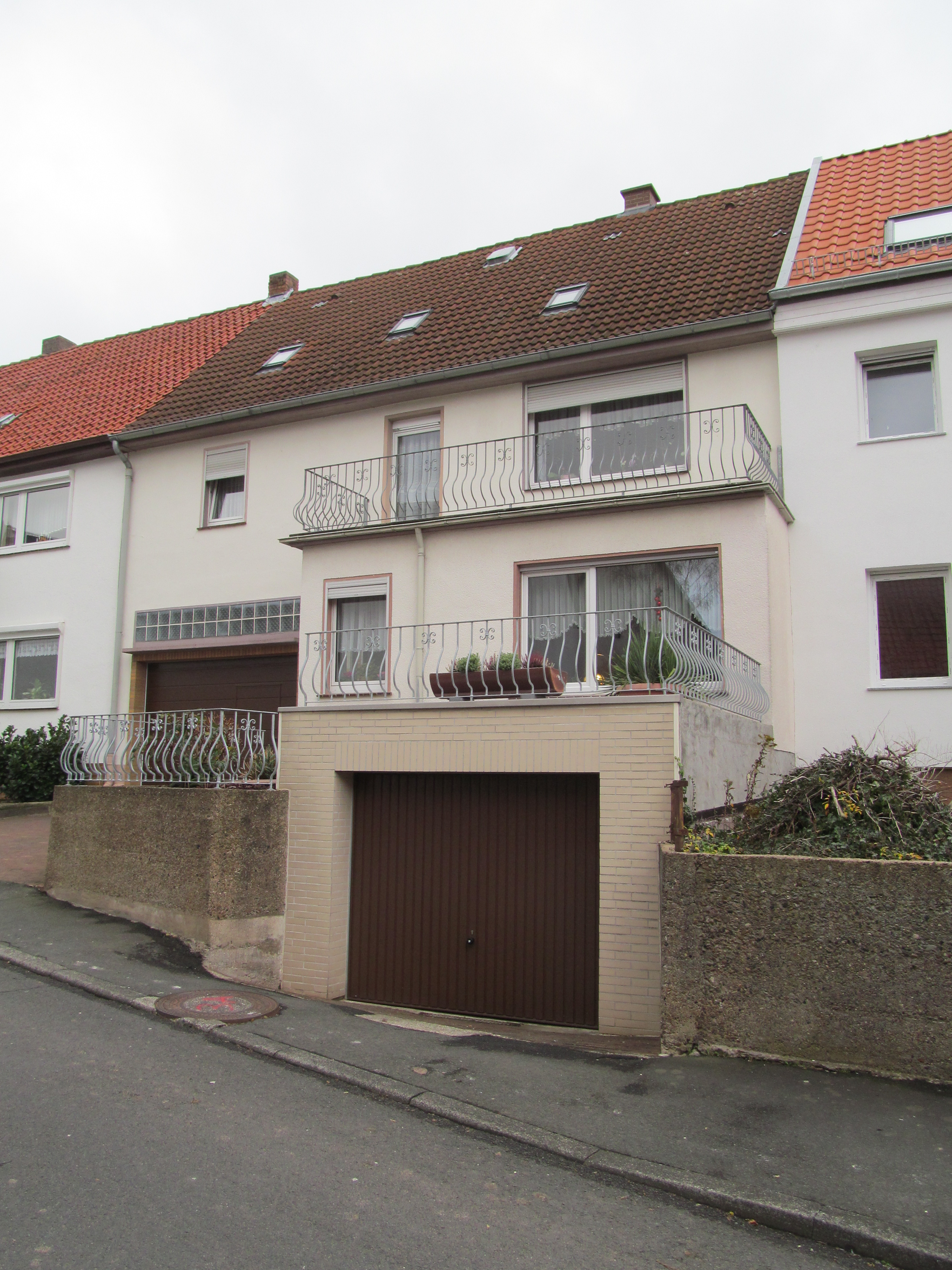
Mittelstraße 7
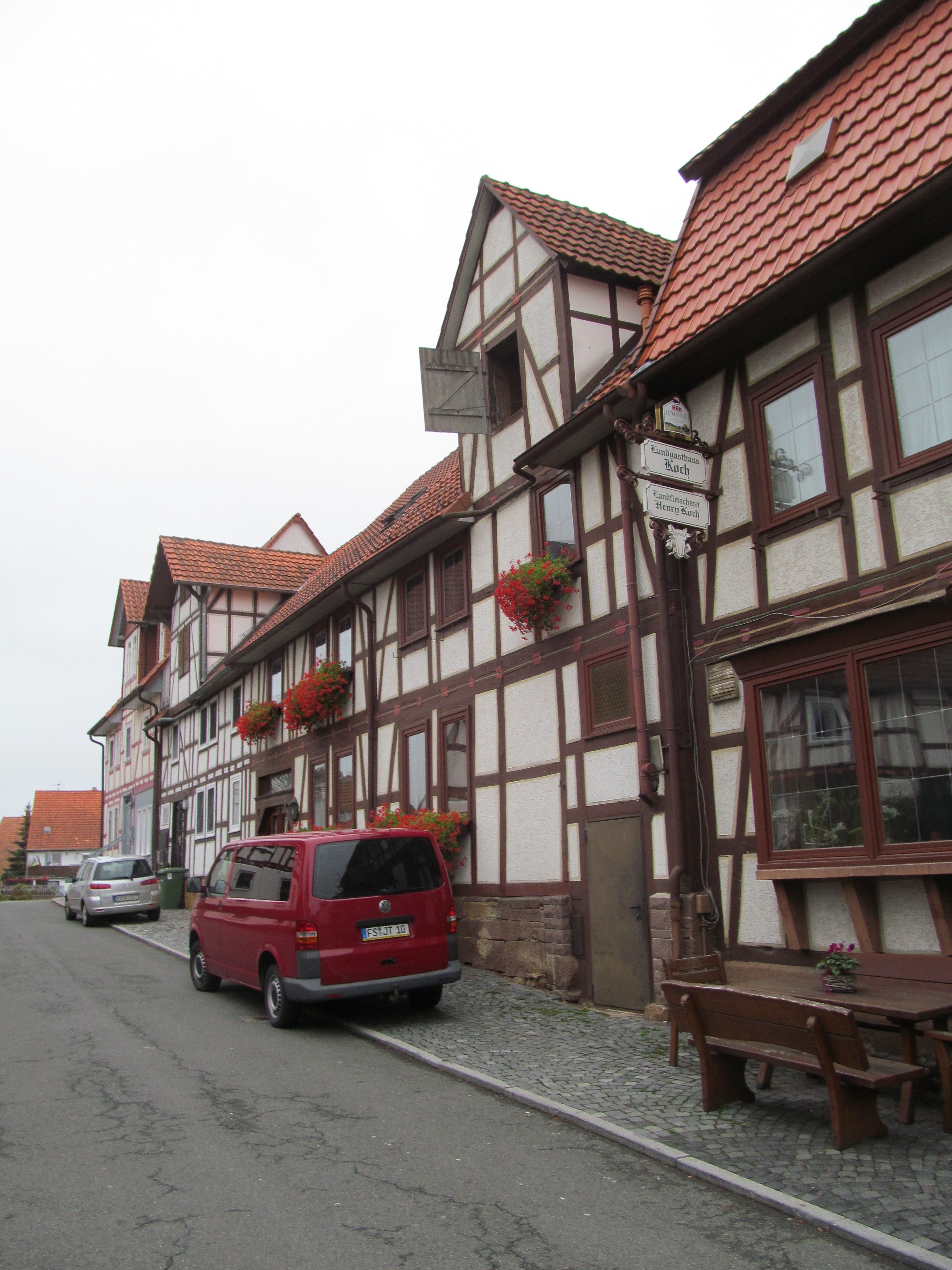
Mittelstraße 8
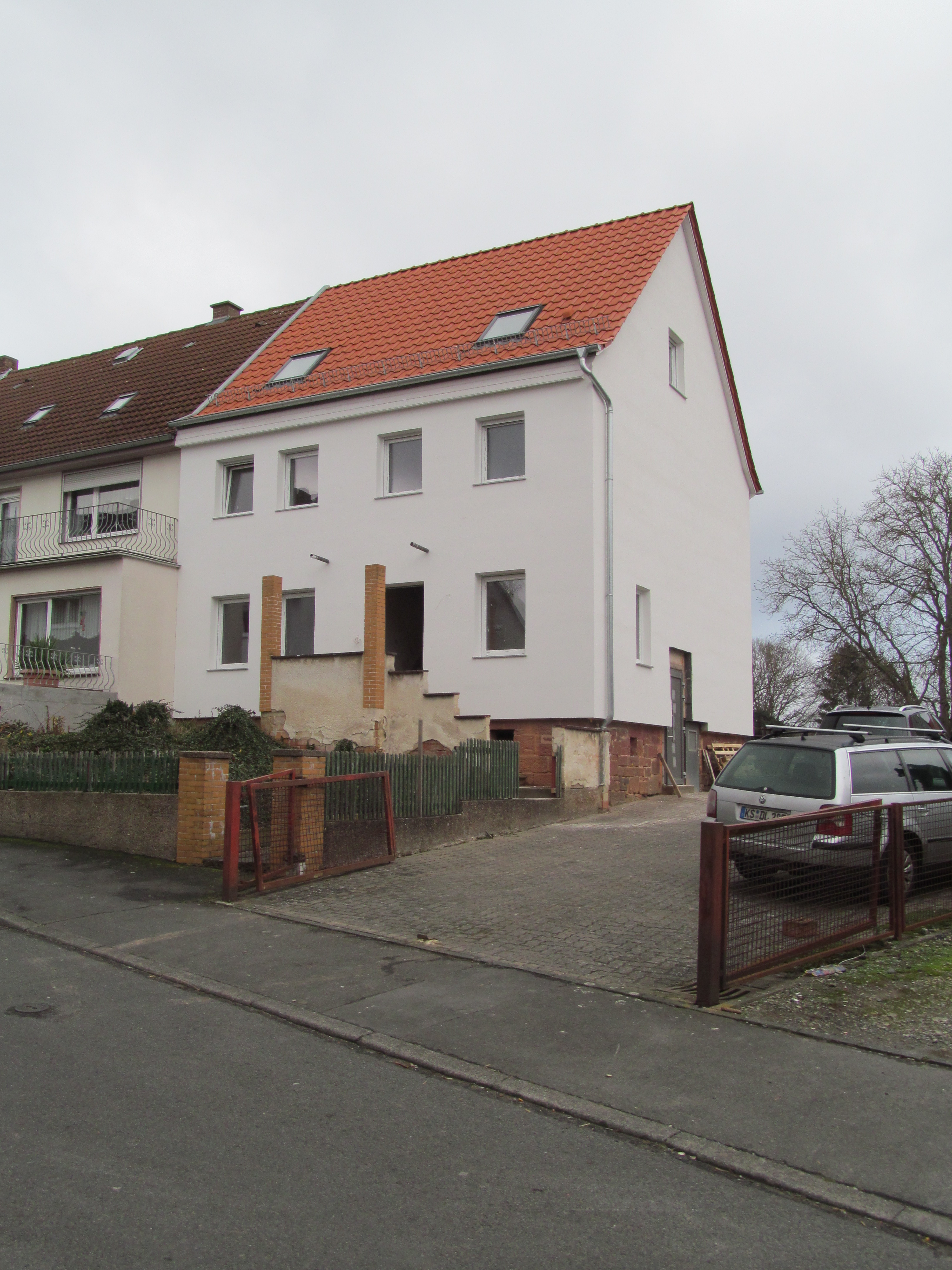
Mittelstraße 9
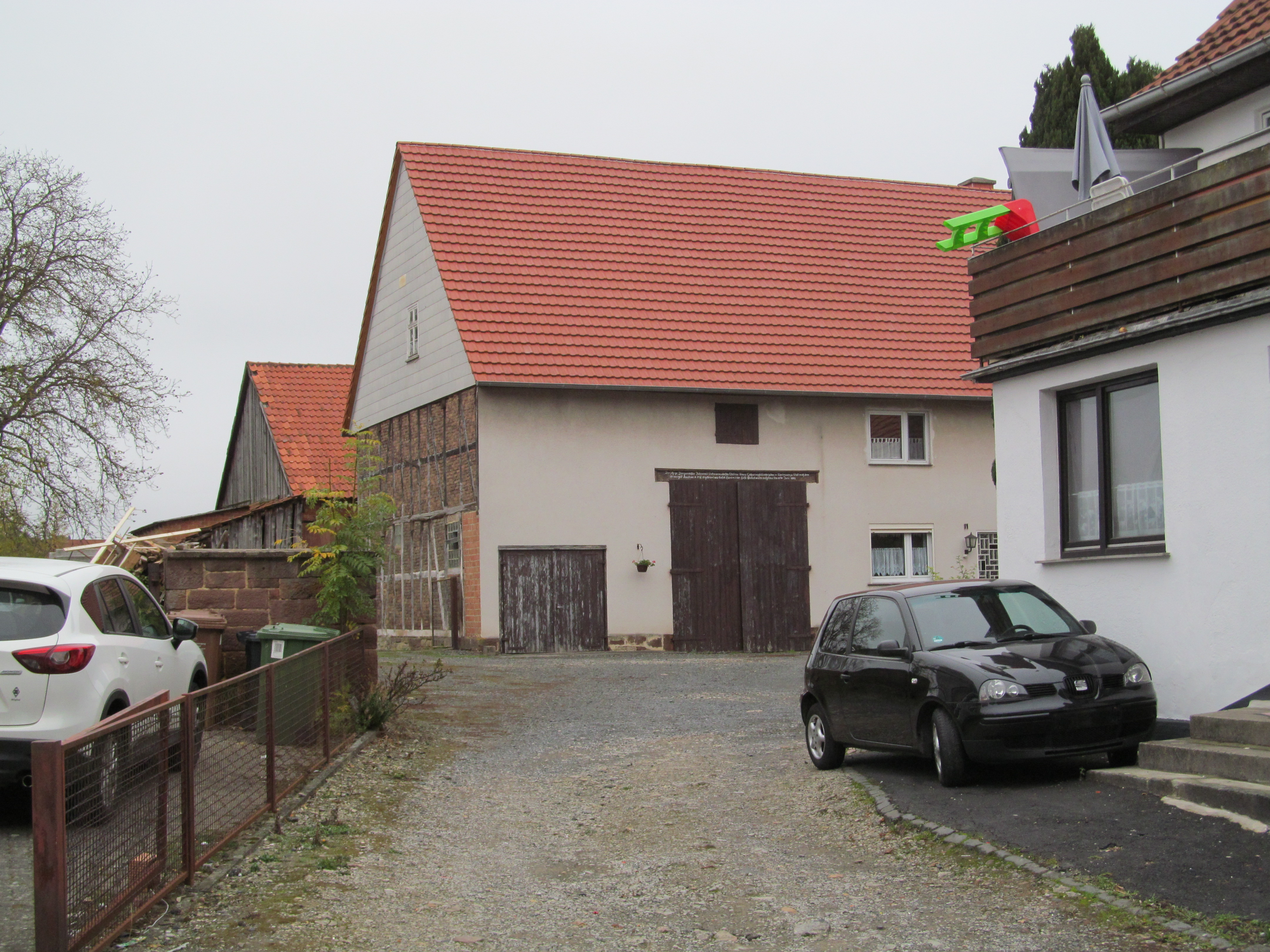
Mittelstraße 11
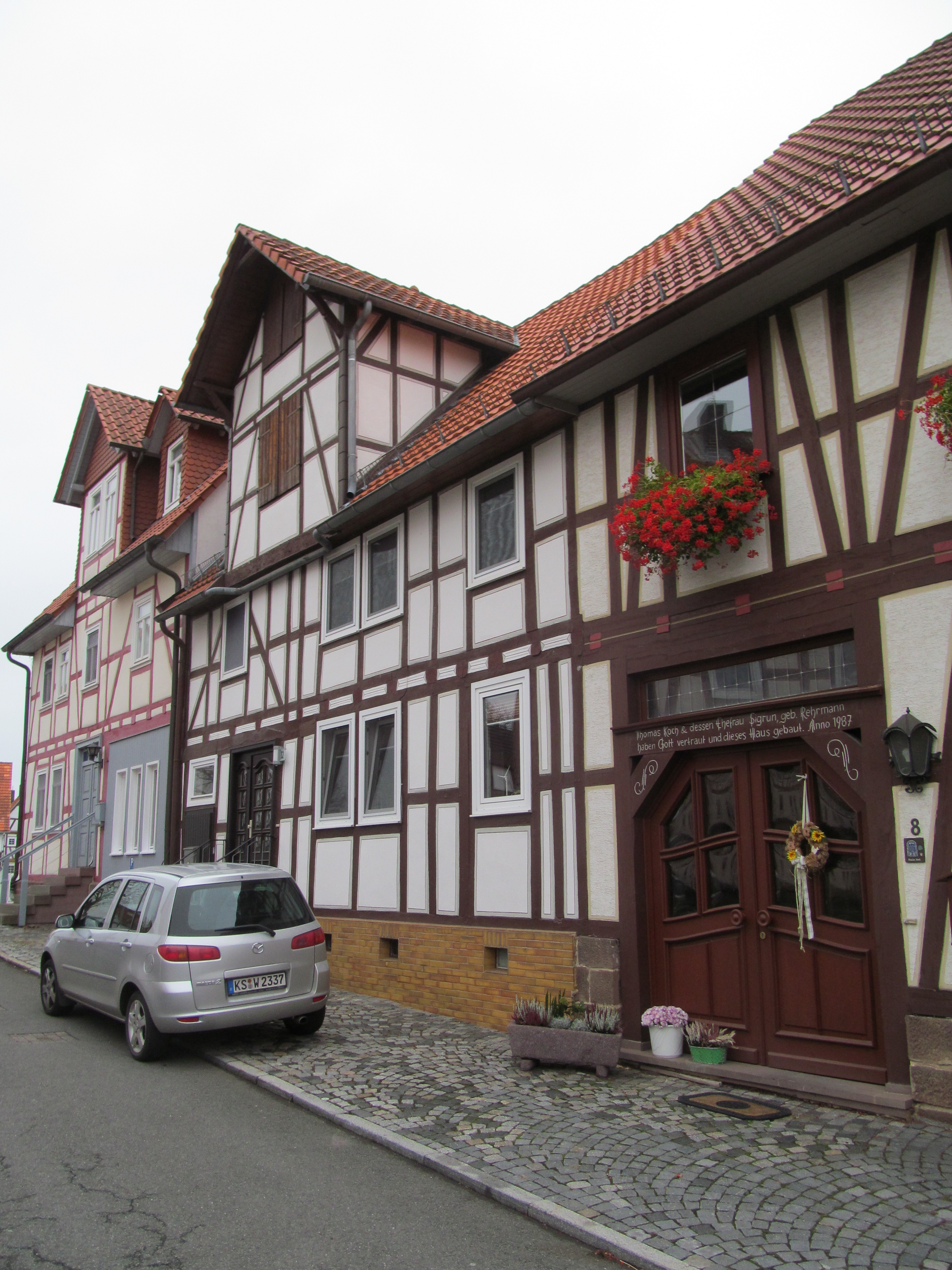
Mittelstraße 12
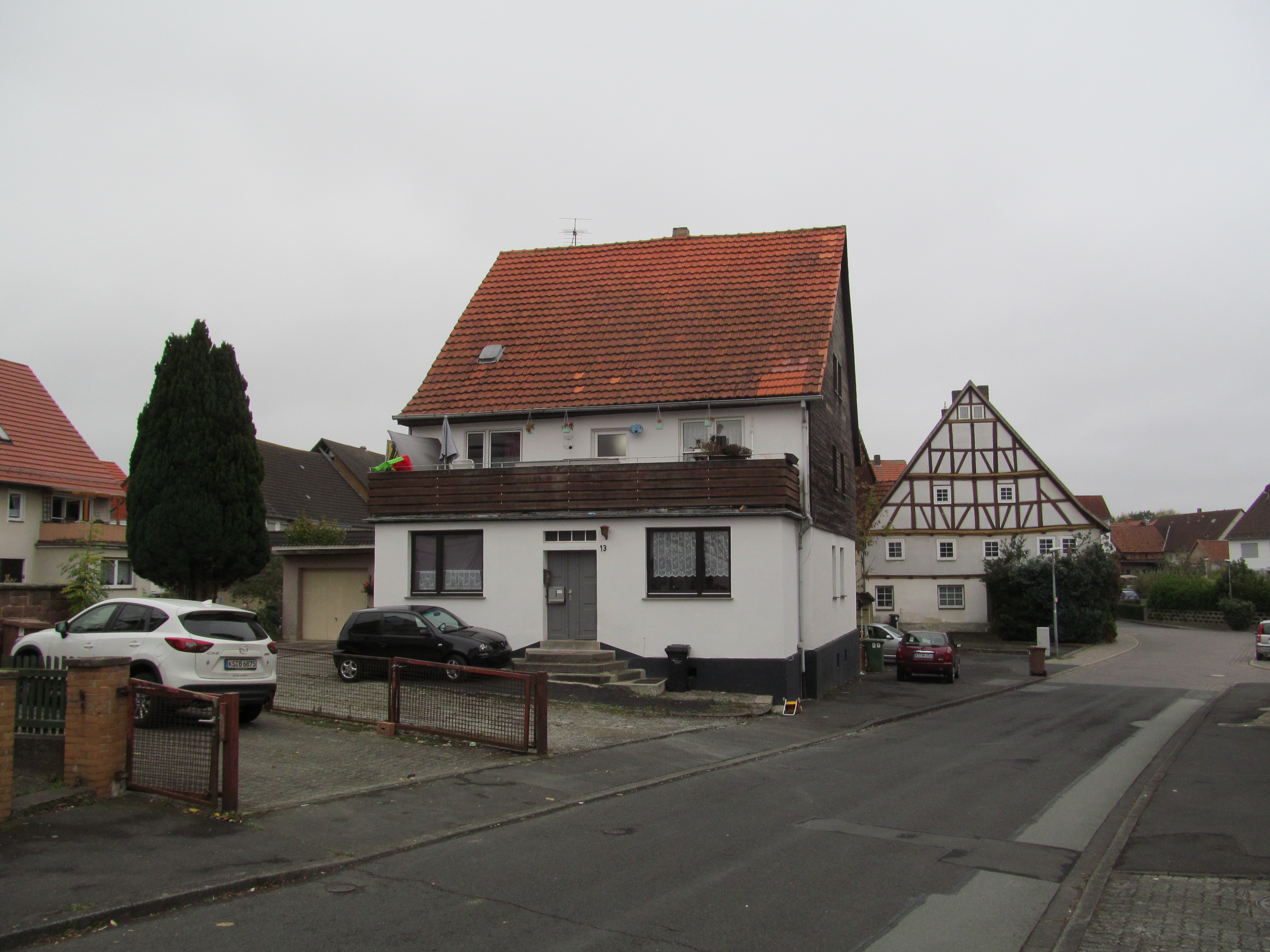
Mittelstraße 13
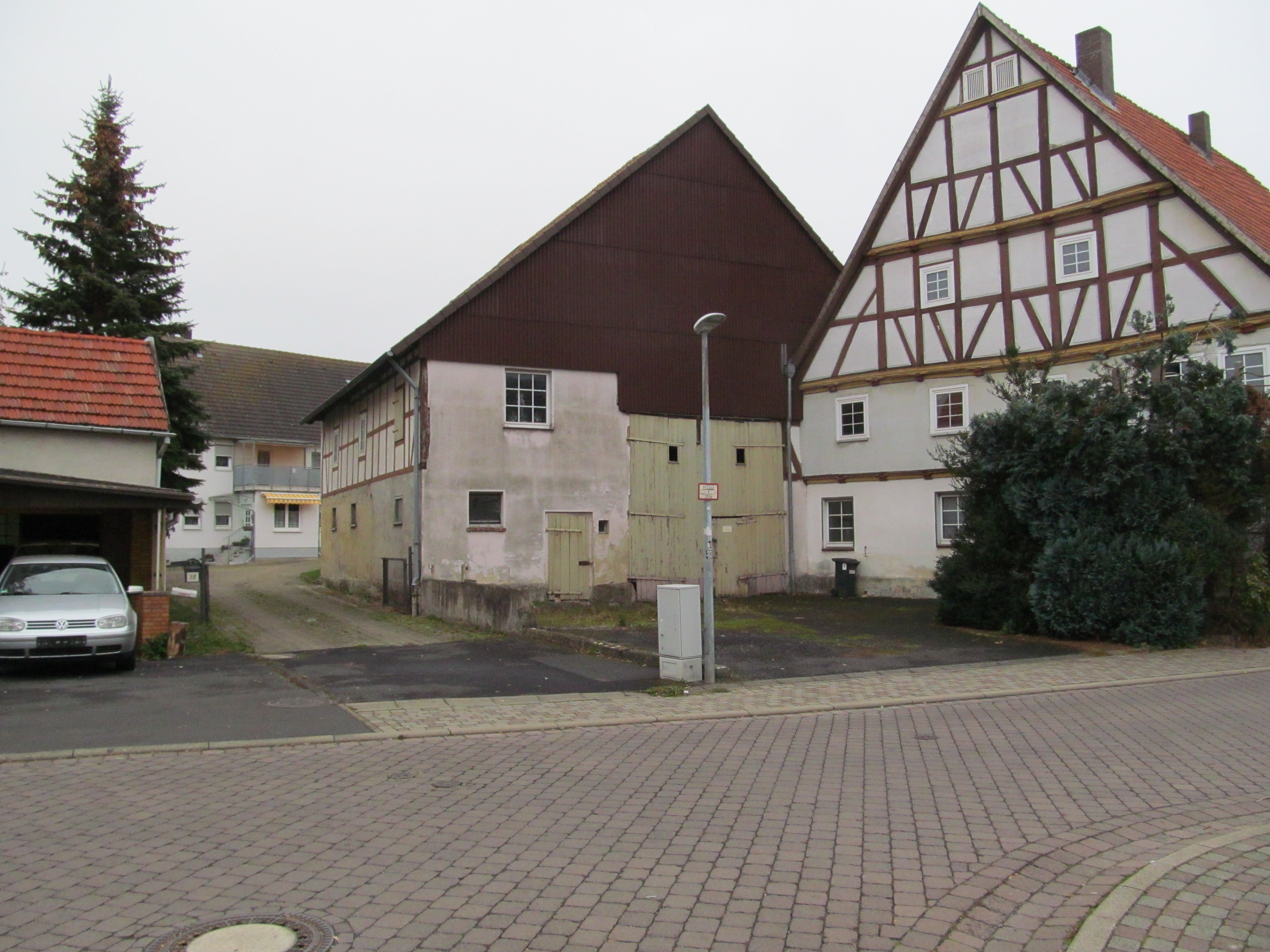
Mittelstraße 15
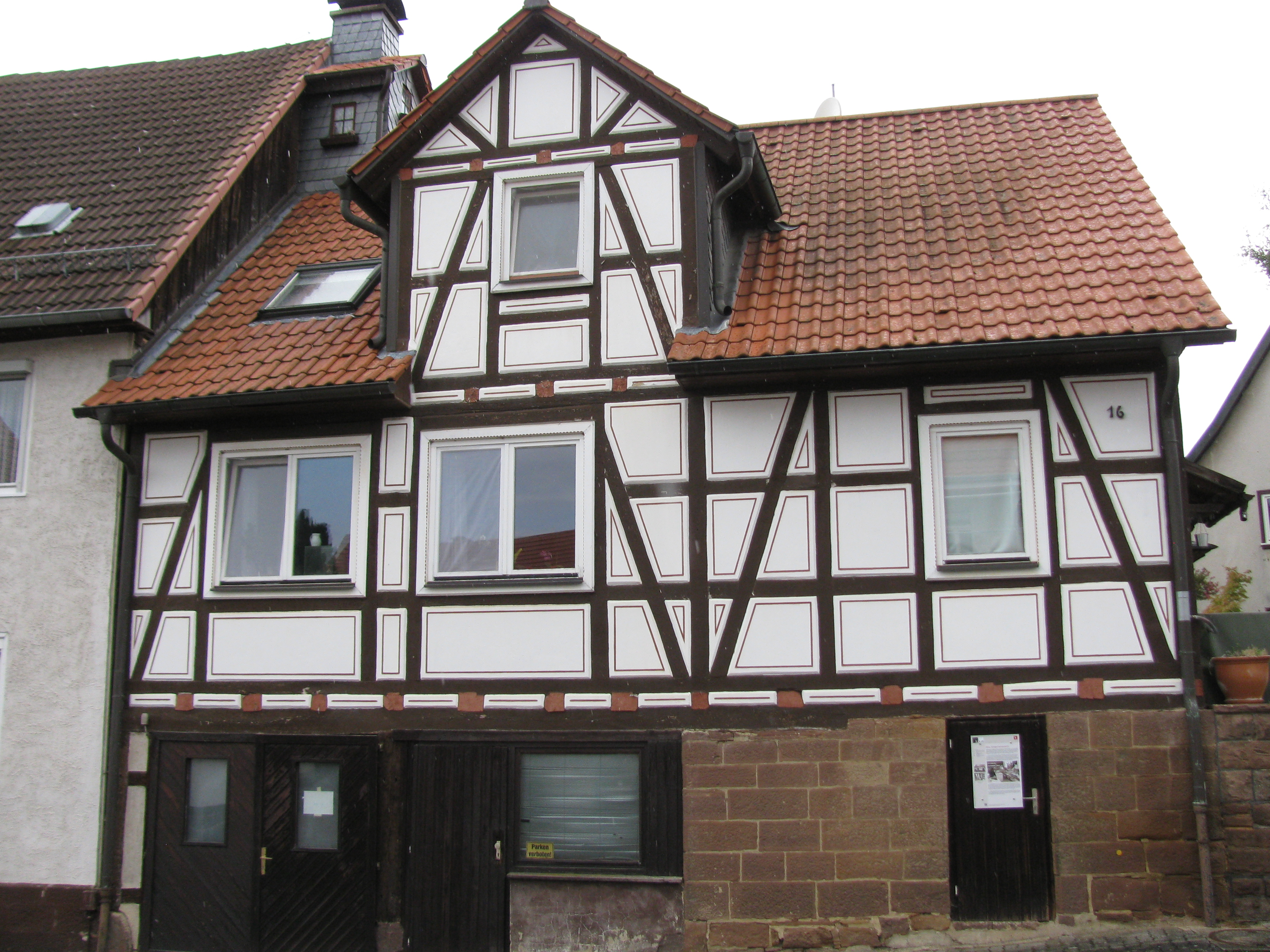
Mittelstraße 16
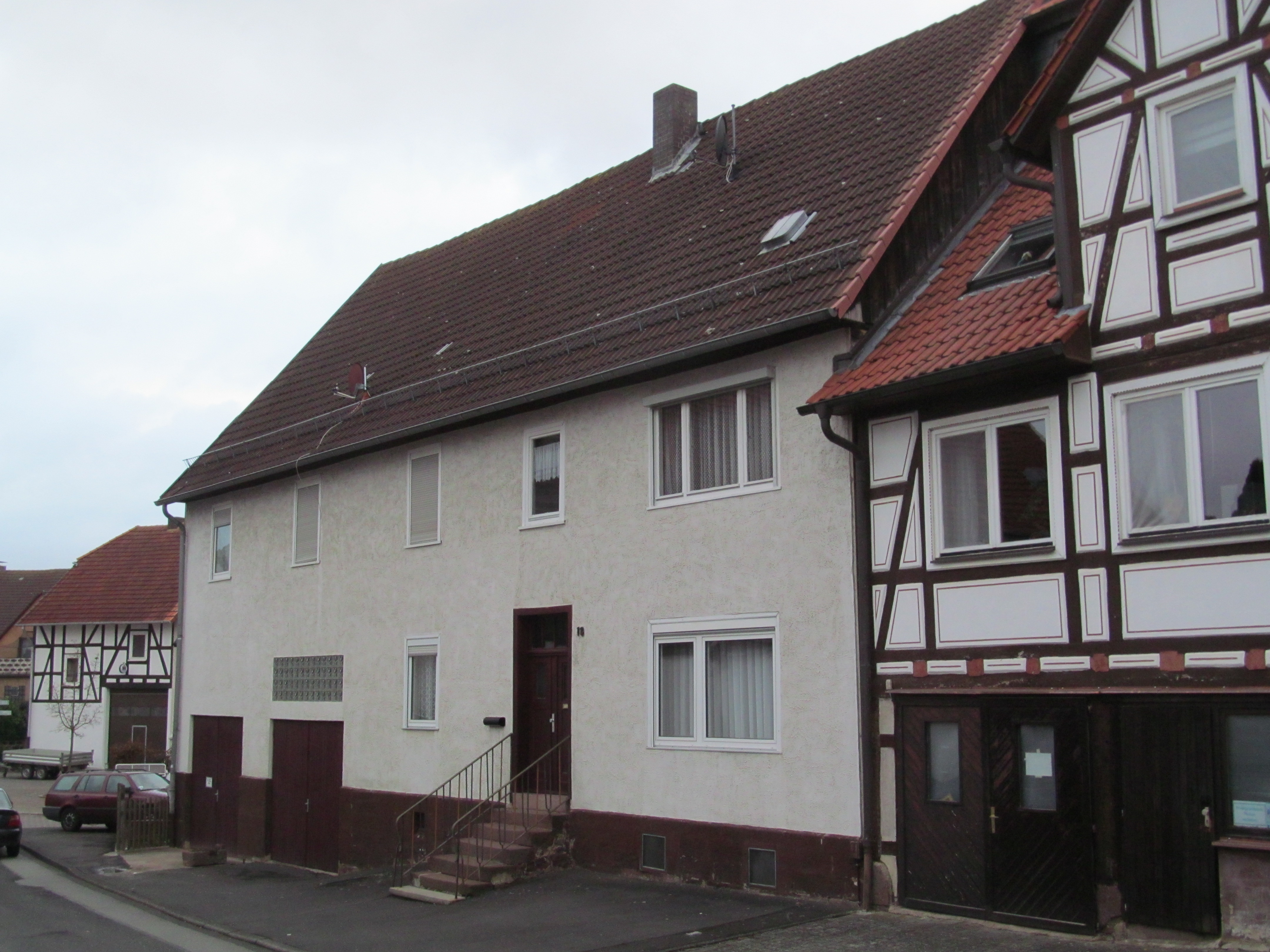
Mittelstraße 18
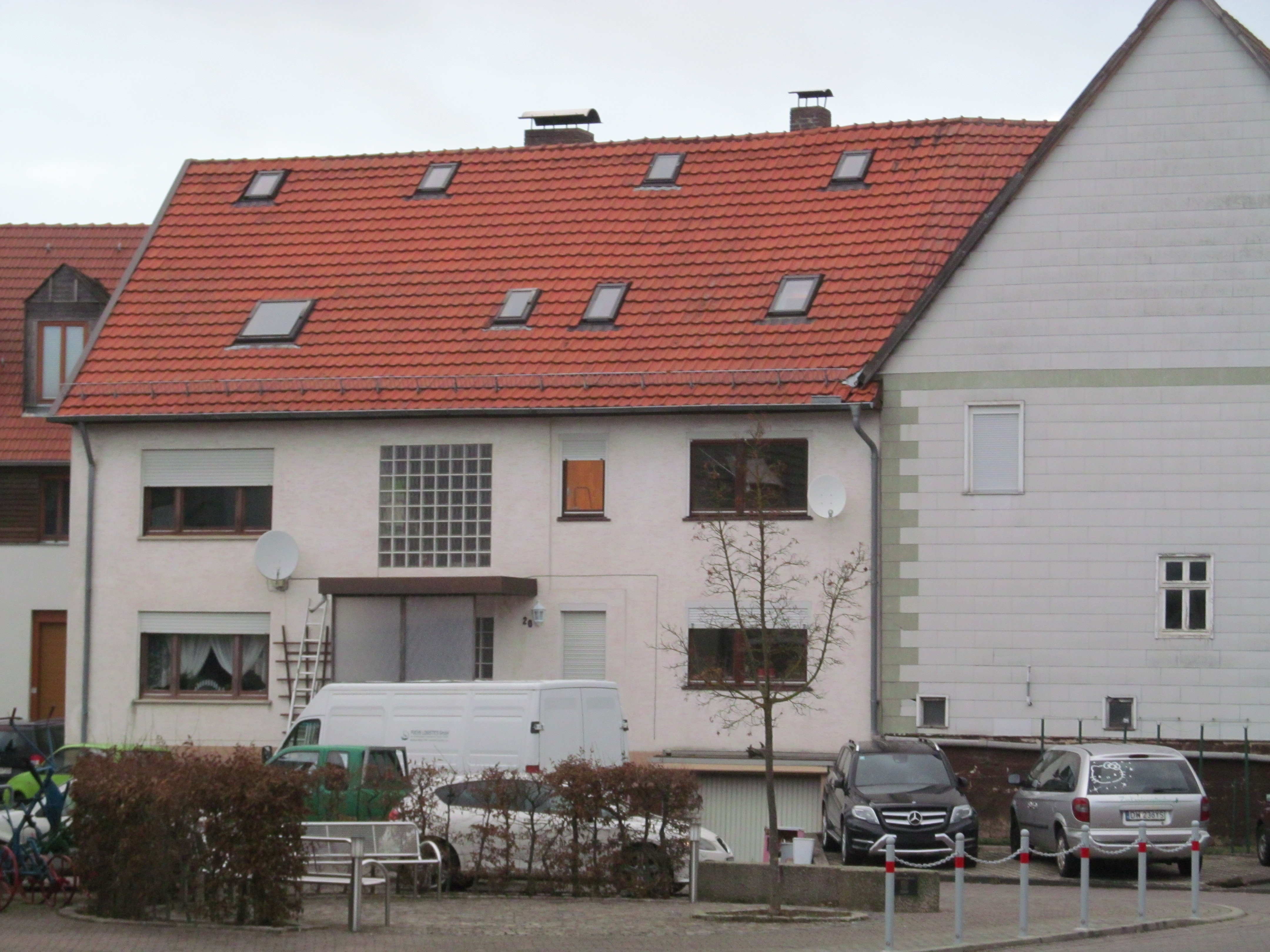
Mittelstraße 20
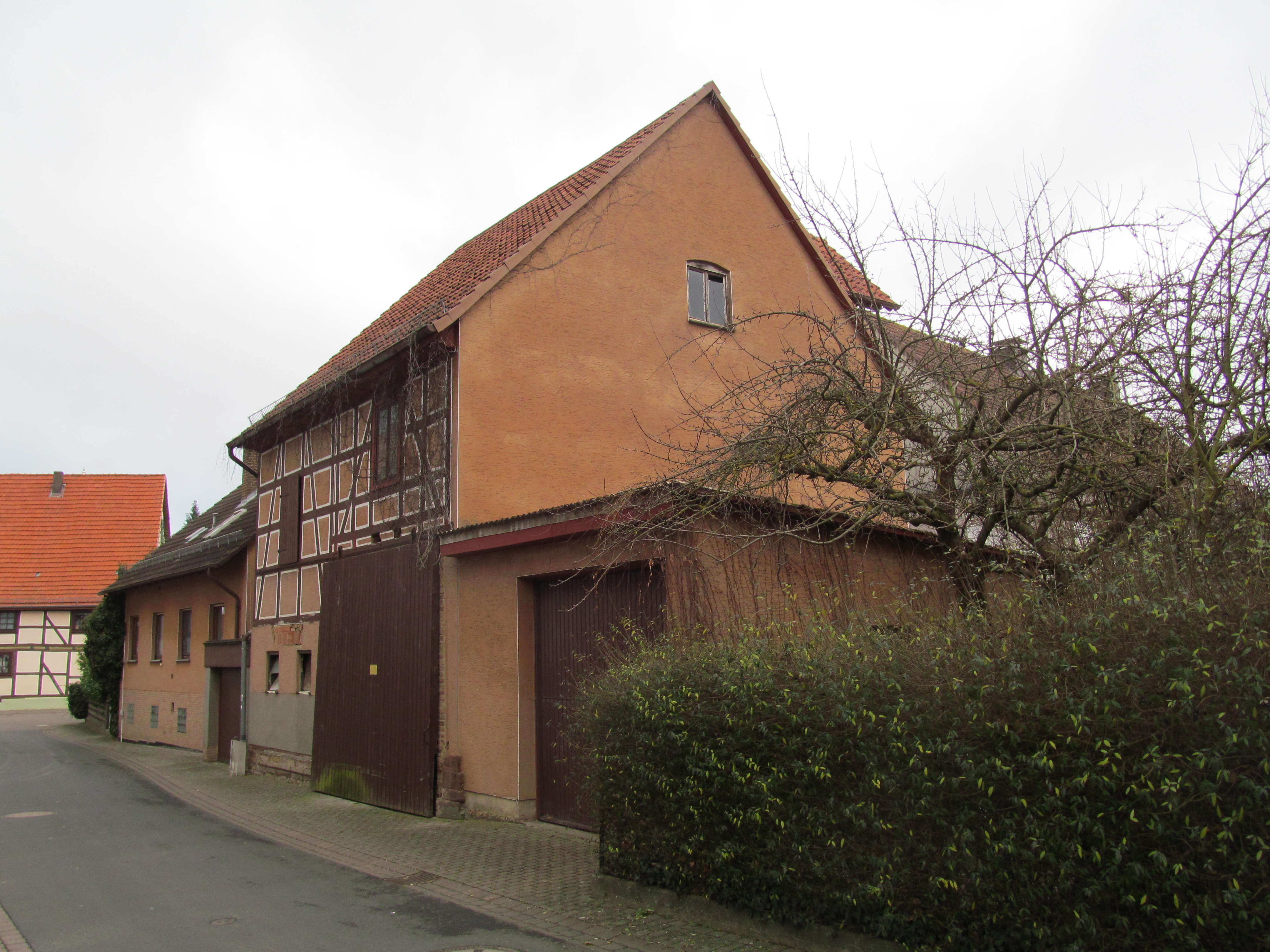
Mittelstraße 21
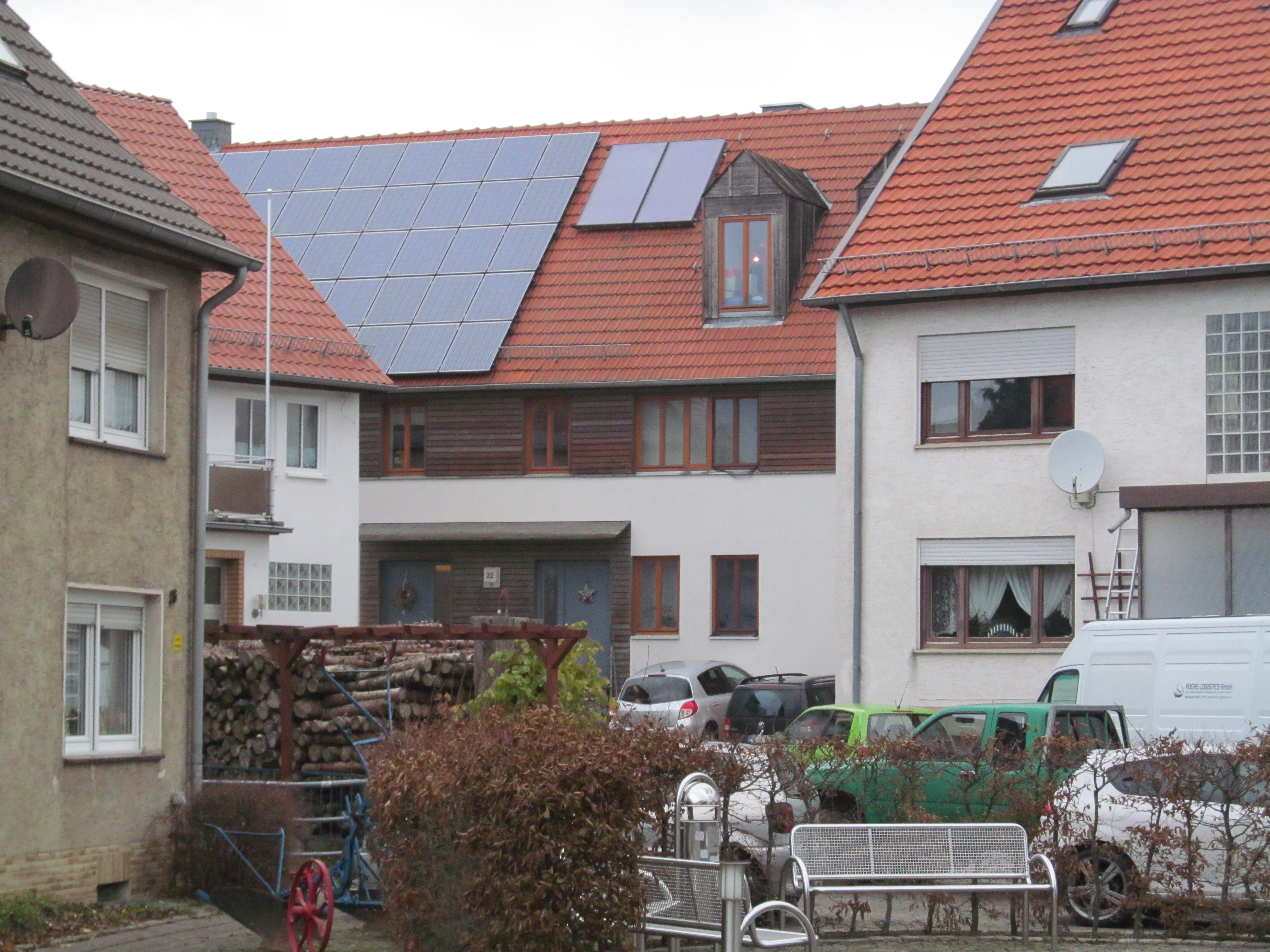
Mittelstraße 22
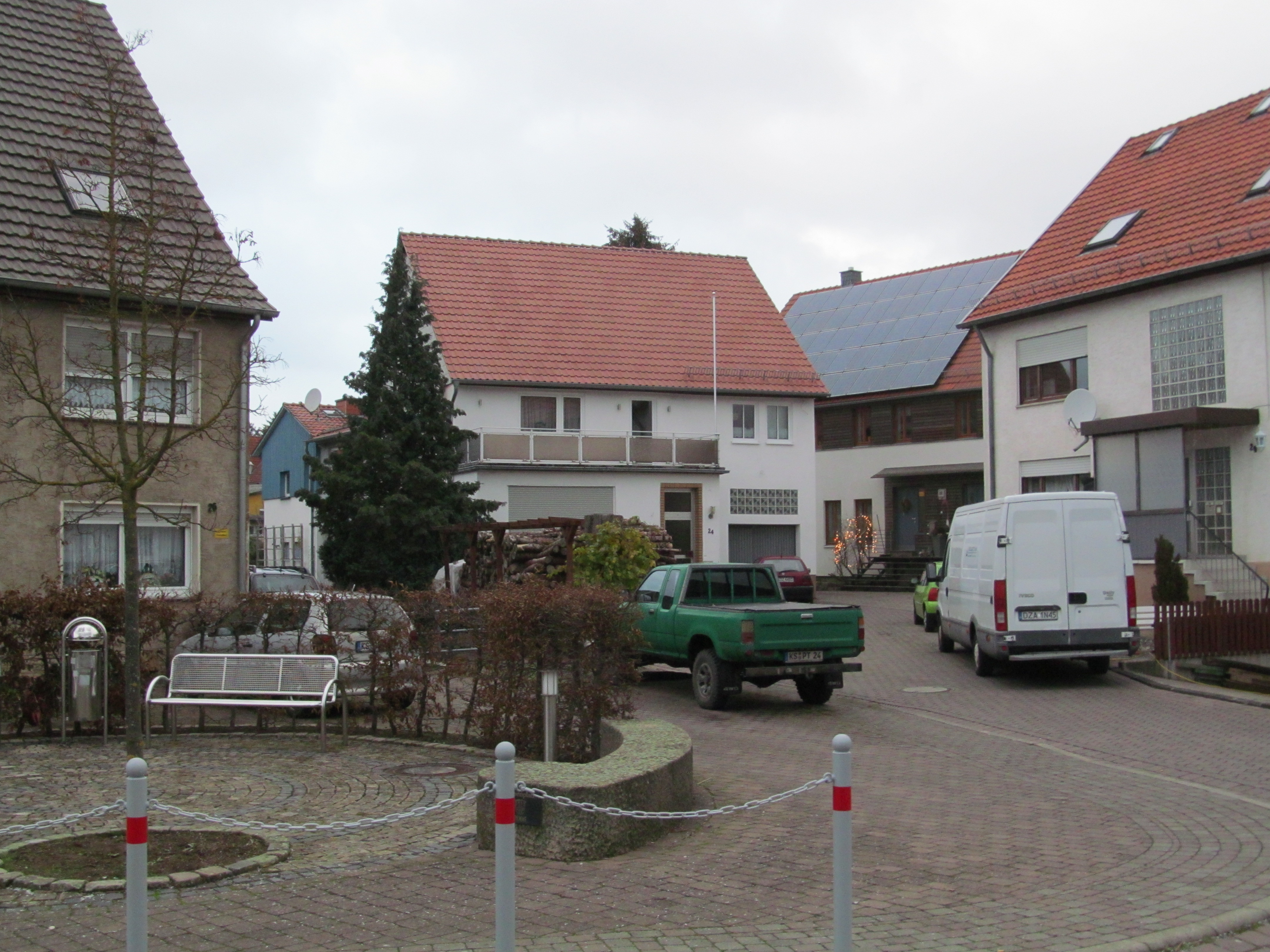
Mittelstraße 24
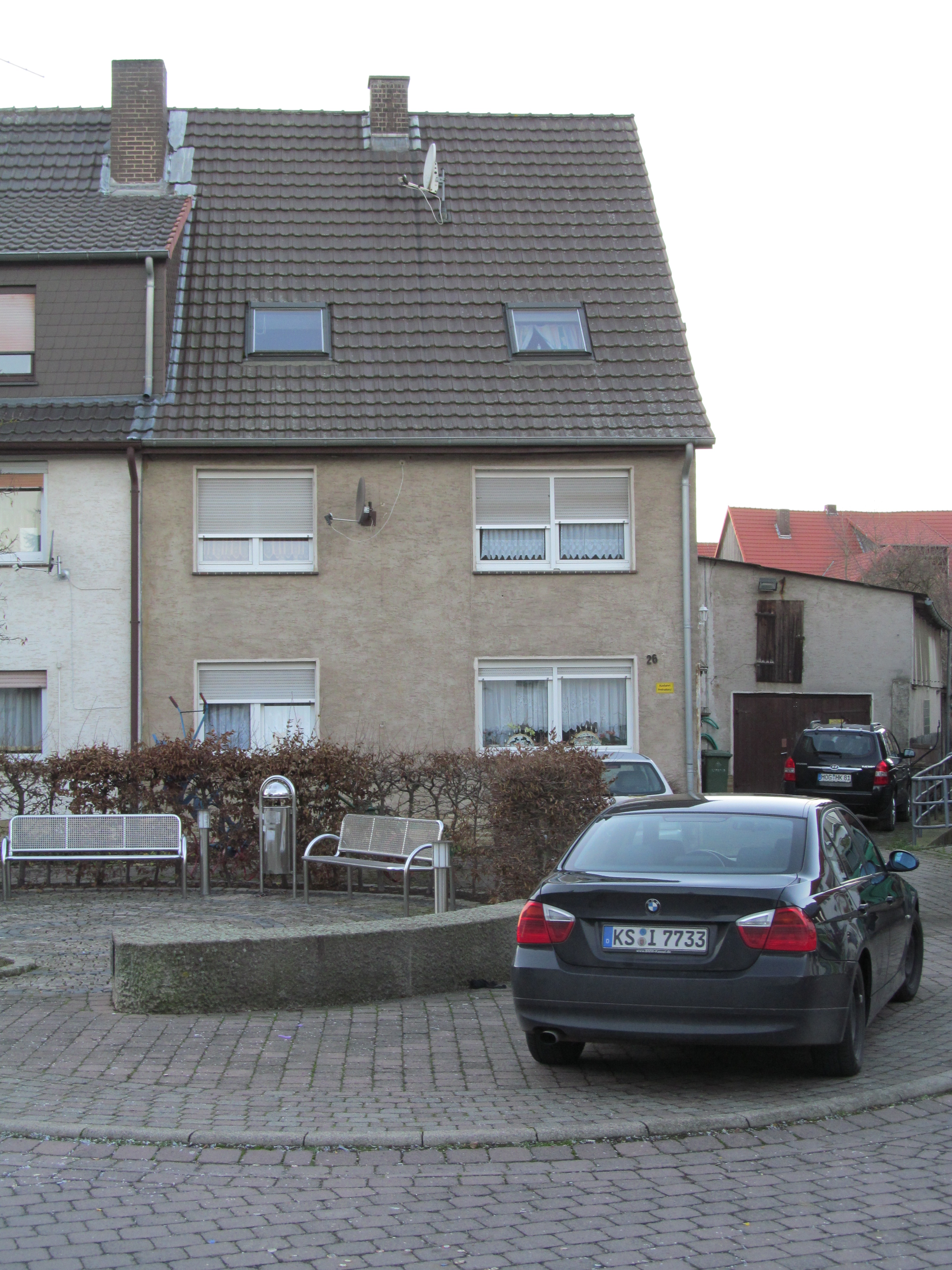
Mittelstraße 26
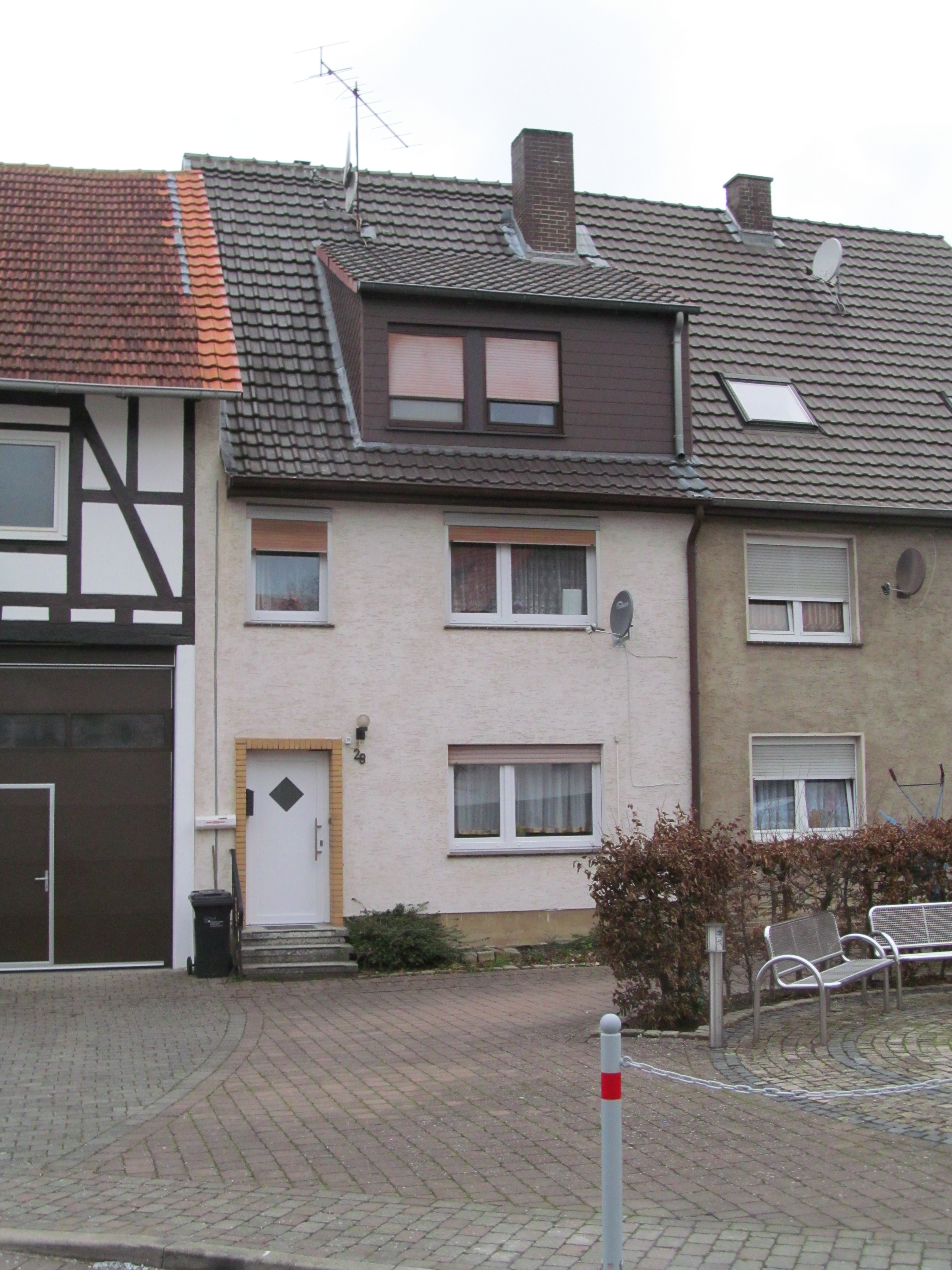
Mittelstraße 28
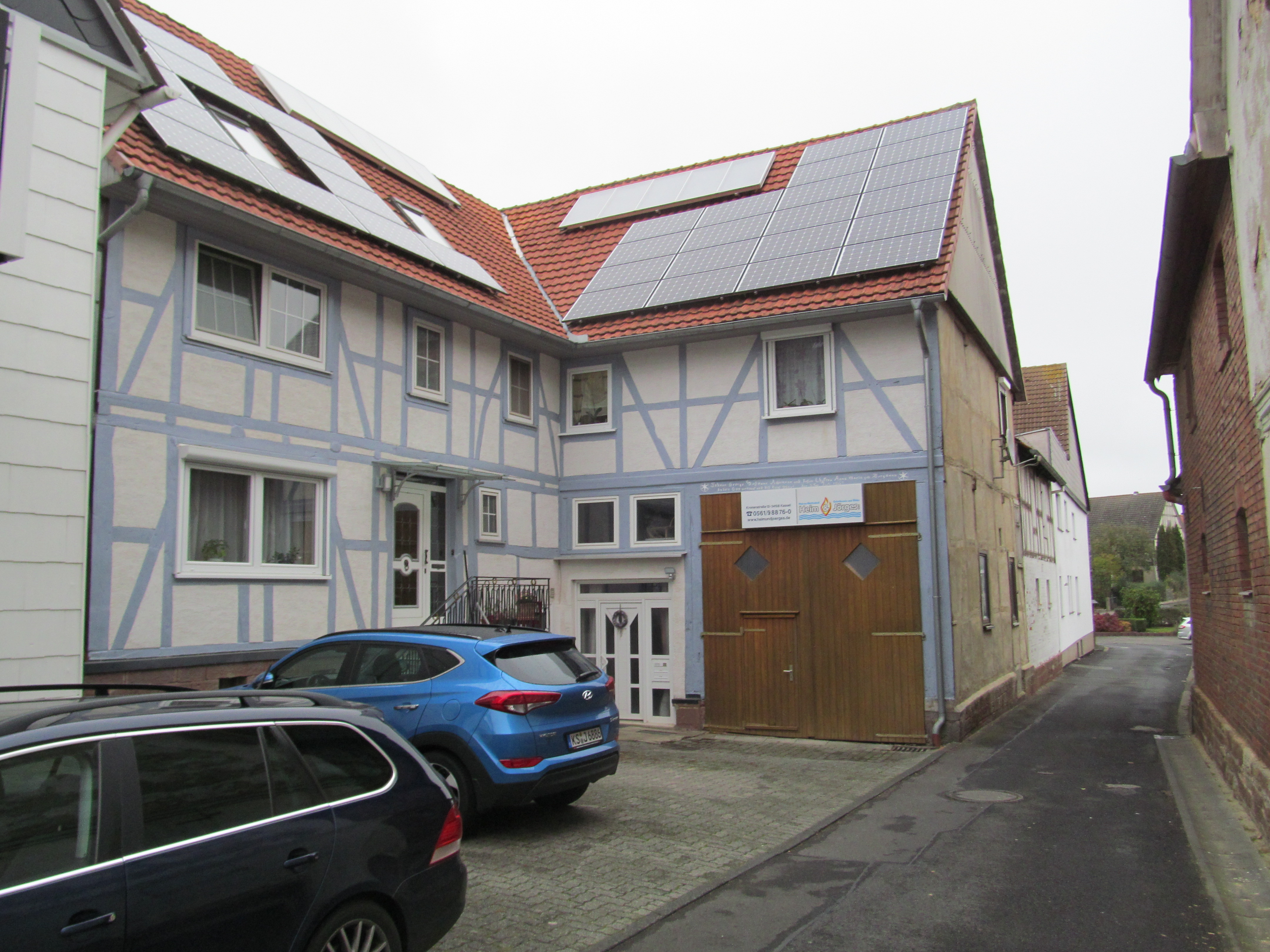
Treisweg 1
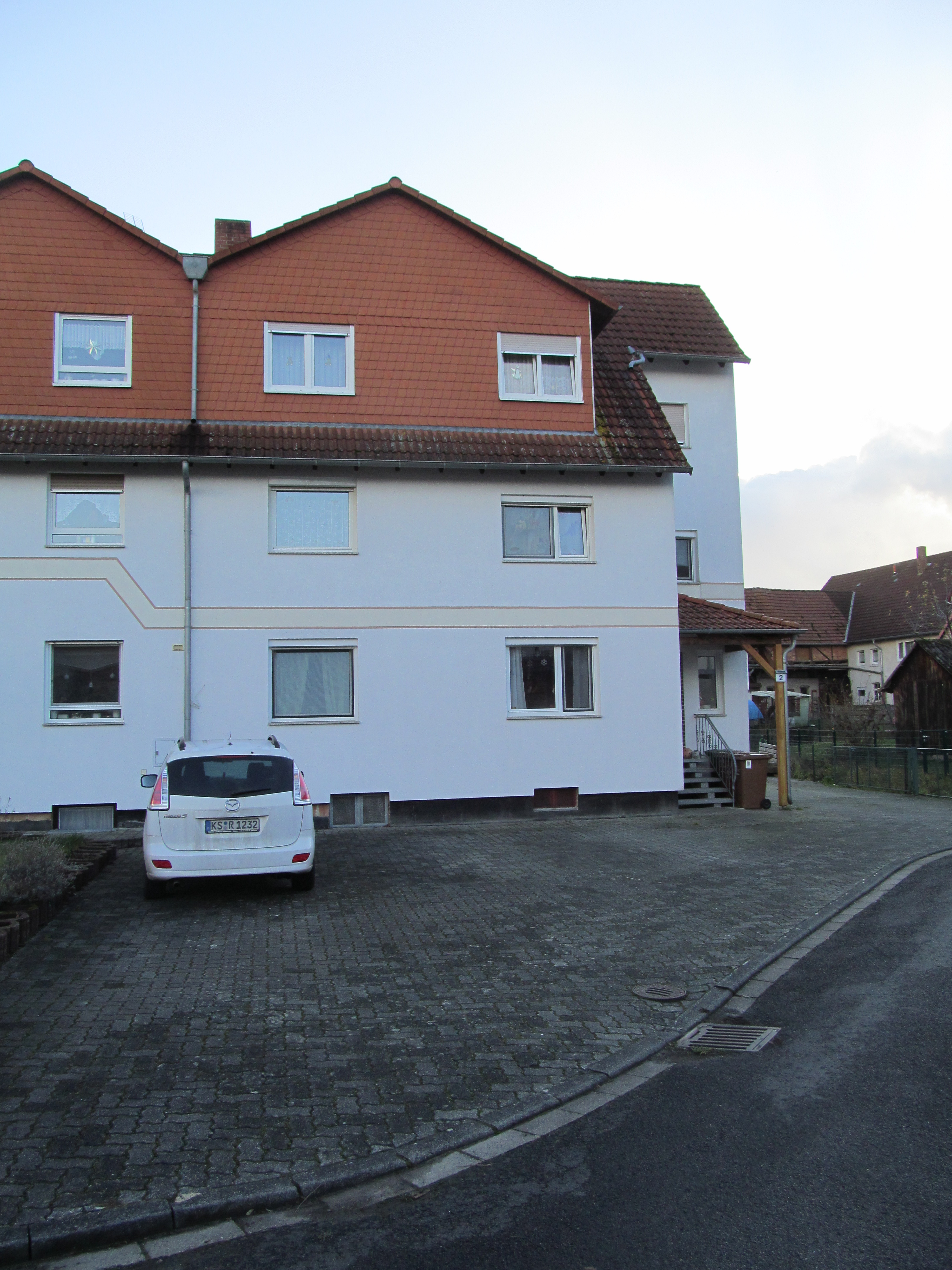
Treisweg 2
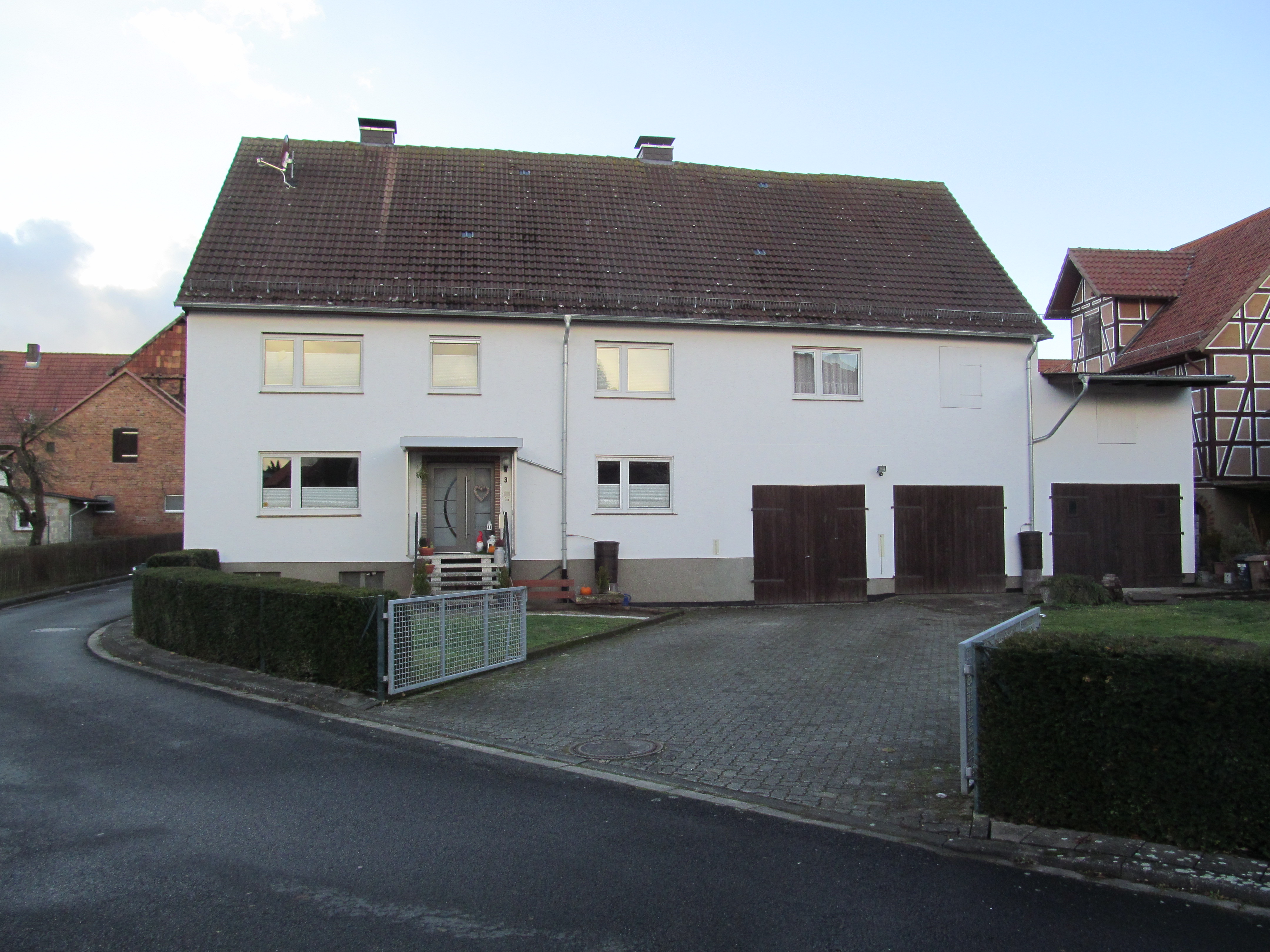
Treisweg 3
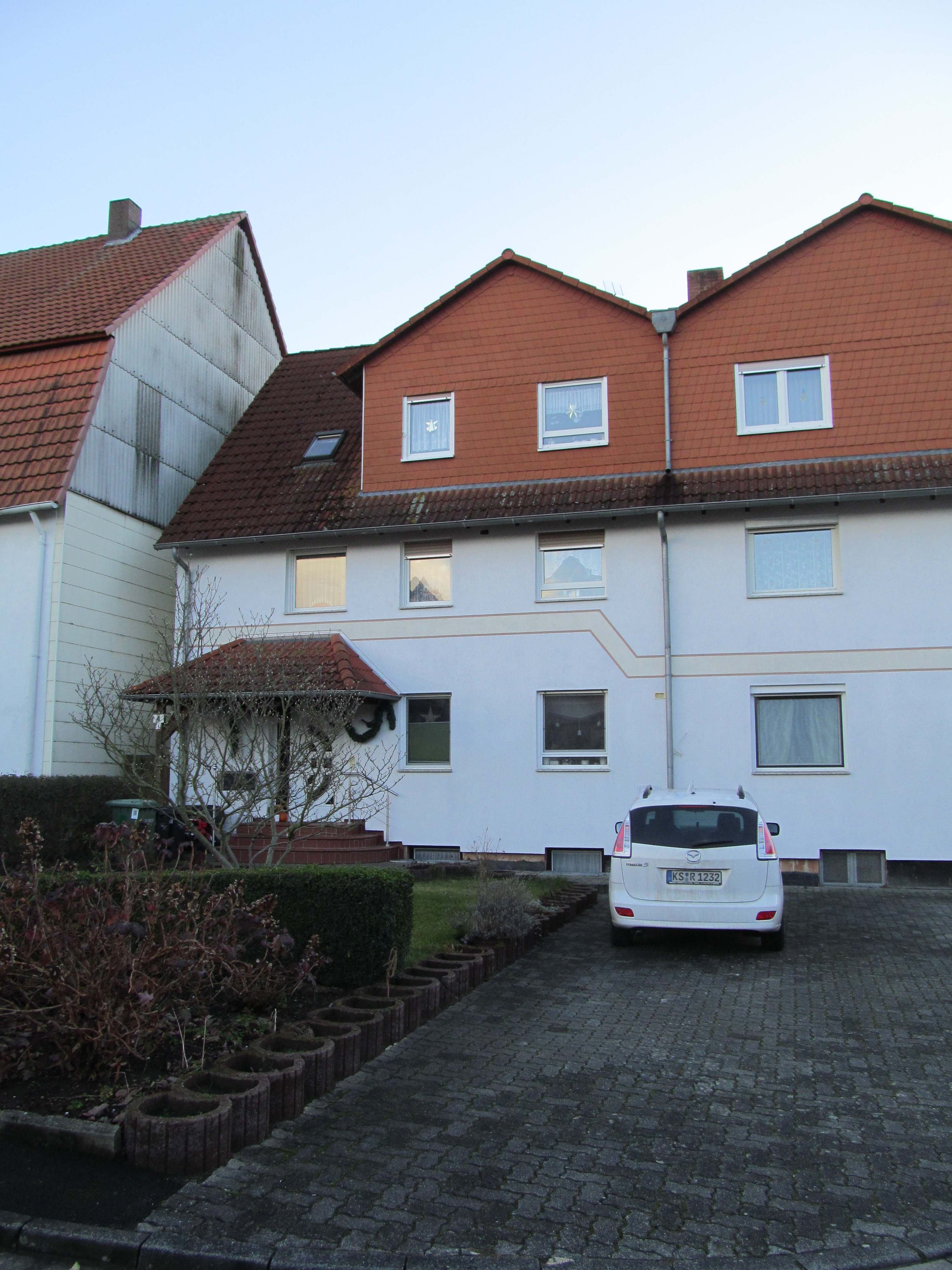
Treisweg 4
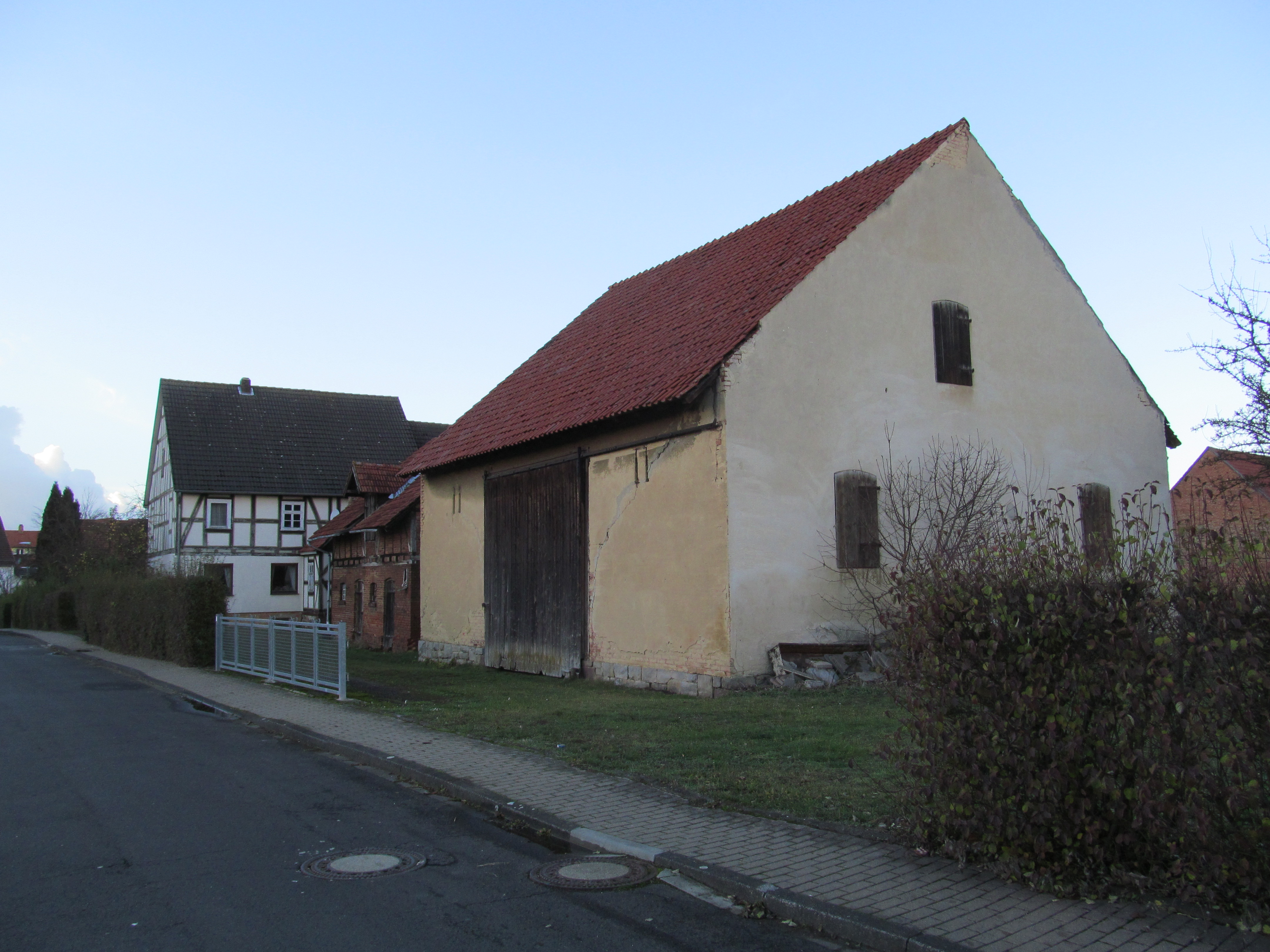
Treisweg 5
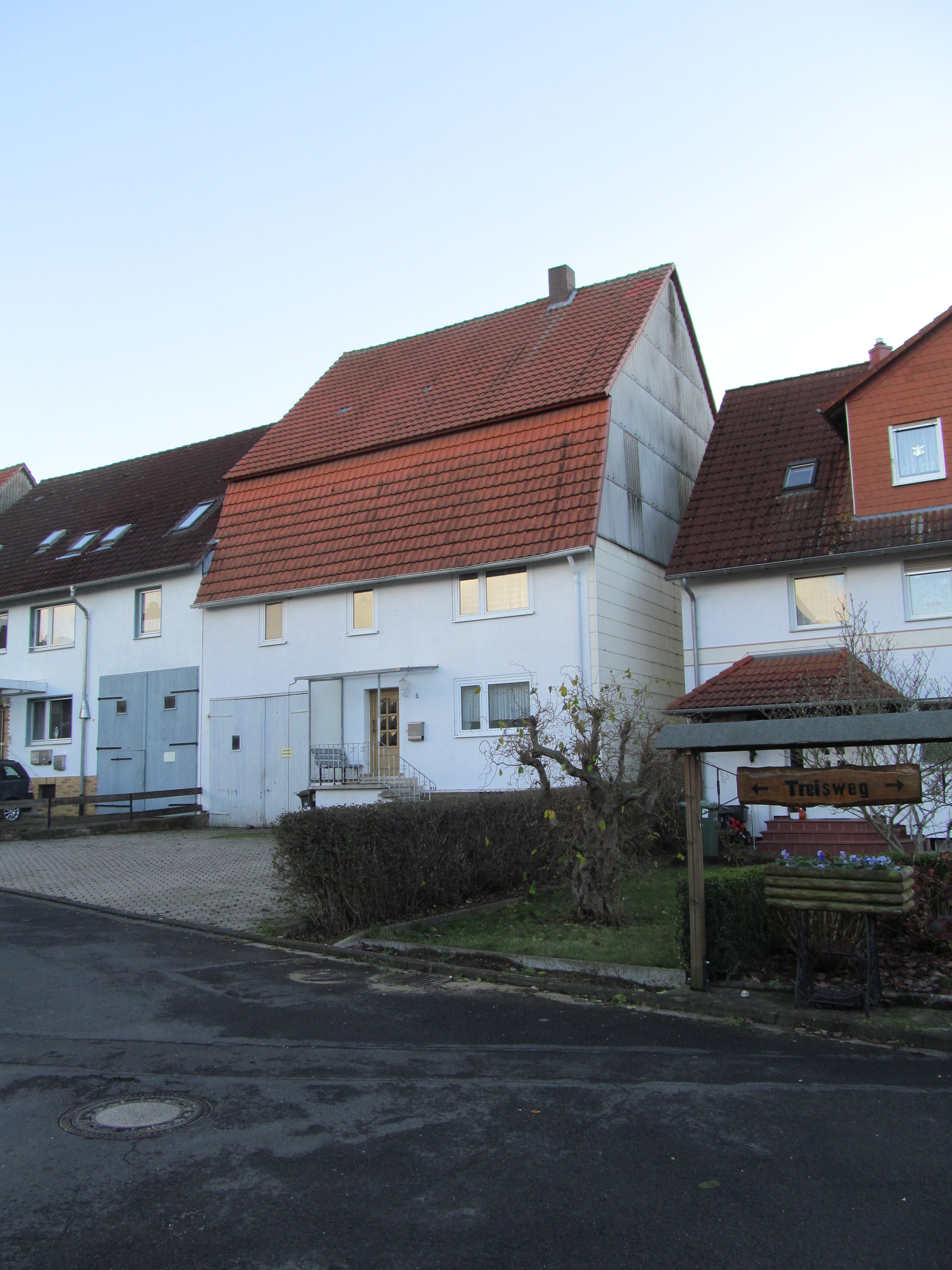
Treisweg 6
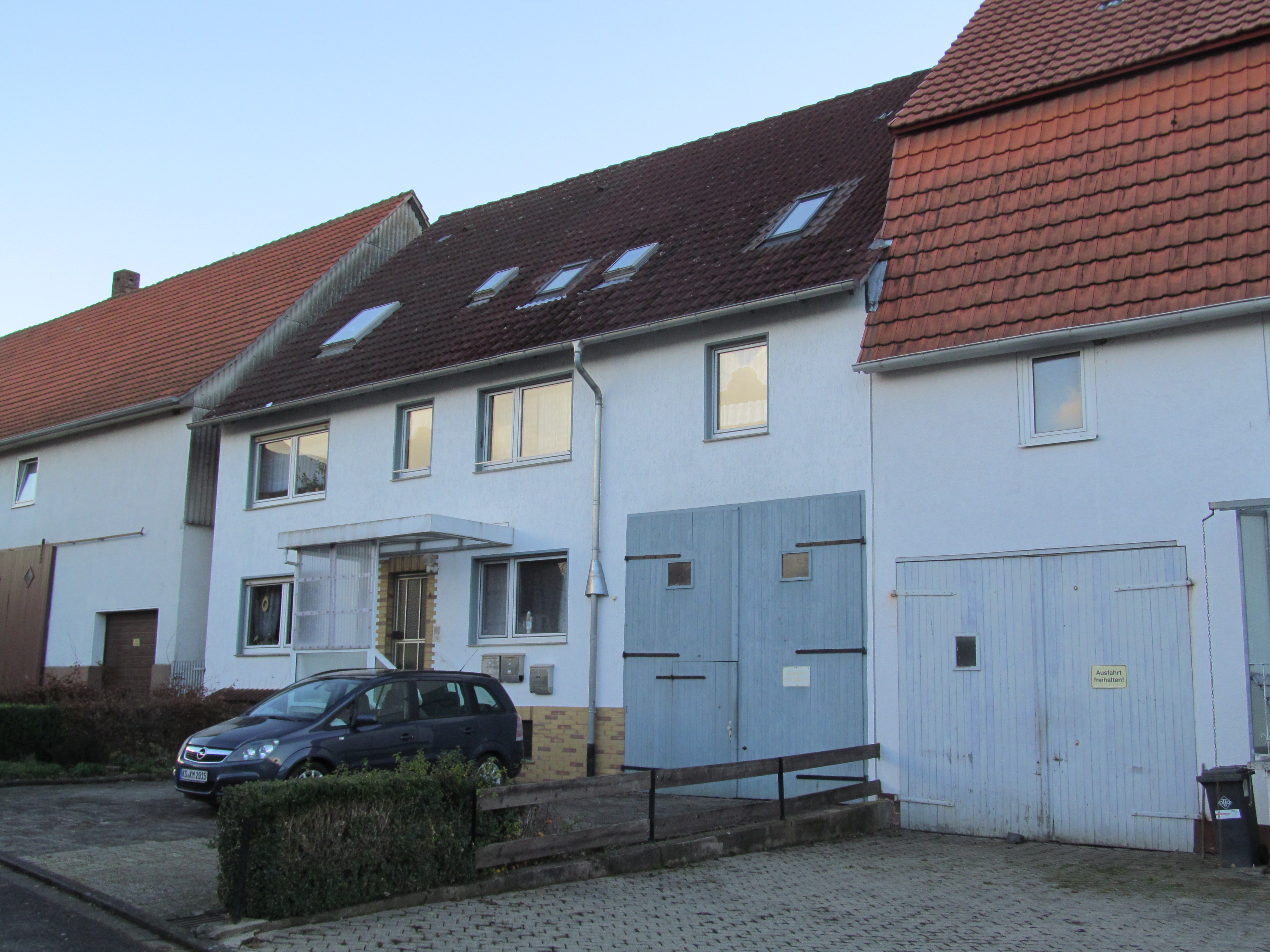
Treisweg 8
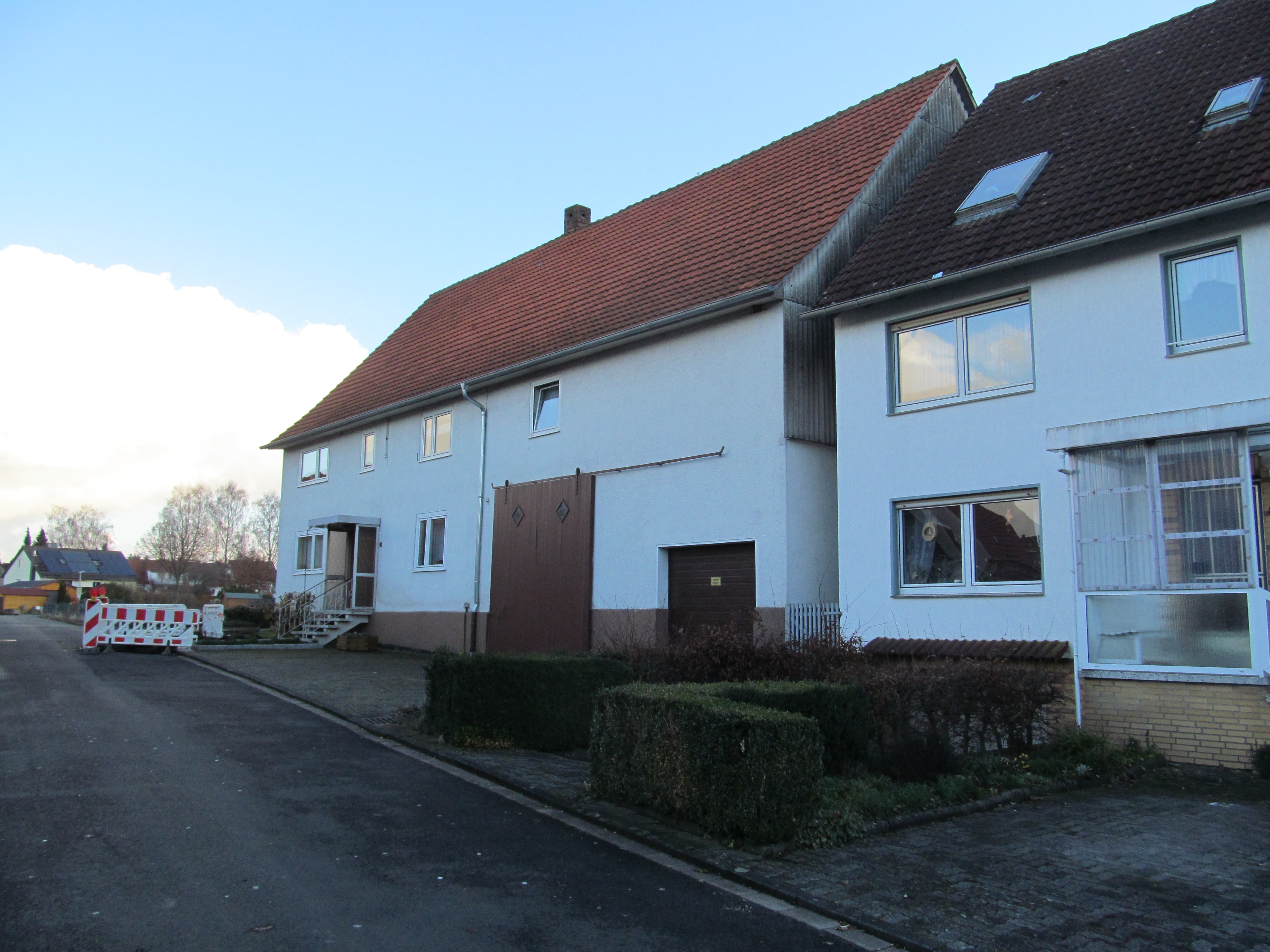
Treisweg 10
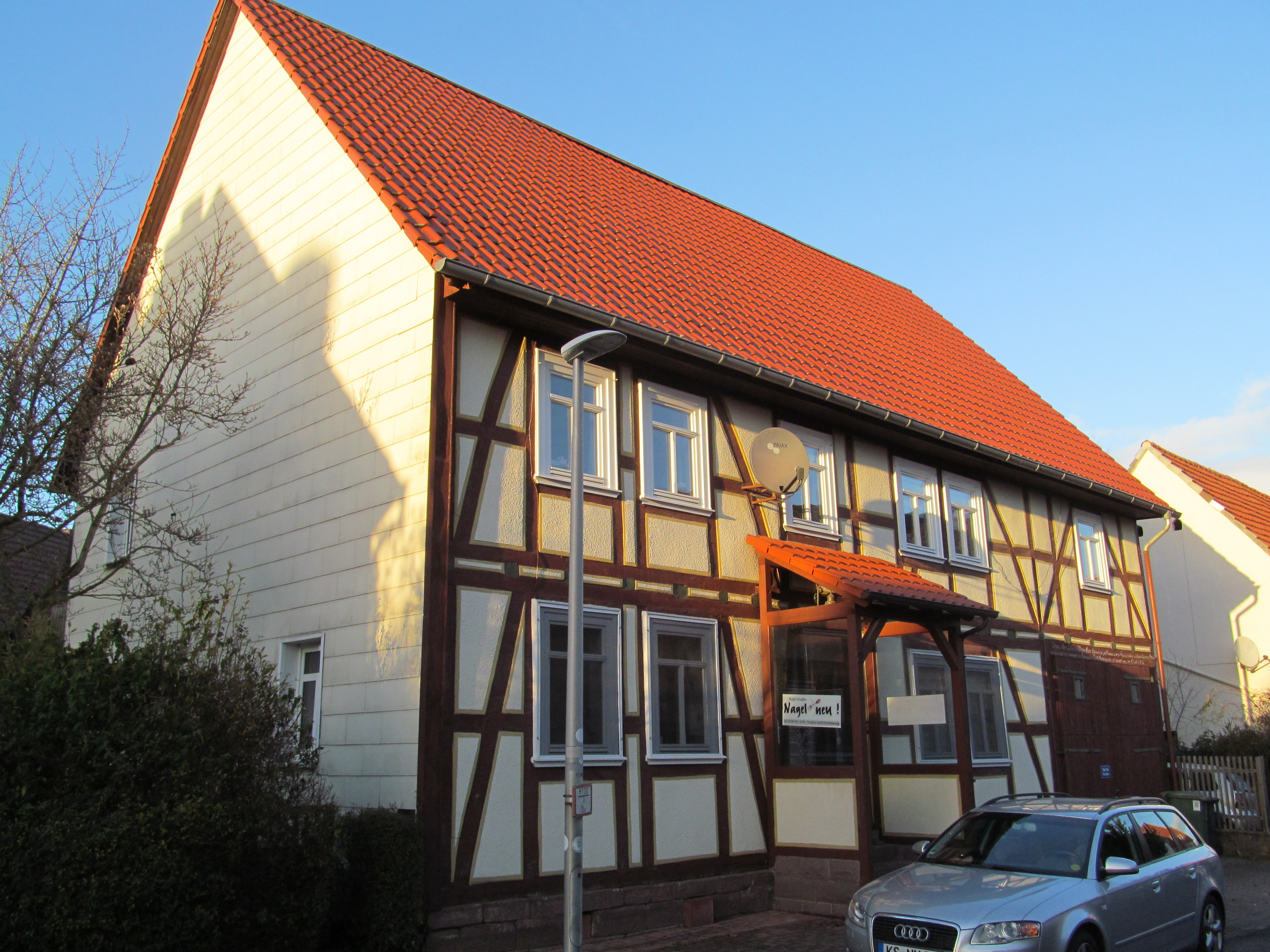
Triftstraße 2
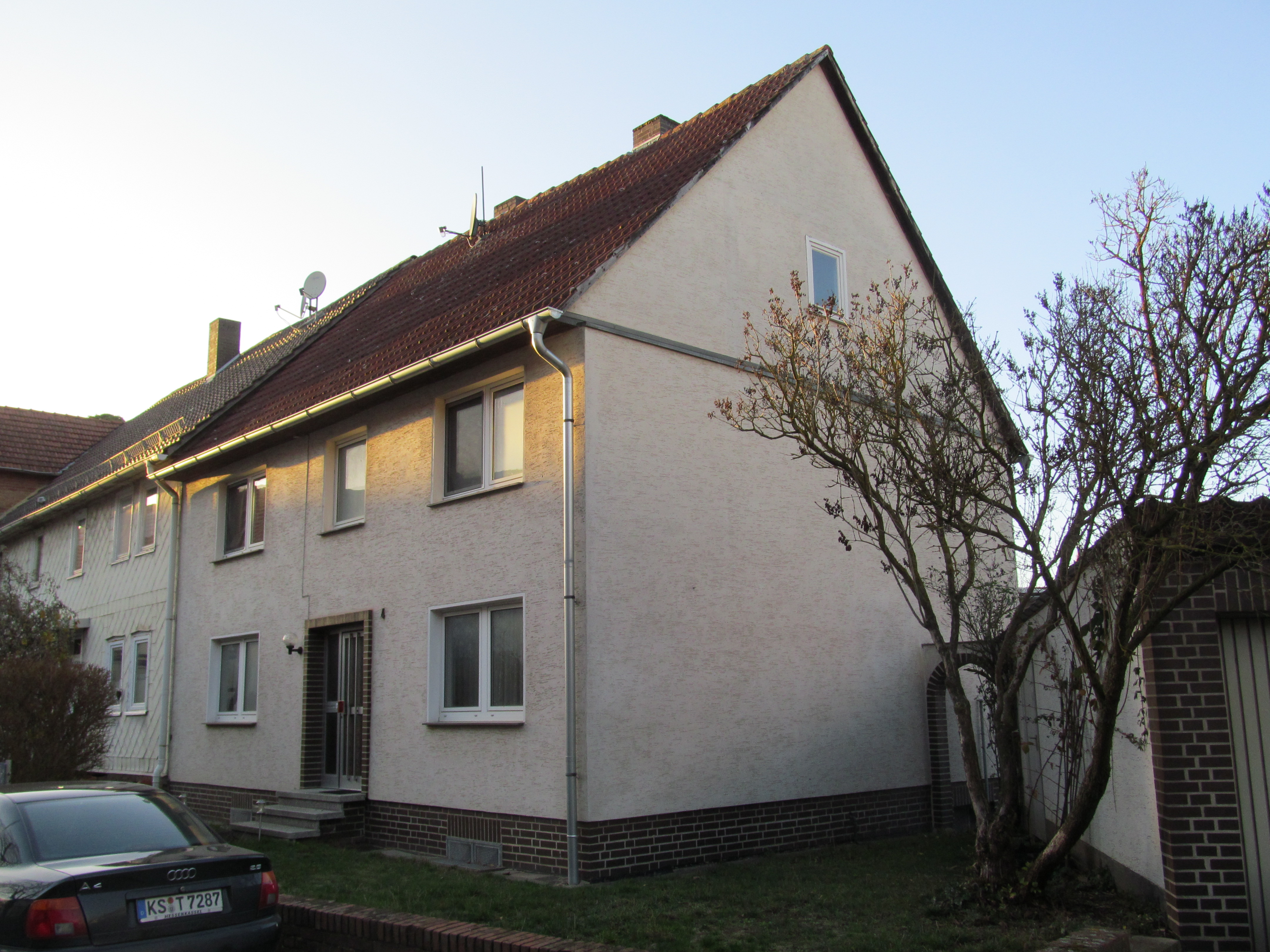
Triftstraße 4
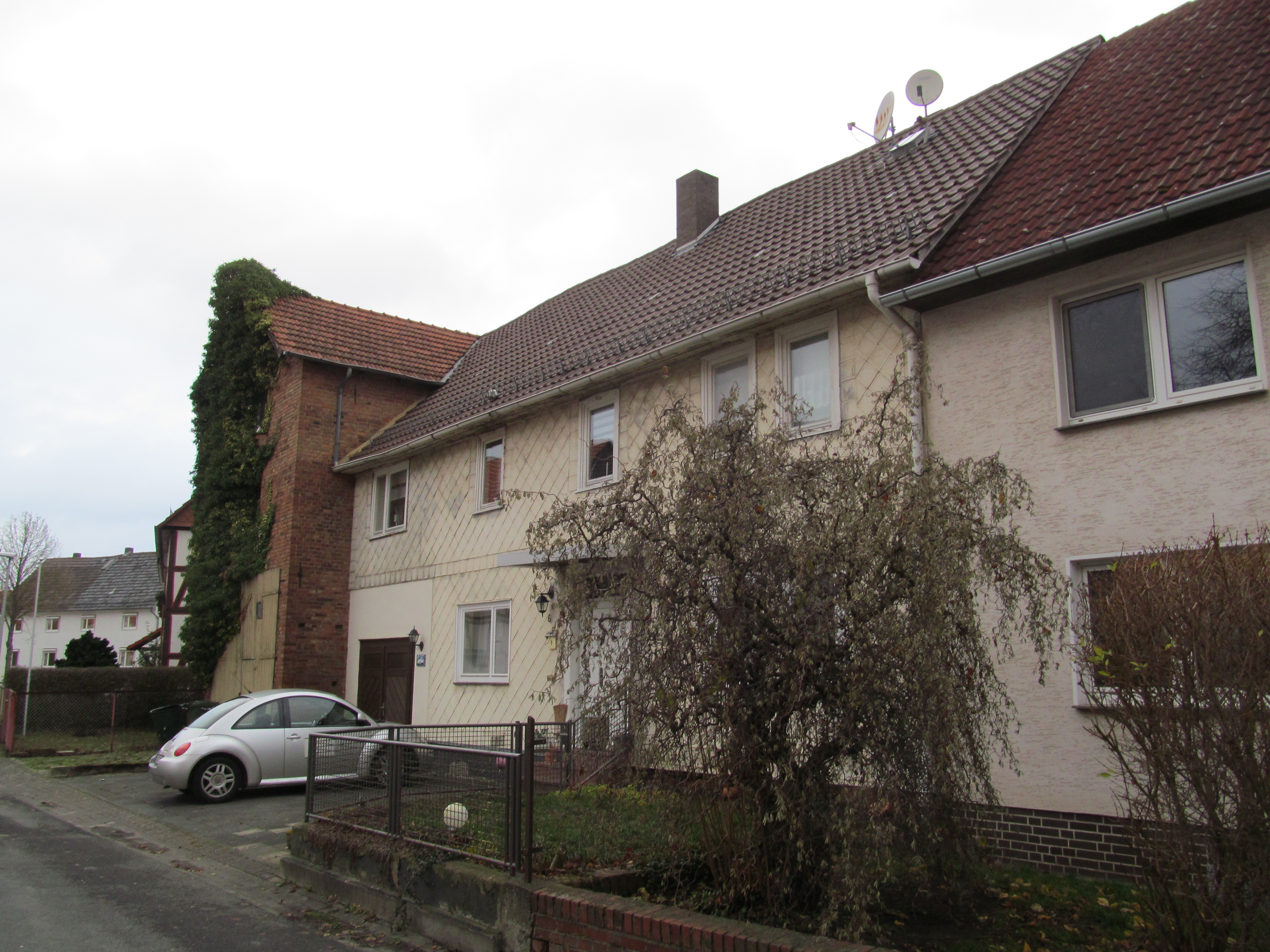
Triftstraße 6
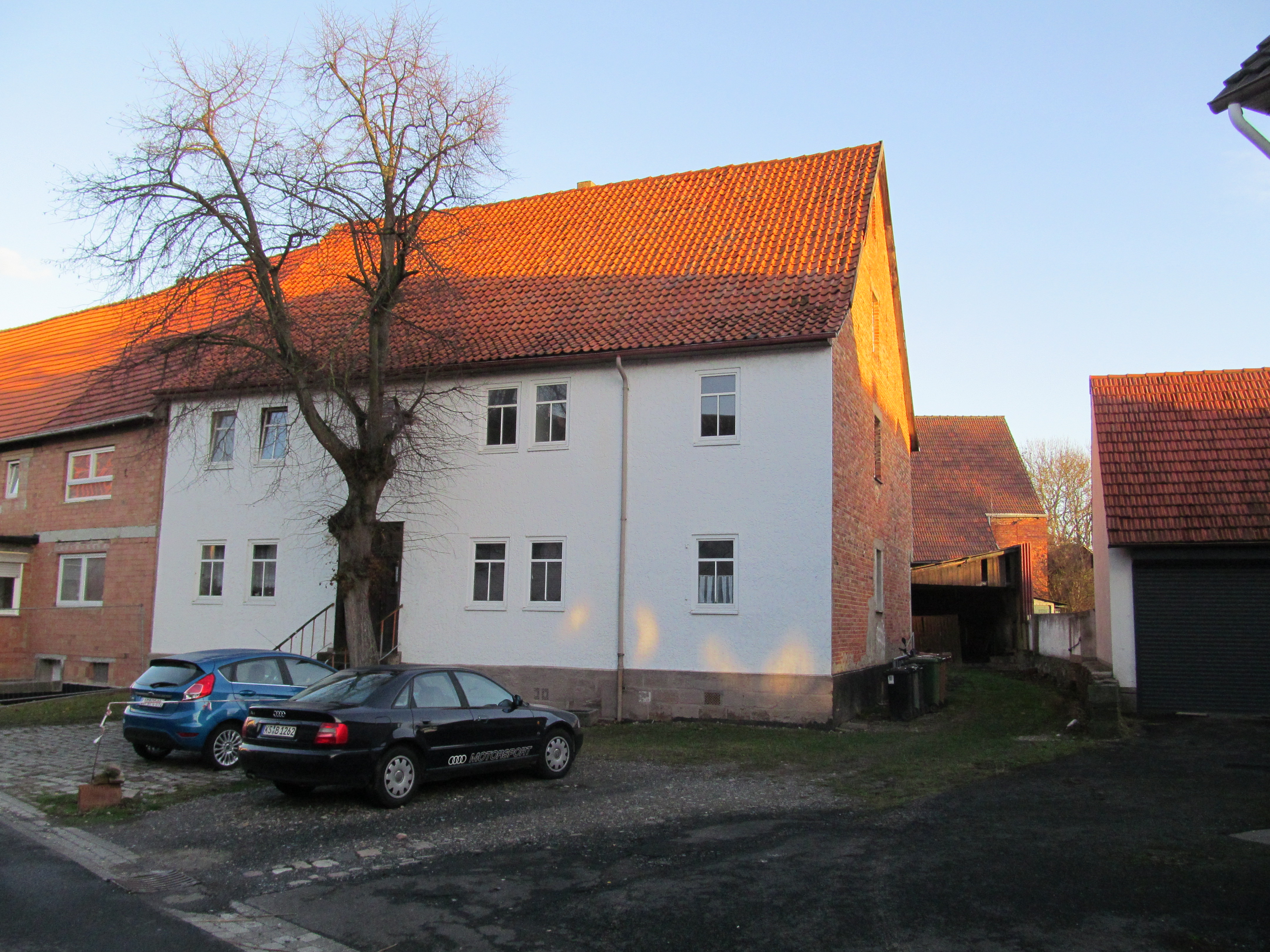
Triftstraße 7
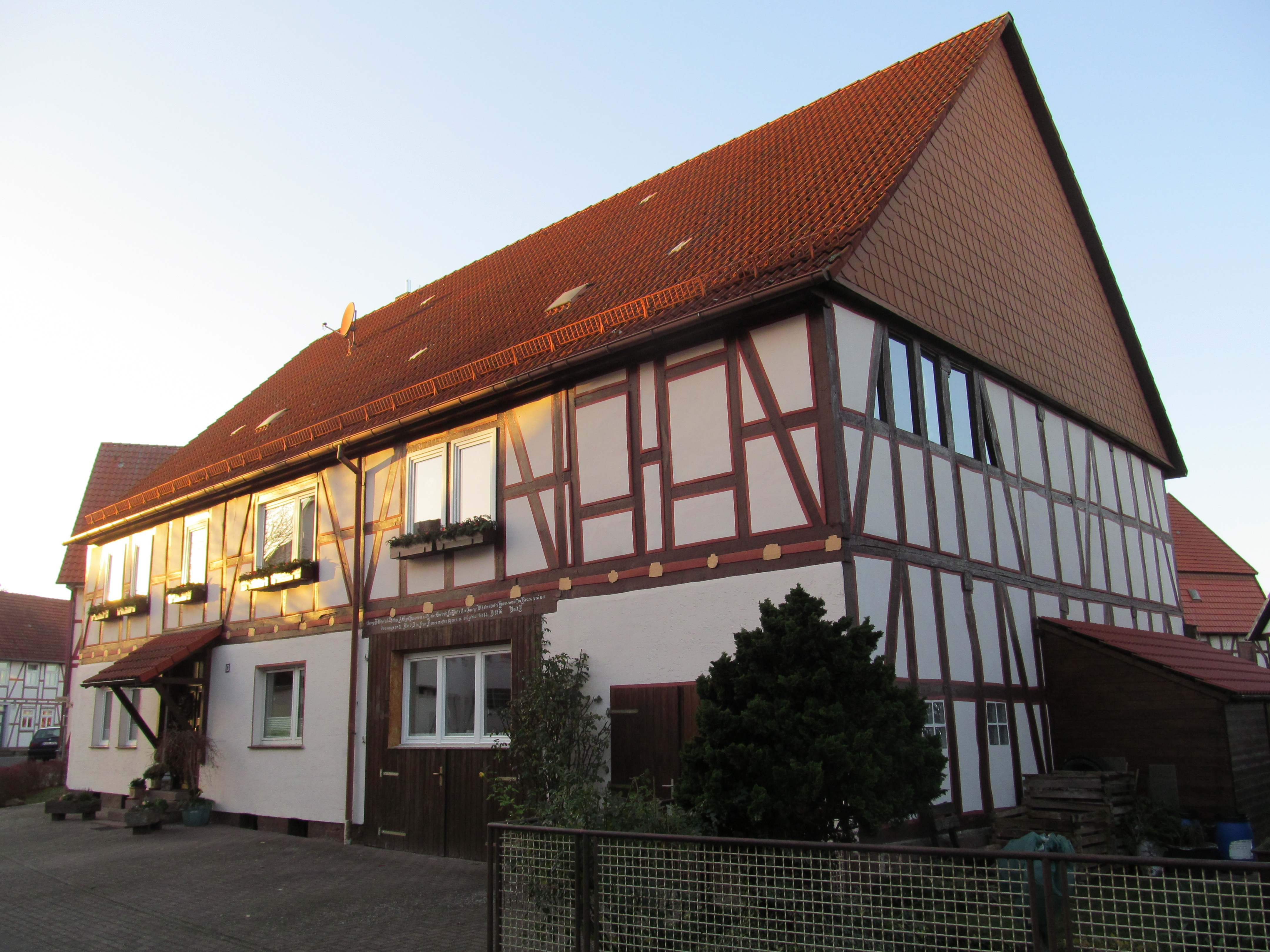
Triftstraße 8
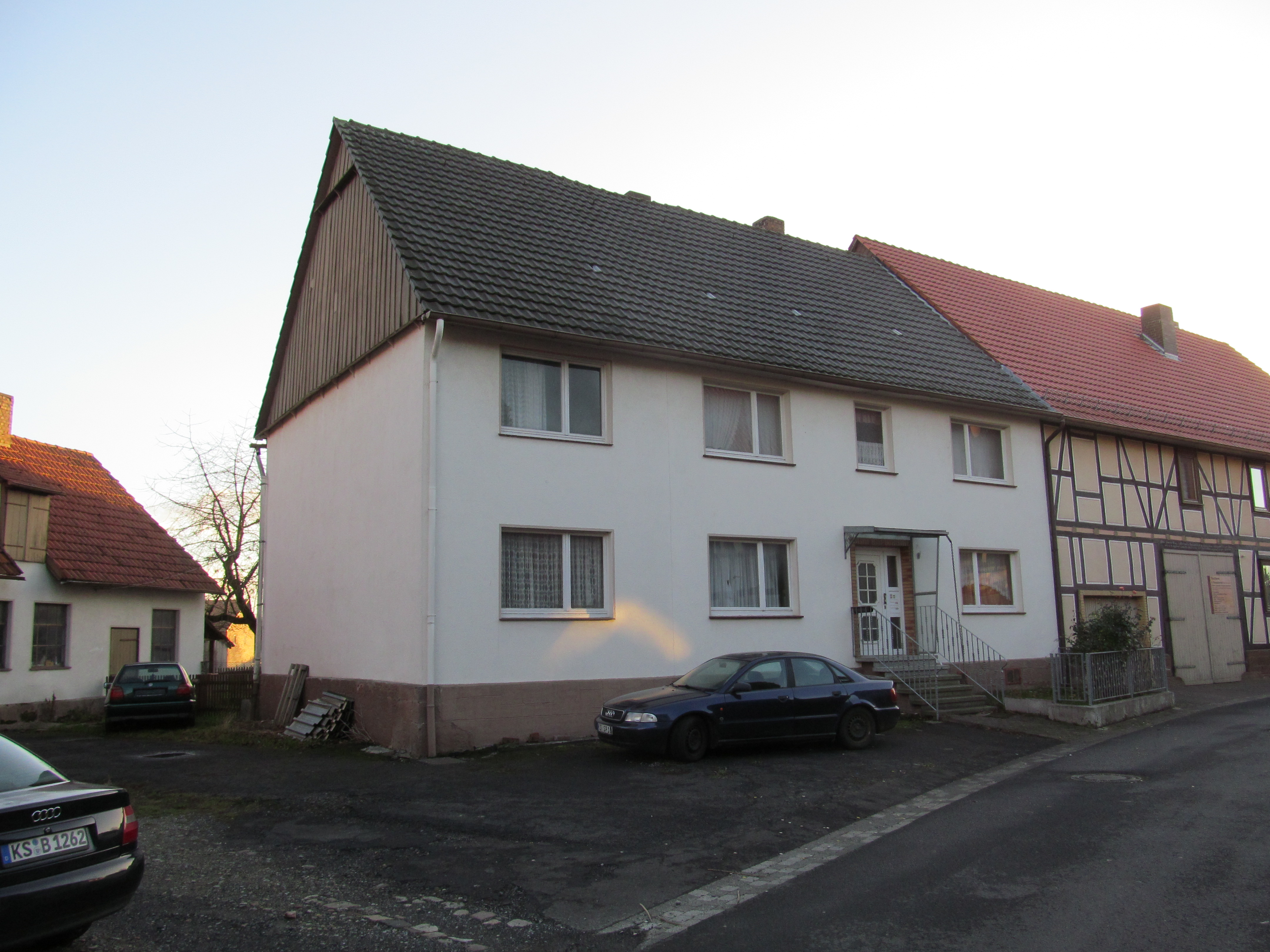
Triftstraße 9
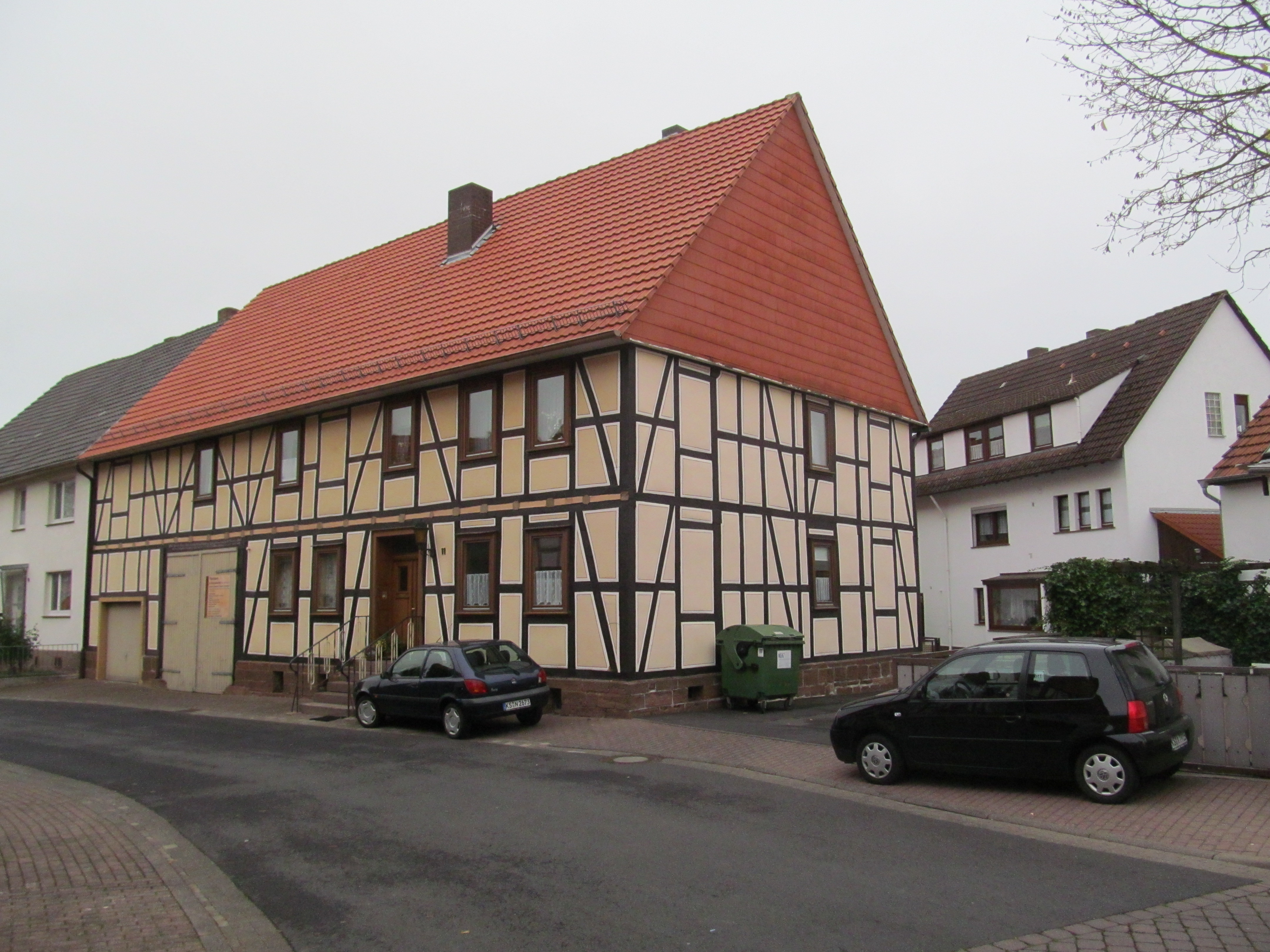
Triftstraße 11
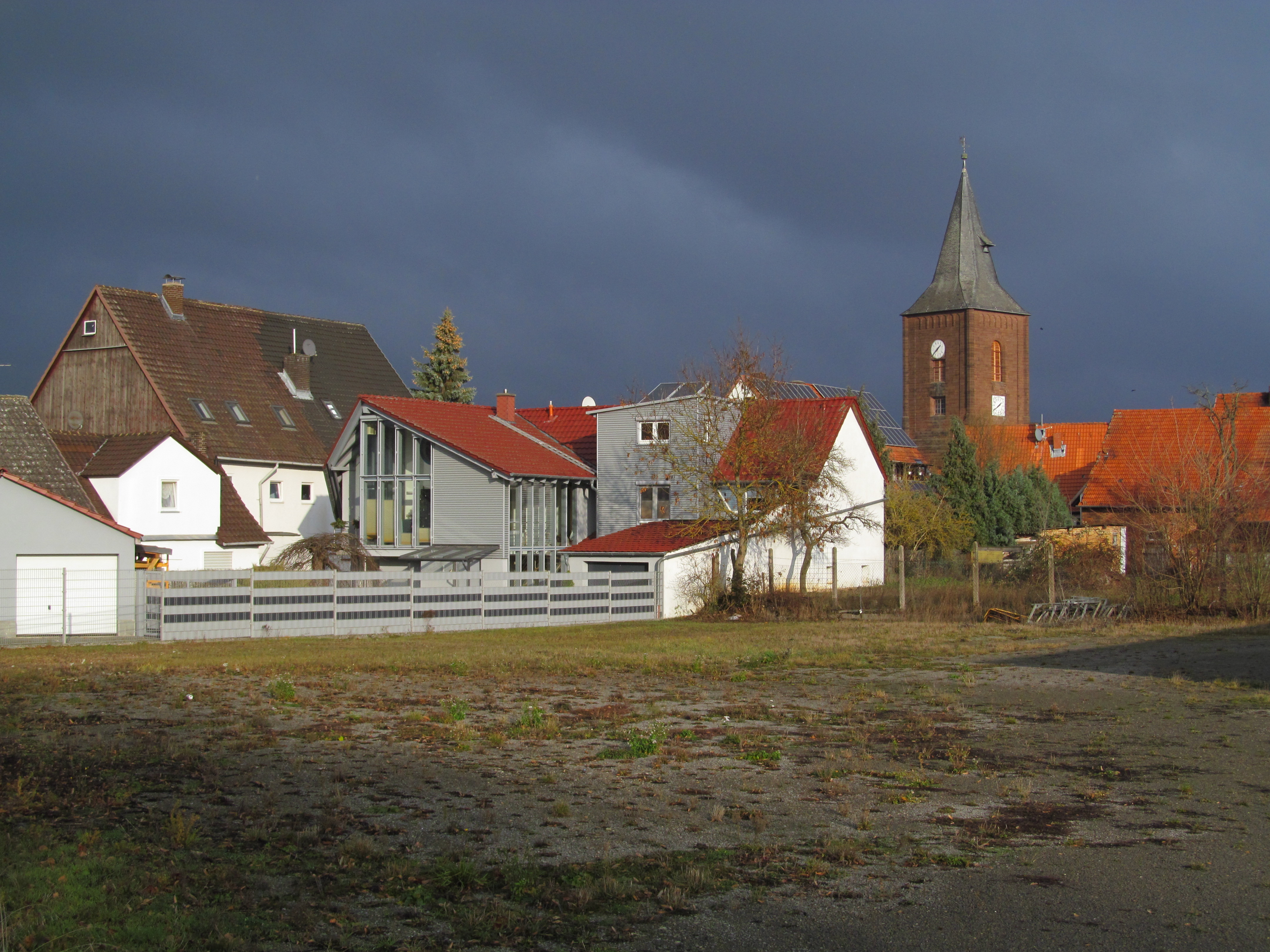
Waldstraße 1a
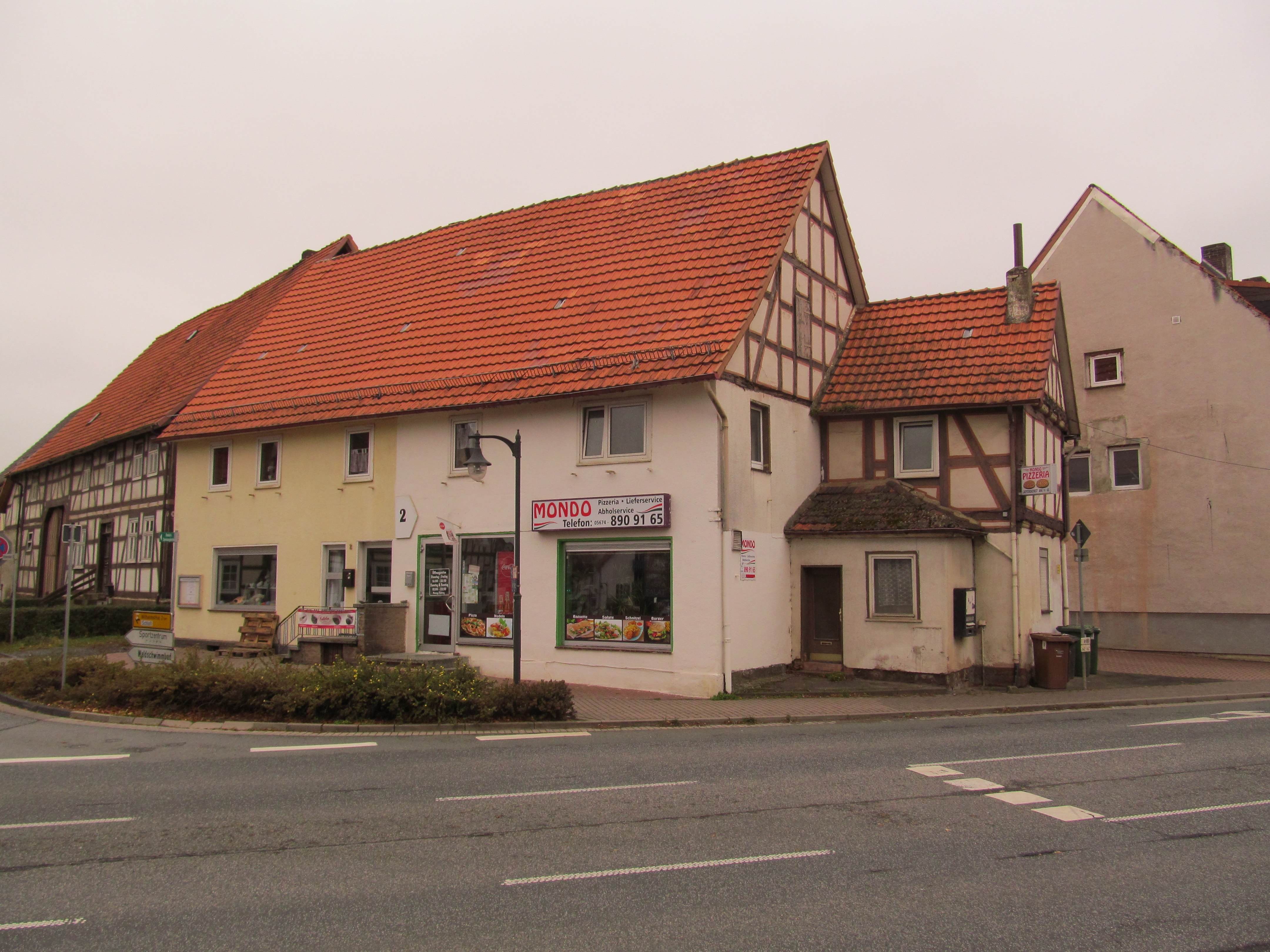
Wilhelmsthaler Straße 2
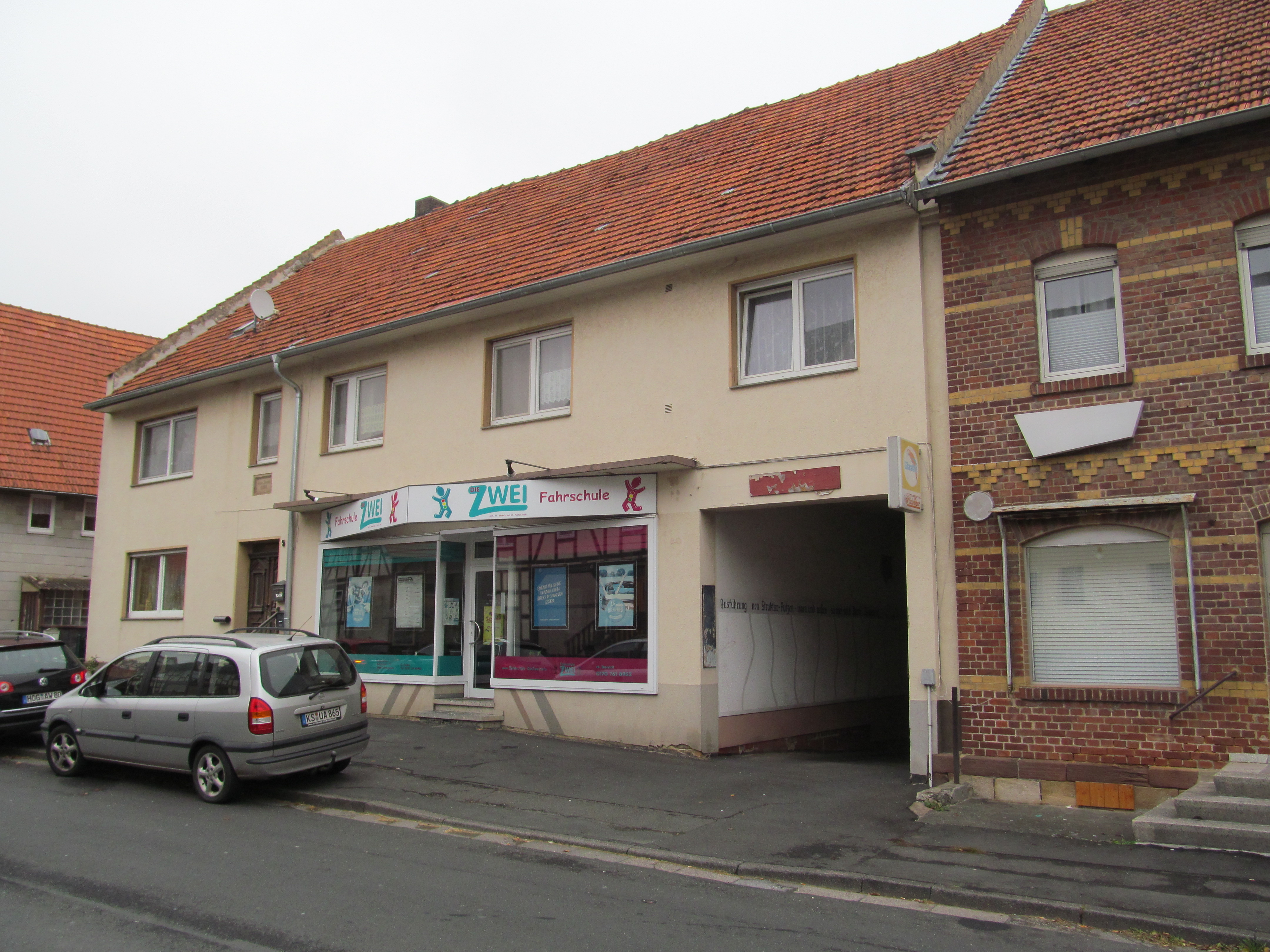
Wilhelmsthaler Straße 5
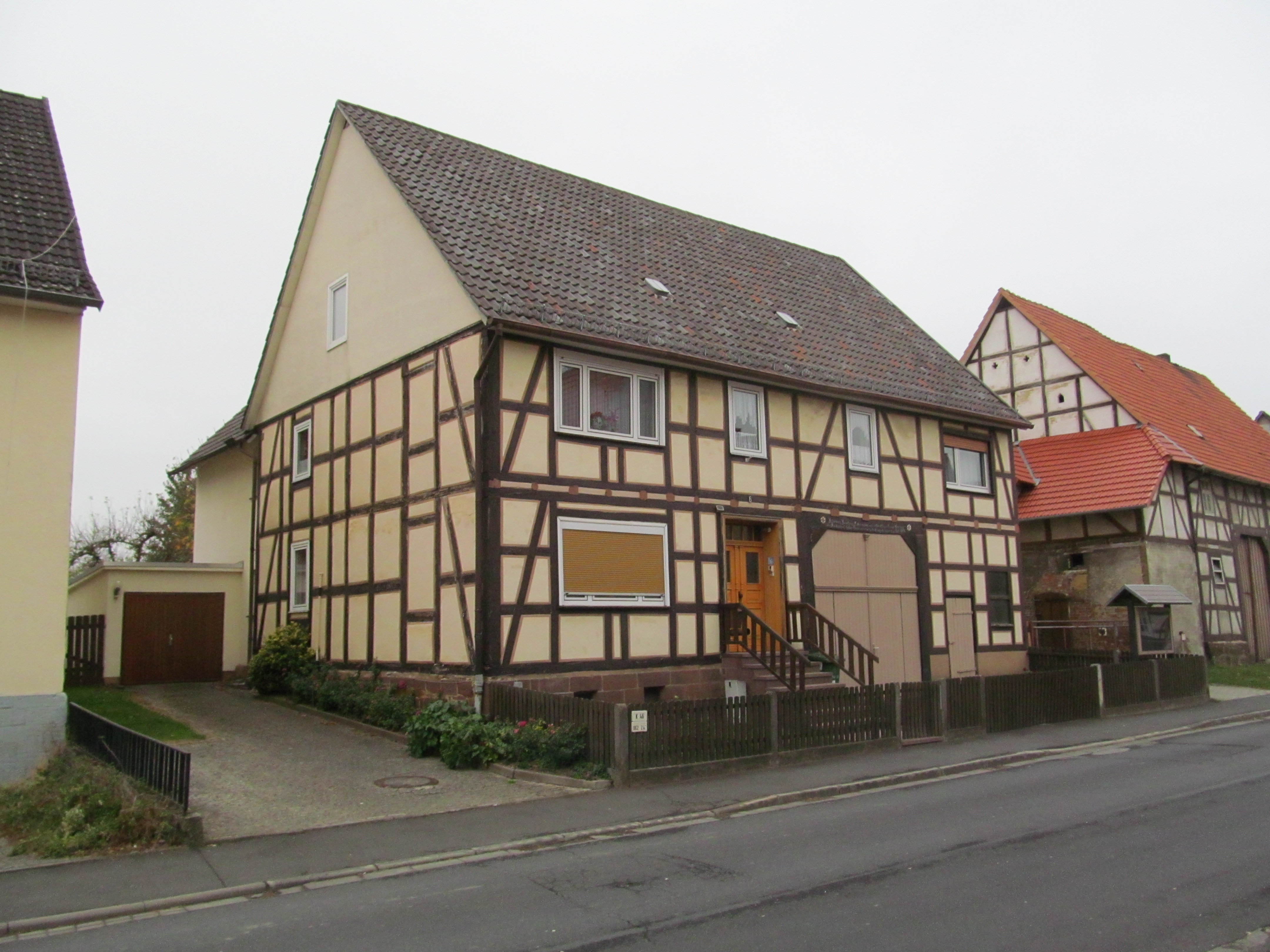
Wilhelmsthaler Straße 6
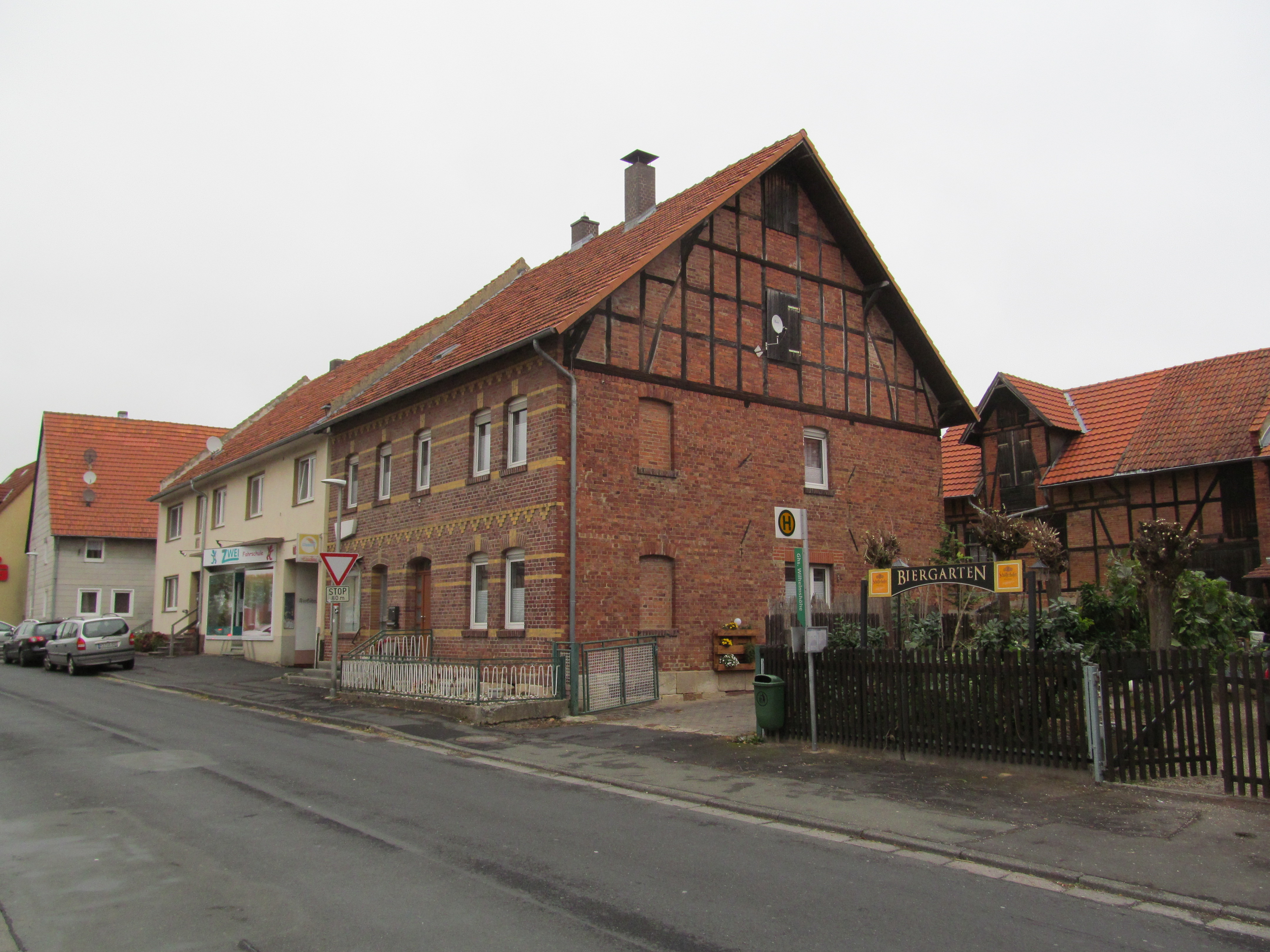
Wilhelmsthaler Straße 7
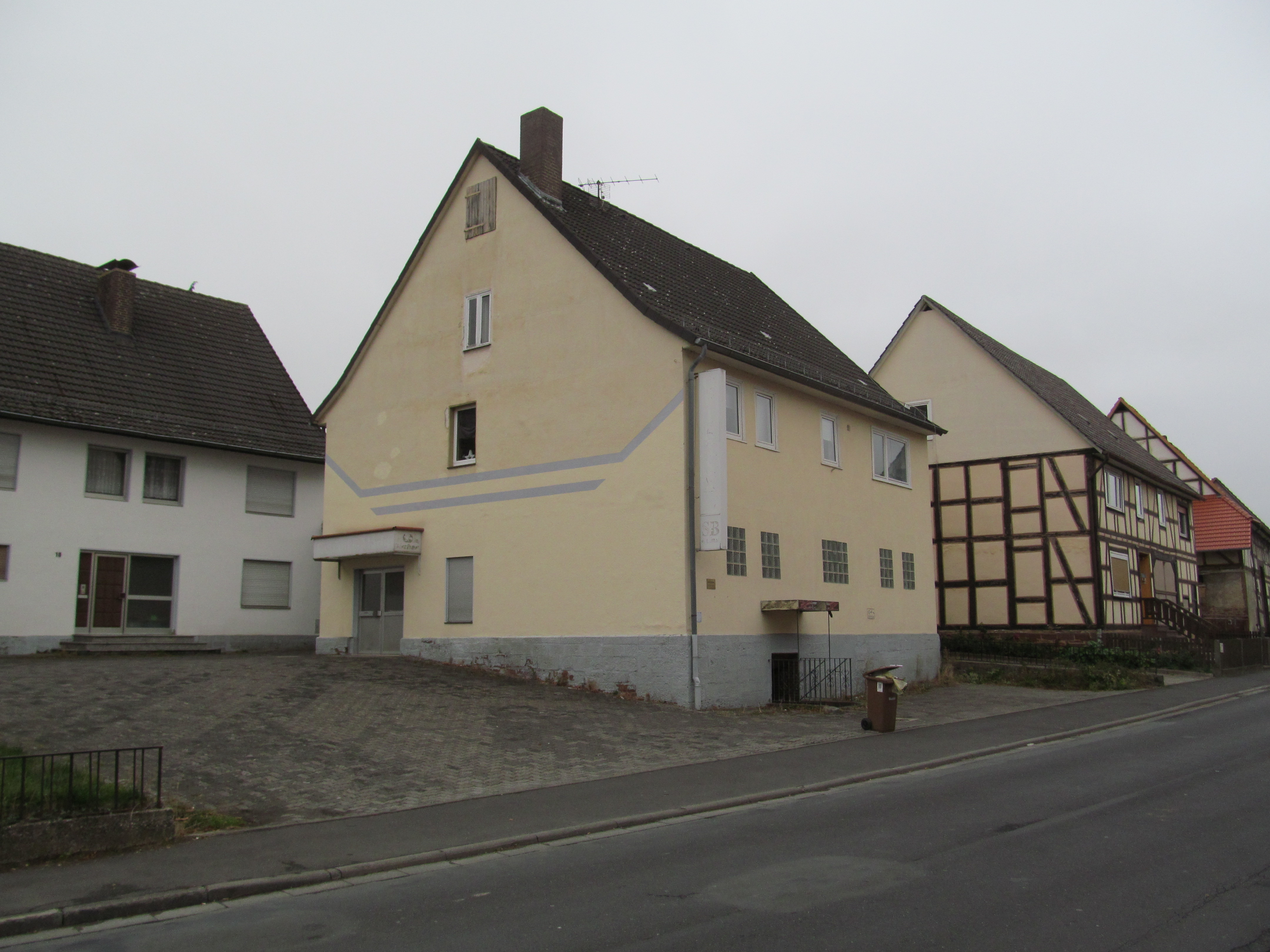
Wilhelmsthaler Straße 8
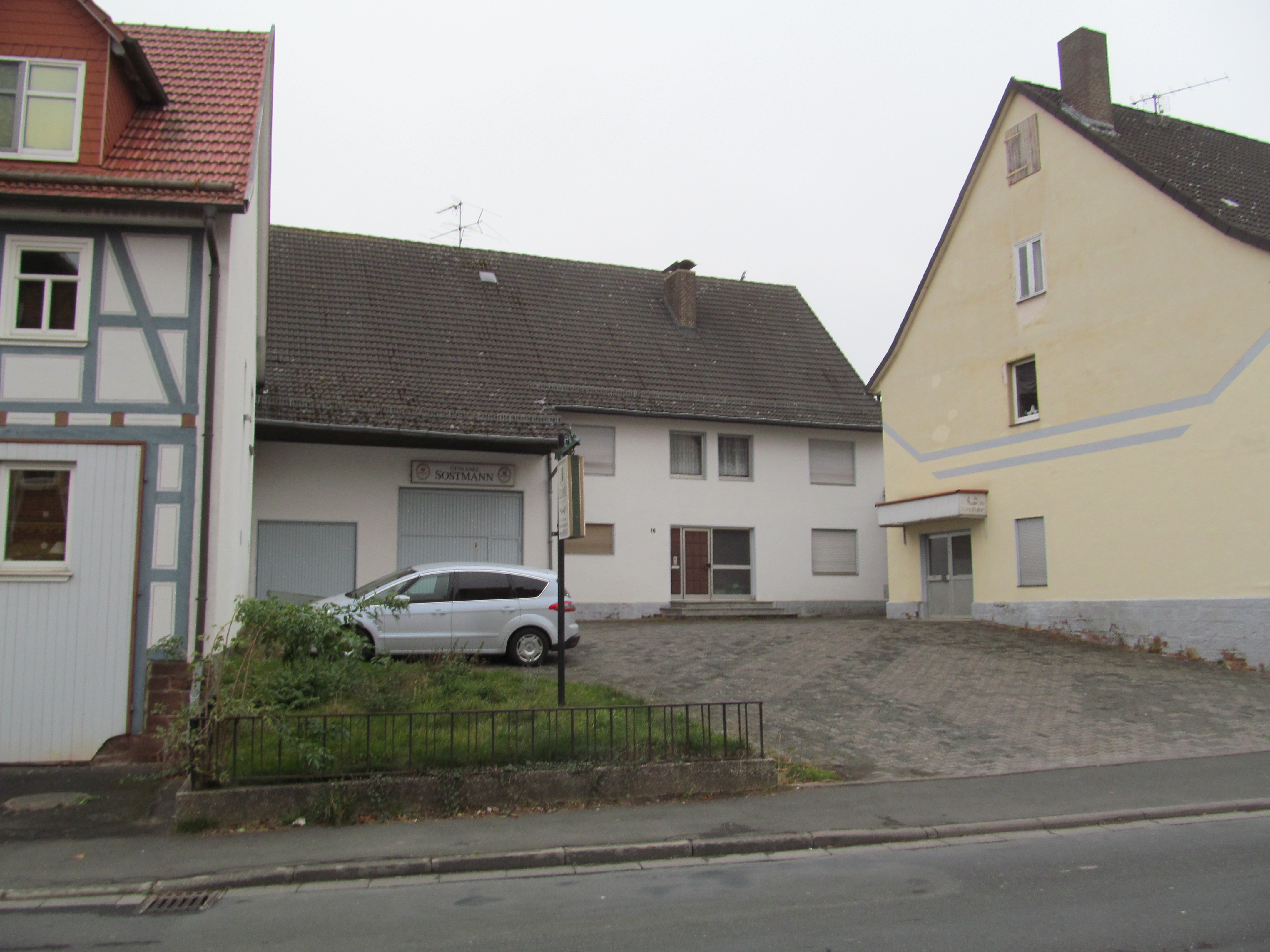
Wilhelmsthaler Straße 10
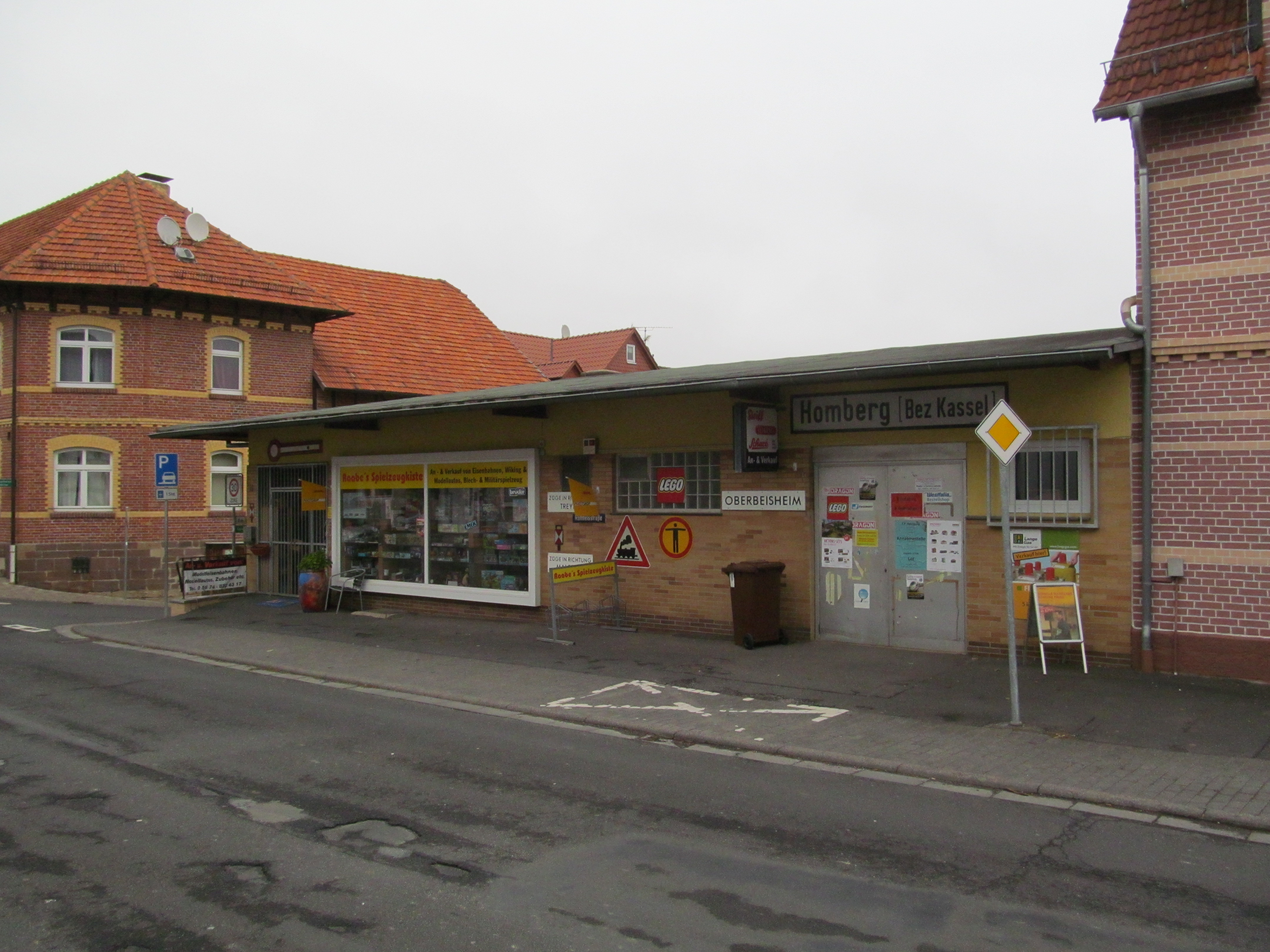
Wilhelmsthaler Straße 11
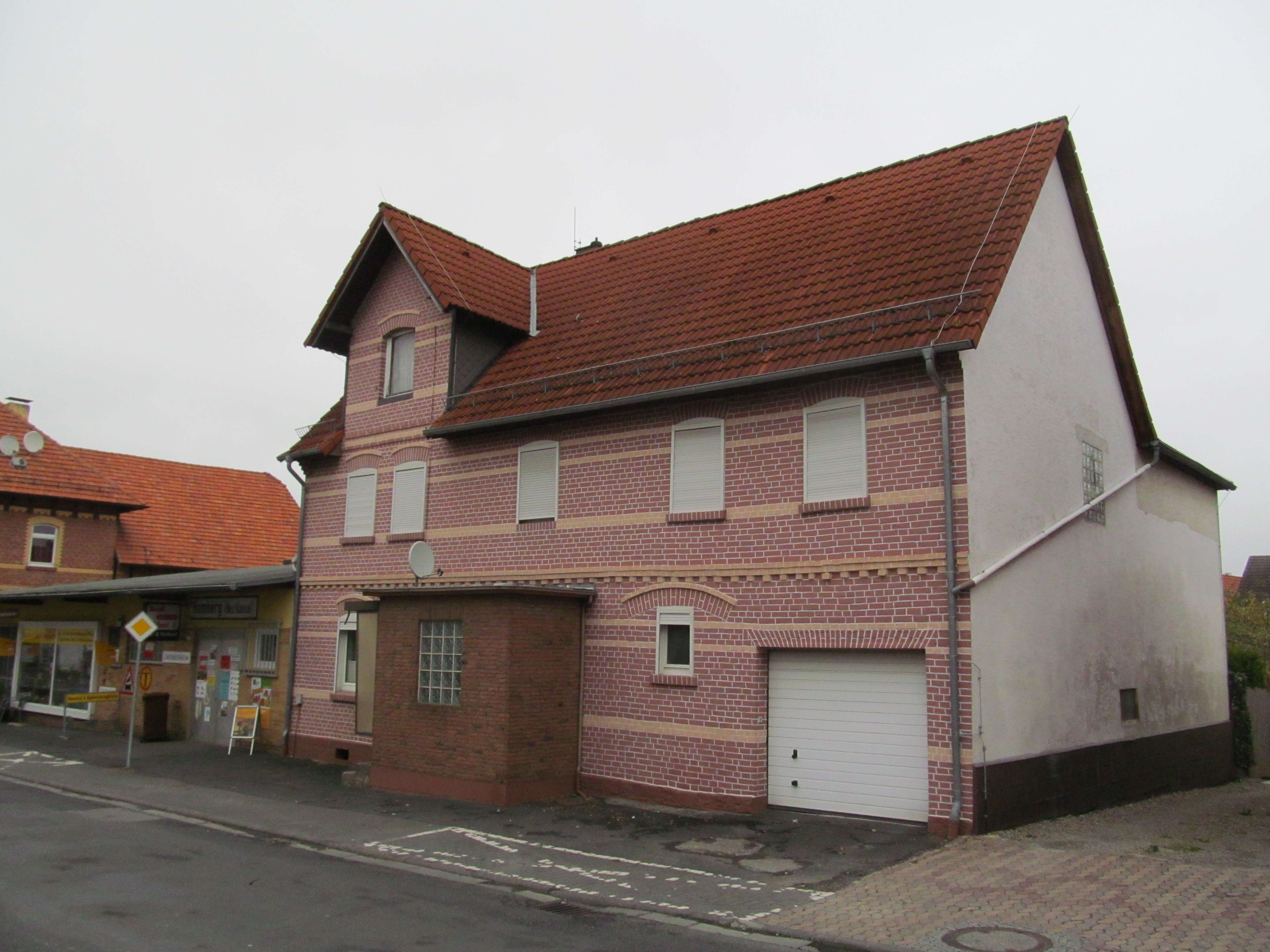
Wilhelmsthaler Straße 13
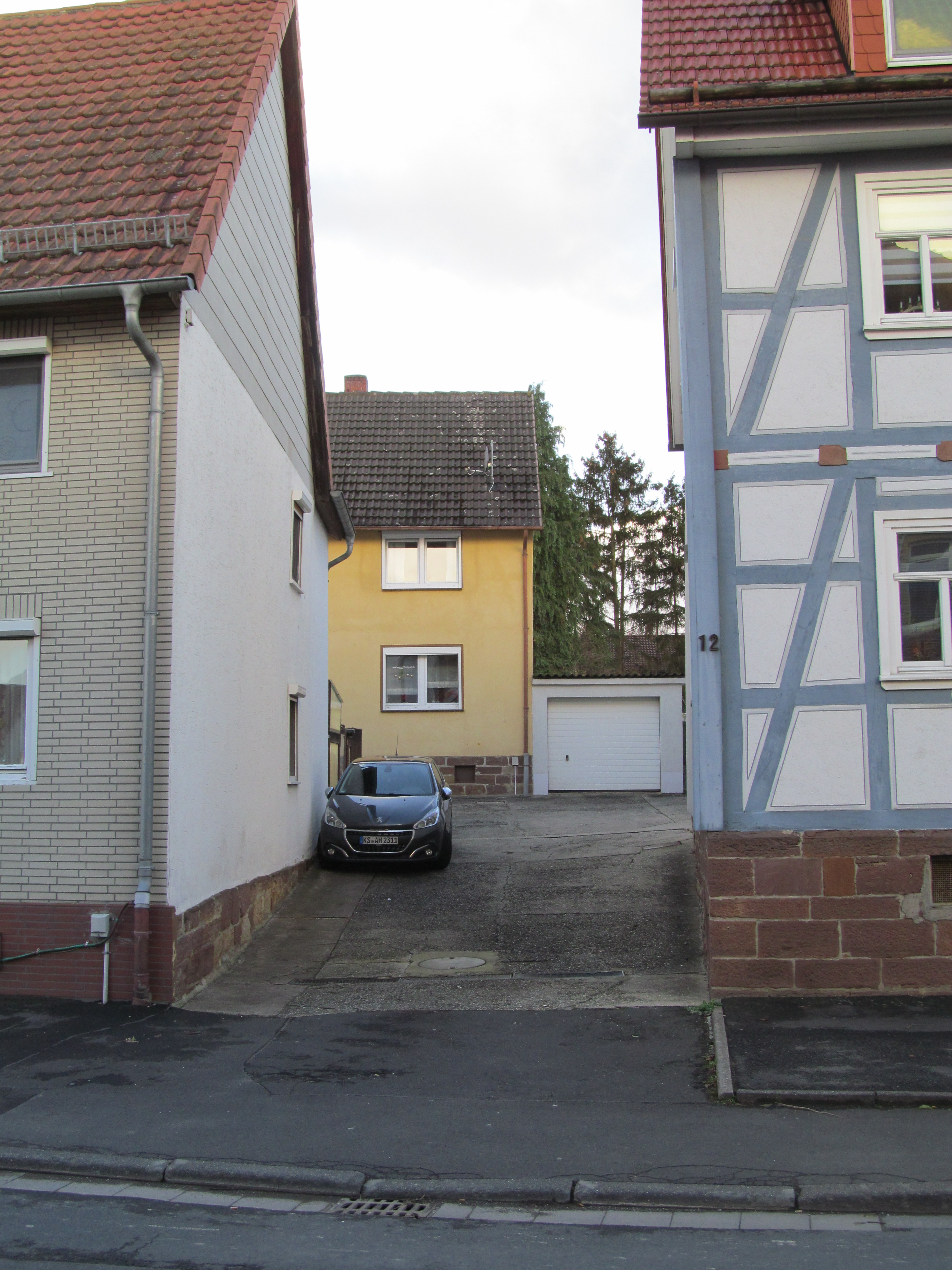
Wilhelmsthaler Straße 14
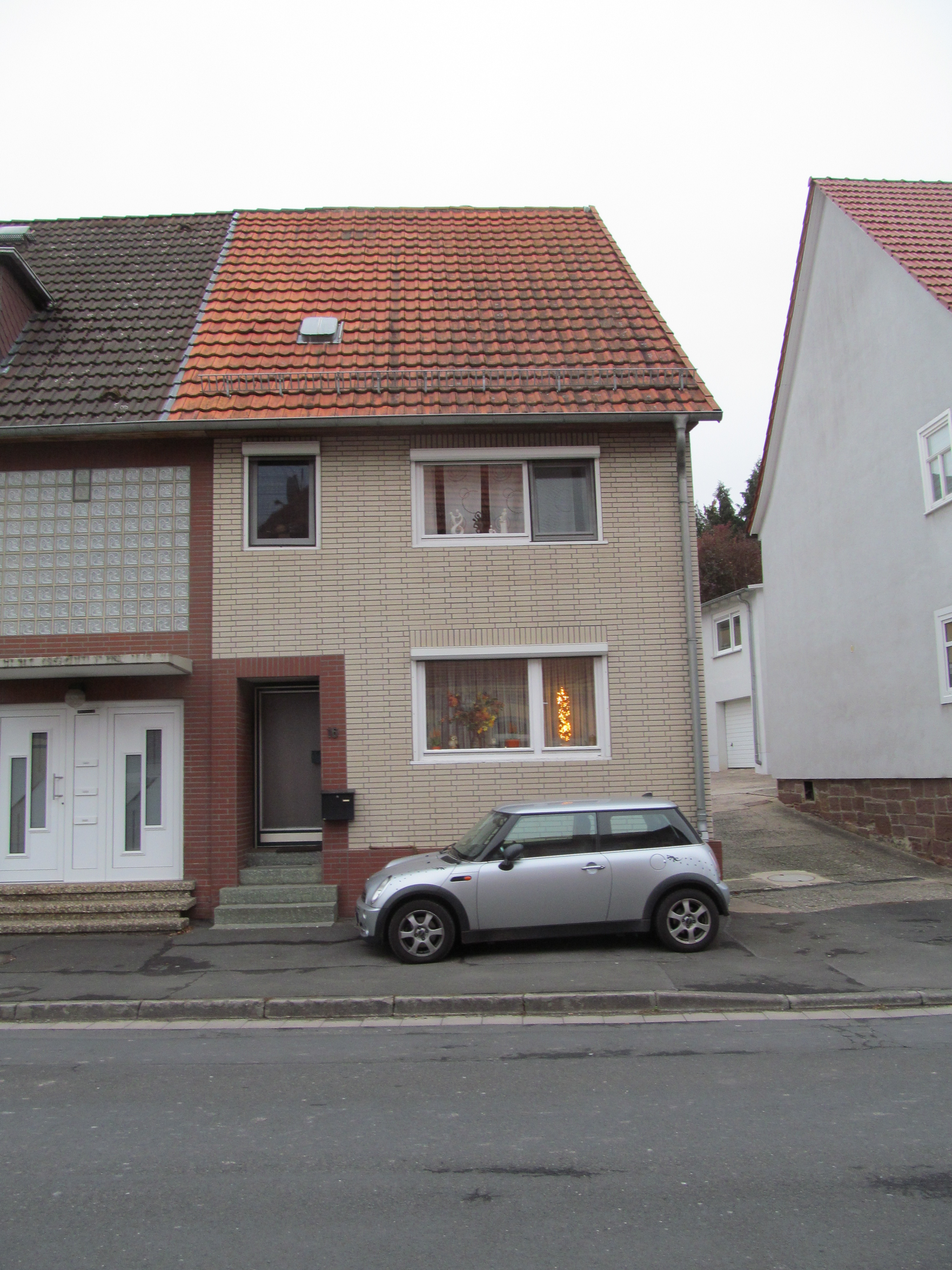
Wilhelmsthaler Straße 16
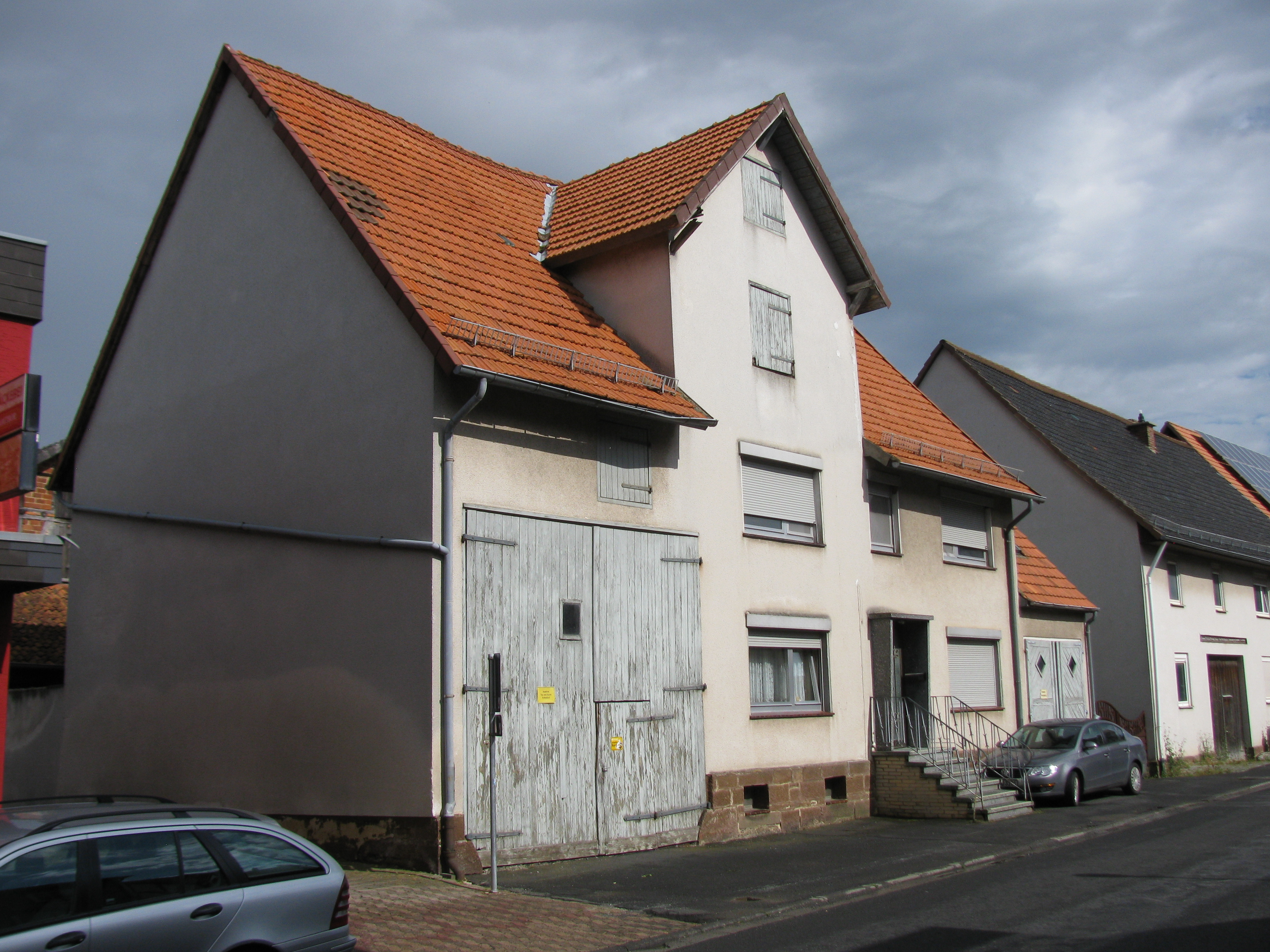
Wilhelmsthaler Straße 17
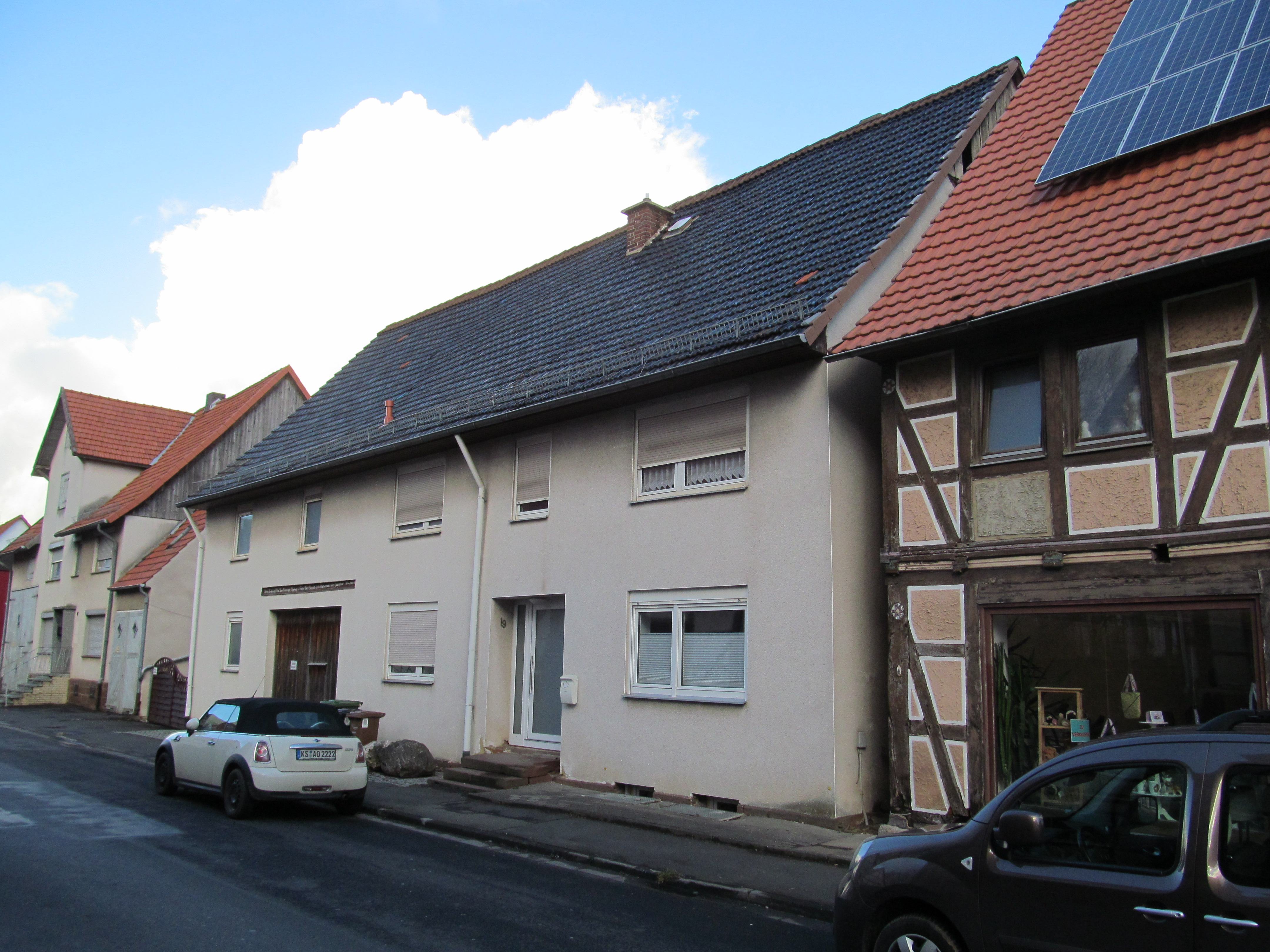
Wilhelmsthaler Straße 19
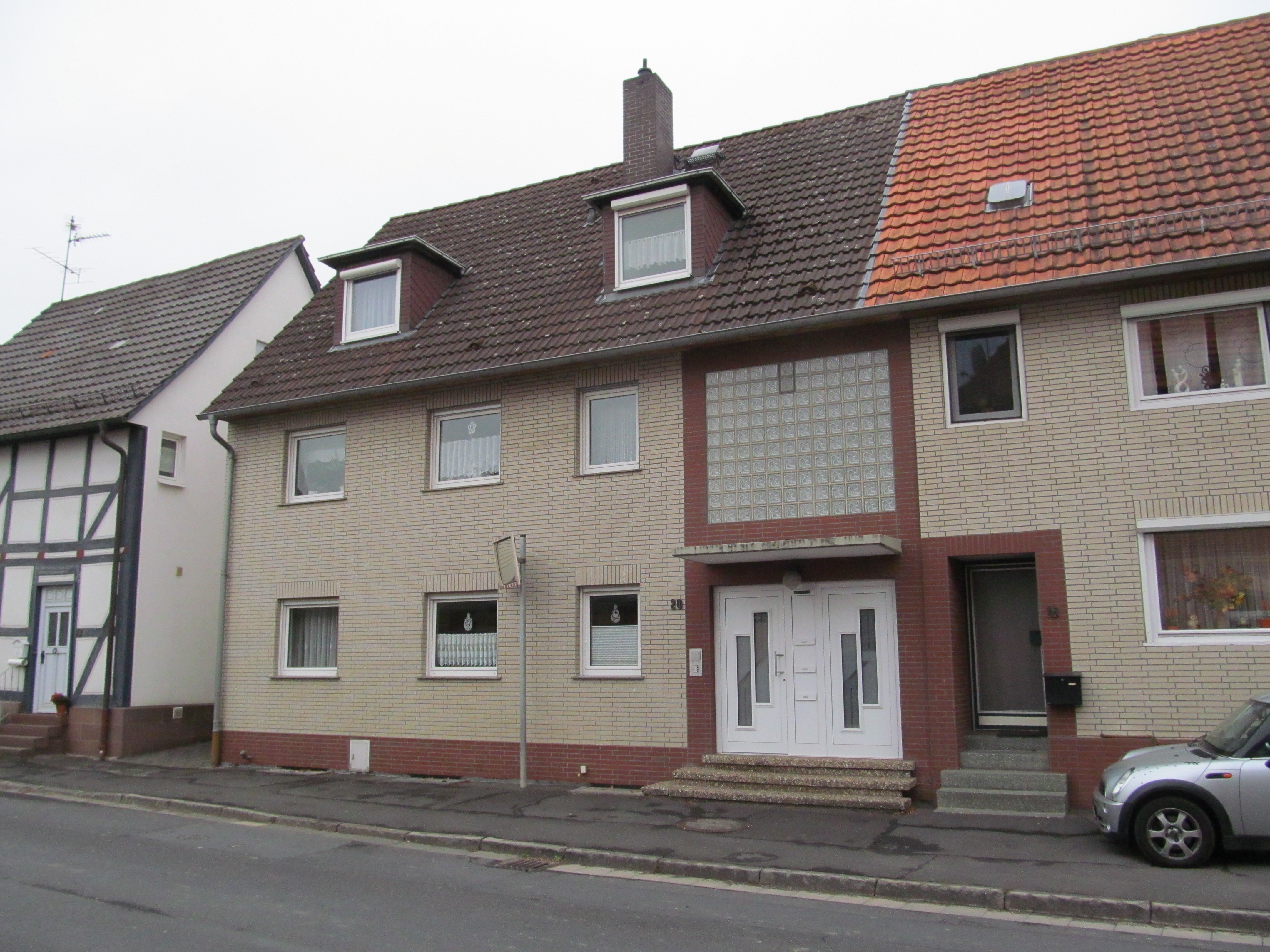
Wilhelmsthaler Straße 20
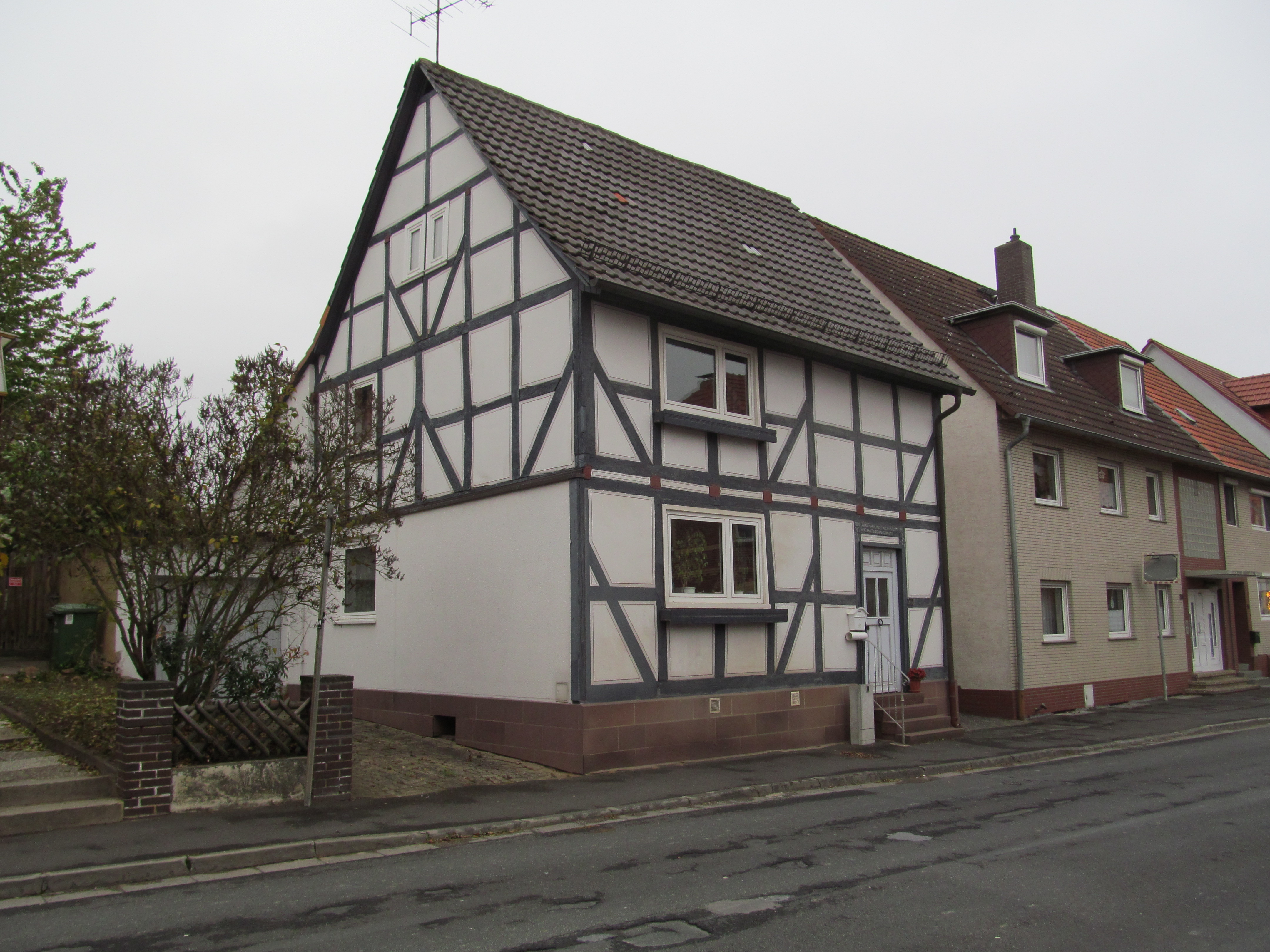
Wilhelmsthaler Straße 22
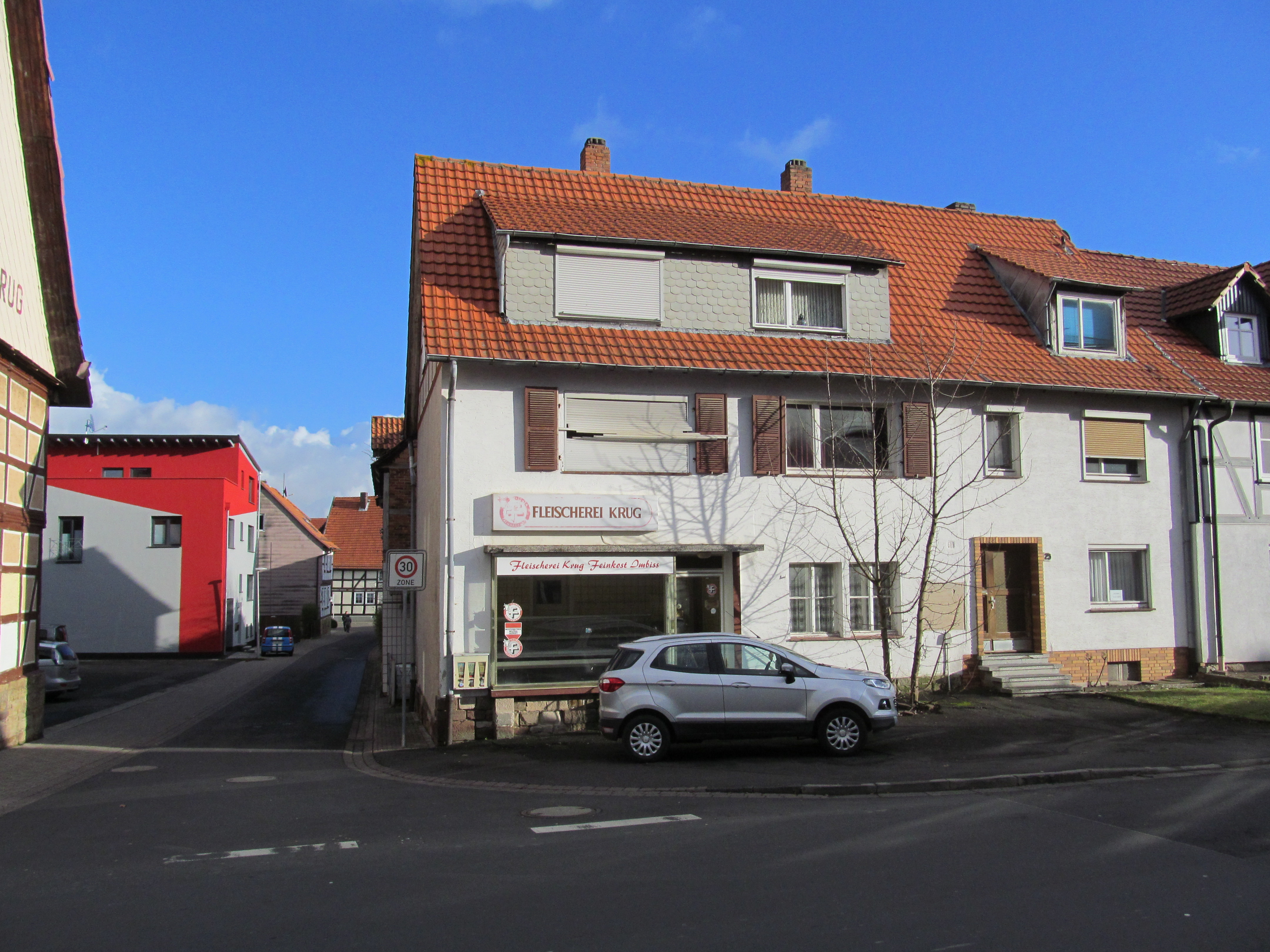
Wilhelmsthaler Straße 23
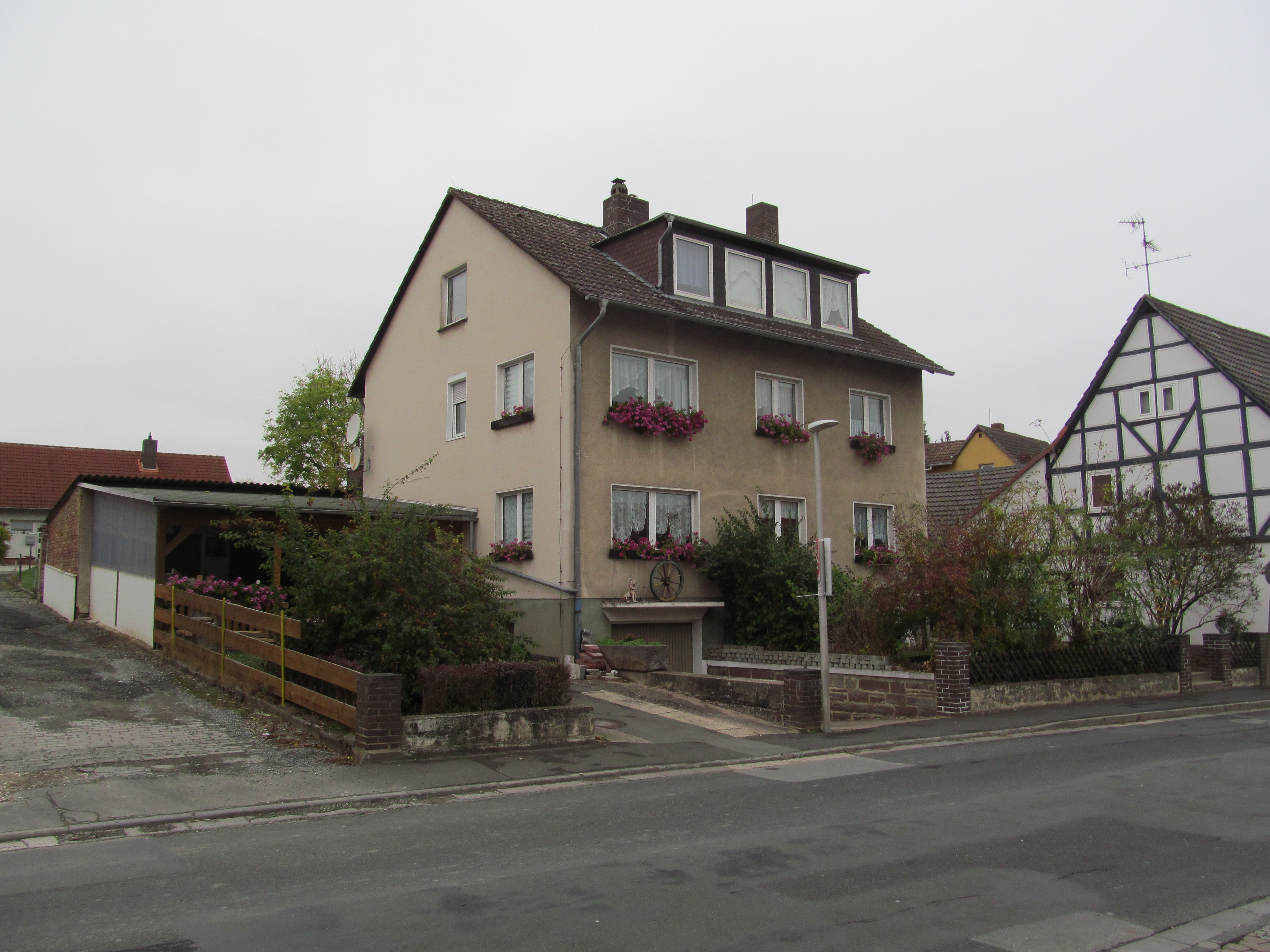
Wilhelmsthaler Straße 24
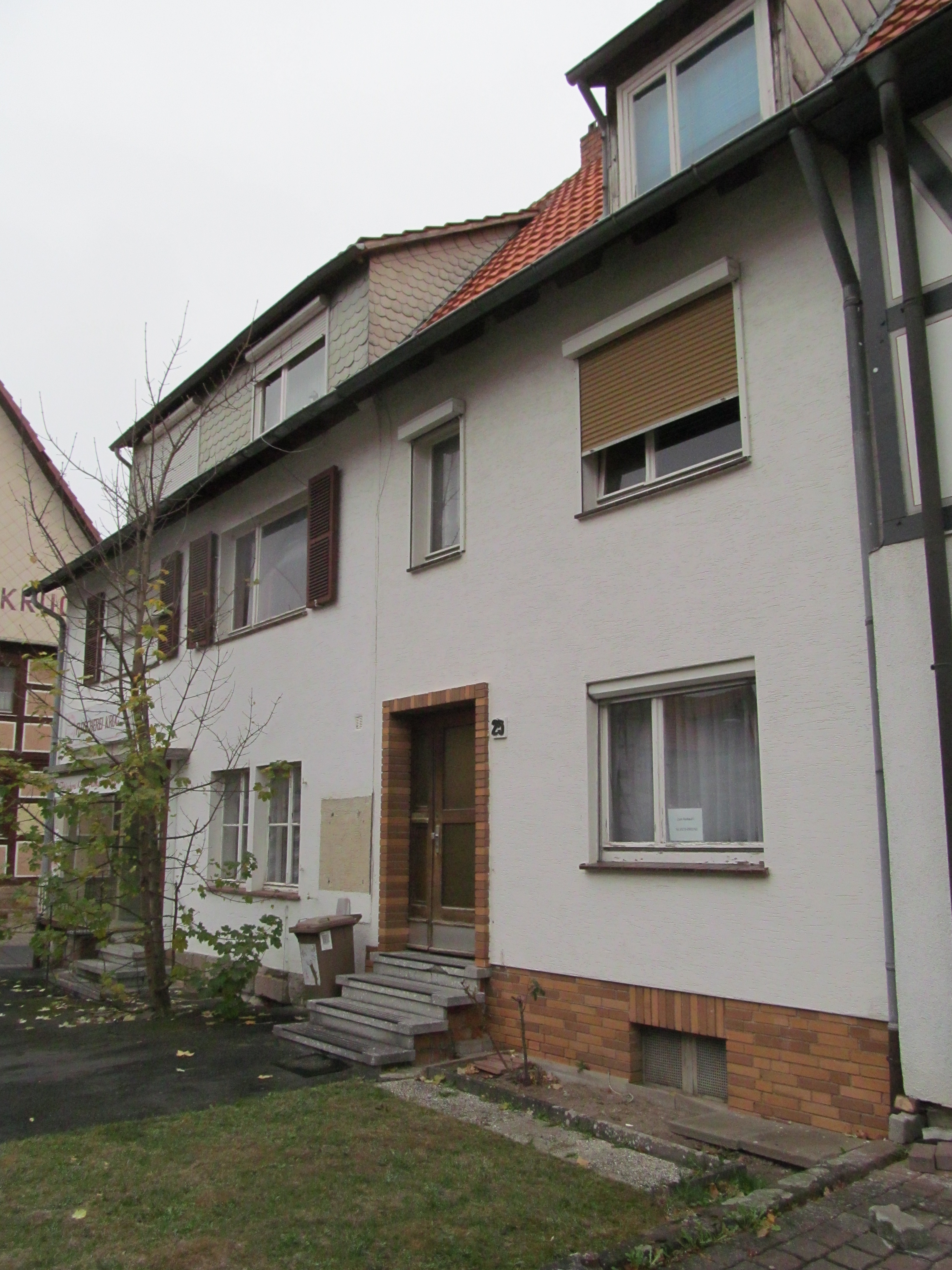
Wilhelmsthaler Straße 25
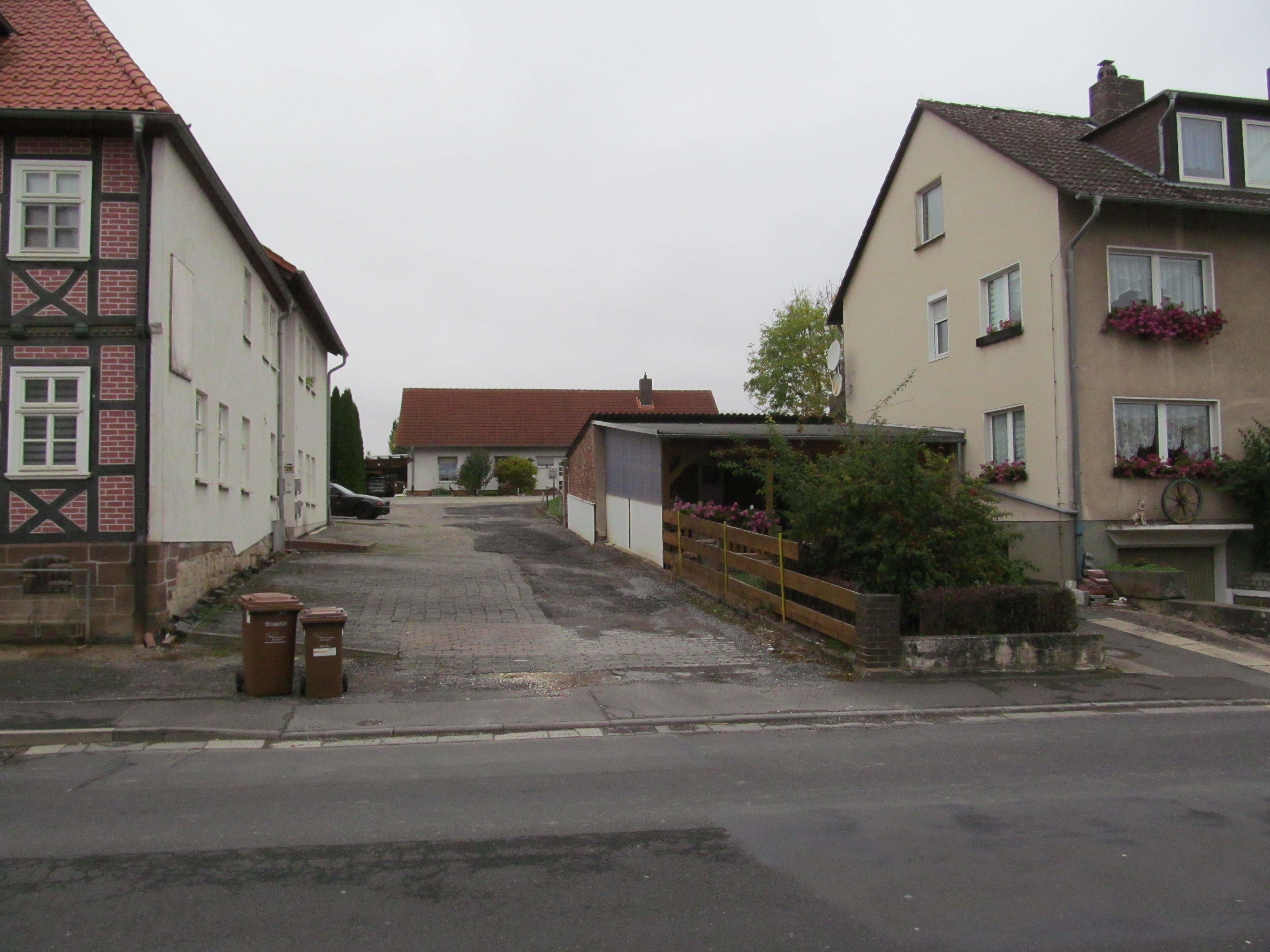
Wilhelmsthaler Straße 26
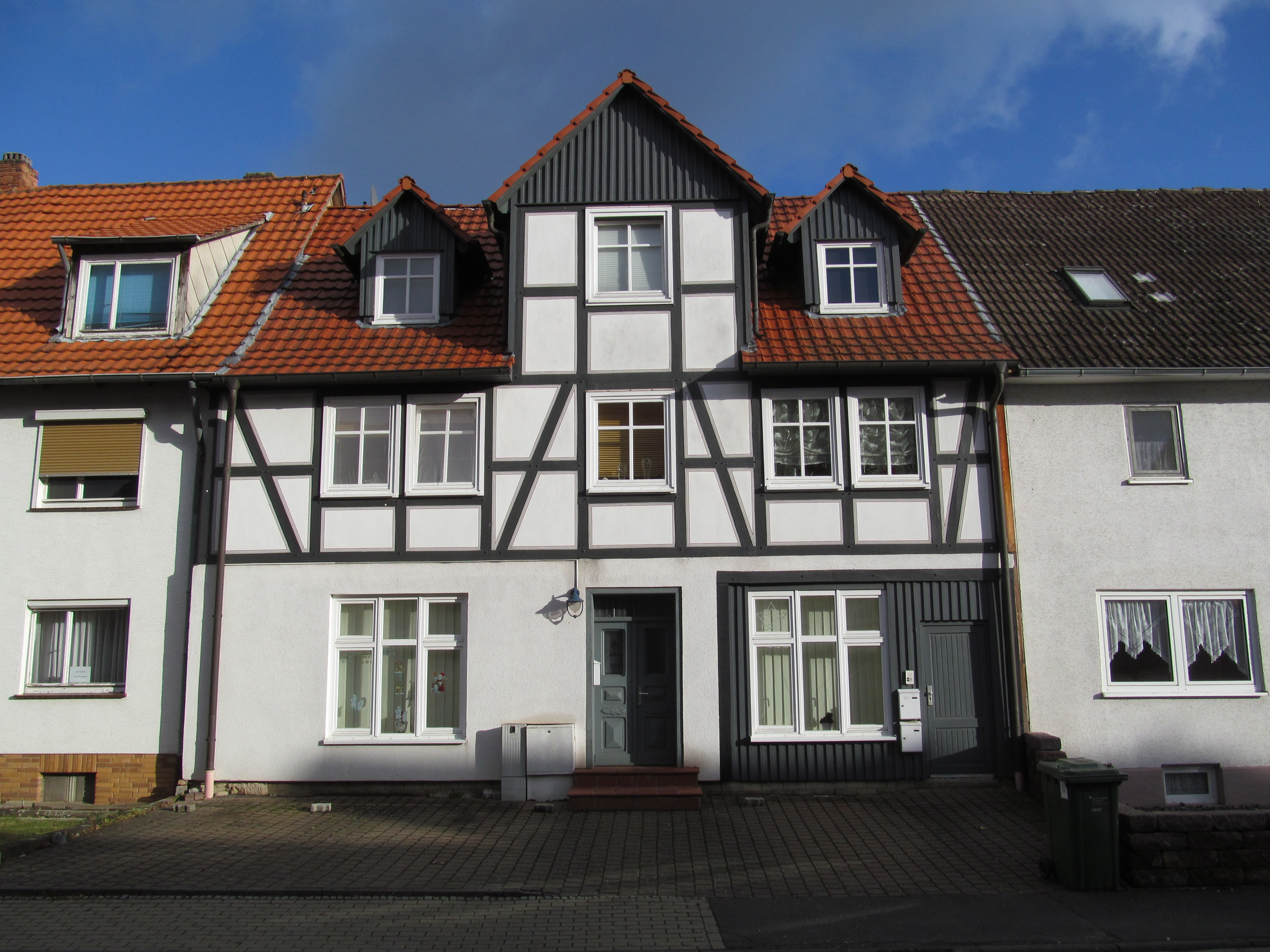
Wilhelmsthaler Straße 27
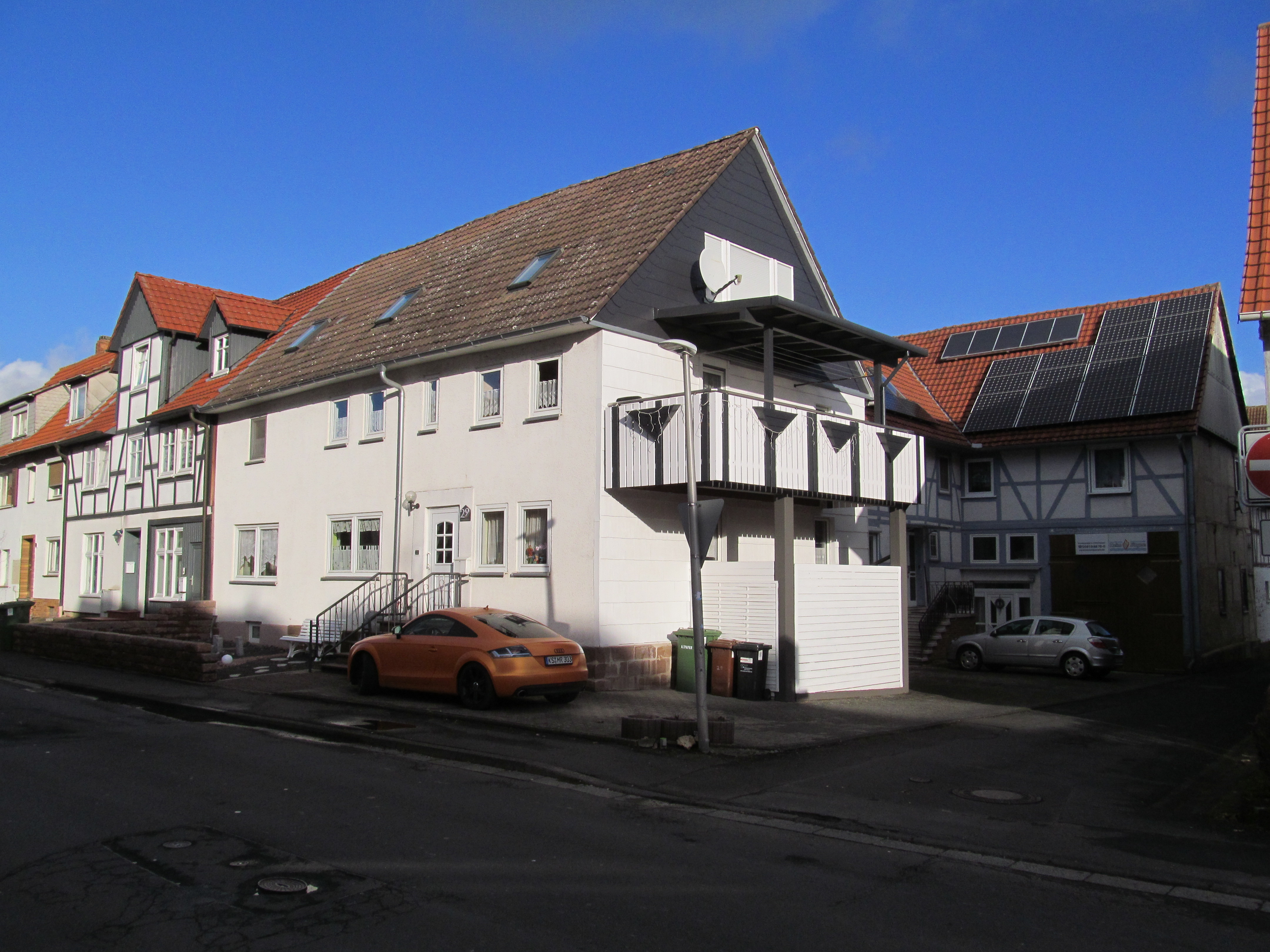
Wilhelmsthaler Straße 29
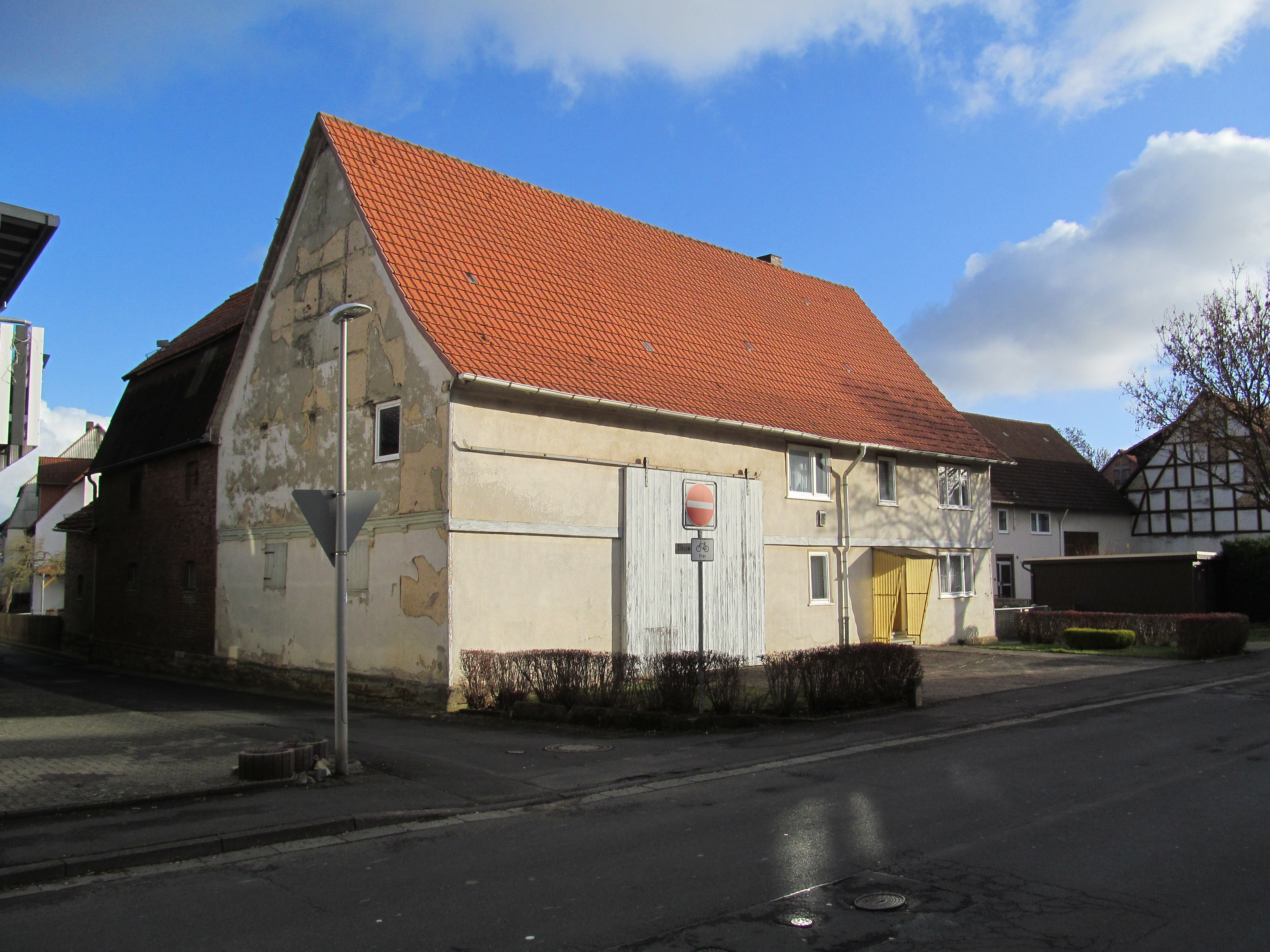
Wilhelmsthaler Straße 31
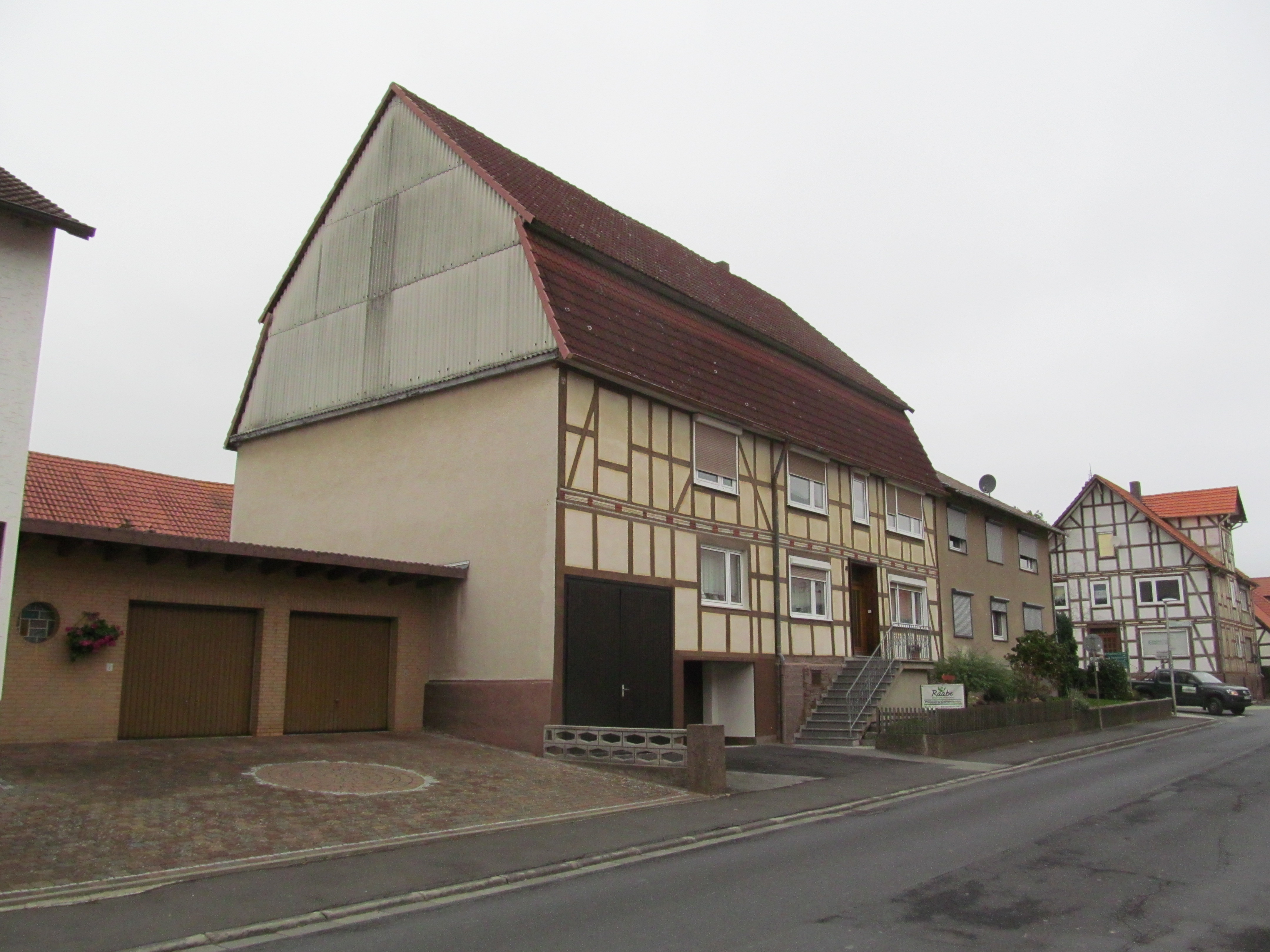
Wilhelmsthaler Straße 32
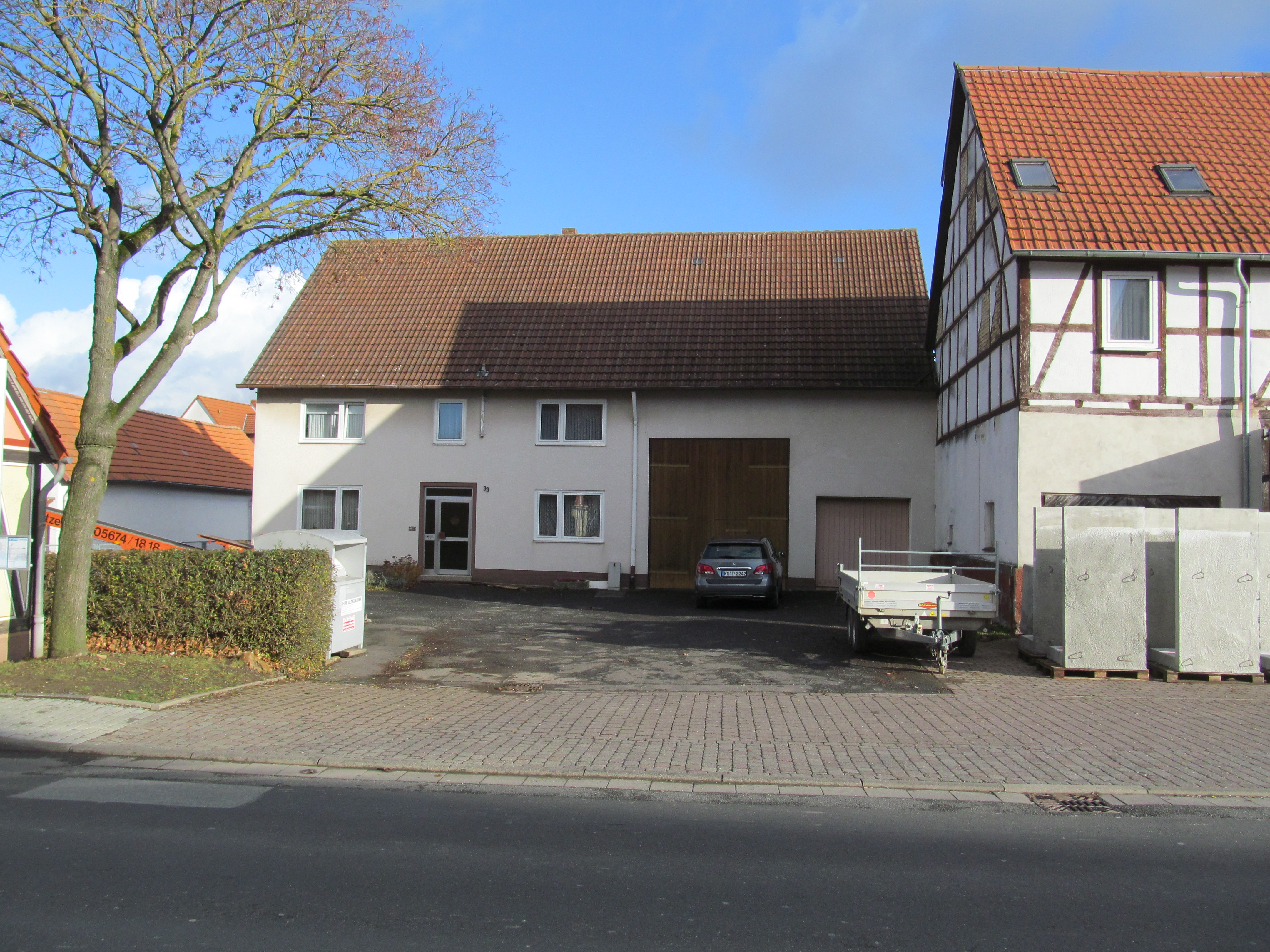
Wilhelmsthaler Straße 33
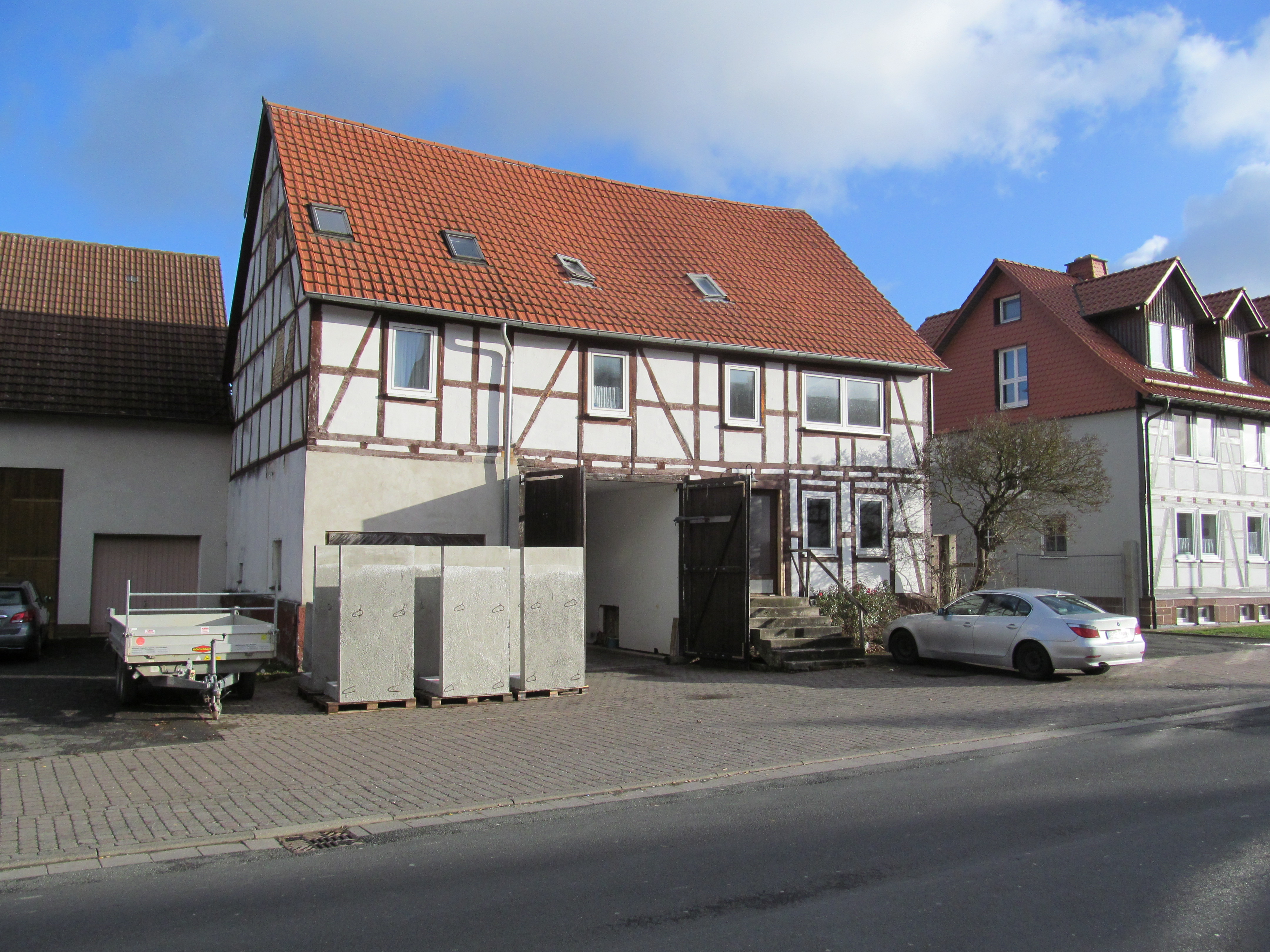
Wilhelmsthaler Straße 35
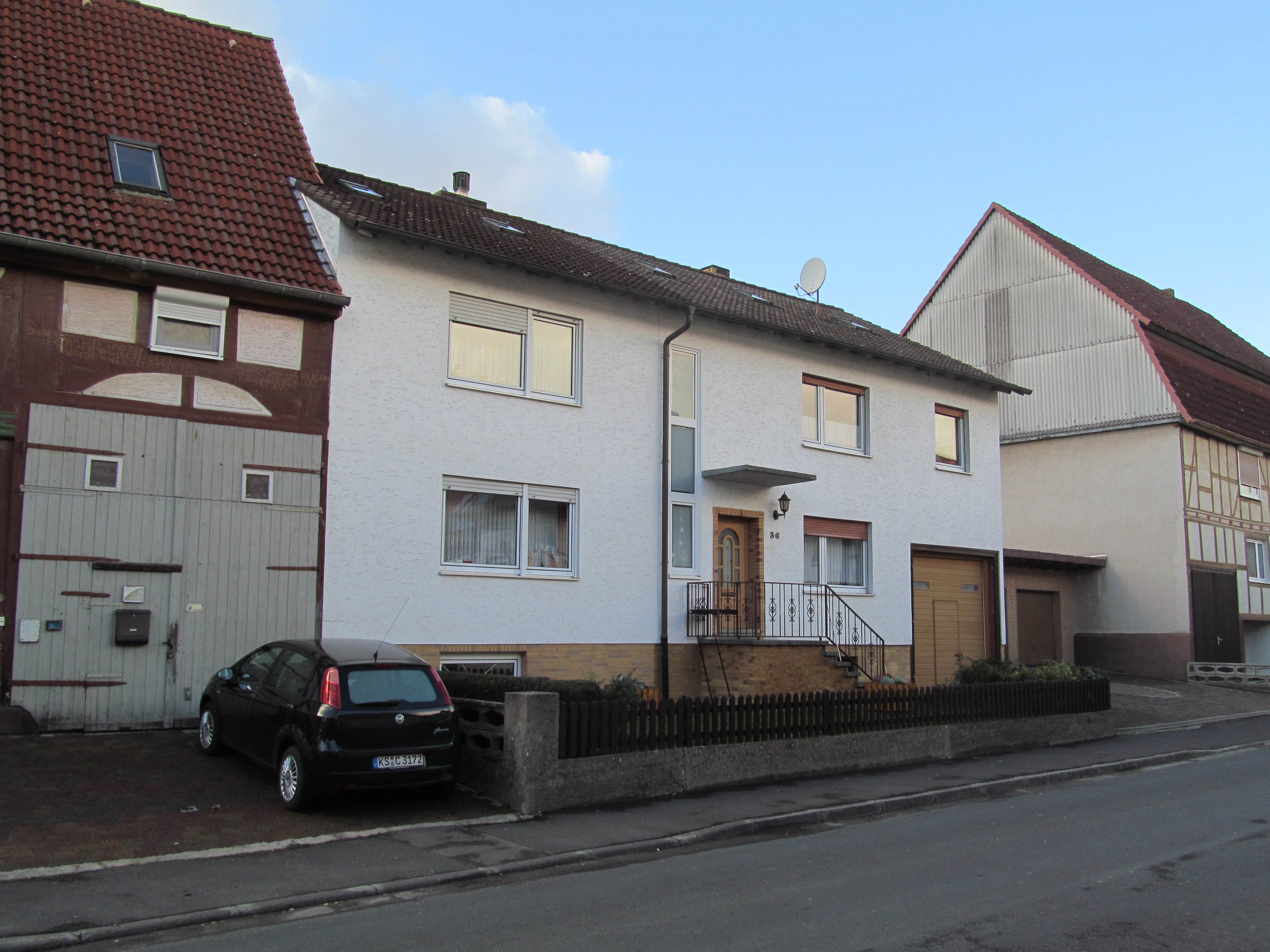
Wilhelmsthaler Straße 36
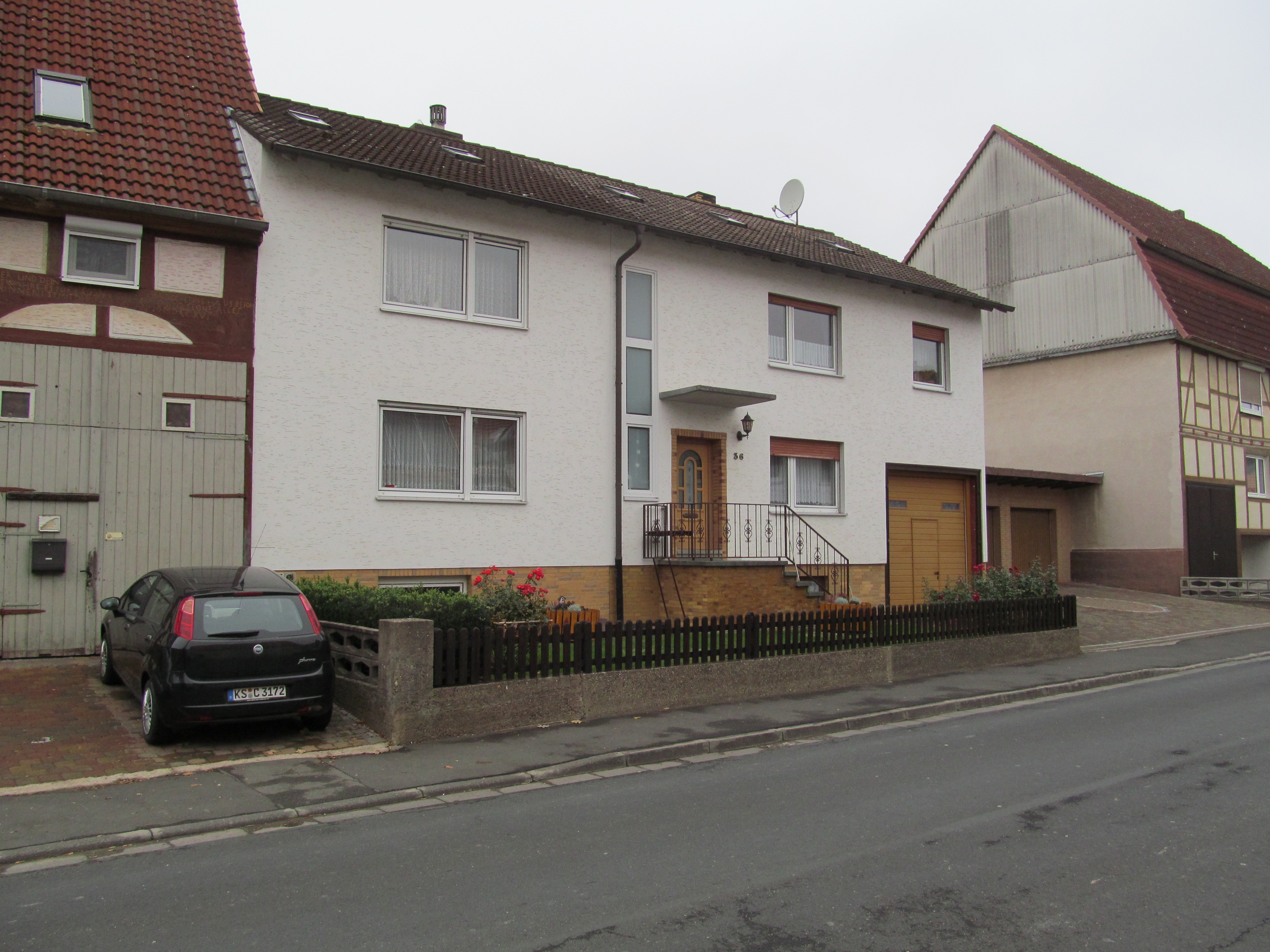
Wilhelmsthaler Straße 38
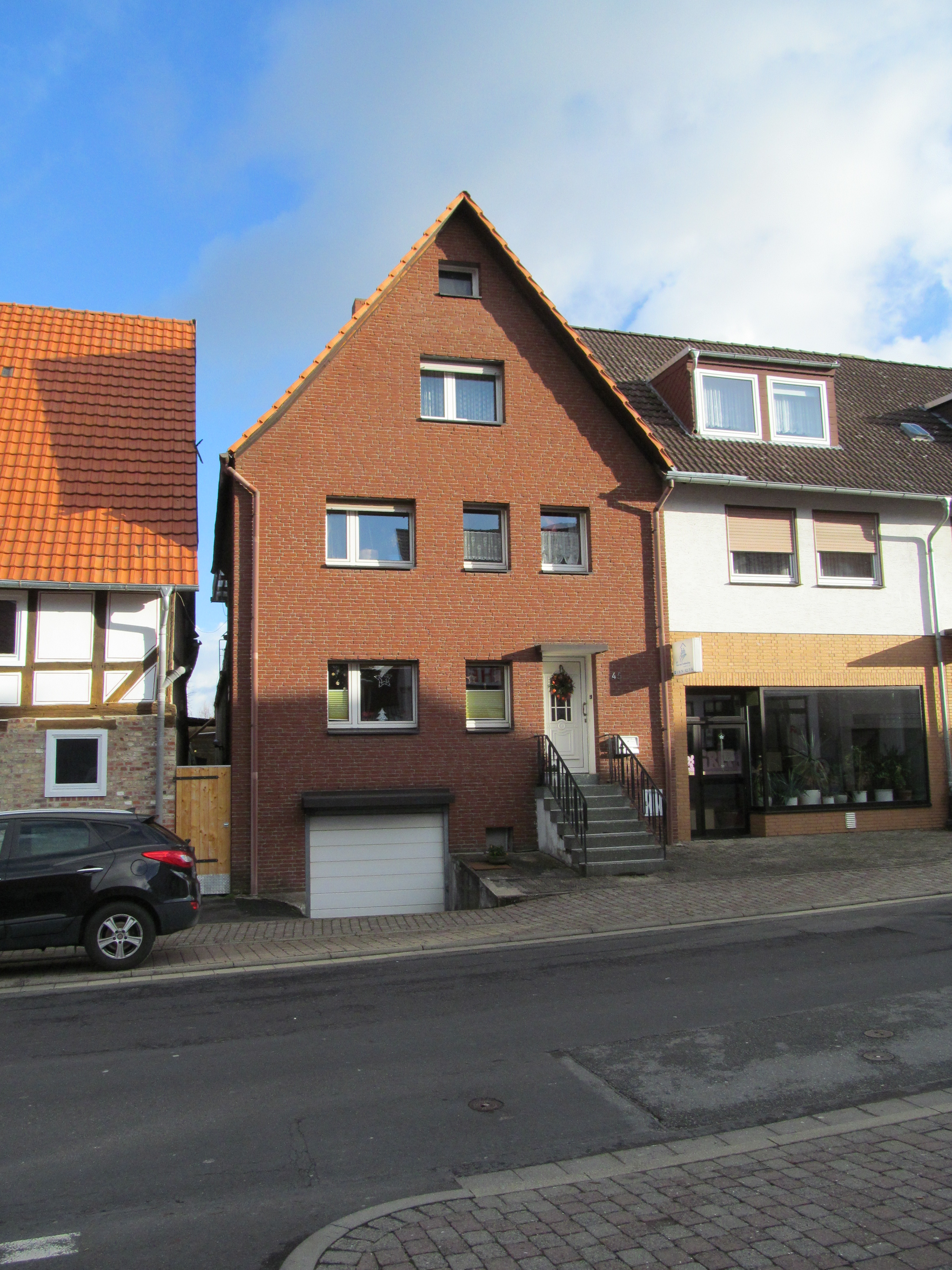
Wilhelmsthaler Straße 45
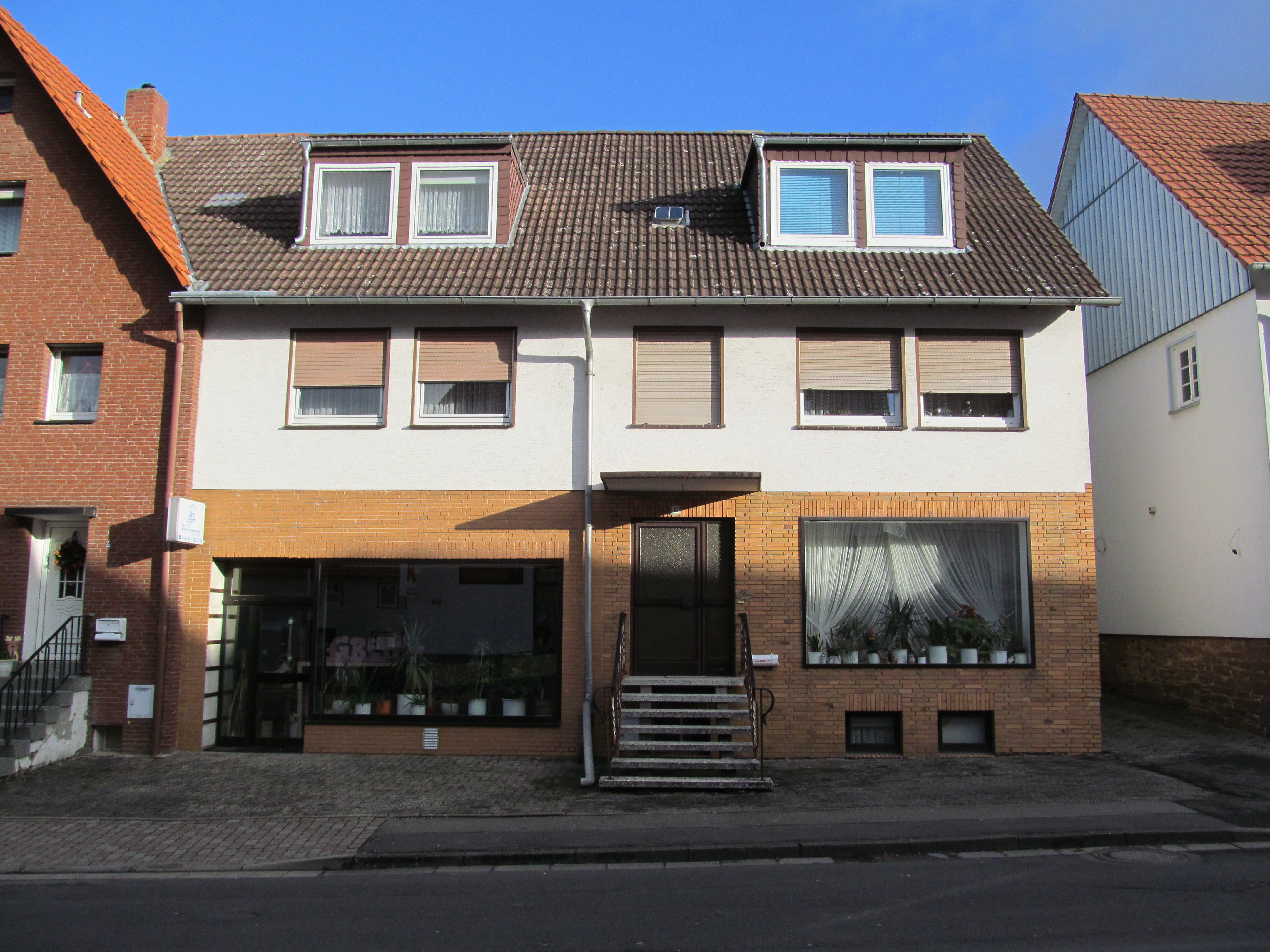
Wilhelmsthaler Straße 47
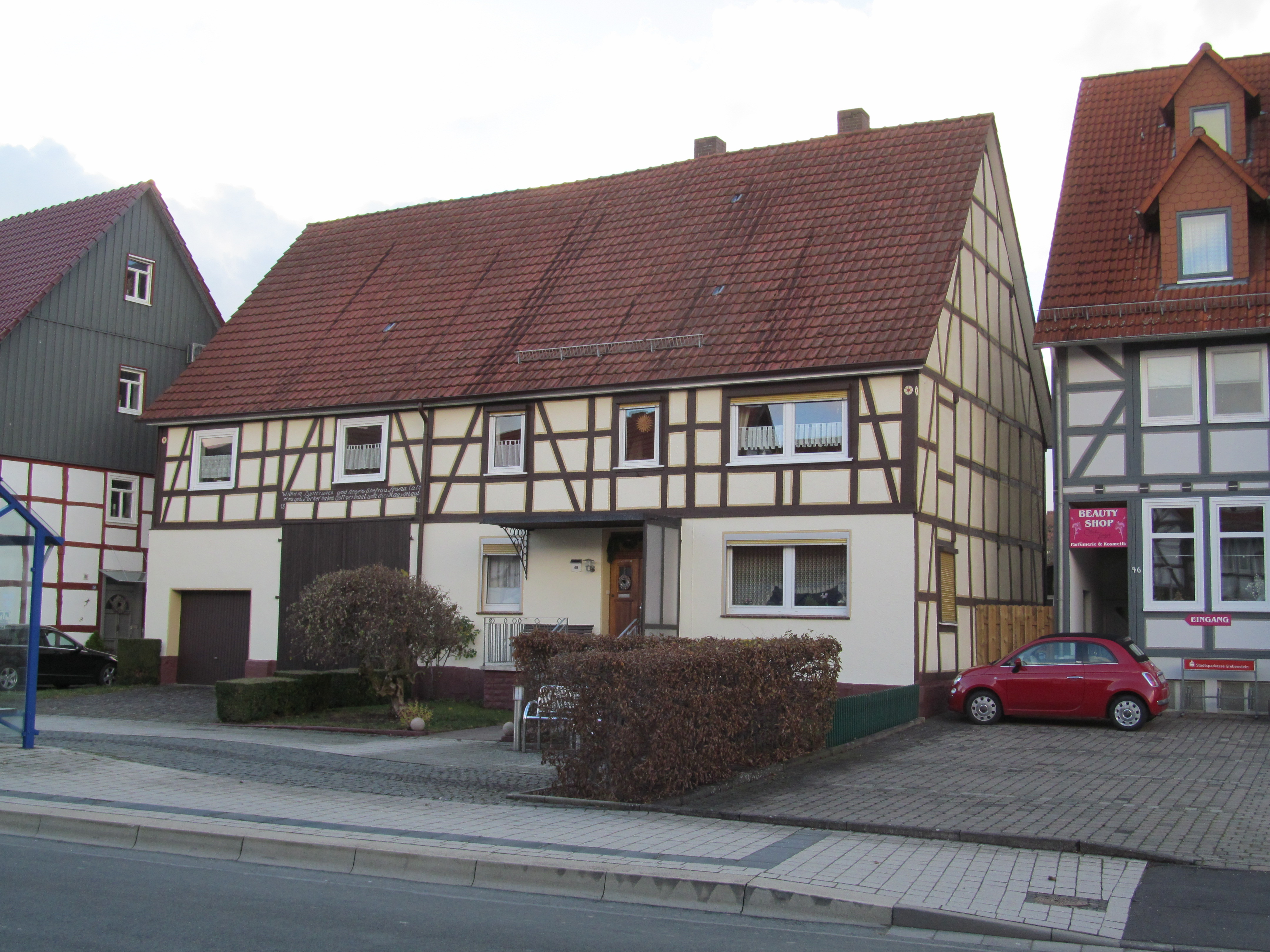
Wilhelmsthaler Straße 48
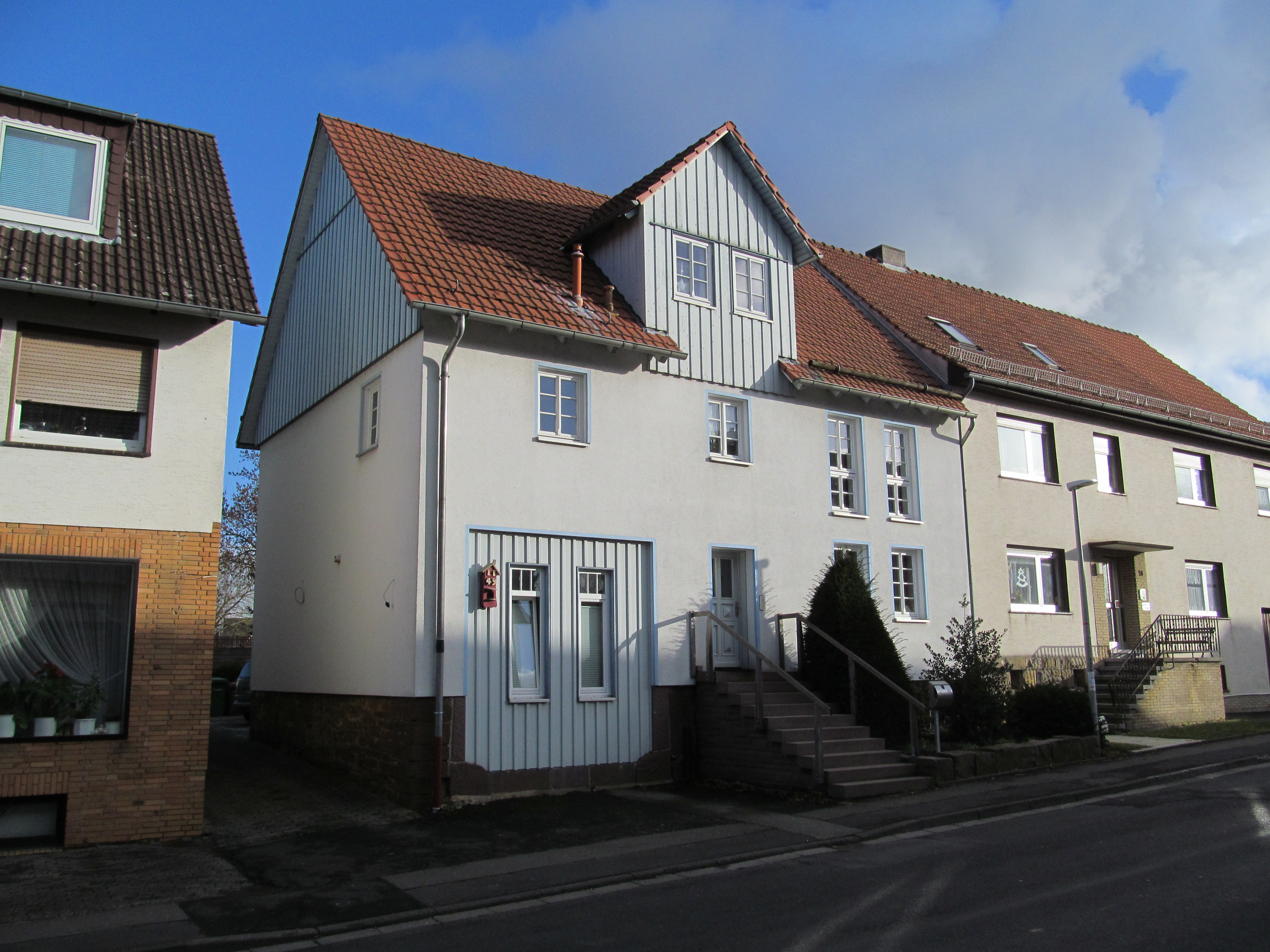
Wilhelmsthaler Straße 49
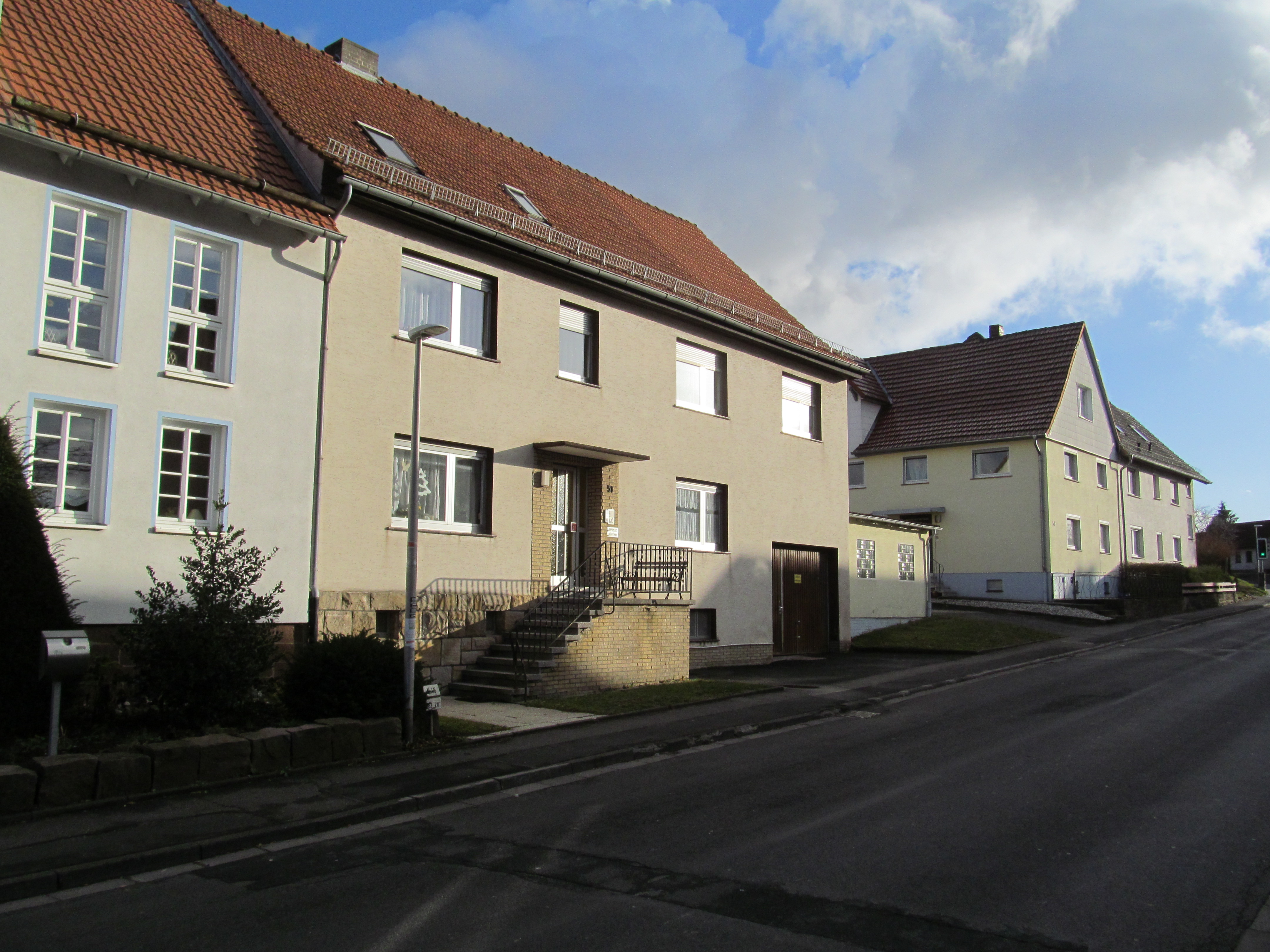
Wilhelmsthaler Straße 51
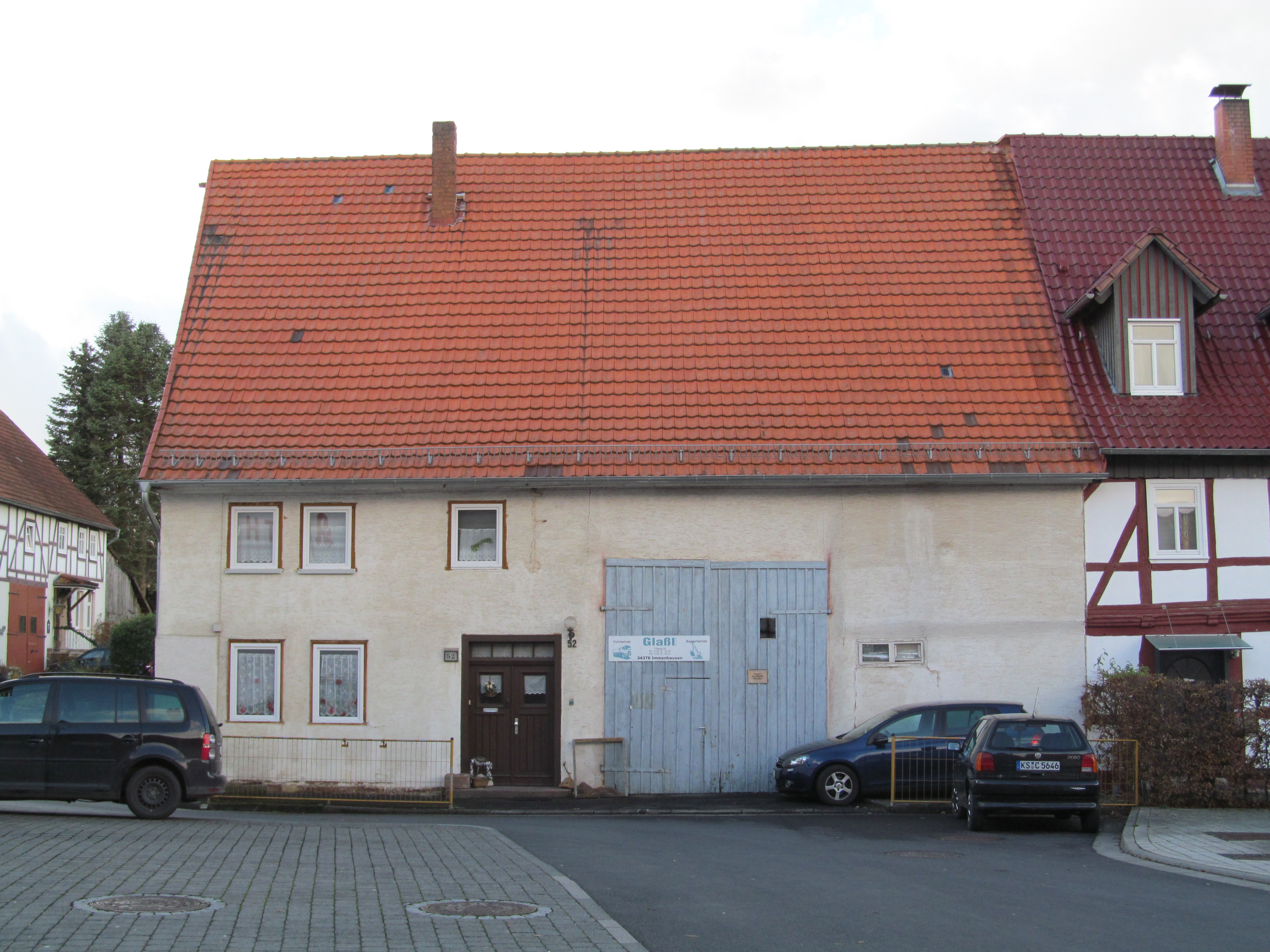
Wilhelmsthaler Straße 52
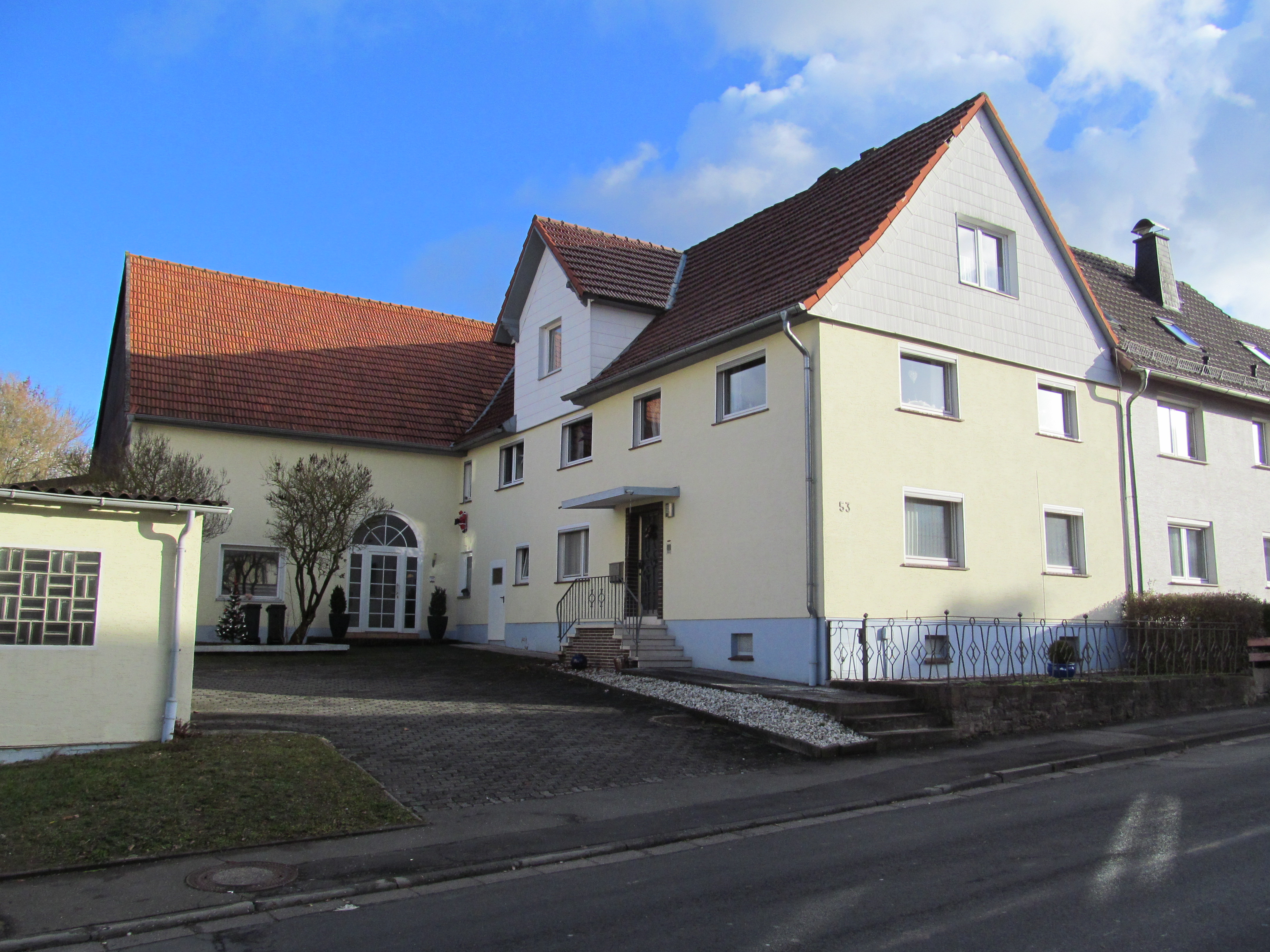
Wilhelmsthaler Straße 53
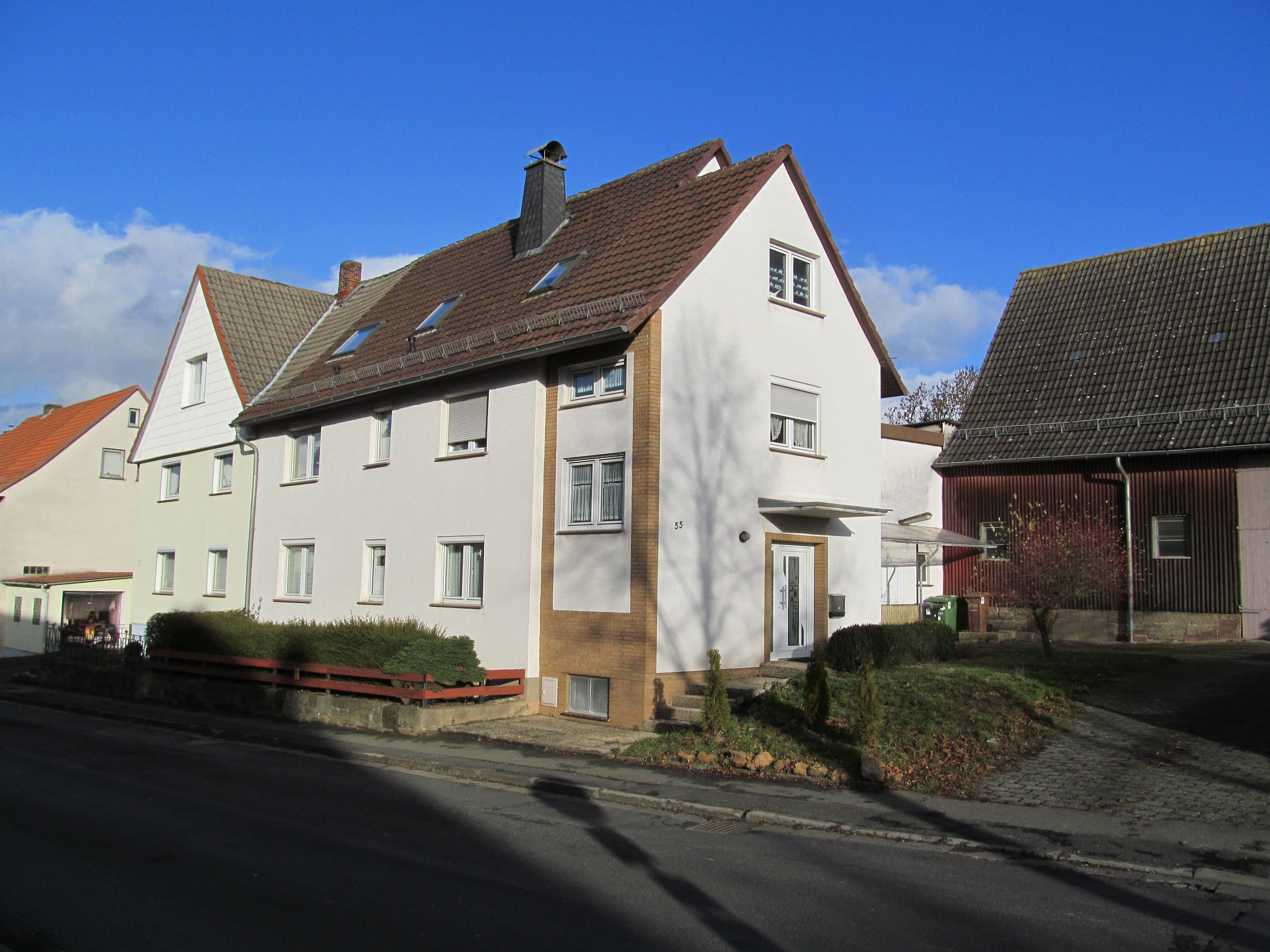
Wilhelmsthaler Straße 55
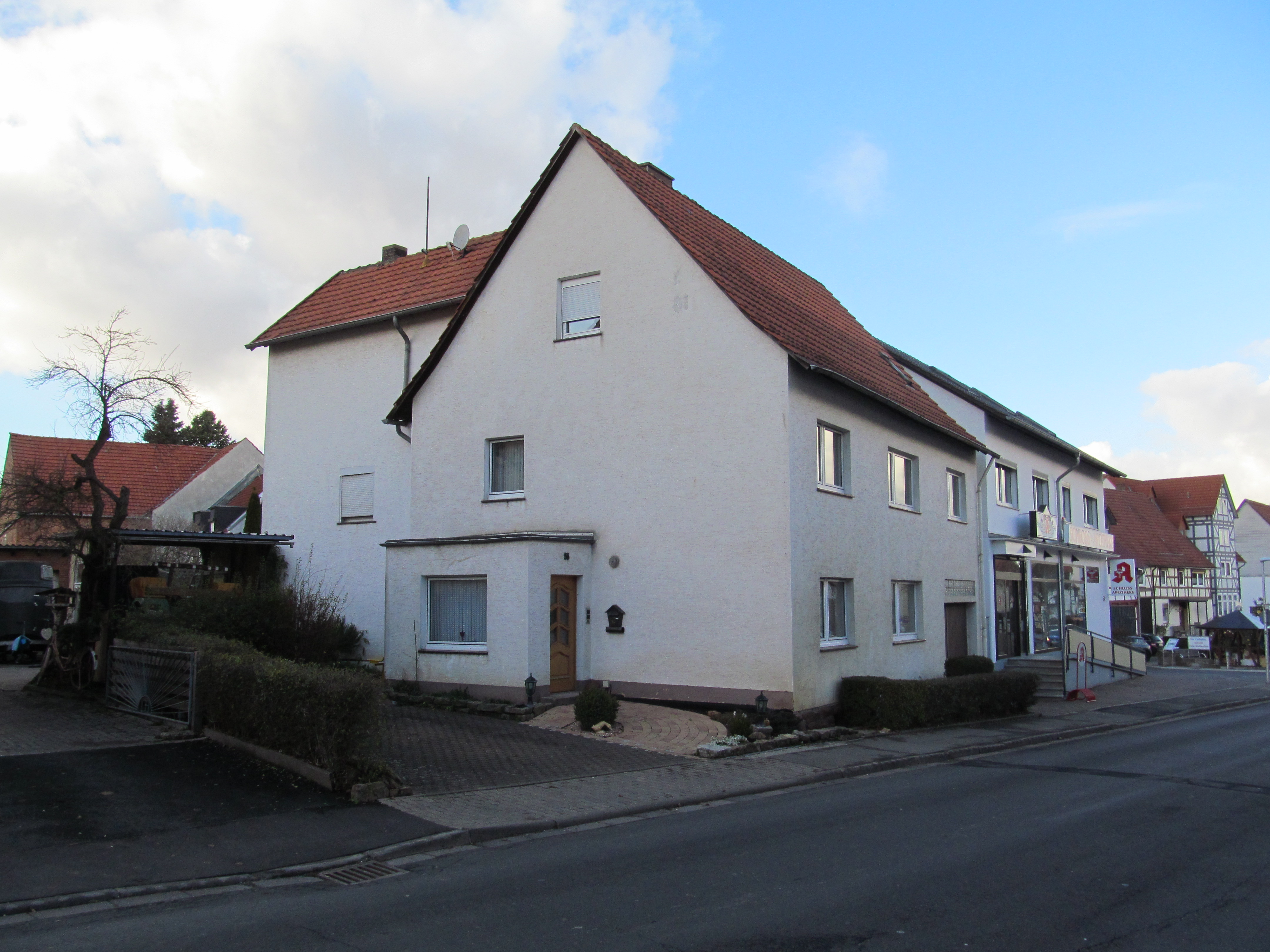
Wilhelmsthaler Straße 56
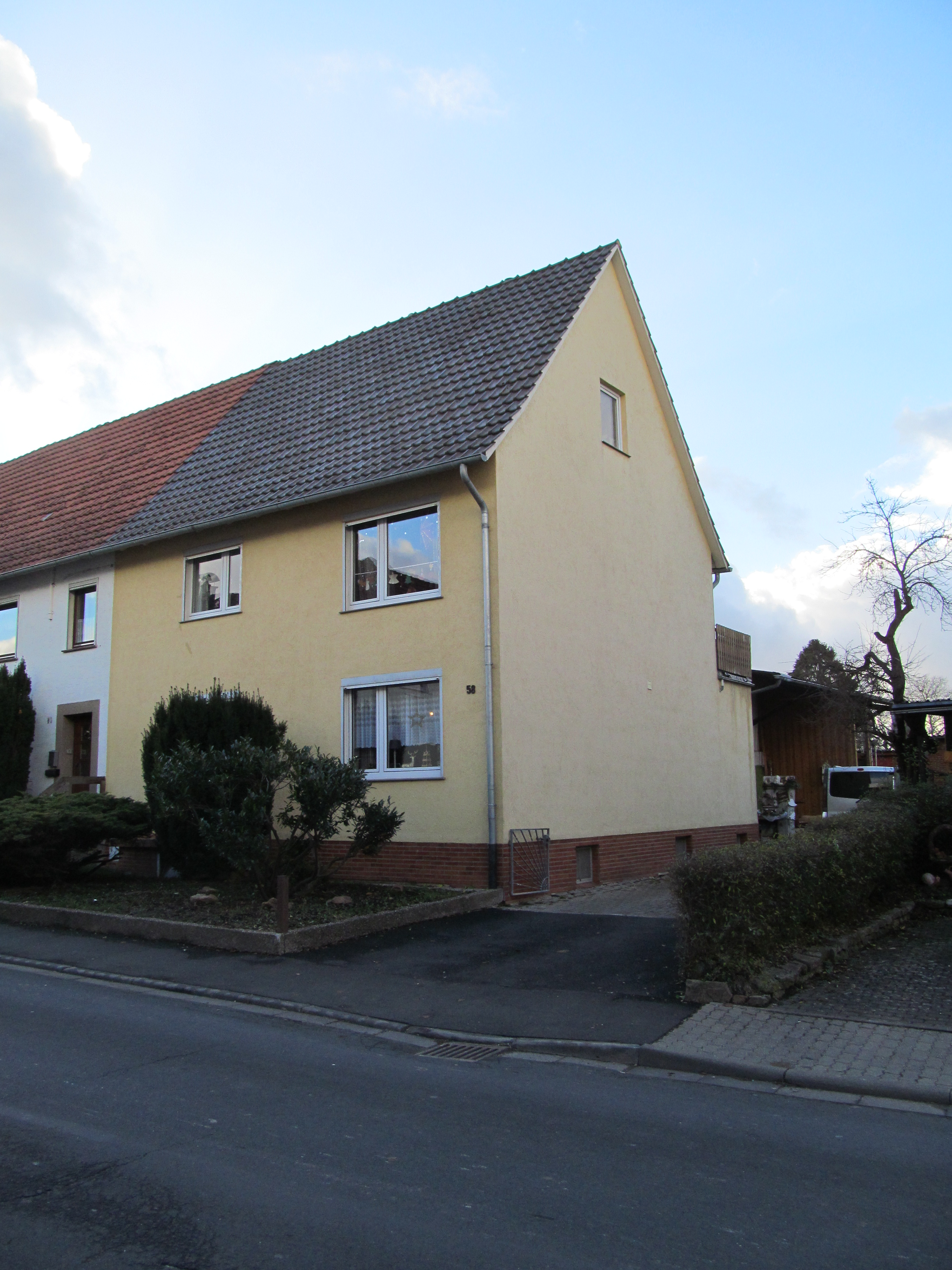
Wilhelmsthaler Straße 58
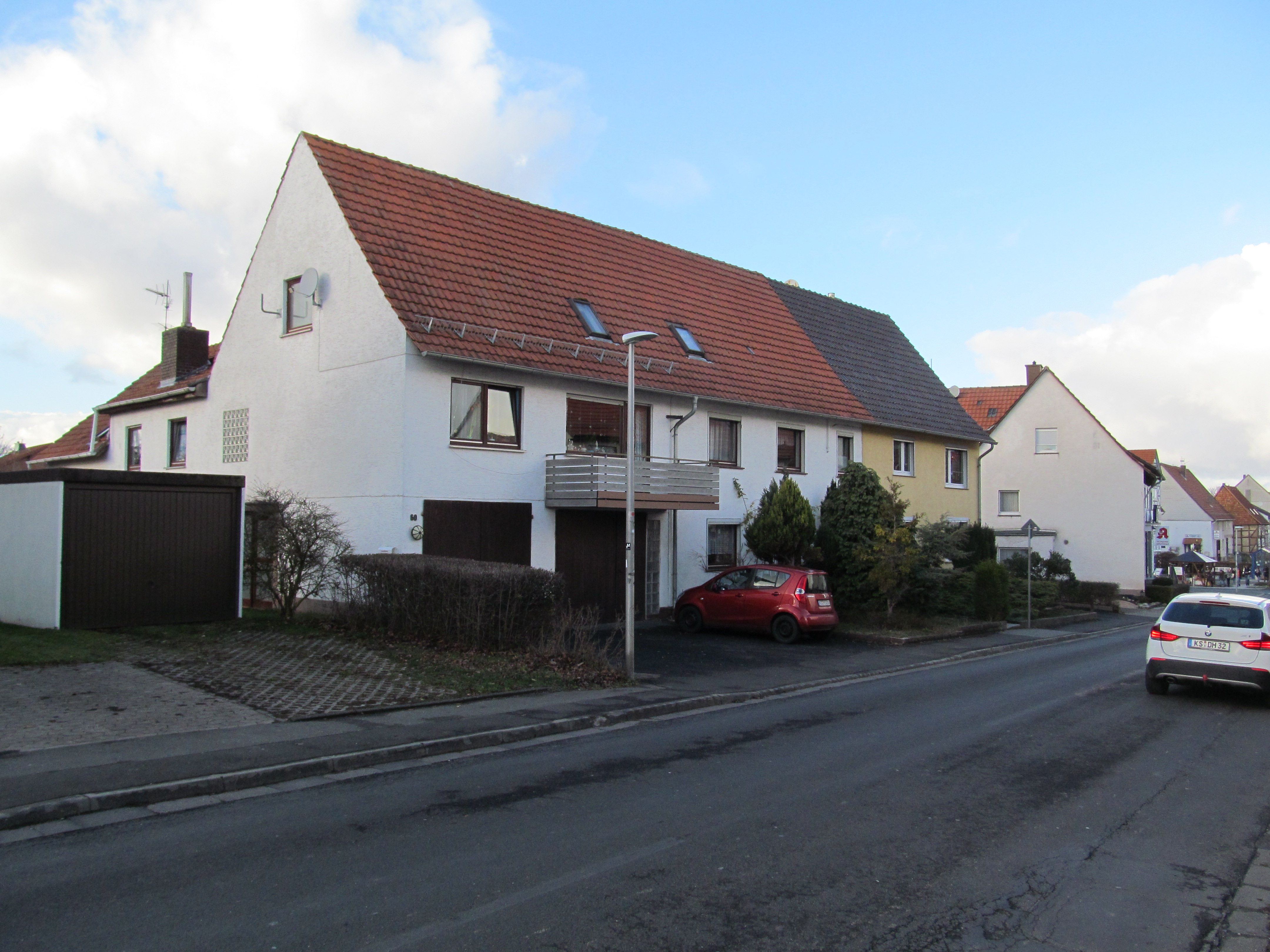
Wilhelmsthaler Straße 60
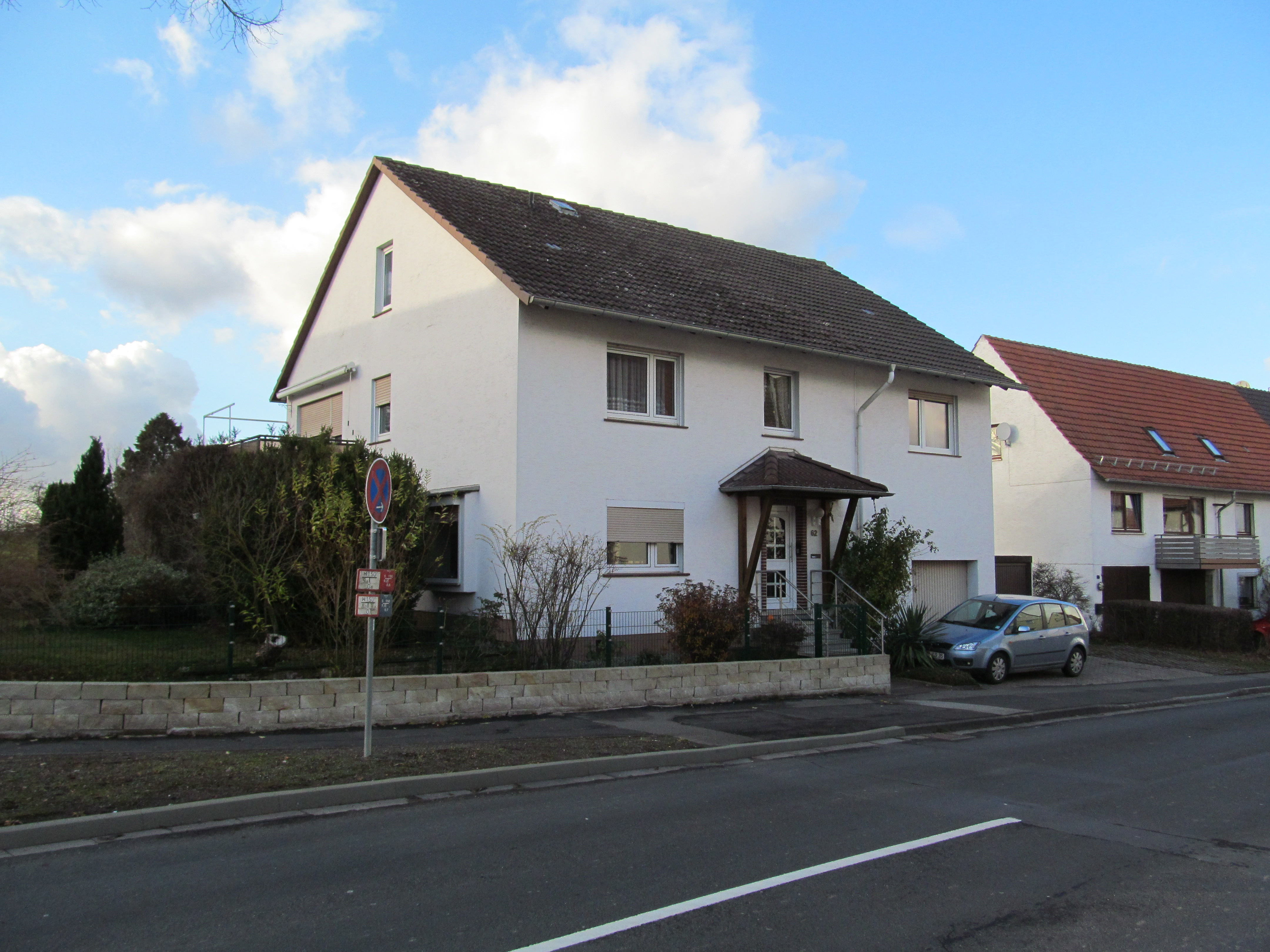
Wilhelmsthaler Straße 62

### Einzeldenkmäler
| Bild                           | Bezeichnung                    | Lage                                     | Beschreibung | Bauzeit                    | Daten |
| ------------------------------ | ------------------------------ | ---------------------------------------- | ------------ | -------------------------- | ----- |
| kleines Wohnwirtschaftsgebäude | kleines Wohnwirtschaftsgebäude | Harter Weg 4 Lage                        | (g, k, s)    | Mitte des 18. Jahrhunderts |       |
| Friedhofskapelle               | Friedhofskapelle               | Waldstraße LageFlur: 28, Flurstück: 56/2 | (g)          | 1947                       |       |

### Schloss Wilhelmsthal
| Bild           | Bezeichnung                       | Lage                                                                                         | Beschreibung                                    | Bauzeit       | Daten |
| -------------- | --------------------------------- | -------------------------------------------------------------------------------------------- | ----------------------------------------------- | ------------- | ----- |
| weitere Bilder | Gesamtanlage Schloss Wilhelmsthal | Wilhelmsthal 1,2,3,4,5,6,7, und 8 LageFlur: 20, Flurstück: 11/1, 1,3,4,12, 34/2, 68/31, 39/2 | Schloss Wilhelmsthal mit Park und Nebengebäuden | 1743 bis 1761 |       |

## Ortsteile
Für die Kulturdenkmäler der Ortsteile siehe:
- Liste der Kulturdenkmäler in Ehrsten
- Liste der Kulturdenkmäler in Fürstenwald
- Liste der Kulturdenkmäler in Meimbressen
- Liste der Kulturdenkmäler in Obermeiser
- Liste der Kulturdenkmäler in Westuffeln